# Valencia
Valencia (oficialmente en valenciano: València, AFI: [vaˈɫensia]) es un municipio y una ciudad de España, capital de la provincia homónima y de la Comunidad Valenciana. Su población es de 825 948 habitantes (INE 2024), alcanzando los 1 615 223 habitantes (a 2023) si se incluye su espacio urbano. Es la tercera ciudad y área metropolitana más poblada de España, por detrás de Madrid y Barcelona.
Valencia fue fundada por los romanos como colonia en 138 a. C., siendo cónsul Décimo Junio Bruto Galaico, y se denominó Valentia Edetanorum. Después de los períodos romano y visigodo, en el año 711, los musulmanes ocuparon la ciudad aportando su lengua, religión y costumbres, así como la implantación de sistemas de riego y la introducción de nuevos cultivos. En 1238 el rey cristiano Jaime I de Aragón reconquistó la ciudad, y repartió las tierras entre los nobles que le ayudaron a conquistarla, tal y como queda testimoniado en el Llibre del Repartiment, así como también creó una nueva ley para la ciudad, los Fueros de Valencia, los cuales se hicieron extensivos al resto del reino de Valencia. En el siglo XVIII, Felipe V derogó los fueros como castigo al reino de Valencia por alinearse con los austracistas en la guerra de sucesión española. En 1982 se instituyó a Valencia como la capital de la actual Comunidad Valenciana, tal y como recoge el Estatuto de Autonomía.
La ciudad está situada a orillas del río Turia, en la costa levantina de la península ibérica, justo en el centro del golfo de Valencia, aunque en el momento que los romanos la fundaron, se encontraba en una isla fluvial del Turia, a unos cuatro kilómetros de distancia del mar. A unos diez kilómetros al sur de la ciudad se encuentra la Albufera de Valencia, la cual es propiedad del Ayuntamiento de Valencia desde 1911 cuando la compró a la Corona de España por 1 072 980,41 pesetas. La Albufera es uno de los lagos más grandes de España, ya que tiene cerca de 2100 hectáreas de superficie, a las cuales hay que añadir una extensión de 14 100 hectáreas de marjal dedicadas al cultivo del arroz. Debido a su valor cultural, histórico y ecológico, fue el primer parque natural que declaró la Generalidad Valenciana, en 1986.
En 2012 la economía de la ciudad se centraba en los servicios, ya que cerca del 84 % de la población activa ocupada pertenecía al sector servicios. No obstante, la ciudad mantenía una base industrial, con un porcentaje de población ocupada del 5,5 %. Por otro lado, las actividades agrícolas, aun teniendo una importancia relativamente menor con solo el 1,9 % de la población activa ocupada, pervivían en el término municipal con un total de 3973 hectáreas, las cuales estaban ocupadas en su mayor parte por cultivos de huerta y cítricos.
Su casco histórico es uno de los más extensos de España, con 169 hectáreas, y gracias a su patrimonio histórico y monumental y sus diversos espacios escénicos y culturales la convierten en una de las ciudades con mayor afluencia de turismo nacional e internacional de todo el país. Entre sus monumentos más representativos se encuentran el Miguelete, la Catedral, las Torres de Serranos y de Quart, la Lonja de la Seda —declarada como Patrimonio de la Humanidad por la Unesco en 1996—. También hay que destacar que el Museo de Bellas Artes de Valencia es por su relevancia la segunda pinacoteca de España, al igual que el Instituto Valenciano de Arte Moderno (IVAM), el cual tiene por objetivo el investigar y difundir el arte del siglo XX, o el Museo Valenciano de la Ilustración y la Modernidad, un espacio de interacción cívica y de reflexión sobre los problemas y la fisonomía de la sociedad actual, así como el conjunto de la Ciudad de las Artes y las Ciencias.
Debido a su larga historia, esta es una ciudad con innumerables fiestas y tradiciones, entre las que cabe destacar las fallas, las cuales fueron declaradas como fiestas de interés turístico internacional el 25 de enero de 1965 y Patrimonio cultural inmaterial de la Humanidad por la UNESCO el 30 de noviembre de 2016, el Tribunal de las Aguas, también declarado en 2009 como Patrimonio cultural inmaterial de la Humanidad, y la Semana Santa Marinera, declarada como Fiesta de Interés Turístico Nacional en 2011. Además de esto, Valencia ha sido, y es en la actualidad, escenario de diversos eventos mundiales que han contribuido a configurar la ciudad y darle proyección internacional, como han sido la Exposición Regional de 1909, la 32.ª y la 33.ª Copa América de vela, el Gran Premio de Europa de Fórmula 1, el Open 500 de tenis, el Global Champions Tour de Hípica, el Volleyball World Beach Pro Tour Valencia, la Maratón de Valencia, y la tercera edición de los Motorsport Games de la FIA.
Desde 2023, su alcaldesa es María José Catalá, del Partido Popular, que gobierna en coalición con Vox. Es la tercera mujer en presidir la ciudad.

## Toponimia
El topónimo de «Valencia» deriva del término latino Valentia Edetanorum que le dieron los romanos al fundarla. Dicha denominación puede traducirse como 'Valor (o fuerza) en la tierra de los edetanos' (o simplemente como 'Valor de los Edetanos'), y se enmarca en la costumbre, ya practicada en Italia en el siglo II a. C., de fundar colonias con topónimos alegóricos de virtudes militares. Los árabes la denominaron مدينة التراب (Madīna at-Turab, 'Ciudad de la arena'), por estar emplazada en la orilla del río Turia, mientras que reservaron el término بلنسية (Balansīa) para la totalidad de la taifa de Valencia. En la época de Abd al-Aziz la ciudad recuperó para sí el nombre de Balansīa, que pasaría a ser Valencia en castellano.
En 2016, el pleno del ayuntamiento acordó por unanimidad recuperar un decreto municipal no oficializado en el año 1996, por el que se iniciarían los trámites oportunos para oficializar la denominación oficial en valenciano, València, como única forma oficial, cambio que tuvo lugar tras los respectivos vistos buenos de diversas instituciones gubernamentales, entre ellas la Academia Valenciana de la Lengua que consideró mayoritariamente que la grafía adecuada desde el punto de vista histórico y lingüístico de València era con «e» abierta, aunque la pronunciación adecuada es con «e» cerrada (Valéncia), lo cual sigue siendo objeto de controversia lingüística. El 14 de febrero de 2017 se publicó en el Diario Oficial de la Generalidad Valenciana el cambio de denominación del municipio de Valencia por la forma exclusiva en valenciano, hecho que fue oficial tras su publicación en el BOE.
A lo largo de la historia la ciudad ha recibido varios apodos, como el de la Ciudad de las mil Torres, durante los siglos XVII y XVIII, la Capital del Turia o el Cap i Casal. También durante varios siglos y hasta época reciente fue conocida como Valencia del Cid.
El 26 de septiembre de 2023, el pleno del recién nombrado Ayuntamiento de Valencia impulsó el procedimiento para cambiar la denominación oficial de la ciudad a «Valencia/Valéncia», adoptando por primera vez una denominación bilingüe en valenciano y castellano para el municipio. La denominación propuesta en lengua valenciana fue muy polémica, porque pese a ajustarse más a la pronunciación recomendada, su grafía sigue las Normas de El Puig, no oficiales para escribir la gramática de este idioma. Además, según el Decreto 69/2017, de 2 de junio, que regula los cambios de denominación de municipios y otras entidades locales de la Comunidad Valenciana, esta denominación no podría ser aprobada si se utiliza primero el nombre en castellano, ya que «los municipios cuyos territorios sean de predominio valencianohablante, en primer lugar irá la denominación en la forma valenciana, seguido de la barra y el nombre en castellano». De acuerdo con la legislación actual vigente, para que se oficialice la denominación ha de cumplirse un procedimiento legal y administrativo, que conlleva varias aprobaciones en el Pleno municipal del Ayuntamiento, informes de la AVL, la aprobación por parte del Consejo de la Generalidad Valenciana hasta ser finalmente publicado en el BOE. La primera parte del trámite, llevada a cabo por las instituciones municipales finalizó el 22 de julio de 2025 con la aprobación por parte del pleno municipal del cambio, para poder iniciar los trámites en las instituciones autonómicas.

## Símbolos
Desde la conquista de la ciudad por Jaime I hasta el reinado de Pedro el Ceremonioso la ciudad utilizó como armas propias un escudo alusivo a su emplazamiento, «una ciudad amurallada sobre olas». Este emblema aparece representado en uno de los primeros sellos municipales (1312) y en el escudo esculpido en la puerta gótica de la catedral. No obstante, ya desde el siglo XIV Valencia empleó como divisa las propias armas reales, ya que el rey Pedro el Ceremonioso en reconocimiento a la resistencia opuesta por Valencia a Pedro el Cruel de Castilla durante la guerra de los Dos Pedros (1356-1365), le concedió a la ciudad de Valencia el derecho a utilizar en su escudo y bandera las armas reales de Aragón y la corona real. Además de esto, como símbolo de la lealtad de la ciudad frente a los dos asedios sufridos en la guerra con Castilla, el rey añadió a izquierda y derecha del escudo una «L» (de lealtad), timbradas con la corona real. De este modo, el consejo municipal (Consell municipal) fijó la composición del escudo ya en el año 1377:

Original:
«E es cert quel senyal per los molts alts Reys darago atorgat e confermat a la dita Ciutat era e es lur propri senyal Reyal de bastons o barres grogues e vermelles. [...] [L]o molt alt senyor Rey ara Regnant per son propri motiu e sa mera liberalitat tenint se aixi com fon sa merce per molt servit de la dita Ciutat senyaladament en la guerra de Castella prop passada specialment en los dos Setges e pus principalment en lo segon e derrer daquells tenguts sobre aquella per el Rey de Castella enadi la dita corona al dit senyal»
Traducción:
«Y es cierto que la señal por los muy altos Reyes de Aragón otorgada y confirmada a la dicha Ciudad era y es su propia señal Real de bastones o barras amarillas y rojas. [...] El muy alto señor Rey ahora reinante por su propia iniciativa y su mera generosidad considerándo así Su Merced cómo fue bien servido por la dicha ciudad señaladamente en la reciente guerra de Castilla, especialmente en los dos asedios y más principalmente en el segundo y último de aquellos realizados sobre ella [Valencia] por el Rey de Castilla añadió la dicha corona a la dicha señal»
Manual de Consells de 1377 (Archivo Histórico Municipal de Valencia, años 1375-1383, n. 17, sig. A)

Escudo
El actual escudo deriva de las armas reales de Aragón, aunque posteriormente se le han ido incorporando nuevos elementos, como el murciélago, lo rat penat en valenciano, una evolución de un guiverno, el cual aparece también en el escudo de la Generalidad Valenciana, y que se integró en el emblema de la ciudad en el año 1503. El murciélago ya se utilizaba en algunos casos y se asociaba a algunos mitos de la conquista de Valencia por Jaime I, aunque este no fue oficial hasta el siglo XVII. El último elemento que se incorporó al escudo se debe a Fernando VII, quien otorgó dos ramas de laurel como recompensa a la resistencia de la ciudad durante la guerra de la Independencia.
En la actualidad el escudo tiene el siguiente blasonado: «En escudo losanjado, campo de oro con cuatro palos de gules, dos eles coronadas como tenantes y en la parte inferior dos ramas de laurel. Al timbre, corona real abierta surmontada de un murciélago, visto de frente y con las alas extendidas, de sable».
Bandera
La denominada Real Señera, Señera Coronada, o Señera tricolor, es la misma bandera que la de la Comunidad Valenciana. El origen de esta bandera viene de una enseña heráldica, es decir un escudo, que fue evolucionando hasta adoptar la forma de una bandera, con una corona sobre las barras de los reyes de la Corona de Aragón. De este modo, actualmente la bandera de la ciudad queda establecida de la siguiente manera: «La Bandera de Valencia es la tradicional "señera" compuesta por cuatro barras rojas sobre fondo amarillo, coronada por poseer el título de Reino y franja azul junto al asta».

## Geografía

Valencia y su entorno vista por el satélite Sentinel-2 del Programa Copérnico de la Agencia Espacial Europea

La ciudad de Valencia se encuentra en la costa mediterránea de la península ibérica, sobre la gran llanura aluvial de los ríos Júcar y Turia, justo en el centro del golfo de Valencia. La ciudad primitiva estaba ubicada a unos cuatro kilómetros del mar, en una isla fluvial del Turia. Los montes más cercanos a la ciudad son algunas de las últimas estribaciones del sistema Ibérico en la Comunidad Valenciana, como el Cabeçol de El Puig y la sierra Calderona, a unos 12 km y 25 km al norte de la ciudad respectivamente.
Valencia ha sido tradicionalmente la capital de la extinta comarca histórica y natural de la Huerta de Valencia, comarca que en 1989 se disgregó para formar las comarcas de la Huerta Norte, Huerta Sur, Huerta Oeste y ciudad de Valencia, quedando así constituida como la única ciudad-comarca de la Comunidad Valenciana, la conocida como la «Ciudad de Valencia». De este modo, la comarca de Valencia se extiende tan solo a la ciudad, sus pedanías, y el lago de la Albufera. La «Ciudad de Valencia» limita al norte con las comarcas de Huerta Norte y Campo de Turia, al este con el mar Mediterráneo, al sur con las comarcas de Huerta Sur y Ribera Baja, y al oeste con la comarca de Huerta Oeste.
| Noroeste: Burjasot, Godella, Rocafort y Bétera                | Norte: Moncada, Alfara del Patriarca, Vinalesa, Bonrepós y Mirambell, Tabernes Blanques y Alboraya | Nordeste: Alboraya y mar Mediterráneo |
| Oeste: Paterna, Cuart de Poblet, Mislata y Chirivella         | | Este: mar Mediterráneo                |
| Suroeste: Picaña, Silla, Albal, Catarroja, Masanasa y Alfafar | Sur: Paiporta, Benetúser, Alfafar, Sedaví, Sollana y Sueca                                         | Sureste: mar Mediterráneo             |

El exclave de Rafalell y Vistabella limita con Masamagrell, Masalfasar y el Mar Mediterráneo.
El exclave de Mauella y Tauladella limita con Museros, Albuixech y Albalat dels Sorells.
El exclave de Cases de Bàrcena limita con Foyos, Meliana, Almácera, Bonrepós y Mirambell y Vinalesa.

### Topografía

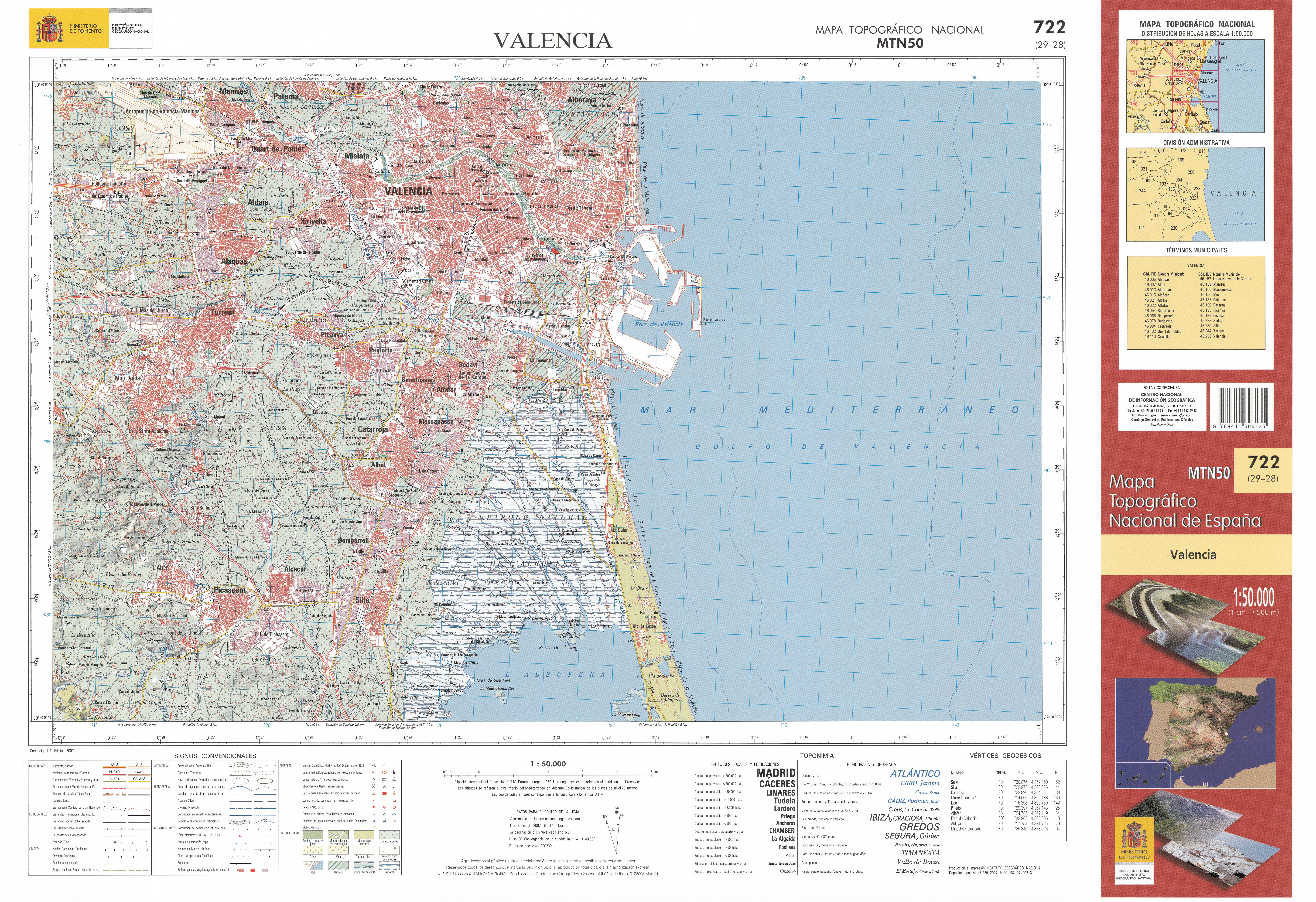
Hoja de Valencia en el MTN50 (Mapa Topográfico Nacional a escala 1:50.000), en su primera edición digital (año 2007)

La ciudad de Valencia se encuentra en el centro de la depresión valenciana, al sur del sector ibérico. Esta llanura es la mayor planicie de toda la cuenca mediterránea española, y se encuentra en el centro de la Comunidad Valenciana. La depresión limita con la sierra Calderona al norte, con las montañas de la serranía del Turia al noroeste, con la sierra de las Cabrillas al oeste, con el macizo del Caroig al suroeste y con la Serra de Corbera y el Mondúver por el sur.
Su origen se debe, en un primer momento al proceso de hundimiento del golfo de Valencia, iniciado hace unos 6 millones de años, y en un segundo lugar, al proceso de colmatación de la zona por el aporte sedimentario de los ríos Palancia, Turia y Júcar, así como también de los barrancos de Carraixet y Poyo. Este proceso se vio acelerado por la baja acción erosiva del mar, y en los últimos tiempos por la acción antrópica, ya que el hombre ha acelerado el proceso de colmatación de las zonas húmedas mediante aterramientos selectivos.
No toda la depresión es una llanura perfecta, ya que las zonas extremadamente llanas más próximas al litoral están conectadas con extensos piedemontes interiores, como son el Plana de Cuart o el campo de Liria. También cabe destacar que la llanura se encuentra salpicada por pequeñas lomas que rompen la unidad, como el Cabeçol de El Puig, la montaña de los Santos de Sueca, la sierra Perenchisa de Torrente o la montaña de las Zorras de Cullera. La mayor altitud del municipio de 104 m se encuentra en Horteta. De este modo, los paisajes tradicionales de esta unidad de relieve son los campos de cultivo de la huerta y las zonas húmedas, como la albufera de Valencia y los marjales de Rafalell y Vistabella y del Moro.

### Hidrografía

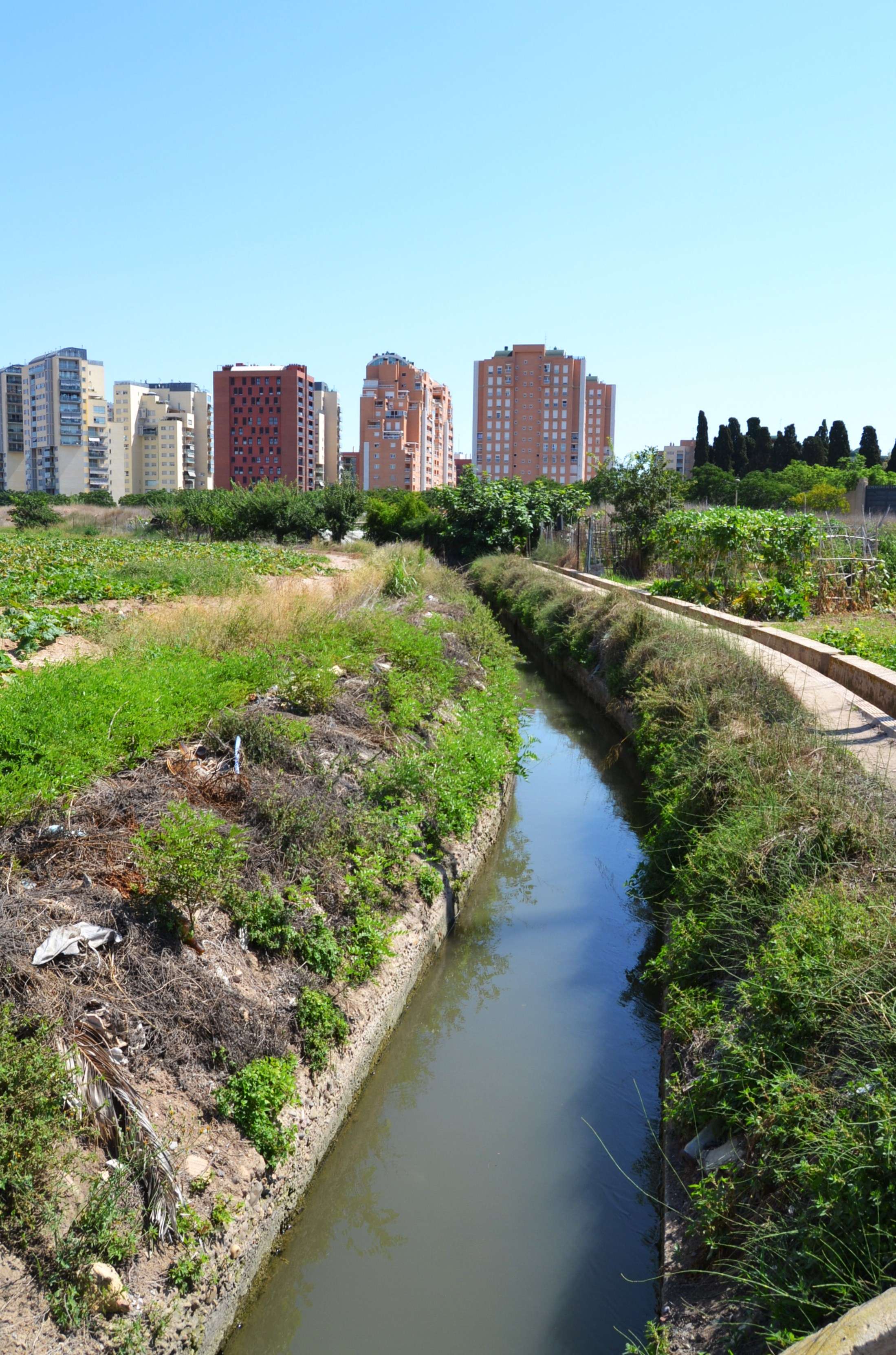
Acequia de Mestalla en el Turia

El río que atraviesa la ciudad es el Turia. Este es un río de la vertiente mediterránea de la península ibérica, el cual nace en la muela de San Juan de los montes Universales, término municipal de Guadalaviar (Teruel), y tras 280 km de recorrido desemboca al norte de la playa valenciana de Pinedo. Son famosas sus crecidas, en especial la del 14 de octubre de 1957, conocida como la gran riada de Valencia, que con un caudal de 3700 m³/s inundó gran parte de la ciudad de Valencia produciendo una gran cantidad de daños materiales y personales.
Este hecho hizo crear un proyecto para desviar dicho cauce y evitar posteriores inundaciones, así mismo procuraba generar nuevas infraestructuras para el crecimiento de la ciudad. Este proyecto se materializó con la construcción de un nuevo cauce desviándolo por el sur de la ciudad, conocido como Plan Sur; dicho cauce aparentemente está seco, debido a que solo discurre caudal por él durante las crecidas, pues los caudales ordinarios se utilizan para el regadío de la vega de Valencia en las tomas de las acequias desde el azud del Repartiment. El antiguo cauce que pasa por la zona centro de la ciudad se ha convertido en un espacio lúdico-cultural, el jardín del Turia.
A lo largo de la historia se ha utilizado el agua del Turia para la irrigación de los campos de cultivo, para lo cual se desarrolló una compleja red de irrigación, cuyo eje fundamental son las acequias de la vega de Valencia. Estas acequias toman sus aguas de los últimos caudales del río, aguas abajo del azud de la acequia de Moncada. Finalmente las escorrentías y aguas sobrantes del Turia se aprovechan para la acequia del Oro y los regadíos de Francos y Marjales de Valencia.
Las ocho acequias son, por el margen derecho: la acequia de Quart, de esta acequia parte luego la acequia de Benàger i Faitanar que tiene categoría de acequia madre también; la acequia de Mislata; la acequia de Favara; y la acequia de Rovella. Y por el margen izquierdo: la acequia de Tormos; la acequia de Mestalla; y la acequia de Rascanya.

### Clima
Valencia cuenta con un clima mediterráneo suave y ligeramente lluvioso durante los inviernos y caluroso y seco durante los veranos. De acuerdo con los criterios de la clasificación climática de Köppen Valencia tiene un clima de transición entre los climas mediterráneo (Csa) y semiárido cálido (BSh). La temperatura media anual es de 18.4 °C.
El clima de Valencia presenta veranos cálidos e inviernos suaves. Enero es el mes más frío, con temperaturas máximas medias de 16-17 °C y temperaturas mínimas de 7-8 °C. Las nevadas y las temperaturas bajo cero son extremadamente raras dentro del núcleo urbano, y suelen ser noticia debido a su raridad. El mes más cálido es agosto, con temperaturas máximas medias de 30-31 °C y temperaturas mínimas de 21-23 °C y una humedad relativa moderadamente alta. La amplitud térmica diaria es reducida debido a la influencia marítima: en torno a los 9 °C de media. Del mismo modo la amplitud térmica anual es pequeña por la influencia del mar, situándose entre 9 y 10 °C.
Las precipitaciones anuales se sitúan entre 450 y 500 mm, con mínimos marcados en verano (de junio a agosto) especialmente en julio con una media de unos 8 mm; y máximos en los meses de otoño, especialmente en septiembre y octubre (llegando la media algo por debajo de los 80 mm en octubre) por el efecto de la gota fría, que ha llegado a acumular en varias ocasiones más de 150 mm en un día, causando inundaciones. La humedad media anual es relativamente alta debido a la influencia del mar, situándose alrededor del 65 % y variando poco a lo largo del año.
A continuación se muestra una tabla con los valores climatológicos en el periodo de referencia 1991-2020 del observatorio de la AEMET situado en los Jardines del Real, a 11 m s. n. m..
| Parámetros climáticos promedio de Observatorio de Valencia (11 m s. n. m.) (Periodo de referencia: 1991-2020, extremas 1937-presente) | Parámetros climáticos promedio de Observatorio de Valencia (11 m s. n. m.) (Periodo de referencia: 1991-2020, extremas 1937-presente) | Parámetros climáticos promedio de Observatorio de Valencia (11 m s. n. m.) (Periodo de referencia: 1991-2020, extremas 1937-presente) | Parámetros climáticos promedio de Observatorio de Valencia (11 m s. n. m.) (Periodo de referencia: 1991-2020, extremas 1937-presente) | Parámetros climáticos promedio de Observatorio de Valencia (11 m s. n. m.) (Periodo de referencia: 1991-2020, extremas 1937-presente) | Parámetros climáticos promedio de Observatorio de Valencia (11 m s. n. m.) (Periodo de referencia: 1991-2020, extremas 1937-presente) | Parámetros climáticos promedio de Observatorio de Valencia (11 m s. n. m.) (Periodo de referencia: 1991-2020, extremas 1937-presente) | Parámetros climáticos promedio de Observatorio de Valencia (11 m s. n. m.) (Periodo de referencia: 1991-2020, extremas 1937-presente) | Parámetros climáticos promedio de Observatorio de Valencia (11 m s. n. m.) (Periodo de referencia: 1991-2020, extremas 1937-presente) | Parámetros climáticos promedio de Observatorio de Valencia (11 m s. n. m.) (Periodo de referencia: 1991-2020, extremas 1937-presente) | Parámetros climáticos promedio de Observatorio de Valencia (11 m s. n. m.) (Periodo de referencia: 1991-2020, extremas 1937-presente) | Parámetros climáticos promedio de Observatorio de Valencia (11 m s. n. m.) (Periodo de referencia: 1991-2020, extremas 1937-presente) | Parámetros climáticos promedio de Observatorio de Valencia (11 m s. n. m.) (Periodo de referencia: 1991-2020, extremas 1937-presente) | Parámetros climáticos promedio de Observatorio de Valencia (11 m s. n. m.) (Periodo de referencia: 1991-2020, extremas 1937-presente) |
| Mes | Ene. | Feb. | Mar. | Abr. | May. | Jun. | Jul. | Ago. | Sep. | Oct. | Nov. | Dic. | Anual |
| --- | --- | --- | --- | --- | --- | --- | --- | --- | --- | --- | --- | --- | --- |
| Temp. máx. abs. (°C) | 27.1 | 29.0 | 33.2 | 35.2 | 42.0 | 38.2 | 41.8 | 44.5 | 38.4 | 35.8 | 32.0 | 27.3 | 44.5 |
| Temp. máx. media (°C) | 16.8 | 17.4 | 19.4 | 21.2 | 24.0 | 27.5 | 29.9 | 30.6 | 28.0 | 24.6 | 20.2 | 17.4 | 23.1 |
| Temp. media (°C) | 12.1 | 12.7 | 14.7 | 16.6 | 19.6 | 23.3 | 25.9 | 26.5 | 23.7 | 20.1 | 15.6 | 12.8 | 18.6 |
| Temp. mín. media (°C) | 7.5 | 8.0 | 9.9 | 11.9 | 15.1 | 19.0 | 21.9 | 22.5 | 19.3 | 15.6 | 11.0 | 8.3 | 14.2 |
| Temp. mín. abs. (°C) | -6.5 | -7.2 | -0.4 | 1.0 | 5.0 | 8.5 | 11.6 | 12.5 | 8.0 | 4.1 | -0.8 | -2.8 | -7.2 |
| Precipitación total (mm) | 39 | 30 | 40 | 33 | 36 | 26 | 7 | 15 | 70 | 66 | 52 | 48 | 460 |
| Días de precipitaciones (≥ 1 mm) | 3.9 | 3.5 | 4.1 | 4.5 | 4.2 | 2.2 | 1.2 | 2.3 | 5.2 | 4.7 | 4.3 | 4.3 | 44.6 |
| Días de nevadas (≥ 0.01 mm) | 0.0 | 0.0 | 0.0 | 0.0 | 0.0 | 0.0 | 0.0 | 0.0 | 0.0 | 0.0 | 0.0 | 0.0 | 0.1 |
| Horas de sol | 174 | 181 | 217 | 237 | 267 | 282 | 313 | 288 | 237 | 208 | 171 | 158 | 2740 |
| Humedad relativa (%) | 65 | 64 | 64 | 62 | 66 | 66 | 68 | 68 | 67 | 68 | 66 | 66 | 66 |
| Fuente: Agencia Estatal de Meteorología                                                                                               | | | | | | | | | | | | | |

A continuación algunos récords climatológicos registrados en dicho observatorio, considerados a partir del año 1937 para la temperatura y precipitación y a partir de 1945 para el viento. El récord de temperatura máxima absoluta es de 44.5 °C registrada el 10 de agosto de 2023, y la mínima de –7.2 °C registrada el 11 de febrero de 1956. La precipitación máxima en un día es de 262,6 mm registrados el 17 de noviembre de 1956, y la máxima racha de viento es de 117 km/h registrada el 25 de febrero de 1989.

### Riesgos naturales

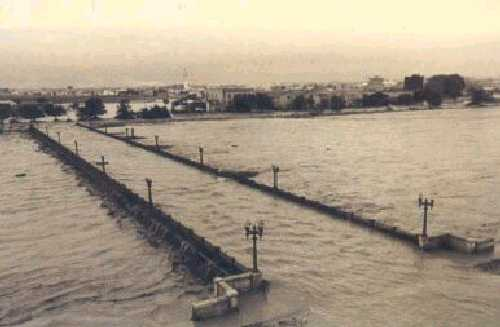
Río Turia desbordado en la ciudad de Valencia (1957)

El principal riesgo natural que sufría la ciudad de Valencia eran las inundaciones, ya que a lo largo de la historia el río Turia ocasionó varios desbordamientos e inundaciones muy graves de la ciudad. Entre todos estos desbordamientos del Turia, el más grave fue el ocurrido el 14 de octubre de 1957 con la Gran riada de Valencia, cuando se produjeron precipitaciones superiores a los 300 mm en buena parte de la cuenca hidrográfica del Turia (361 mm en Bejís, aunque esta población está ubicada en la cuenca del río Palancia), las cuales originaron dos ondas de crecida sobre Valencia, la primera de 2700 m³/s y una velocidad media de 3,25 m/s; y la segunda, más violenta, de 3700 m³/s y 4,16 m/s. Estas ondas de crecida inundaron la mayor parte de la capital valenciana, causando la muerte a más de 80 personas, además de cuantiosos daños materiales.
Tras esta riada se proyectó desviar el cauce del Turia por el sur de Valencia, con el proyecto llamado Plan Sur. Este proyecto dotaba al río de una capacidad de desagüe de 5000 m³/s, además de otras obras menores de regulación del río. Ante la tardanza de las ayudas por parte del gobierno tras la riada, el alcalde Tomás Trénor Azcárraga se enfrentó a Francisco Franco, el cual le destituyó. Sin embargo, con su comportamiento el alcalde logró su objetivo, ya que a partir de sus críticas se agilizaron las ayudas a la ciudad y comenzaron las obras del desvío del Turia.
Otro riesgo que suele afectar a la zona mediterránea de la península ibérica son las olas de calor y de frío. Valencia sufre cada año en los meses veraniegos varias alertas por olas de calor, las cuales son según la Agencia Estatal de Meteorología (AEMET) un período de al menos 3 días con temperaturas anormalmente elevadas. Estas olas de calor pueden provocar los denominados golpes de calor, causantes incluso de muertes. Por el contrario, en los meses invernales el peligro viene por las olas de frío, ya que las temperaturas pueden llegar a caer puntualmente por debajo de los 0 °C. Esto se debe a la irrupción de corrientes de aire gélido procedentes del Ártico o de Siberia en el territorio valenciano. Las principales consecuencias de las olas de frío son los cortes de carreteras por placas de hielo o el peligro de hipotermia para las personas sin hogar.
El riesgo sísmico también afecta a Valencia, ya que la ciudad se encuentra en una zona de moderada peligrosidad sísmica. A lo largo de la historia Valencia ha sufrido varios terremotos, siendo unos de los más fuertes el registrado el 16 de septiembre del 2003, el cual tuvo una magnitud de 4,2 en la escala Richter, aunque ese no fue el de mayor intensidad, ya que en los años 1823 y 1904 la ciudad también sufrió sendos terremotos de intensidad 5. Hay que destacar que a lo largo de los años 2010 y 2011 se produjeron 16 terremotos, aunque todos ellos de baja intensidad, con magnitudes entre 1,5 y 2,8 en la escala Richter.

### Flora

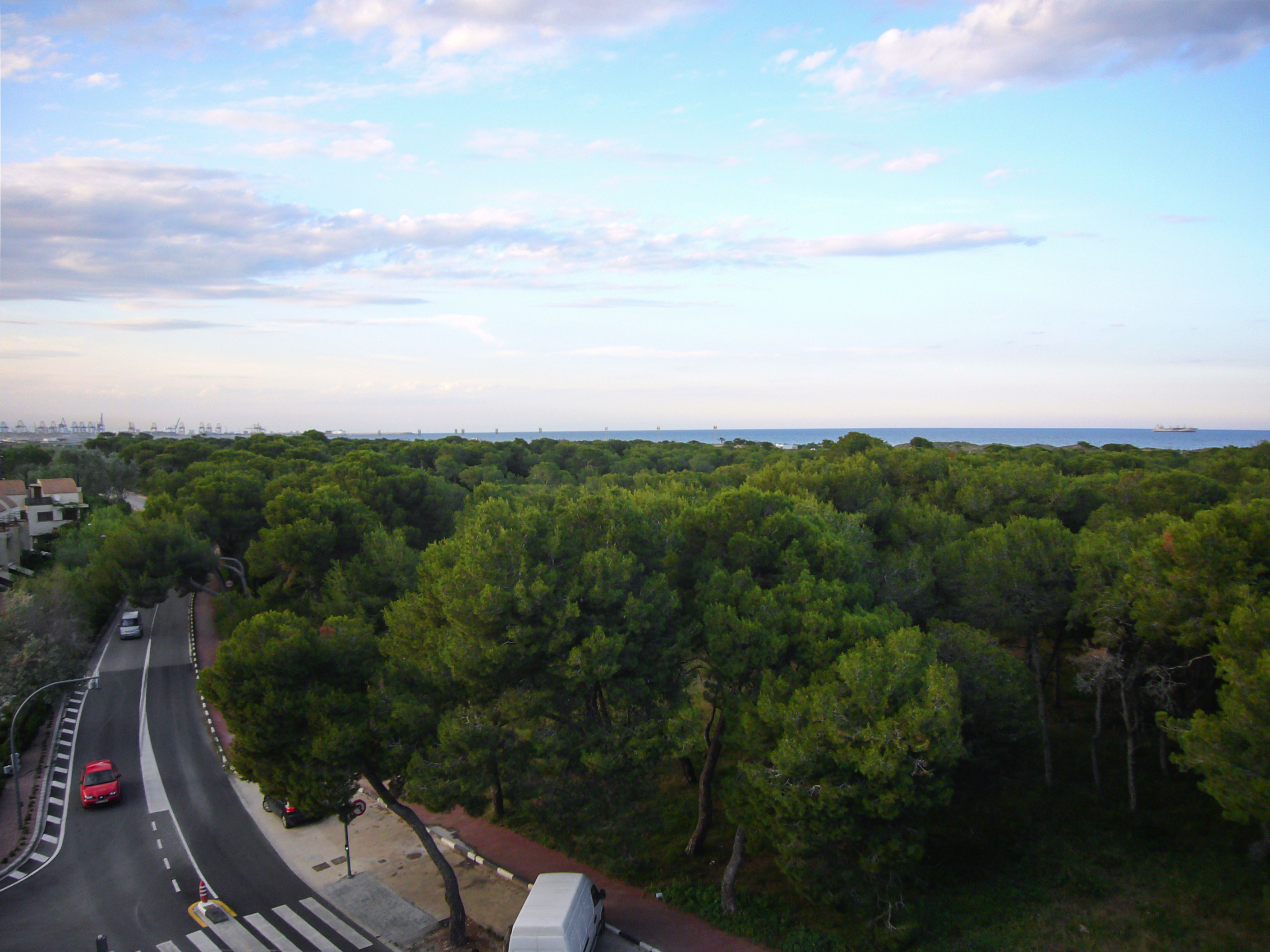
Bosque de la Dehesa del Saler

Valencia se encuentra en el piso bioclimático termomediterráneo, por lo que su vegetación clímax es el bosque mediterráneo, mientras que la maquia se da en aquellas zonas donde ha desaparecido la vegetación arbórea. Con motivo de la antropización del medio, en la mayor parte del término municipal predominan las especies vegetales nitrófilas, con la excepción de las que se dan en el entorno de los humedales costeros (Albufera y marjal de Rafalell y Vistabella) y de los cauces fluviales.
Las principales especies arbóreas que se pueden encontrar en los espacios de bosque mediterráneo que quedan en el término municipal de Valencia (fundamentalmente en la Dehesa del Saler) son la carrasca, el pino carrasco y el taray, mientras que las especies arbustivas, las cuales se dan en el sotobosque o en zonas de maquia, son el lentisco, el enebro, la coscoja, el mirto, el tomillo, la aliaga, el romero, la satureja y el palmito.
Por otra parte, las especies arbóreas asociadas al bosque de ribera (cauce del Turia) son los sauces, los alisos, los chopos o álamos, los fresnos, los olmos y los tarays, mientras que las especies arbustivas asociadas a este tipo de bosque son entre otras los juncos, los carrizos, las aneas, las adelfas y las zarzas. En torno a las zonas húmedas y acequias se encuentran varias comunidades de vegetación palustre, las cuales hunden sus raíces en el agua dulce o el lodo húmedo, como las cañas, las aneas, las mansiegas y los carrizos.
En los cordones dunares más cercanos al mar destaca la presencia de «especies pioneras». Unas de estas especies son propias de las dunas móviles, como el carrizo o la campanilla de mar, y las otras son típicas de las dunas fijas, como el aladierno o el lentisco. Finalmente, en las malladas de las dunas se dan algunas especies suculentas, como la hierba salada o la salicornia.

### Fauna

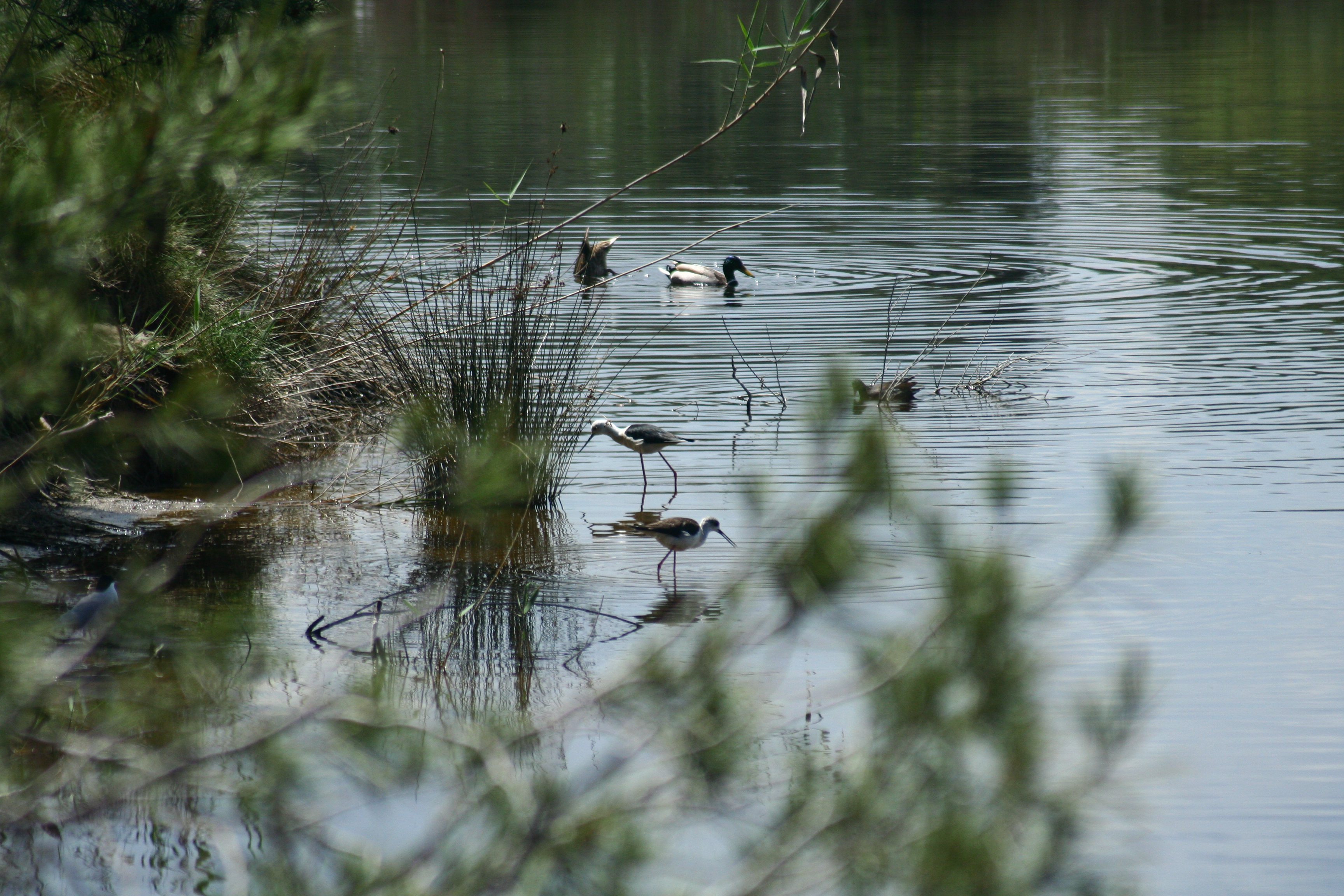
Cigüeñuelas y ánades reales en la reserva del Racó de l'Olla

El territorio valenciano presenta una gran biodiversidad, la cual es mayor en torno a la Albufera de Valencia, donde se encuentra el Centro de recuperación de fauna La Granja de El Saler. Algunas especies de peces con presencia en el término municipal de Valencia son el fartet y el samarugo, especies endémicas de la Comunidad Valenciana, así como la anguila, el mújol y la lubina, de especial importancia económica.
La extraordinaria riqueza avícola del territorio valenciano, puede observarse por la gran variedad de especies que hay en el término municipal de Valencia, donde pueden encontrarse varios tipos de anátidas, como el pato colorado con hasta 10 000 ejemplares, la cuchara común con hasta 20 000 ejemplares o el ánade azulón. También son destacables las colonias de garzas, pudiendo reseñar la garcilla bueyera, la garcilla cangrejera o la garza real. Por último también es destacable la presencia de especies como el charrán común, el charrán patinegro, la cigüeñuela común, la cerceta pardilla o la gaviota.
Por lo que respecta a los mamíferos que se pueden encontrar en el territorio de Valencia, destacan las especies de roedores, como la rata parda, la rata de agua, el ratón de campo o el ratón moruno. Aunque también pueden encontrarse algunos grupos de musarañas, zorros y murciélagos (el murciélago de cueva, el murciélago rabudo, etc.).
En el término municipal de Valencia también hay algunas especies de anfibios, como el sapo partero común, el sapo común, el sapo corredor, el sapillo pintojo, el sapo de espuelas, el sapillo moteado, el gallipato y la rana verde común. Así como también hay presentes varios tipos de reptiles, como lagartos y lagartijas (la lagartija ibérica, el lagarto ocelado, el eslizón ibérico, la lagartija colirroja y la lagartija colilarga), culebras (la culebrilla ciega, la culebra de escalera, la culebra de herradura, la culebra bastarda y la víbora hocicuda), salamanquesas (la salamanquesa costera y la salamanquesa común), y tortugas o galápagos (el galápago europeo y el galápago leproso).

### Espacios naturales
La ciudad de Valencia cuenta en su término municipal con varios lugares y espacios naturales de especial importancia ecológica, cultural y paisajística, los cuales deben en gran parte su estado actual a la acción del hombre.

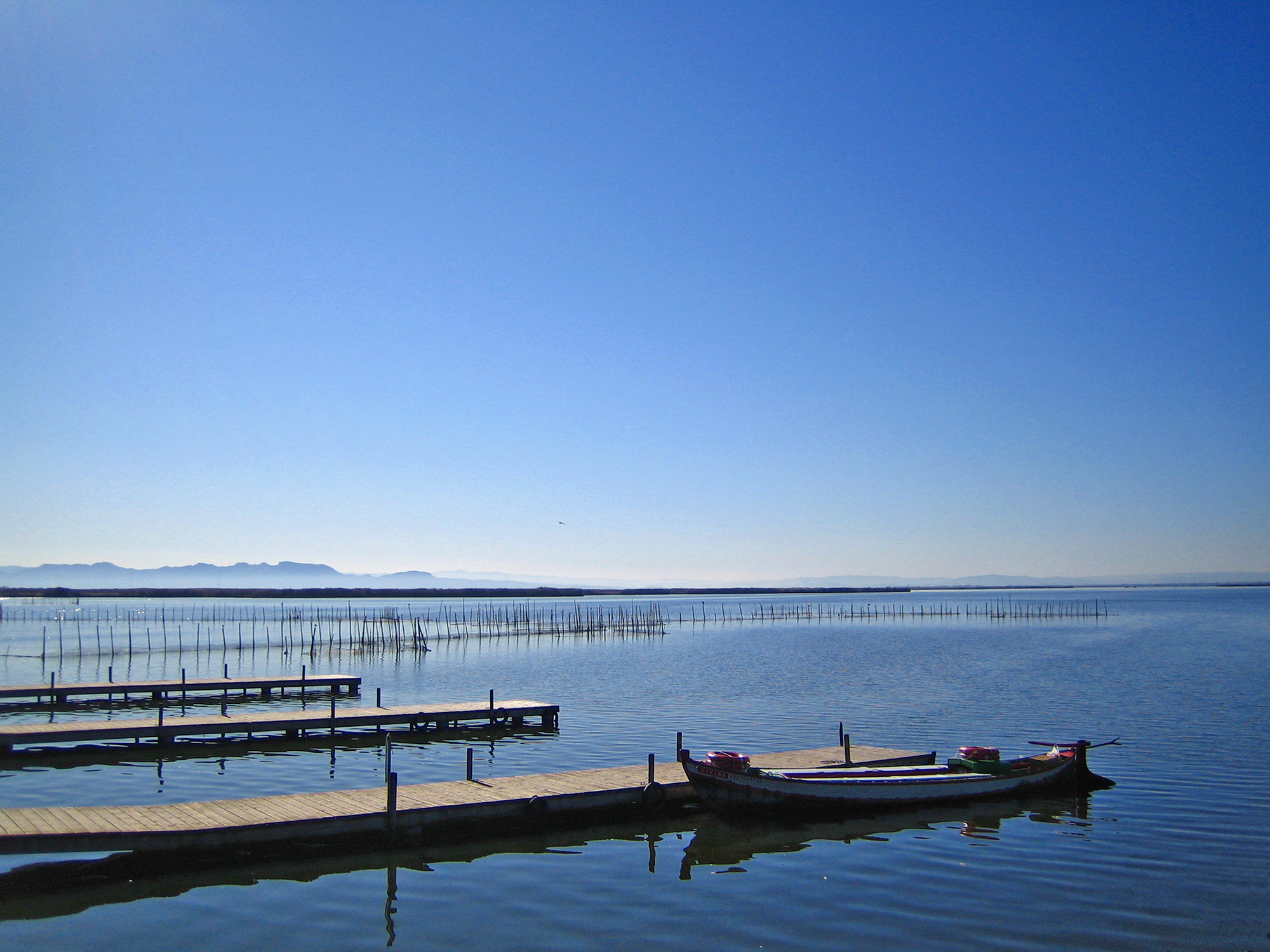
El lago de la Albufera de Valencia

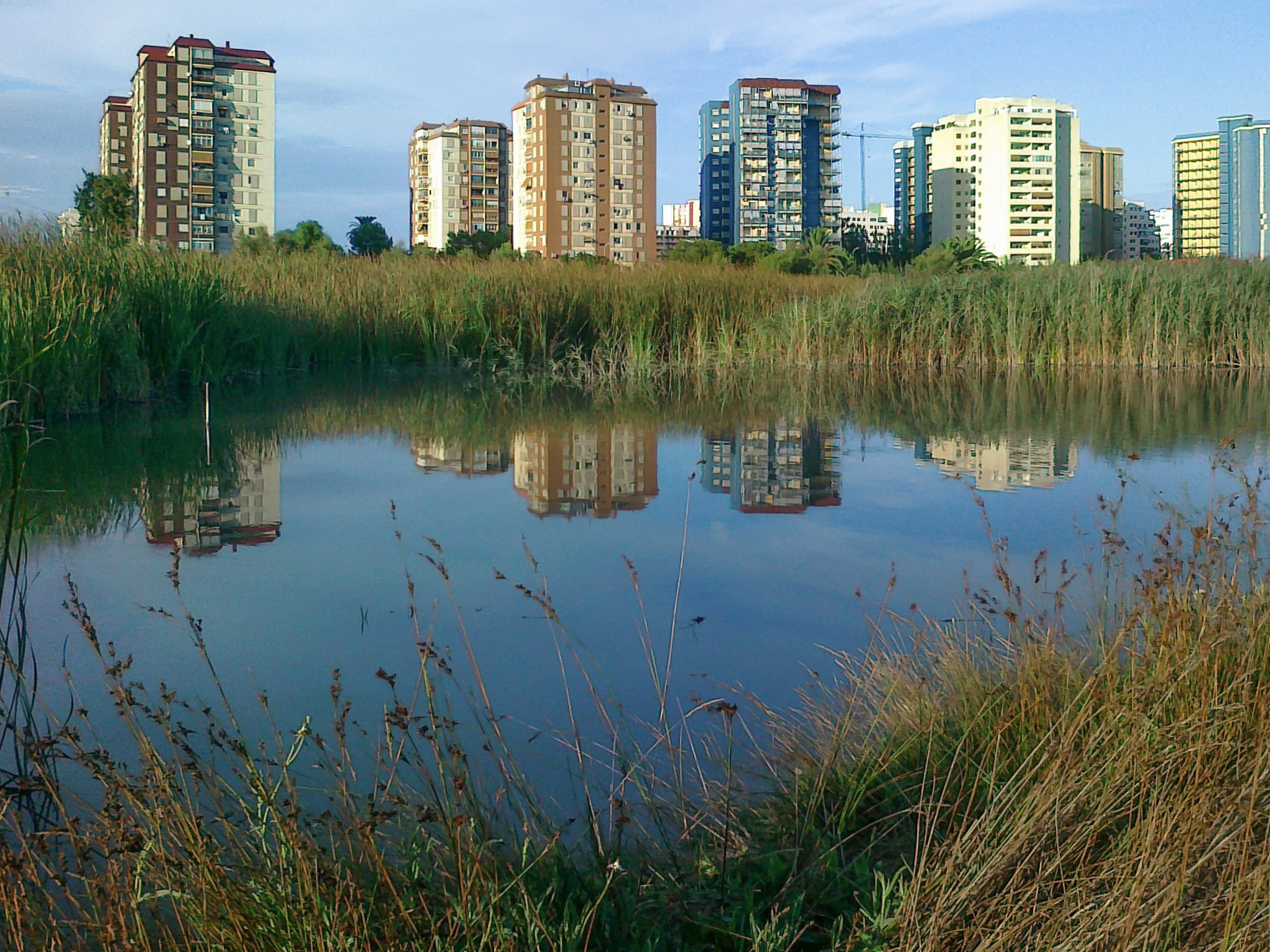
Marjal de Rafalell y Vistabella

El parque natural de la Albufera
El parque natural de la Albufera, de 21 120 ha, fue declarado como tal por la Generalidad Valenciana el 23 de julio de 1986, y desde el año 1990 está incluido en la Lista de zonas húmedas de importancia internacional para las aves establecida por razón del Convenio de Ramsar de 2 de febrero de 1971. Desde el año 1992 es zona LIC (Lugar de Importancia Comunitaria) y desde 1994 está incluido en las áreas ZEPA (Zona de Especial Protección para las Aves). Esta zona húmeda se encuentra situada a unos 10 km al sur de la ciudad de Valencia, y comprende un sistema formado por el lago de la Albufera, su entorno húmedo, y el cordón litoral adyacente a ambos.
El marjal de Rafalell y Vistabella
El marjal de Rafalell y Vistabella, con una extensión de 102,92 ha, es uno de los últimos marjales que se extendían al norte del río Turia desde Alboraya a Sagunto, el cual se nutre de aguas subterráneas y de restos de riego. En cuanto a la vegetación de este humedal, hay que destacar que este está dominado por carrizales y juncales, los cuales sirven de refugio a varias especies de aves palustres y limícolas, así como también algunos vestigios de vegetación dunar sobre dunas semifijas y de vegetación de saladar, con especies como el limonio fino o la salicornia. En el marjal hay algunas acequias y pequeñas lagunas con vegetación subacuática, como la lengua de oca o la espiga de agua. Los peces con presencia en el marjal son la anguila, la lubina, el múgil y el pejerrey, aunque existen hábitats apropiados para la reintroducción de especies endémicas valencianas como el samarugo, el fartet, la colmilleja o la gambita de acequia.
La huerta
La huerta valenciana nació en la época del Imperio romano, cuando Valencia fue un centro logístico y de hibernación para sus campañas de conquista en Iberia. Los romanos introdujeron nuevos cultivos, como los cereales, el olivo y la vid; no obstante estos y por las condiciones propias del entorno no eran lo suficientemente productivos.
Aunque lo que hoy conocemos realmente como la huerta valenciana se desarrolló en la Edad Media, durante el periodo islámico. Ya que los musulmanes crearon una importante red de infraestructuras de irrigación: acequias; azudes; y pequeñas presas. Esta red derivaba las fuertes avenidas del Turia y los barrancos, consiguiendo desecar grandes zonas pantanosas y llevando el riego los campos. Al mismo tiempo se desarrollaron diversas actividades a lo largo de estas infraestructuras como: molinos de agua, donde se aprovechaba el caudal que circulaba por las acequias; lavaderos, los cuales daban servicio a las viviendas o alquerías cercanas.
Las playas urbanas
Valencia cuenta con dos playas urbanas de arena fina y dorada, la playa de las Arenas y la playa de la Malvarrosa, las cuales delimitan por el sur con el puerto de Valencia y por el norte con la playa de la Patacona de Alboraya. Son unas playas de carácter urbano, que cuentan con un extenso paseo marítimo en el que hay numerosos y amplios locales, los cuales ocupan antiguas casas de baño, y ofrecen una amplia oferta de alojamiento y gastronomía local.
Las playas de la capital situadas al sur del Turia no tienen un carácter urbano tan marcado y presentan un ambiente más solitario. Desde las playas de Pinedo, con el sector de la Casa Negra donde se practica el nudismo, hasta la playa del Perellonet o del Recatí y la gola del Perelló, hay más de 15 kilómetros de costa arenosa (protegida por dunas), las cuales constituyen una oferta de playas espaciosas, rodeadas por el parque natural de la Albufera.

## Historia

### Edad Antigua
Recientemente se han encontrado restos arqueológicos de los siglos IV a. C. y III a. C.. Estos son los testimonios más antiguos de la presencia humana en la comarca. Investigaciones recientes han permitido conocer que Valencia y su entorno, hoy incluido dentro del entorno urbano, formaban parte de una ruta comercial de cerámica de lujo.

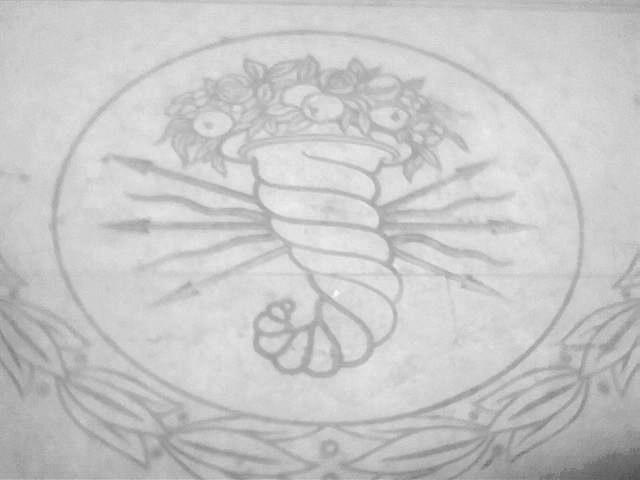
Cornucopia romana que simboliza Valencia en la Plaza de la Virgen

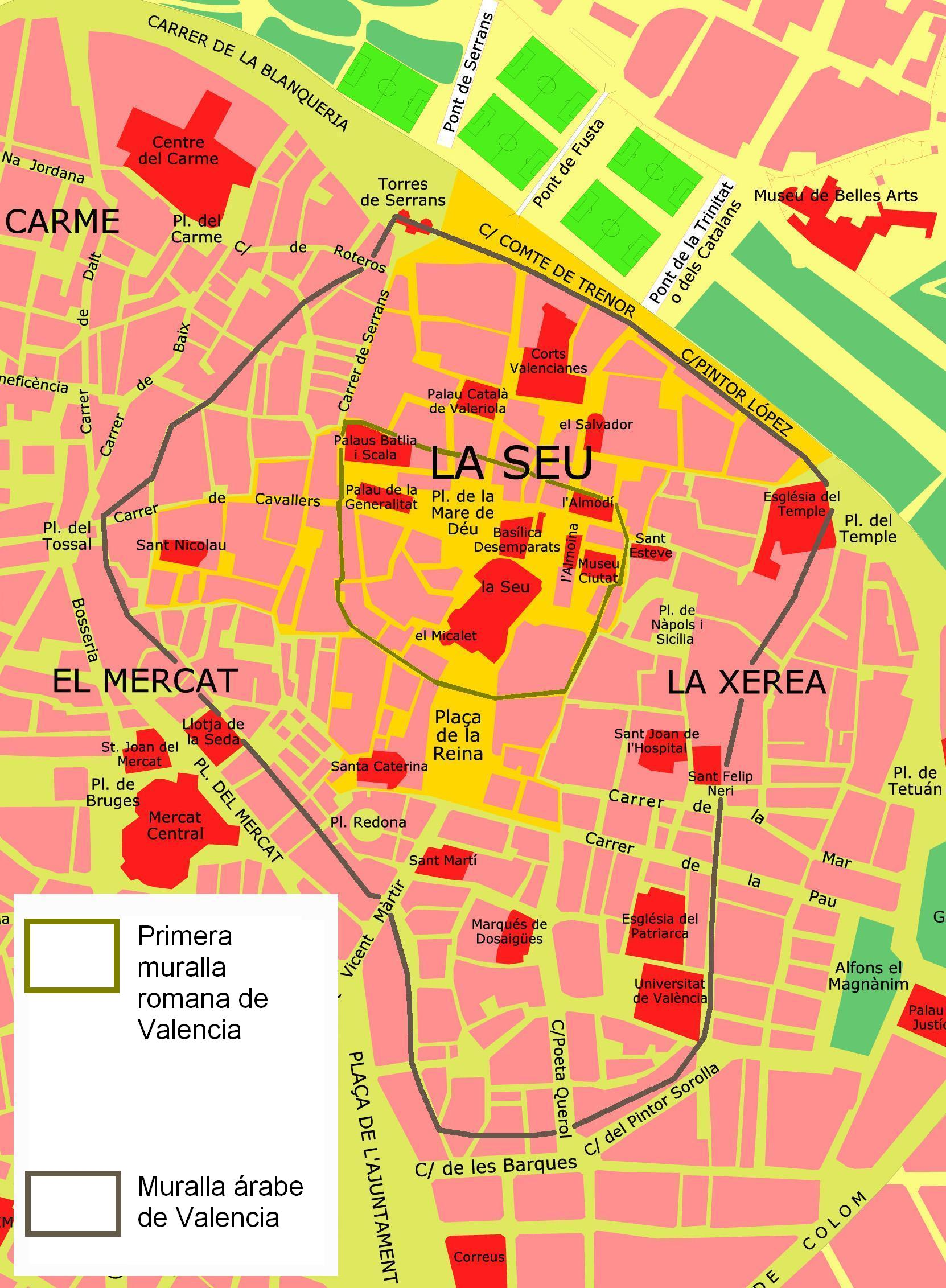
Murallas romana y árabe

Valencia es una de las ciudades más antiguas de España, ya que se fundó con el nombre de Valentia Edetanorum por unos dos mil colonos romanos en el año 138 a. C. (616 AUC), en tiempos del cónsul Décimo Junio Bruto Galaico. Esta era una ciudad clásicamente romana en su concepción, ya que se ubicó en un lugar estratégico cerca del mar, una isla fluvial atravesada por la Vía Augusta, que comunicaba la actual Andalucía (Bética) con la capital del imperio (Roma). El núcleo principal de la ciudad se localizaba en el entorno de la actual plaza de la Virgen. Allí se encontraba el foro y el cruce del Cardo y el Decumano, que eran y siguen siendo los dos ejes principales de la ciudad. El Cardo corresponde a las actuales calles Salvador-Almoina y el Decumano a la calle de los Caballeros.
Durante la guerra entre Cneo Pompeyo Magno y Quinto Sertorio, en el año 75 a. C., se destruyó la ciudad de Valenctia, la cual no volvió a reconstruirse hasta pasados unos cincuenta años. Tras este periodo de abandono, la ciudad recuperó su población y comenzó a construir grandes obras de infraestructura, ya en el siglo I, lo cual propició que a mediados de siglo la ciudad viviera un periodo de gran crecimiento urbano. Aunque pasados los siglos, en el siglo III, Valencia vivió una nueva época de decadencia. Finalmente, durante los últimos años del Imperio romano, en el siglo IV, la ciudad comenzó a conformar una primitiva comunidad cristiana.

### Edad Media
Época visigótica
Unos siglos después, coincidiendo con las primeras oleadas de pueblos germánicos y con el vacío de poder dejado por la administración imperial, la iglesia asumió las riendas de la ciudad y los edificios de culto cristiano fueron reemplazando los antiguos templos romanos. Con la invasión bizantina del sudoeste de la península en 554 la ciudad cobró una importancia estratégica, instalándose en ella contingentes militares visigodos. Tras la expulsión de los bizantinos en el 625 se inicia una etapa oscura, mal conocida por la historia y apenas documentada por la arqueología, que parece testimoniar un tono de vida urbana muy bajo. Durante el período visigótico fue sede episcopal de la Iglesia católica, sufragánea de la archidiócesis de Toledo que comprendía la antigua provincia romana Cartaginense en la diócesis de Hispania.
La Balansiya musulmana
La etapa inmediatamente posterior a la conquista musulmana del año 711, constituye un periodo oscuro de la ciudad del que no se cuenta con gran información. Pese a esto, se conoce que Abd al-Rahman I (primer emir de Córdoba) ordenó destruir la ciudad, aunque varios años después Abd Allah al-Balansi, hijo de Abd al-Rahman I, ejerció una especie de gobierno autónomo sobre el área valenciana. Entre sus decisiones destaca la orden de construir en las afueras de la ciudad un lujoso palacio, la Russafa, origen del barrio del mismo nombre, y del que por el momento no se ha encontrado resto alguno. En esta época la urbe recibió durante unos siglos el nombre de Medina al-Turab, ciudad del barro o del polvo, por el estado de abandono en que se encontraba.
El mayor auge de la ciudad empezó con los reinos de taifas (siglo XI), uno de los cuales era el de Valencia. La ciudad creció, y en tiempos de Abd al-Aziz (siglo XI) se edificó una nueva muralla de la cual se conservan restos por toda Ciutat Vella. El noble castellano Rodrigo Díaz de Vivar (el Cid Campeador) entró en Valencia, quedando la ciudad en manos de tropas cristianas entre los años 1094 y 1102 estableciendo un señorío independiente en Valencia. Tras la muerte del Cid, su esposa Jimena, convertida en señora de Valencia, consiguió defender la ciudad con la ayuda de su yerno Ramón Berenguer III durante un tiempo. Pero en mayo de 1102, ante la imposibilidad de defender el principado, la familia y gente del Cid abandonaron Valencia con la ayuda de Alfonso VI, no sin antes desvalijar e incendiar la ciudad. Así, Valencia fue conquistada al día siguiente de nuevo por los almorávides, que restauraron el culto musulmán.
La decadencia del poder almorávide coincidió con el ascenso de una nueva dinastía norteafricana, los almohades, que se hicieron con el control de la península a partir del año 1145, aunque su entrada en Valencia se vio frenada por Ibn Mardanis, monarca de Valencia y Murcia, hasta el año 1171 momento en el que finalmente la ciudad cayó en manos de los norteafricanos.
La reconquista cristiana

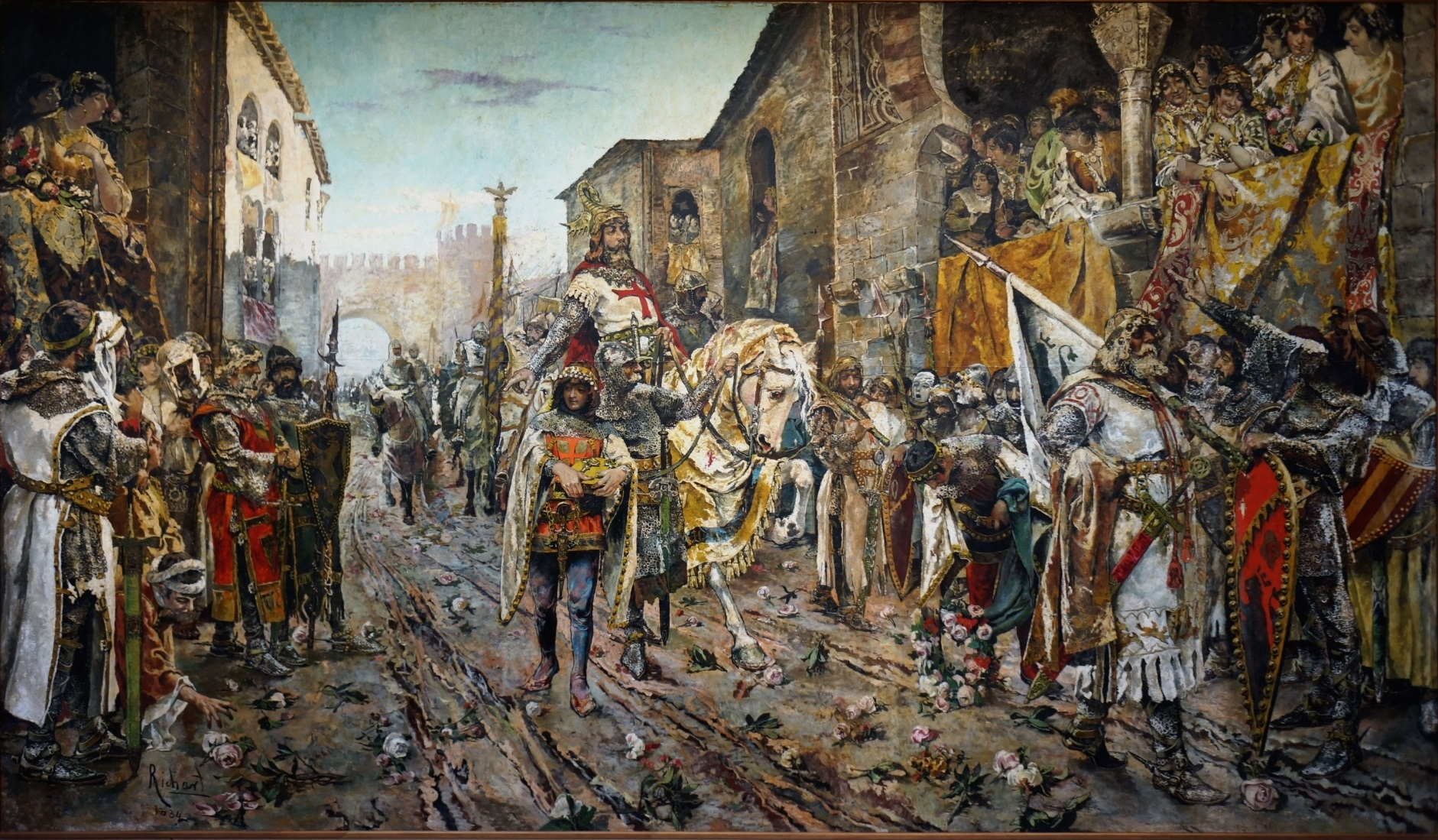
Entrada triunfal de Jaime I en Valencia

En 1238, la ciudad fue conquistada por Jaime I con la ayuda de tropas de las órdenes militares. Tras la victoria cristiana, la población musulmana fue expulsada y la ciudad repartida entre aquellos que habían participado en la conquista, de lo que queda testimonio en el Llibre del Repartiment. Jaime I otorgó a la ciudad unas nuevas leyes, los Fueros de Valencia (els Furs), que años después hizo extensivas a todo el reino de Valencia. A partir de este momento, comenzó en la ciudad una nueva etapa histórica de la mano de una nueva sociedad y de una lengua, las cuales sentaron las bases del pueblo valenciano tal y como se conoce hoy en día.
Según los datos sobre la capitulación de la ciudad, el reino de Valencia tenía una población de 120 000 musulmanes, 65 000 cristianos y 2000 judíos y gracias a la capitulación y los pactos que a ella llevaron, la población valenciana pudo mayoritariamente seguir en sus tierras. Así, según el historiador árabe Hussein Mones de la Universidad de El Cairo, estas fueron las palabras que el rey Zayan dijo a Jaime I en el momento que le entregó las llaves de la ciudad:

En la ciudad de Valencia conviven musulmanes, gente noble de mi pueblo, junto a cristianos y judíos. Espero que sepáis gobernarlos para que continúen viviendo en la misma armonía y para que trabajen esta noble tierra conjuntamente. Aquí, durante mi reinado, salían procesiones de Semana Santa y los cristianos profesaban su religión con toda libertad, ya que nuestro Corán reconoce a Cristo y a la Virgen. Espero que vos concedáis el mismo trato a los musulmanes de Valencia.

La ciudad pasó por graves aprietos a mediados del siglo XIV. Por un lado, la peste negra de 1348 y las sucesivas epidemias de años siguientes, que diezmaron a la población, y por otro lado, se sucedieron una serie de guerras y revueltas, como la Guerra de la Unión, una revuelta ciudadana contra los excesos de la monarquía encabezada por Valencia como capital del reino, así como la Guerra con Castilla, que obligó a levantar a toda prisa una nueva muralla para contener, en dos ocasiones (en los años 1363 y 1364), el ataque castellano. En estos años la convivencia entre las tres comunidades que ocupaban la ciudad (cristiana, judía y musulmana) fue bastante conflictiva. Los judíos, instalados en torno a la calle de la Mar, habían progresado económica y socialmente, y su barrio fue ampliando progresivamente los límites a costa de las parroquias contiguas. Por su parte, los musulmanes que permanecieron en la ciudad tras la conquista fueron instalados en una morería junto al actual mercado de Mosen Sorell. En 1391 una turba descontrolada asaltó el barrio judío, lo que supuso la práctica desaparición de esta comunidad y la conversión forzosa de sus miembros al cristianismo. En 1456, de nuevo un tumulto popular asaltó también la morería, aunque sus consecuencias fueron de menor trascendencia.
El Siglo de Oro valenciano

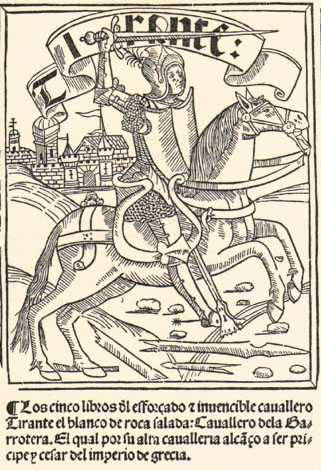
Tirant lo Blanch

El siglo XV fue una época de apogeo económico, cultural y artístico para la ciudad. A lo largo de este siglo se produjo también un crecimiento demográfico que hizo de Valencia la ciudad más poblada de la Corona de Aragón. La industria local (con los textiles a la cabeza) alcanzó un gran desarrollo, siendo la industria de la seda la que generó una importante actividad económica. En esta época también se creó la Taula de canvis, banca municipal de apoyo de las operaciones comerciales. A finales de siglo se erigió la Lonja de la Seda y de los Mercaderes. La ciudad se convirtió en un emporio comercial que atrajo a mercaderes de toda Europa.
Este auge económico se reflejó en el plano artístico y cultural. Se levantaron a lo largo de esta época algunos de los edificios más emblemáticos de la ciudad, como las torres de Serranos (1392), la Lonja (1482), el Miguelete o la capilla de los Reyes del convento de Santo Domingo. En pintura y escultura las tendencias flamencas e italianas tuvieron influencia sobre algunos artistas como Lluís Dalmau, Gonçal Peris o Damian Forment. En literatura, al amparo de la corte de Alfonso el Magnánimo floreció la producción escrita, de la mano de autores como Ausias March, Roig de Corella o Isabel de Villena. Hacia 1460 Joanot Martorell escribió el Tirant lo Blanch, una innovadora novela de caballería que influyó en numerosos autores posteriores, desde Cervantes a Shakespeare. También en esta época, entre los años 1499 y 1502, se fundó la Universidad de Valencia bajo el nombre de Estudi General.

### Edad Moderna
Valencia con los Austrias

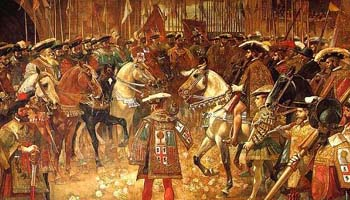
La paz de las Germanías, por Marcelino de Unceta

A raíz del descubrimiento de América, la economía europea se orientó hacia el Atlántico en detrimento del Mediterráneo. Pese a la unión dinástica con Castilla, la explotación del Mediterráneo quedó en manos de la antigua Corona de Aragón, es decir, valencianos, catalanes y mallorquines, mientras que la conquista y explotación de América era un asunto exclusivo de Castilla. Frente a esto, Valencia entró en una aguda crisis económica, que se manifestó pronto con la rebelión de las Germanías (1519-1522), una revuelta social en contra de la nobleza que había huido de la ciudad ante una epidemia de peste en 1519. Los caudillos de la insurrección fueron cruelmente reprimidos por parte de la virreina Germana de Foix, lo que supuso la aceleración de la centralización autoritaria de Carlos I.
La crisis se acentuó durante el siglo XVII con la expulsión de los moriscos y judíos en 1609, los cuales suponían casi un tercio de toda la población del reino. El poder de la nobleza, cada vez más preponderante, provocó la ruina del país y la bancarrota de la Taula de Canvis en 1613. Durante la llamada Sublevación de Cataluña (1640-1652), Valencia colaboró con la causa de Felipe IV con milicias y dinero, lo que provocó un período de penurias económicas acentuadas por la llegada de tropas provenientes de otras partes de España.
Valencia con los Borbones

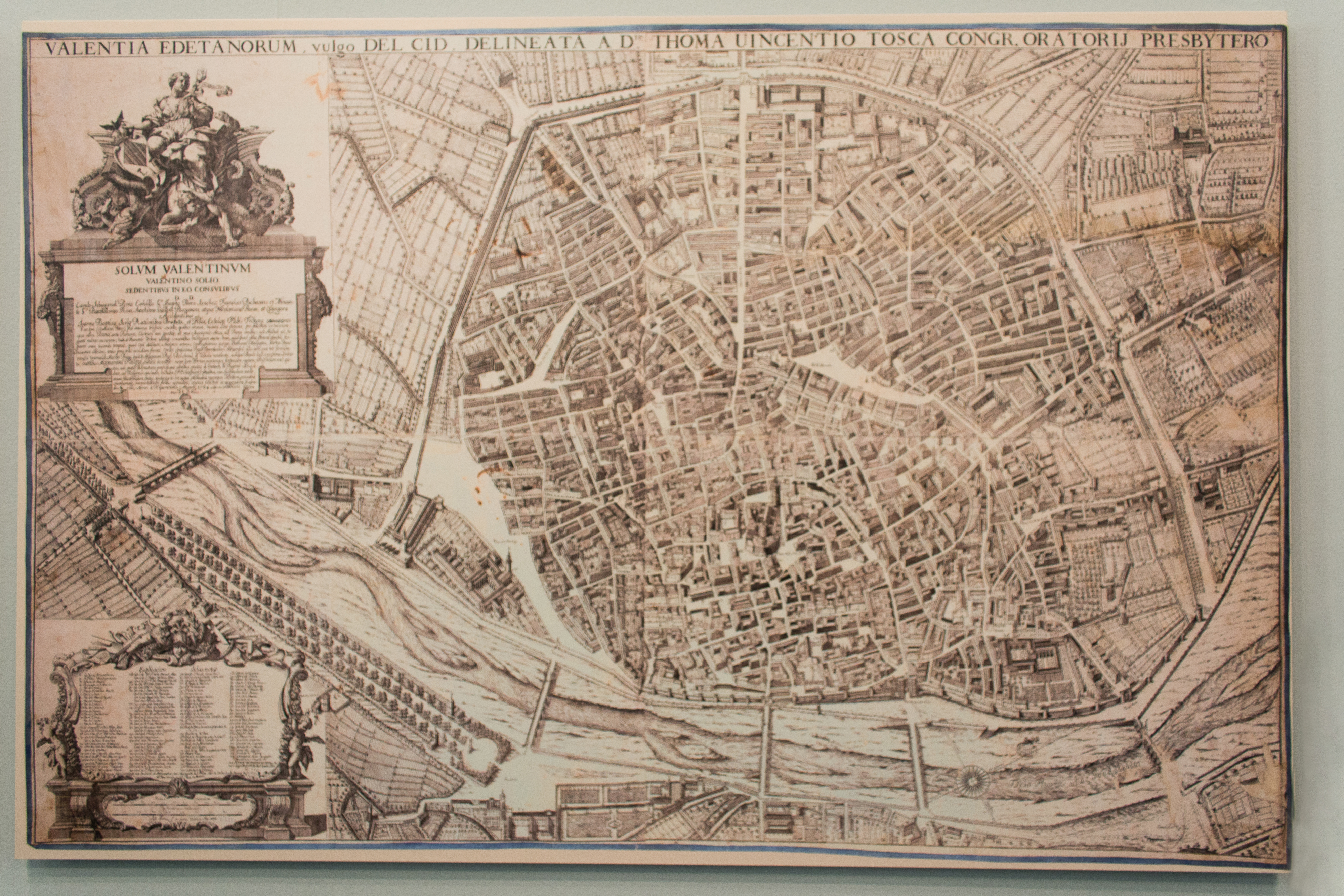
Mapa de Valencia según Tomás Vicente Tosca (c. 1738)

La decadencia de la ciudad tocó fondo con la guerra de sucesión española (1702-1709) que significó el fin de la independencia política y jurídica del reino de Valencia. Después de la Batalla de Almansa (25 de abril de 1707), Felipe V dispuso la derogación de los Fueros valencianos como castigo al apoyo que el reino había prestado a Carlos de Austria. A partir de los Decretos de Nueva Planta rigió en Valencia el Fuero castellano. La capitalidad del reino de Valencia pasó a Orihuela, como un ultraje a la ciudad. Felipe V ordenó que se reuniera la Audiencia con el virrey cardenal Luis de Belluga, quien se opuso al cambio de capitalidad dada la cercanía de Orihuela como centro religioso, cultural y ahora político a Murcia (capital de su otro virreinato y de su diócesis). Así, habida cuenta su odio a la ciudad de Orihuela a la que bombardeó y saqueó sin cesar durante la Guerra de Sucesión, abandonó el virreinato de Valencia como protesta ante Felipe V que finalmente devolvió la capitalidad a Valencia.
Con la abolición de los Fueros valencianos y el acomodo del reino y de su capital a las leyes y costumbres de Castilla, los cargos del gobierno municipal dejaron de ser electivos, y pasaron a ser de designación directa del monarca, ocupados a menudo por aristócratas foráneos. Valencia se tuvo que acostumbrar a ser una ciudad ocupada, con presencia de tropas acuarteladas en la ciudadela, que se encontraba junto al convento de Santo Domingo, y en otros edificios, como la misma Lonja, que fue un cuartel hasta el año 1762.

### Edad Contemporánea
Siglo XIX

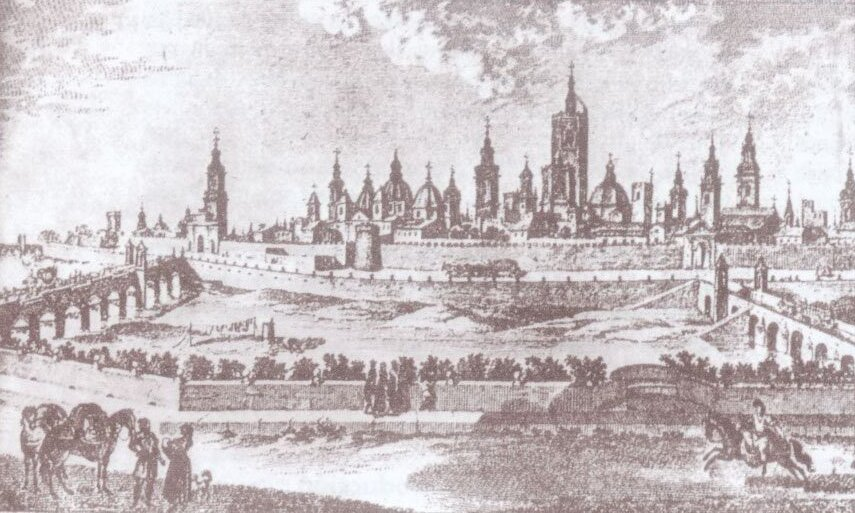
La ciudad de Valencia vista desde el convento de San Pío V

El siglo XIX comenzó con España encadenando guerras con Francia, Portugal o Reino Unido. Pero fue la Guerra de la Independencia la que más afectó a tierras valencianas y concretamente a la capital.
En la Guerra de la Independencia española contra el ejército de Napoleón —también conocida como Guerra del Francés— la Primera Batalla de Valencia ocurrió el 28 de junio de 1808. Todavía se pueden ver los cañonazos en las torres de Quart y Serranos. La ciudad cayó en manos de las tropas bajo el mando del mariscal Suchet el 8 de enero de 1812 tras un largo asedio. La ocupación se prolongó hasta el final de la guerra en 1814. Tras la capitulación, los franceses impulsaron algunas reformas en Valencia, que llegó a ser capital de España cuando José I trasladó aquí la Corte en el verano de 1812.
Con la retirada de los franceses, el general Elío organizó una revuelta militar en Valencia que sirvió para reponer en el trono a Fernando VII e iniciar el sexenio absolutista (1814-1820). En los años siguientes, como consecuencia de la legislación sostenida por la Constitución española de 1812 que ordenaba la formación de ayuntamientos en todas aquellas poblaciones que rebasaran el mínimo de vecinos estipulado por la ley, numerosas pedanías próximas al núcleo urbano de la ciudad de Valencia en situación legal confusa se constituyen en municipios, entre ellas Ruzafa y el Grao.

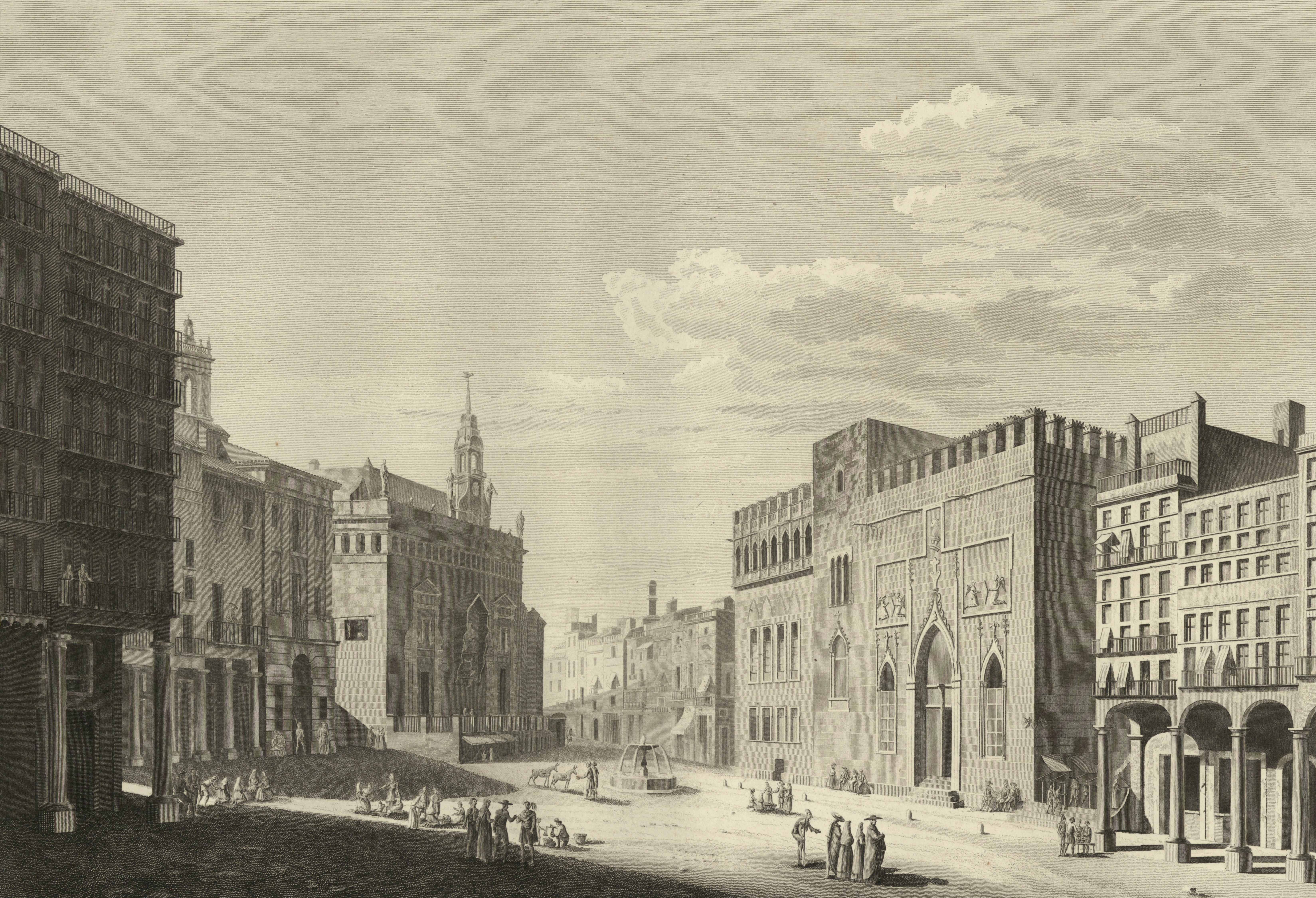
Plaza del Mercado a comienzos del en Voyage pittoresque et historique de l'Espagne

Entre los años 1850 y 1851 Vicente Rodríguez de la Encina y Falcó de Belaochaga fue alcalde de la ciudad, también ocupó la dirección de la Casa de Beneficencia municipal, y fue promotor del Banco de Valencia (fundado en 1900) y director de la Sociedad Valenciana de Aguas Potables (fundada en 1846). Durante el reinado de Isabel II se concedió el título de duque de Valencia al general Ramón María Narváez, aunque simplemente era un título nobiliario sin jurisdicción alguna.
En la década de 1840 se introdujo la iluminación de gas y poco después comenzó el empedrado de las calles, una labor que se alargó durante varios años por la falta de recursos del ayuntamiento. En 1850 se instaló la red de agua potable y en 1882 se introdujo la energía eléctrica en la ciudad. En estos años se consolidó el crecimiento de la ciudad y se derribaron gran parte de las antiguas murallas.

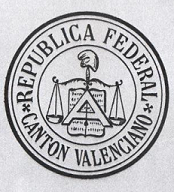
Cantón de Valencia

En 1860 el municipio contaba con 107 703 habitantes. En 1858 los arquitectos Sebastián Monleón Estellés, Antonino Sancho y Timoteo Calvo diseñaron el Proyecto General del Ensanche de la Ciudad de Valencia, que preveía el derribo de las murallas para permitir la expansión de la ciudad (se reprodujo una segunda versión en 1868). Ambos proyectos no obtuvieron la aprobación definitiva pero sirvieron como base para el crecimiento de la ciudad. A partir de 1866 se derribaron en su totalidad las antiguas murallas de la ciudad a fin de facilitar la expansión urbana de la misma.

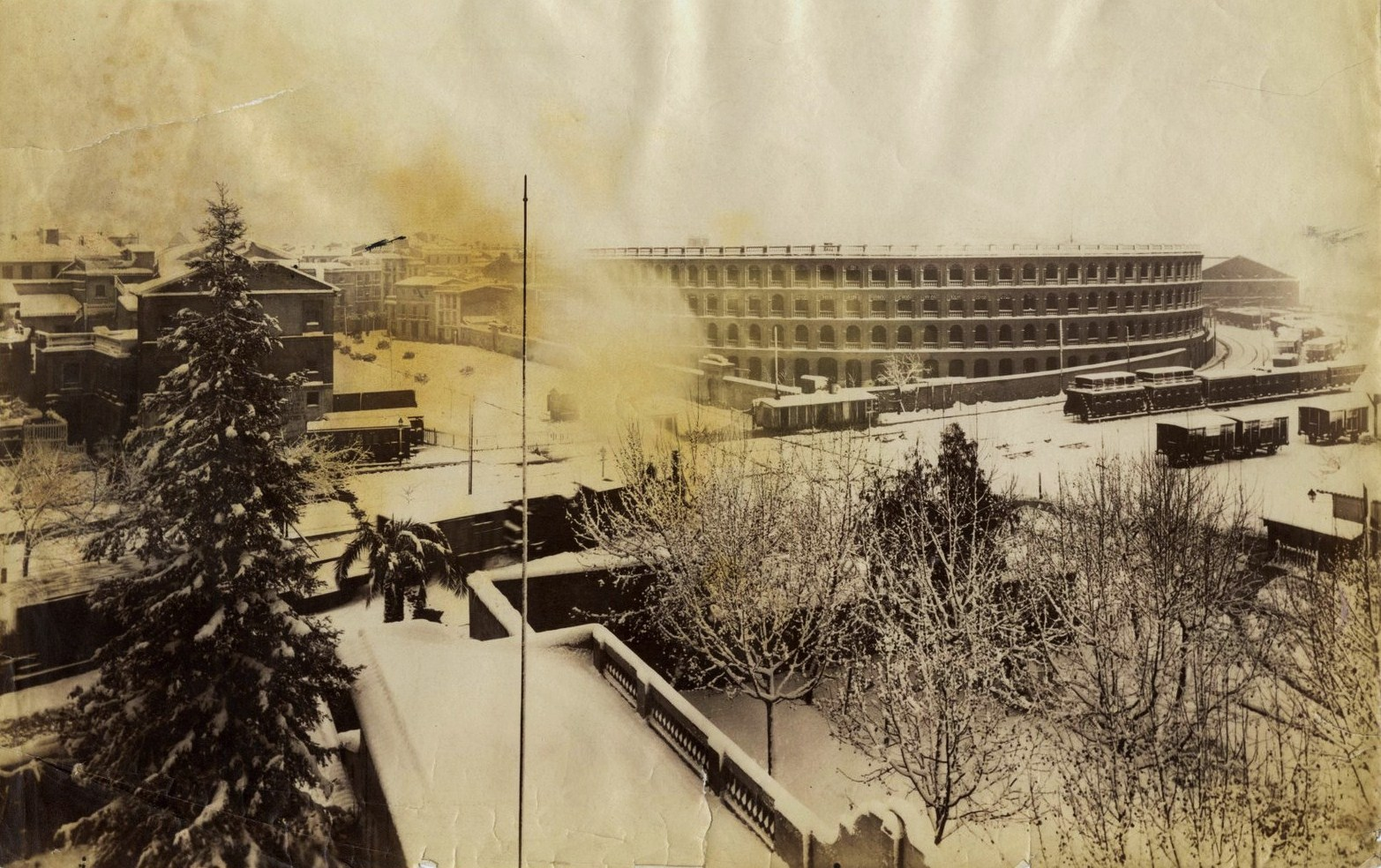
Valencia nevada en 1885. Vista de la plaza de toros y de la terminal del ferrocarril (sobre la que se construirá la Estación del Norte)

Durante la Revolución cantonal de 1873, se articuló en el cantón federal de Valencia (proclamado el 19 de julio y disuelto el 7 de agosto), al que se adhirieron la mayoría de los municipios de las comarcas próximas. En 1894 se fundó el Círculo de Bellas Artes de Valencia.. A finales de siglo la ciudad creció puesto que se anexionó los municipios de Beniferri, Benimaclet, Campanar, Orriols, Patraix y Ruzafa, actuales barrios de la ciudad.
Siglos XX y XXI
Durante el siglo XX Valencia se mantuvo como el tercer polo demográfico de España, ya que a lo largo del siglo triplicó su población, pasando de los 213 550 habitantes del año 1900 a los 739 014 del año 2000. Del mismo modo, durante el siglo XX Valencia también fue el tercer polo industrial y económico del país, gracias a hitos tan importantes como la creación del banco de Valencia en el año 1900, el desarrollo del ensanche de la ciudad, la construcción de los mercados Central y de Colón, y la construcción de la estación del Norte de ferrocarril, la cual se finalizó en el año 1921. Además de esto, la Valencia del nuevo siglo se dio a conocer con un gran evento, la exposición regional valenciana de 1909, que emulaba las exposiciones nacionales y universales, celebradas en otras ciudades del mundo. Este evento fue promovido por el ateneo mercantil de Valencia, especialmente por su presidente, Tomás Trénor y Palavicino, y contó con el apoyo del Gobierno y de la Corona, ya que fue inaugurado por Alfonso XIII.
El 6 de noviembre de 1936 Valencia se convirtió en la capital de la España republicana a manos de Francisco Largo Caballero, presidente del gobierno. El 17 de mayo de 1937 el gobierno pasó a manos de Negrín, y el 31 de octubre de ese mismo año se trasladó el gobierno a Barcelona.

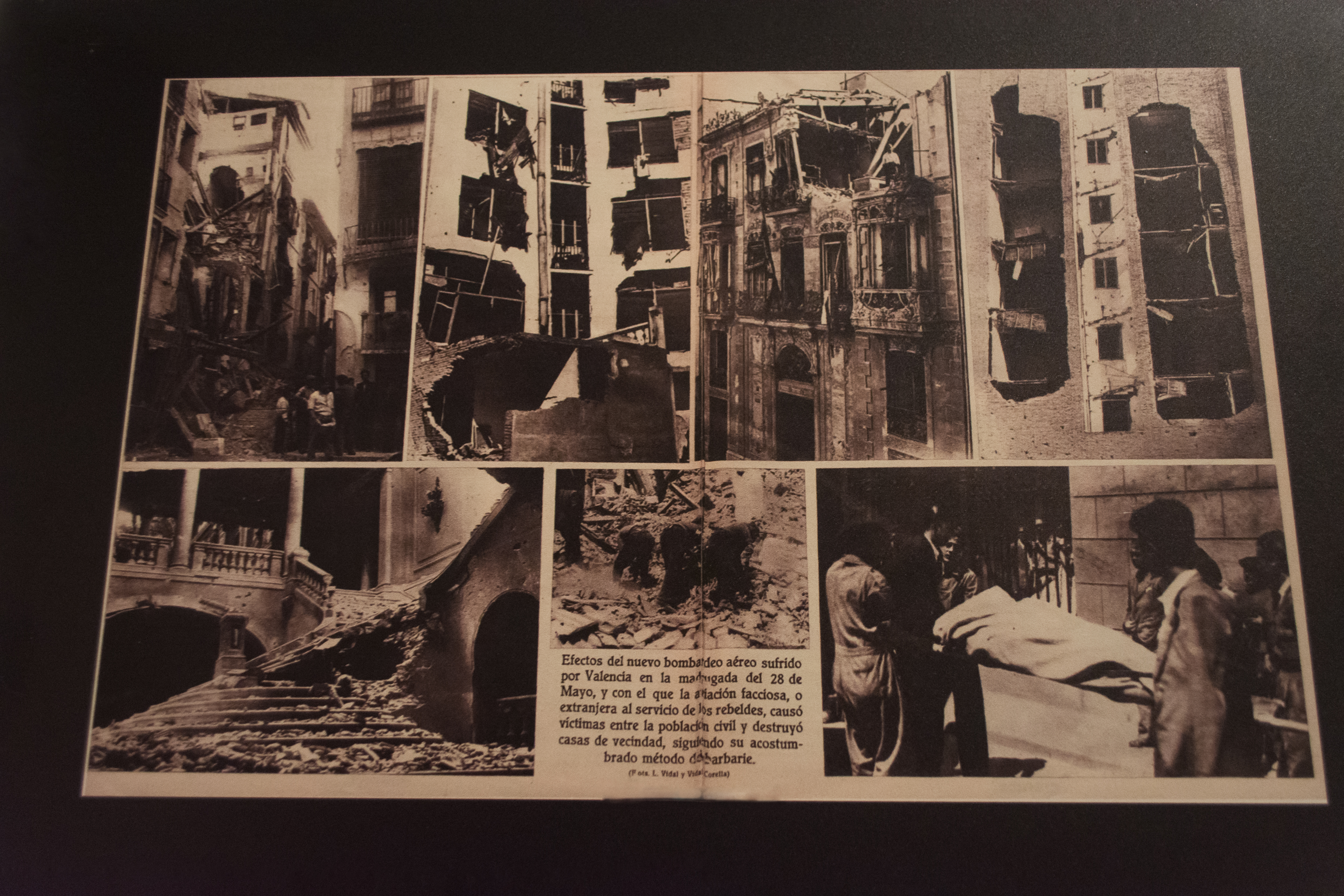
Efectos de los bombardeos del bando sublevado sobre Valencia en mayo de 1937 durante la guerra civil española

El 13 de enero de 1937 se produjo desde un buque de la marina italiana fascista el primer bombardeo oficial sobre la ciudad de Valencia desde que residía allí el Gobierno republicano. Desde este día, los bombardeos se intensificaron y se sucedieron en varias ocasiones, llegando al final de la guerra a los 442 bombardeos sobre la ciudad. Estos bombardeos dejaron 2831 heridos y 847 muertos, aunque se calcula que la cifra de víctimas mortales fue mayor, ya que los datos anteriores son los reconocidos por el gobierno de Franco.
A raíz de la gran riada de Valencia de 1957 se construyó un nuevo cauce para el río, en el extrarradio de la ciudad, por lo que el antiguo cauce pudo reconvertirse en una zona lúdica y ajardinada. A comienzos de los sesenta comenzó la recuperación económica, y Valencia vivió un espectacular crecimiento demográfico debido a la inmigración y la ejecución de importantes obras urbanísticas y de infraestructuras.

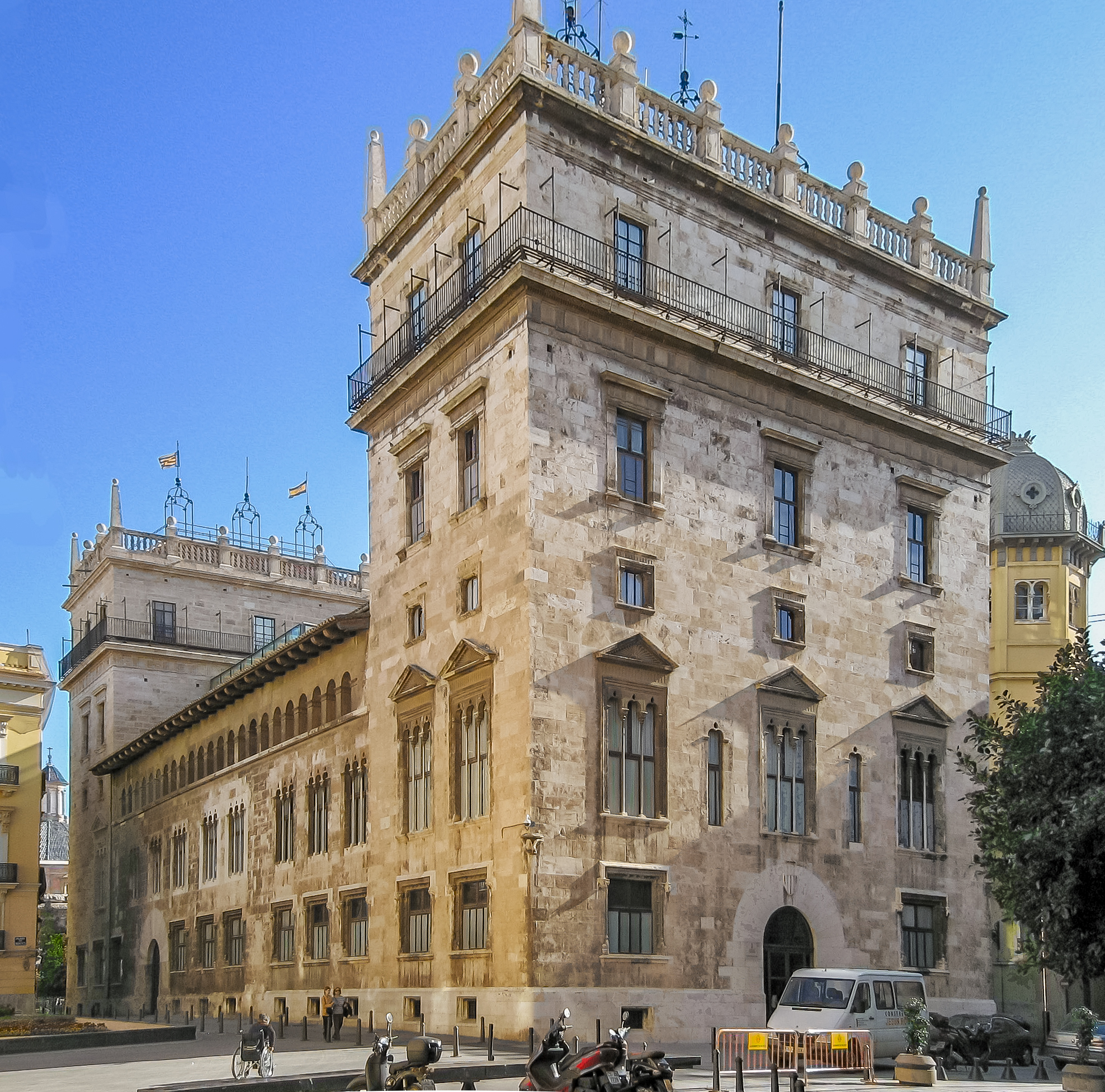
El Palacio de la Generalidad es el icono de la recuperación del autogobierno en la Comunidad

Con la llegada de la democracia, el antiguo reino de Valencia se instituyó en comunidad autónoma, la Comunidad Valenciana, y estableció en su Estatuto de Autonomía que la capital fuera Valencia. Pese a esto, la noche del 23 de febrero de 1981 hubo una tentativa golpista, que en Valencia encabezó Jaime Milans del Bosch, la cual fracasó. La democracia propició la recuperación de la lengua y la cultura valenciana, aunque no se pudo evitar cierta crispación social en torno a los símbolos (conocido como la Batalla de Valencia).
Durante los primeros 25 años de democracia, Valencia ha sufrido un gran desarrollo, principalmente por obras tan emblemáticas como el Palacio de la Música, el Palacio de Congresos, el metro, la Ciudad de las Artes y las Ciencias, de Santiago Calatrava y Félix Candela, el MuVIM, el IVAM, etc. Gracias a estas obras, así como a la progresiva rehabilitación de la Ciutat Vella, cada día la ciudad atrae más y más turismo.

## Demografía
Valencia cuenta con una población de 825 948 habitantes (INE 2024).
| Gráfica de evolución demográfica de Valencia entre 1787 y 2021 |
| |
| Población de derecho según los censos de población del INE Población de hecho según los censos de población del INEEn 1877 crece el término del municipio porque incorpora a Beniferri, Benimaclet, Patraix y Ruzafa En 1887 crece el término del municipio porque incorpora a Benimamet y Orriols |

La población empadronada en el municipio de Valencia es de 807 693 habitantes (INE 2023), mientras que su área metropolitana tiene 1 581 057 habitantes (INE 2020). El área metropolitana de Valencia está formada principalmente por municipios situados en la Huerta de Valencia; algunas localidades como Mislata se encuentran completamente conurbadas a la ciudad, mientras que el resto se sitúan en una primera o en una segunda corona metropolitana. Los municipios del área metropolitana que destacan por su población son Torrente con 83 962 habitantes, Paterna con 70 195 habitantes, Mislata con 44 320 habitantes y Burjasot con 38 024 habitantes (INE 2020).
A lo largo del siglo XX la ciudad ha multiplicado por tres y medio su población inicial, siendo los periodos de máximo crecimiento demográfico los años 1930-1940 y la década de 1960. La década de 1990 fueron años de estabilidad demográfica por efecto de la caída del éxodo rural, el cual fue un factor fundamental de crecimiento en las décadas anteriores, así como también por la reducción de la natalidad. En los años 2000 las fuertes corrientes migratorias exteriores que recibió España provocaron de nuevo una dinámica migratoria positiva, la cual comenzó a estabilizarse e incluso a ser negativa con la crisis económica de 2008.

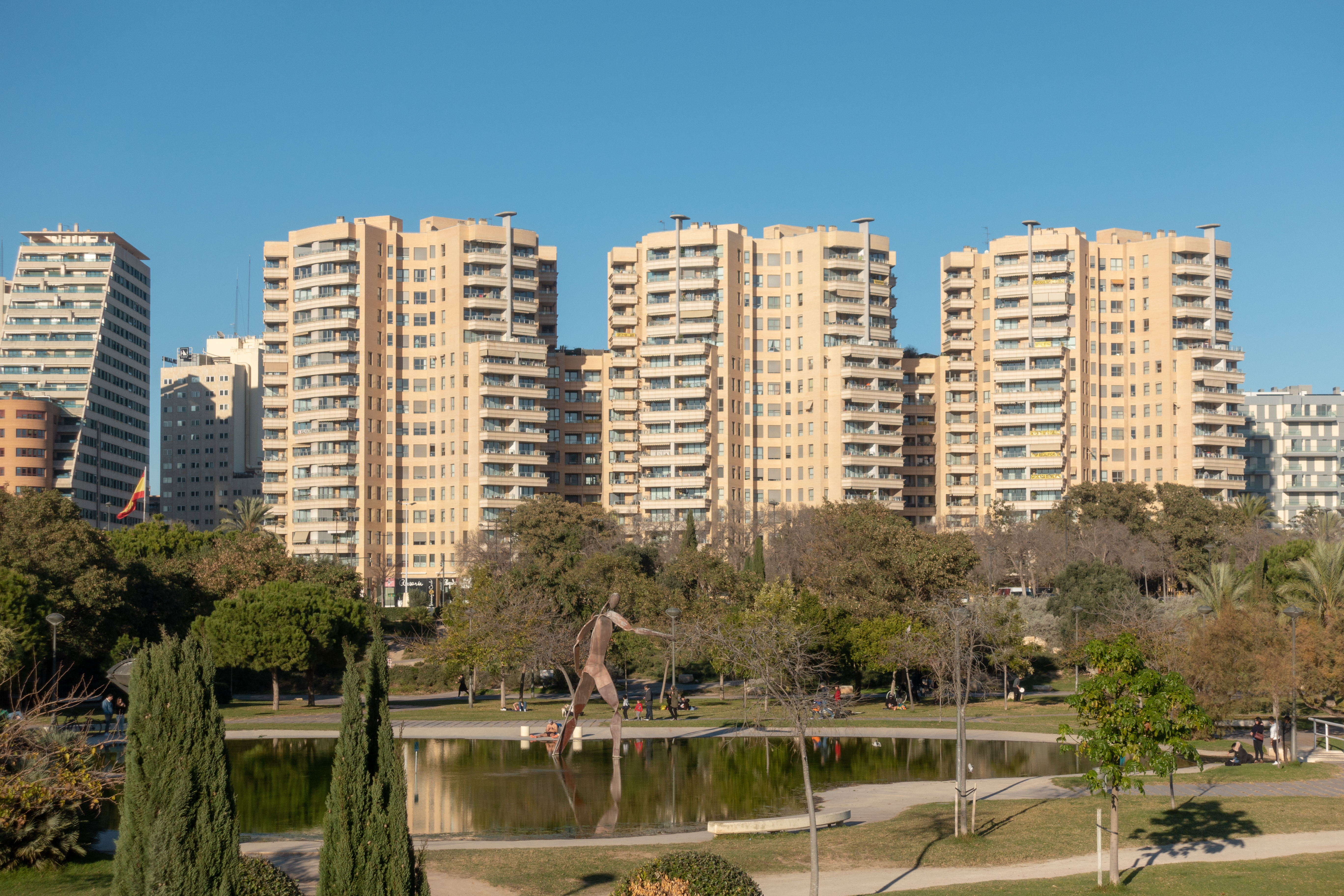
Edificios residenciales en Valencia

Según el nomenclátor de 2009, la población del municipio está repartida entre las entidades de población, tal y como se recoge a continuación:
| Entidad de población                                                 | Habitantes | Coordenadas                                                                         | Distancia en km |
| -------------------------------------------------------------------- | ---------- | ----------------------------------------------------------------------------------- | --------------- |
| Benifaraig                                                           | 998        | 39°31′42″N 0°23′09″O / 39.52833, -0.38583                                           | 3,4             |
| Benimámet-Beniferri                                                  | 14 016     | 39°30′5.53″N 0°25′7.82″O / 39.5015361, -0.4188389                                   | 5,07            |
| Borbotó                                                              | 718        | 39°30′55″N 0°23′27″O / 39.51528, -0.39083                                           | 2,2             |
| Carpesa                                                              | 1228       | 39°30′59″N 0°22′41″O / 39.51639, -0.37806                                           | 2,5             |
| Casas de Bárcena                                                     | 360        | 39°30′18″N 0°23′01″O / 39.50500, -0.38361                                           | 3               |
| Castellar-Oliveral                                                   | 6894       | 39°25′35″N 0°21′51″O / 39.42639, -0.36417                                           | 1               |
| Horno de Alcedo                                                      | 1246       | 39°26′12″N 0°22′37″O / 39.43667, -0.37694                                           | 1               |
| Mahuella, Tauladella, Rafalell y Vistabella                          | 52         | 39°32′26″N 0°20′03″O / 39.54056, -0.33417                                           | 8-12            |
| Masarrochos, con dos núcleos: Masarrochos Urbanización Santa Bárbara | 2153 85    | 39°32′20″N 0°24′13″O / 39.53889, -0.40361 39°32′51″N 0°25′03″O / 39.54750, -0.41750 | 6 7,5           |
| El Palmar                                                            | 753        | 39°18′35″N 0°19′06″O / 39.30972, -0.31833                                           | 12              |
| El Perellonet                                                        | 1438       | 39°16′47″N 0°16′39″O / 39.27972, -0.27750                                           | 12,5            |
| Pinedo                                                               | 2587       | 39°25′19″N 0°20′21″O / 39.42194, -0.33917                                           | 3               |
| Pueblo Nuevo                                                         | 855        | 39°30′18″N 0°23′01″O / 39.50500, -0.38361                                           | 1,5             |
| El Saler                                                             | 1688       | 39°22′57″N 0°19′57″O / 39.38250, -0.33250                                           | 8               |
| Valencia                                                             | 751 343    | 39°28′12″N 0°22′36″O / 39.47000, -0.37667                                           | 0               |

El progresivo aumento de la esperanza de vida y la reducción de la fecundidad se han reflejado en una pirámide de edad que se hace más estrecha en su base y se ensancha en la parte superior, con un peso creciente de las generaciones de mayor edad. No obstante, la población de la ciudad continúa siendo relativamente joven, con un 25 % de sus efectivos en las generaciones de 15 a 29 años, y un 29 % en las de 30 a 49 años.
También hay que destacar que un 13,9 % de la población empadronada en el municipio es de nacionalidad extranjera (INE 2011), procedente principalmente de Suramérica (un 40,3 % de los extranjeros censados), seguido de los originarios de otros países europeos (un 30,9 %), de países africanos (13,3 %), asiáticos (11,3 %), de América Central (3,1 %), de América del Norte (1,0 %), y finalmente los procedentes de Oceanía (0,1 %). Las nacionalidades extranjeras con mayor presencia en la ciudad son la ecuatoriana (12 358 censados), la boliviana (12 176 censados) y la rumana (11 568 censados).

## Economía

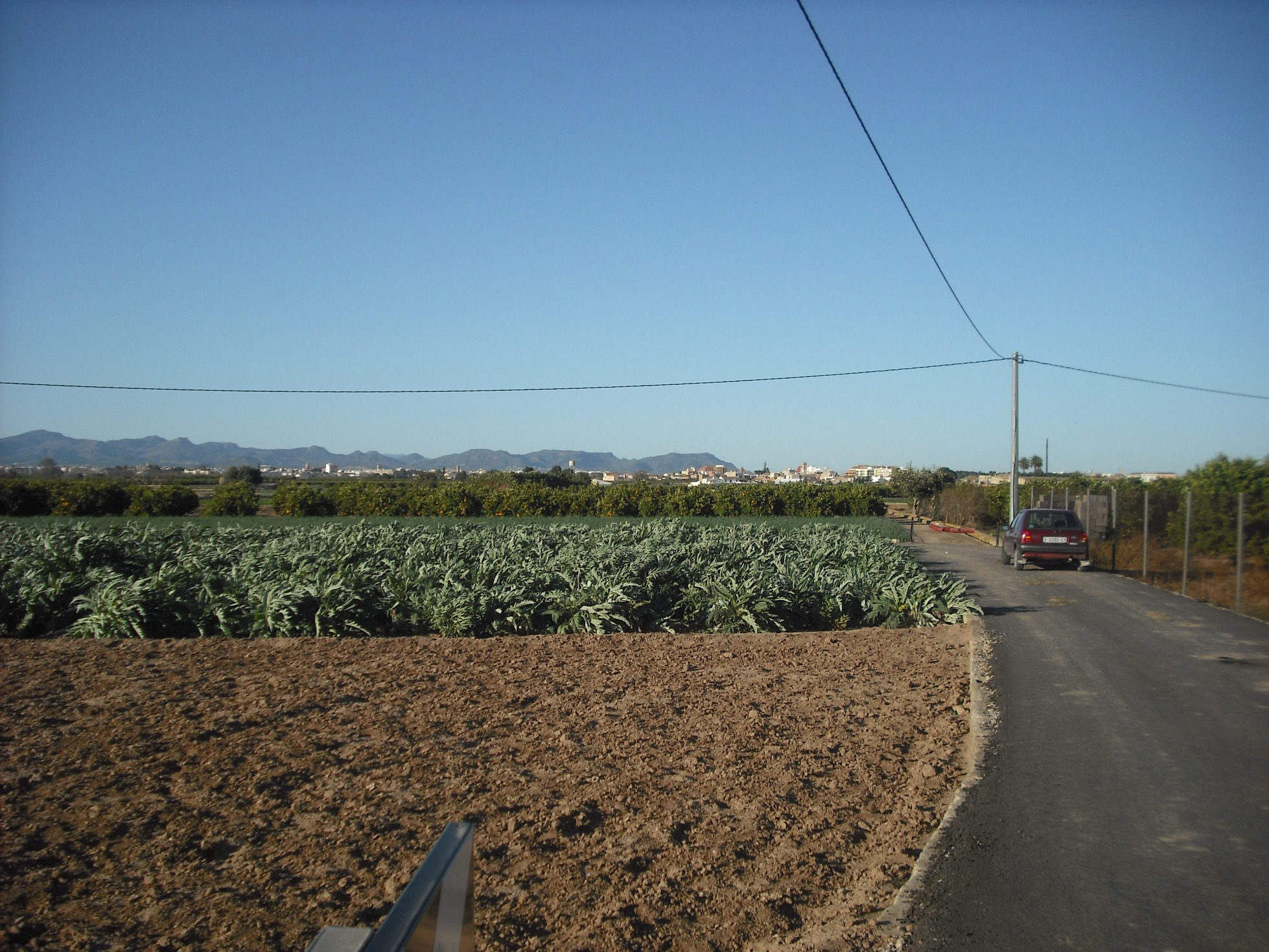
Huerta de la pedanía de Borbotó

La economía de Valencia y su área metropolitana está, al igual que todo el entramado empresarial, muy ligada a las PYMES (pequeñas y medianas empresas), muy competitivas, siendo reconocido su carácter emprendedor y con una finalidad principalmente exportadora.

### Agricultura
En la actualidad se dedican un total de 3973 hectáreas del término municipal de la ciudad al cultivo de la huerta, aunque las sucesivas ampliaciones del puerto y de su ZAL, así como el desarrollo urbano, la construcción del nuevo hospital de la Fe o los nuevos viales y cinturones de la ciudad, prácticamente han acabado con las zonas de huerta periurbana.
No obstante, la mayor concentración del comercio agrícola se realiza en Valencia, ya que las instalaciones portuarias y ferroviarias de la ciudad son unas vías rápidas para el comercio de los productos perecederos provenientes del campo. También es importante el mercado mayorista de la ciudad, Mercavalencia, el cual es el centro de referencia para toda el área metropolitana de Valencia.

### Industria

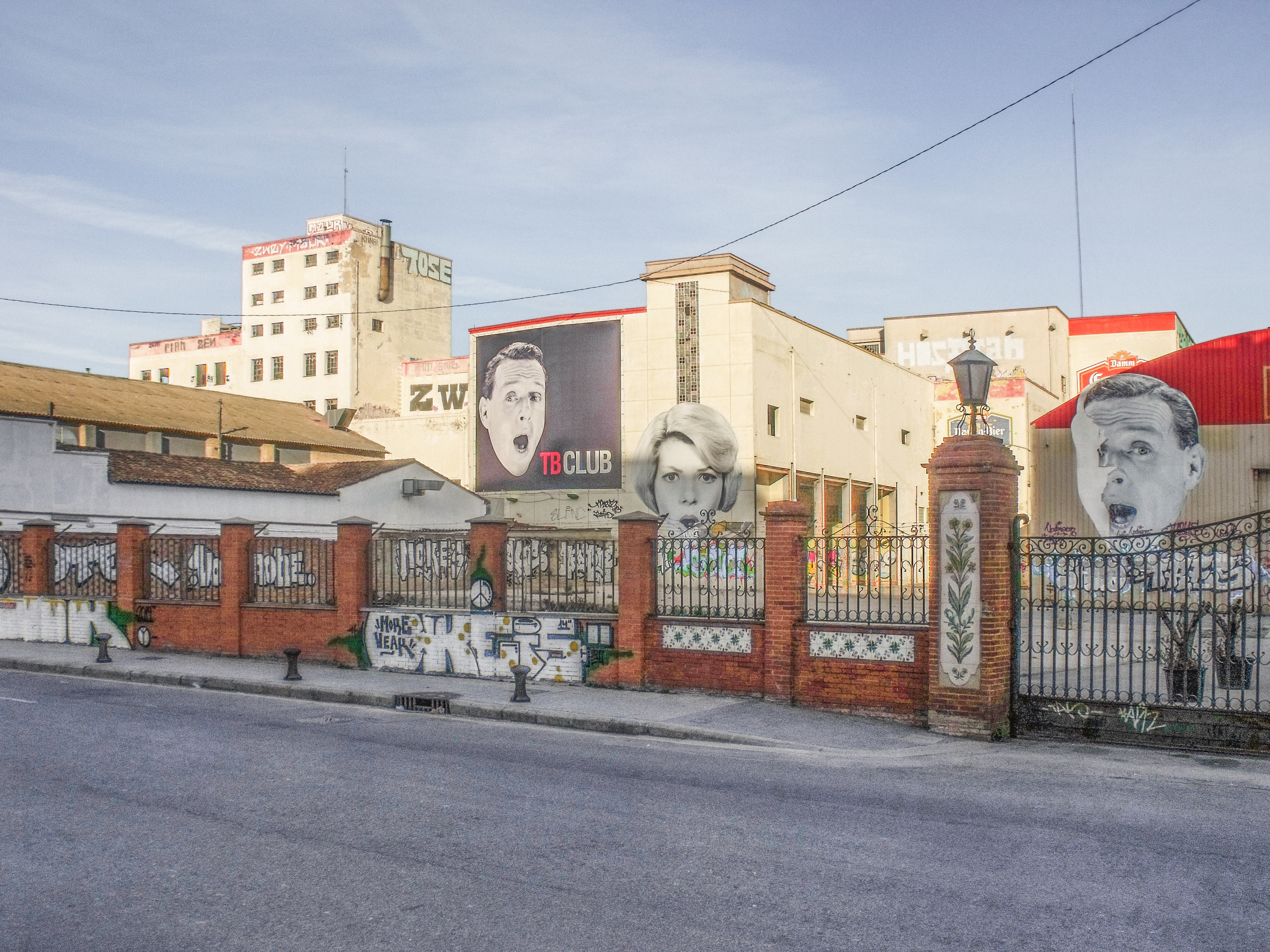
Antigua fábrica de cervezas Turia

Hoy en día, el sector industrial realmente es casi simbólico dentro mismo del municipio, debido a las nuevas legislaciones y el carácter urbano de Valencia. Por este motivo las empresas industriales se han trasladado a otras ubicaciones fuera de la ciudad. Desde finales del siglo XIX y durante casi todo el siglo XX ha habido en la ciudad un gran número de empresas industriales, de sectores como la metalurgia, la cerámica, la fabricación de muebles, etc. Este éxodo de empresas provocó que los pueblos del entorno de la ciudad acogieran a las empresas, y sufrieran un enorme desarrollo demográfico y económico, como son los casos de Manises en el sector cerámico, Benetúser y Alfafar en el sector del mueble, o Paterna, con la creación del polígono Fuente del Jarro.
Por lo que respecta a la industria textil, hay que destacar que este subsector ha sufrido una dura competencia por parte de terceros países. Pese a esto, esta competencia no ha afectado de forma tan brusca a la industria textil de Valencia, ya que los productos valencianos se caracterizan por la calidad, sobre todo en lo que se refiere a los tejidos de seda, los cuales tienen un prestigio en todo el mundo por la tradición de esta industria.

### Sector servicios
Comercio

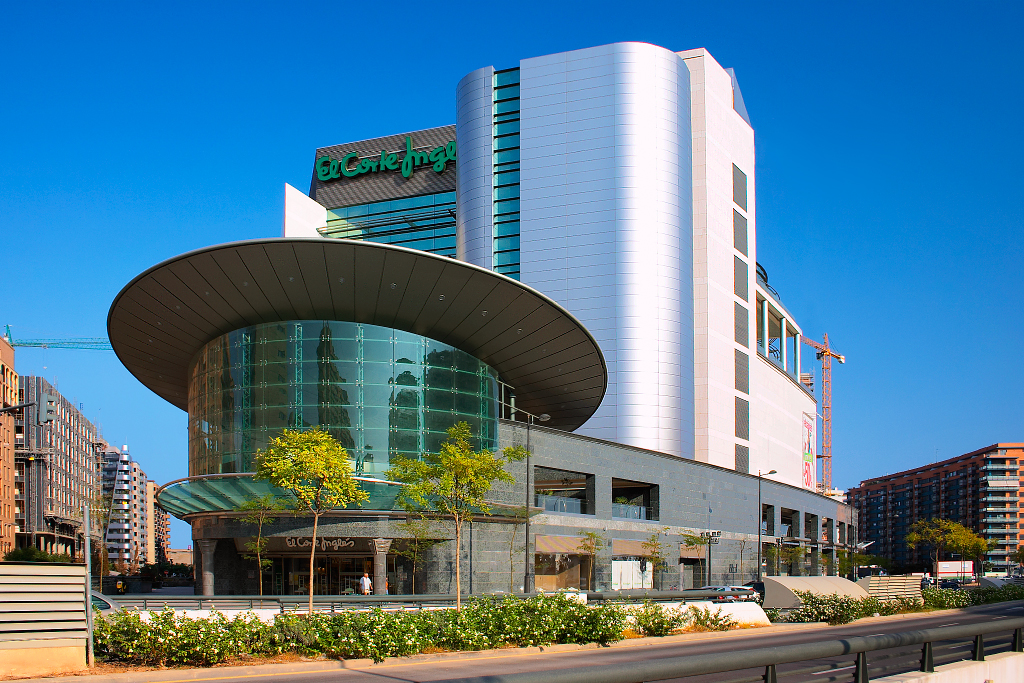
Edificio de El Corte Inglés de la avenida de Francia

En Valencia hay varios centros comerciales, grandes almacenes, hipermercados y supermercados. Los más importantes son aquellos que pertenecen a las grandes cadenas, como son los hipermercados Carrefour, con 3 hipermercados en el término municipal de Valencia y 4 en su área metropolitana, Alcampo, con dos hipermercados en el área metropolitana, los grandes almacenes de El Corte Inglés e Hipercor, con 6 centros en Valencia, o los supermercados Consum, con 68 locales, Mercadona, con 59 locales, Dia, con 29 locales, Opencor y Supercor, con 14 locales, Lidl, con 5 locales, o Aldi, con 2 locales. Además de estas instalaciones, en la ciudad de Valencia también existen varios centros comerciales, como son el Nuevo Centro, el Aqua Multiespacio, el Saler, el Arena Multiespacio, el de Ademúz, el Mercado de Campanar, etc.
Para la ciudad también son importantes los mercados de barrio, como el mercado Central, el mercado de Colón, el mercado de Ruzafa, el mercado de Benicalap, el mercado de Algirós, el mercado de Castilla, el mercado del Cabanyal o el mercado de Torrefiel, entre otros. Aunque también hay que destacar la gran cantidad de comercios de barrio existentes en la ciudad, entre los que destacan los comercios de ropa de la calle Colón o los de productos tecnológicos de la calle Islas Canarias.
Turismo de ocio

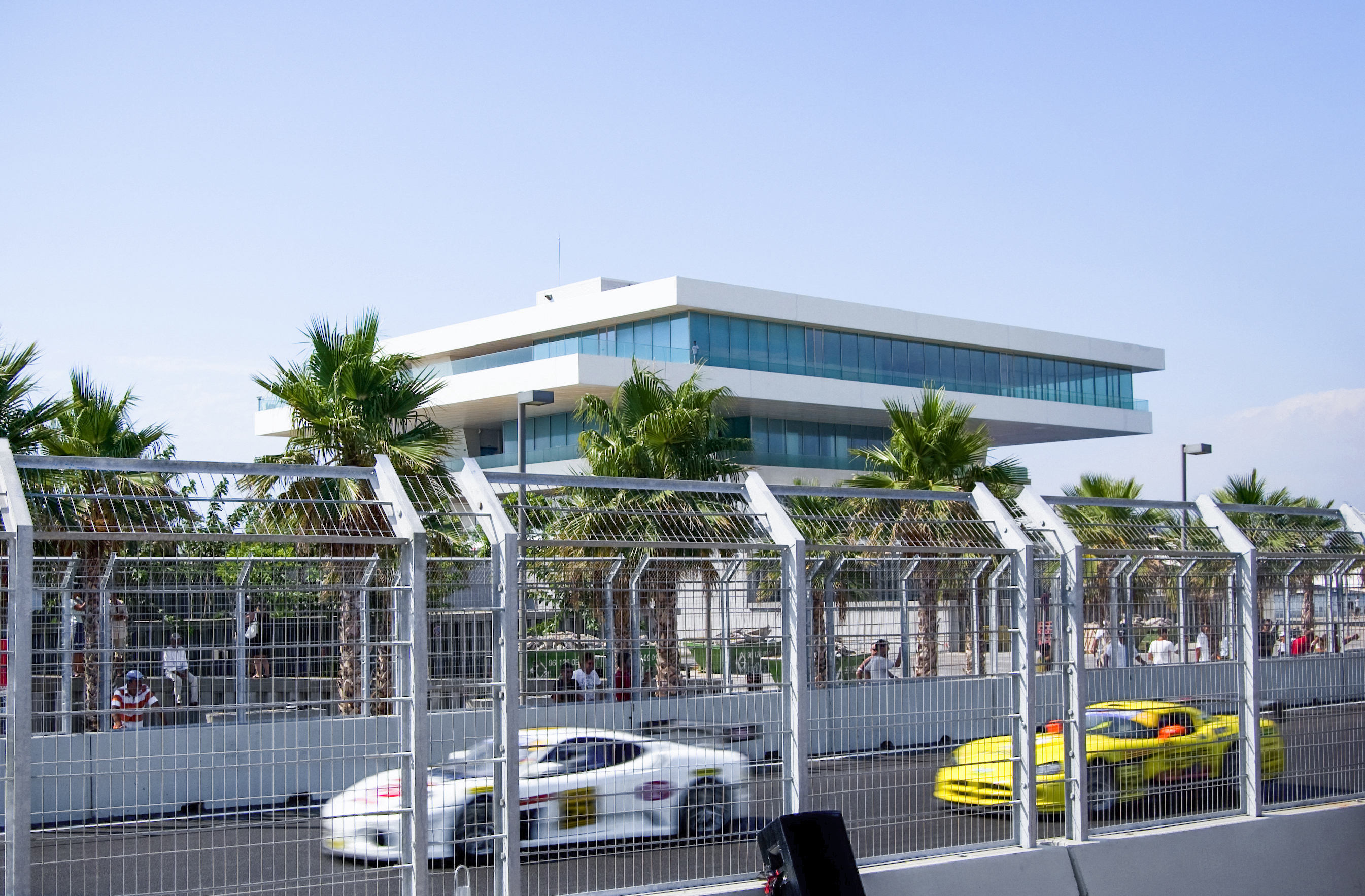
Circuito urbano de Valencia

El Turismo realmente comenzó con el boom de principios del siglo XX, momento en el que los habitantes de Valencia comenzaron a disfrutar del entorno que les rodeaba, principalmente las zonas costeras de la Malvarrosa y el Cabañal, donde se construyeron casas de segunda residencia, e incluso un balneario. En esta época, era costumbre de la gente importante poseer alguna de estas casas, para su uso y poder invitar a sus familiares y amigos. Un caso muy destacado es el escritor valenciano Blasco Ibáñez, y sus conocidas reuniones con pintores y filósofos de la época. Transcurrida la guerra civil se produjo un segundo boom turístico, cuando se mejoraron las antiguas playas de pescadores, aumentando la oferta de alojamientos y servicios de las playas para convertirlas en verdaderos centros turísticos.
Aunque en realidad el verdadero boom turístico de la ciudad ocurrió a finales del siglo XX y principios del XXI, ya que fue en esta época cuando se construyeron los nuevos iconos arquitectónicos y culturales de la ciudad, como por ejemplo el Palacio de la Música, la Ciudad de las Artes y las Ciencias, el Palacio de Congresos o el Bioparc. En esta época se celebraron también varios eventos deportivos y culturales importantes, en particular las dos ediciones de la America's Cup y el Gran Premio de Europa de Fórmula 1 en el circuito urbano de Valencia. Sin embargo, en 2012, el circuito fue clausurado debido a la crisis global económica, la cual tuvo severas consecuencias en España, y más específicamente en la Comunidad Valenciana. En la actualidad, todavía se pueden observar anuncios publicitarios en algunas curvas y numerosos muros a lo largo de la trazada.
Turismo de negocios
El Palacio de Congresos, diseñado por el arquitecto inglés Norman Foster, fue inaugurado por los reyes de España en 1998 y cuenta con 15 581 m², dotado de 3 auditorios o salas de conferencias, 9 salas de comisiones y un área de exposición de 1500 m2. Este edificio está concebido para la realización de todo tipo de eventos y convenciones tanto de carácter nacional como internacional, especialmente grandes congresos y conferencias. La cubierta de 8200 m² del edificio destaca por la presencia de láminas fotovoltaicas para producir electricidad y está sustentada por pilares de vidrio, piedra y alabastro, contando con una marquesina de 18 m de altura.

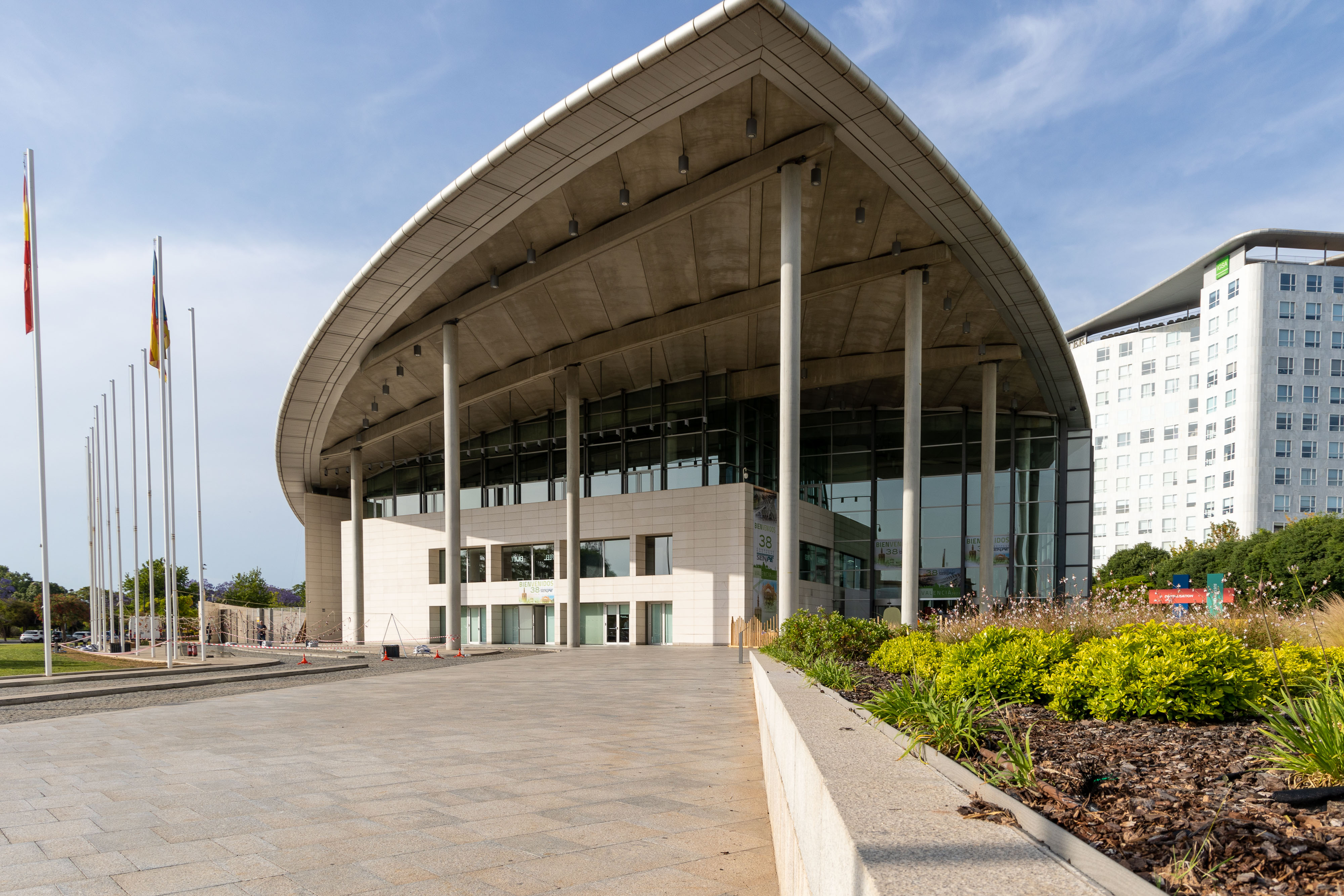

Desde su puesta en marcha en el año 1998 hasta el 2023, el Palacio de Congresos ha acogido más de 3300 eventos con 2,4 millones de asistentes. Llegando a ser reconocido en el año 2010 y 2018 como la mejor sede congresual del mundo, al recibir el World´s Best Convention Centre, máximo galardón de la Asociación Internacional de Palacios de Congresos.

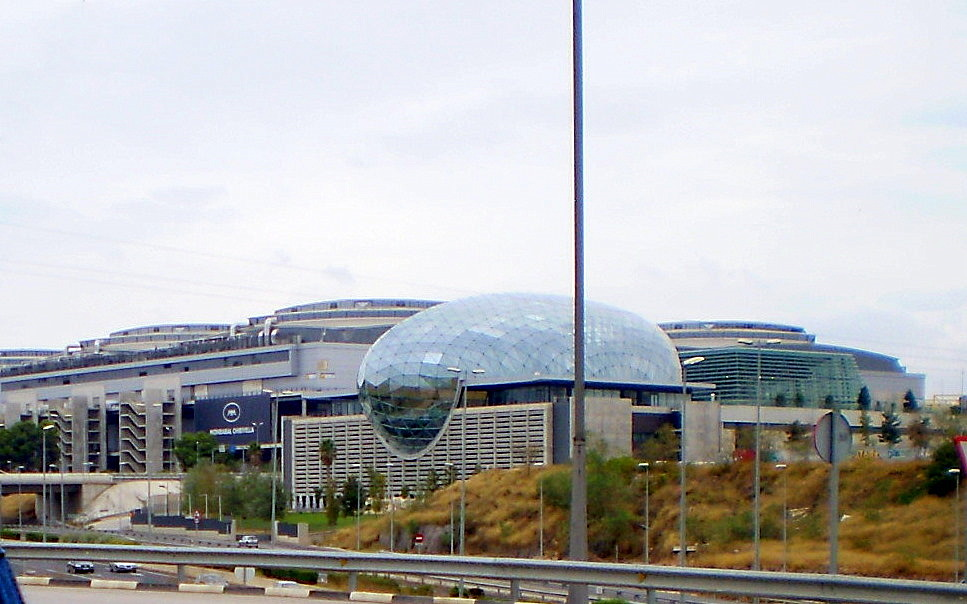
Feria Valencia

Por su parte, la Feria Muestrario Internacional de Valencia (Feria Valencia) es la institución organizadora de certámenes feriales más antigua de España, ya que fue fundada en el año 1917. La feria de muestras está ubicada en la pedanía valenciana de Benimámet, y fue remodelada y ampliada recientemente, por obra del arquitecto José María Tomás Llavador, convirtiéndose en la institución ferial con el cuarto recinto más grande del mundo. Feria Valencia organiza más de un centenar de certámenes, ferias y eventos cada año, motivo por el cual constituye una de las más importantes dentro del circuito europeo.
Los sectores que regularmente celebran ferias en este recinto están el agrícola, el de productos de alimentación, el del mueble, el turístico, el de formación y empleo, etc. En el año 2010 Feria Valencia contabilizó más de un millón trescientos mil visitantes de todo el mundo y más de doce mil expositores participaron en sus certámenes (entre directos y representados). Por lo que el impacto económico de Feria Valencia en su entorno se estima entre unos 700 y 800 millones de euros anuales.

### Mercado de valores

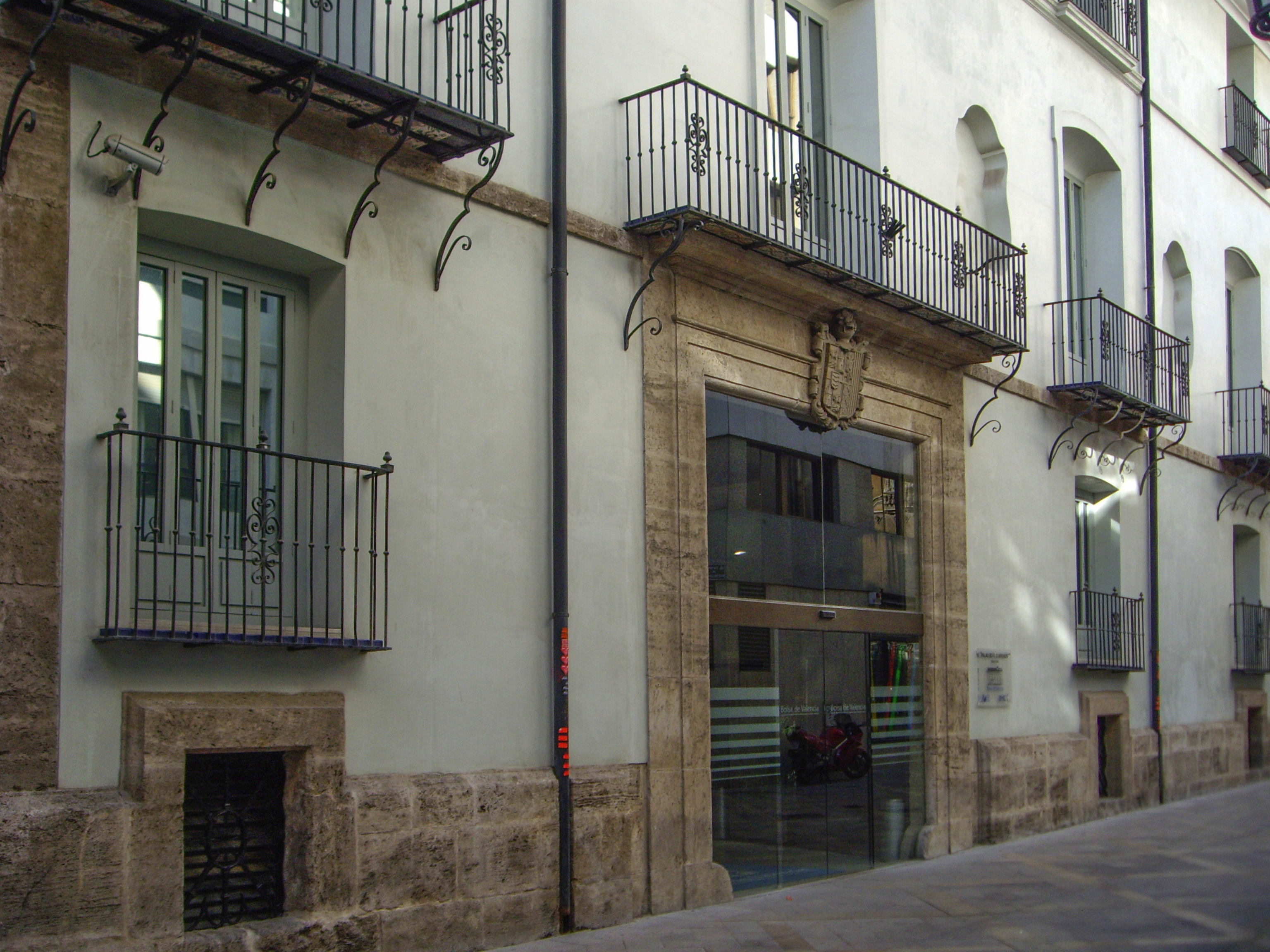
Palacio Böil de Arenós, sede de la Bolsa de Valencia

En España la primera Bolsa en constituirse fue la de Madrid, en 1831, y posteriormente se crearon las de Bilbao, en 1890 y Barcelona, en 1915. Mientras que la Bolsa de Valencia comenzó su andadura en 1980, cuando el antiguo Bolsín de Comercio se transformó en Bolsa. La sede de la Bolsa de Valencia está en el Palacio Böil de Arenós, en el distrito de Ciutat Vella.
De todas formas, la historia de la bolsa de Valencia viene de más atrás, puesto que ya en el año 1863 se solicitó una Bolsa para Valencia, porque en esa época ya había corredores, los cuales se reunían en la Lonja. Aunque no fue hasta el 15 de noviembre de 1887 cuando comenzó a funcionar el Bolsín de Valencia, el cual estaba ubicado en la sede del Colegio de Corredores de Comercio, sito en la calle Puñalería número 10.
En la actualidad, la Bolsa de Valencia es una bolsa de mercado secundario oficial, destinado a la negociación en exclusiva de las acciones y valores convertibles o que otorguen derecho de adquisición o suscripción. Según la Ley del Mercado de Valores (LMV), «Son mercados secundarios oficiales de valores aquellos que funcionen regularmente, conforme a lo prevenido en esta Ley y en sus normas de desarrollo, y, en especial, en lo referente a las condiciones de acceso, admisión a negociación, procedimientos operativos, información y publicidad».

### I+D+i

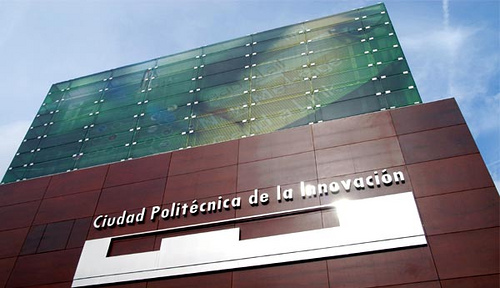
Ciudad Politécnica de la Innovación de la Universidad Politécnica de Valencia

La Universidad Politécnica de Valencia inauguró el año 2002, el parque científico Ciudad Politécnica de la Innovación (CPI), el cual comprende un espacio de 140 000 m², y aglutina la totalidad del sistema de I+D+i de la UPV, es decir, 45 institutos de investigación, unos 3000 investigadores, así como unas 400 personas de apoyo.
La CPI es un parque científico en red estructurado en tres áreas actuación; el local, en el que participan más de 25 ayuntamientos, asociaciones de empresas y entidades promotoras de toda la provincia de Valencia; el nacional, con más de 100 organismos públicos y privados de I+D+i españoles; y el internacional, donde los investigadores y centros de investigación de la CPI colaboran con más de 1000 órganos públicos y privados de investigación y de promoción de la innovación de más de 60 países. La gestión de la Red y la dinamización de la cooperación entre sus actores es responsabilidad de la Fundación Ciudad Politécnica de la Innovación, entidad sin ánimo de lucro promovida por la Universidad Politécnica de Valencia, y entre cuyos patronos de referencia se encuentra el Grupo Santander. Este parque científico es miembro de la Asociación Española de Parques Científicos y Tecnológicos (APTE), así como también de la International Association of Science Parks (IASP).
Dentro del complejo de la Ciudad de las Artes y las Ciencias se inauguró también en el año 2002 el Centro de Investigación Príncipe Felipe (CIPF), el cual cuenta con 23 laboratorios distribuidos en tres programas de investigación: biomedicina; biología química y cuantitativa; y medicina regenerativa. La fundación gestora de este centro de investigación está compuesta por la Generalidad Valenciana y la Fundación Bancaja. Este centro tiene como objetivo el estudiar las posibles soluciones sobre las enfermedades que afectan a la salud humana, aplicando las tecnologías más avanzadas para poder así desarrollar nuevas terapias y/o métodos de diagnóstico.
Finalmente, la Universidad de Valencia inauguró en el año 2009 su propio parque científico, el Parque Científico de la Universidad de Valencia (PCUV), ubicado en el Campus de Burjasot-Paterna, a unos 8 kilómetros del centro de la ciudad. La entidad gestora del PCUV es la Fundació Parc Científic Universitat de València, una fundación de carácter privado e interés general, cuyos patronos son la Fundación Bancaja, el Grupo Santander, la Cámara de Comercio de Valencia y la Confederación Empresarial Valenciana, además de la Universidad de Valencia. Este parque científico cuenta con un espacio de más de 200 000 m² para la investigación, innovación y transferencia de conocimientos, uniendo en un solo espacio la investigación universitaria y las demandas de I+D+i del tejido productivo valenciano. El PCUV cuenta con dos áreas diferenciadas, de un lado está el área científica, de la que forman parte los institutos de investigación, y de otro lado la empresarial, formado por un vivero de empresas y diversos edificios para la instalación de compañías, laboratorios de I+D y plataformas tecnológicas. En la actualidad cuenta con 6 institutos de investigación, centros singulares y servicios científicos, y acoge a más de 60 empresas. Del mismo modo que la CPI, el PCUV es miembro de la Asociación de Parques Científicos y Tecnológicos de España (APTE) y de la International Association of Science Parks (IASP).

## Administración y política

### Capitalidad
Desde su fundación, Valencia ha sido la capital de la taifa de Valencia, del reino de Valencia, de la Segunda República Española y de la actual Comunidad Valenciana. Debido a esto, en los últimos años se está trabajando en la redacción de la Carta Municipal de Valencia, la cual tendría rango de norma autonómica, y regularía la gestión, organización y competencias de la capital de la Comunidad para contribuir a esclarecer y a delimitar las competencias propias del ayuntamiento de la ciudad, así como para establecer la dotación económica presupuestaria para llevarlas a cabo.

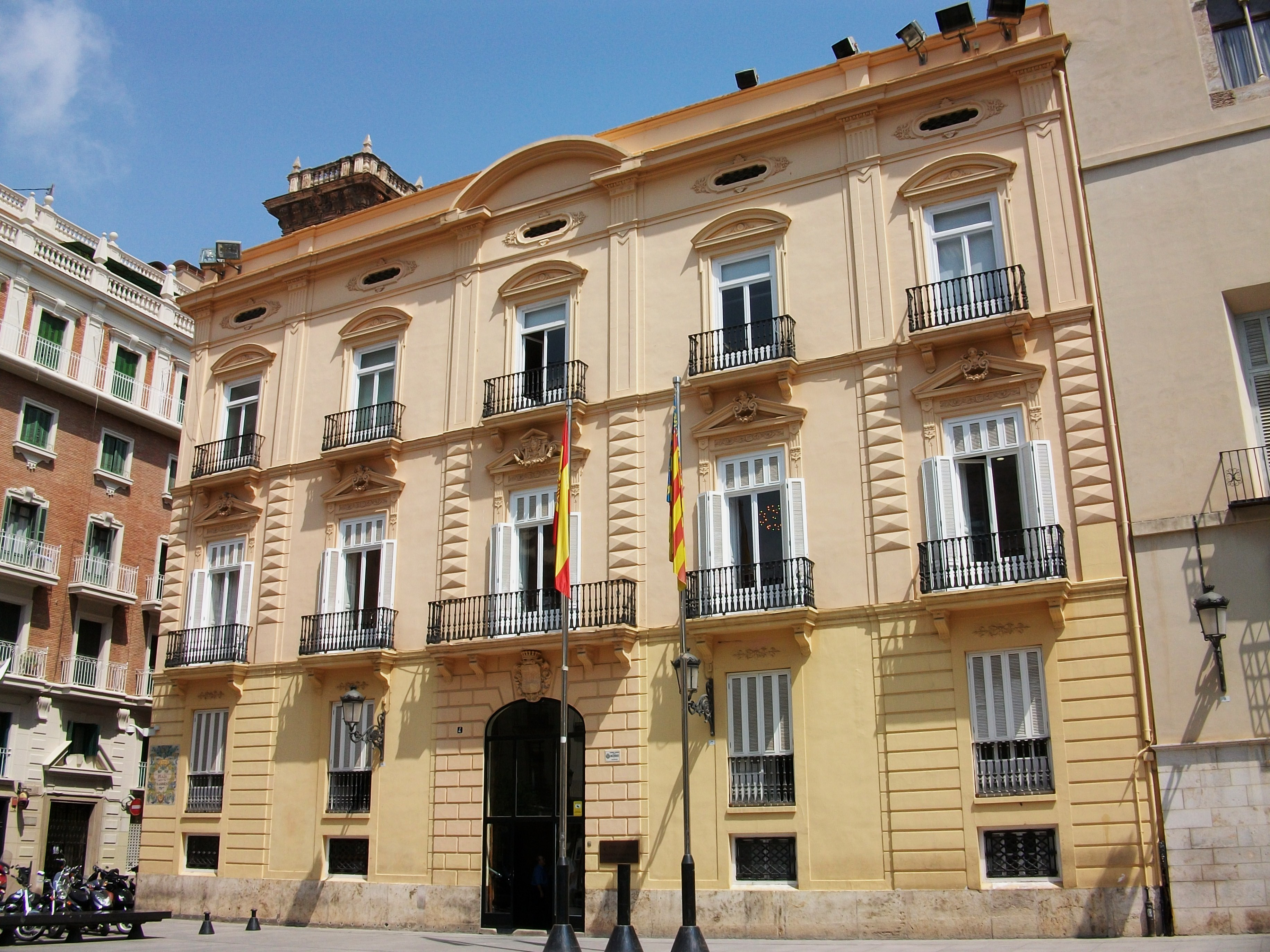
Palacio de Batlia, sede de la Diputación de Valencia

En Valencia hay presentes cuatro niveles de administraciones públicas, las cuales tienen diferentes responsabilidades y competencias. Por un lado está el Ayuntamiento de Valencia, el cual es el organismo con mayores competencias y funcionarios públicos en la ciudad, ya que regula la vida diaria de los ciudadanos, e importantes asuntos como la planificación urbanística, los transportes, la recaudación de impuestos municipales, la gestión de la seguridad vial mediante la policía local, el mantenimiento de la vía pública (asfaltado, limpieza...) y de los jardines. También es el responsable de la construcción de equipamientos municipales como guarderías, polideportivos, bibliotecas, residencias para la tercera edad, entre otros.
La Diputación de Valencia también tiene su sede en la ciudad, en el Palacio de Batlia, sito en la plaza de Manises. Este es el organismo público con menores competencias en la ciudad, pese a ello se encarga de gestionar los intereses de establecimientos tan emblemáticos como la Casa de Misericordia, el Centro Cultural La Beneficencia y la Sala Parpalló, el Museo Taurino, el MuVIM y el Hospital General, entre otros.

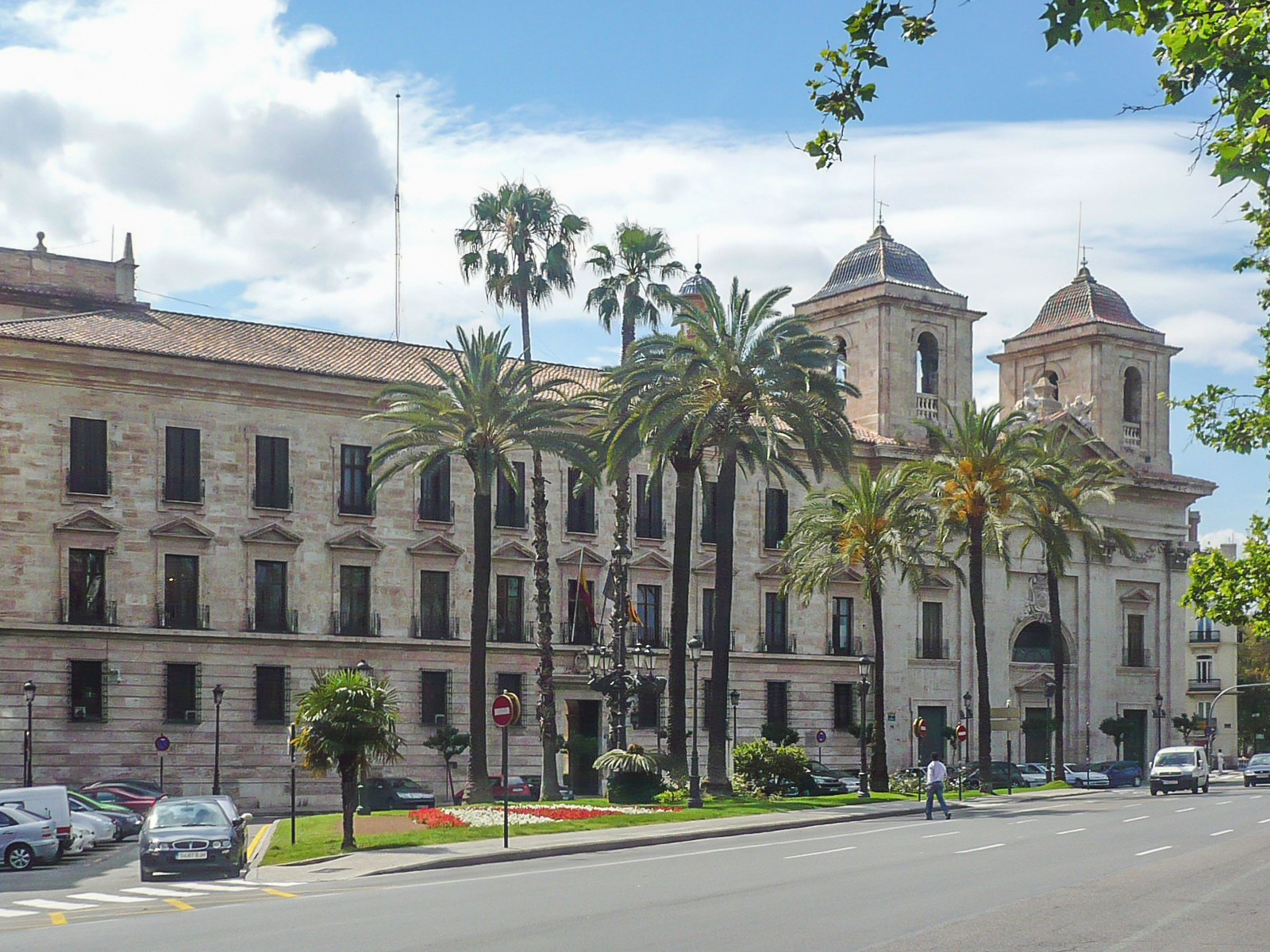
Palacio del Temple, sede de la Delegación del Gobierno

La administración encargada del gobierno autonómico de la Comunidad Valenciana es la Generalidad Valenciana, la cual tiene las sedes de sus instituciones en Valencia, como son las Cortes Valencianas, situado en la plaza de San Lorenzo de Valencia, el palacio de la Generalidad (sede de la Generalidad Valenciana), ubicado en la plaza de Manises, o el Palacio de Fuentehermosa (sede de la presidencia de la Generalidad), situado en la calle Caballeros. La Generalidad tiene amplias competencias sobre la gestión de la ciudad, desde educación, asuntos sociales, tránsito, políticas económicas, comercio, etc. También es la responsable de la construcción de equipamientos como hospitales, escuelas, universidades, residencias para la tercera edad, etc.
Finalmente, la Administración General del Estado, la cual se ocupa de cuestiones como la seguridad (Cuerpo Nacional de Policía y Ejército), la Justicia, la gestión de puertos y aeropuertos, los trenes de Renfe, y las costas, entre las competencias más destacadas. Estas competencias son coordinadas por el Delegado del Gobierno en la Comunidad Valenciana y el subdelegado del gobierno de Valencia, que son designado por el Gobierno de España, y que tienen la sede en la plaza del Temple.

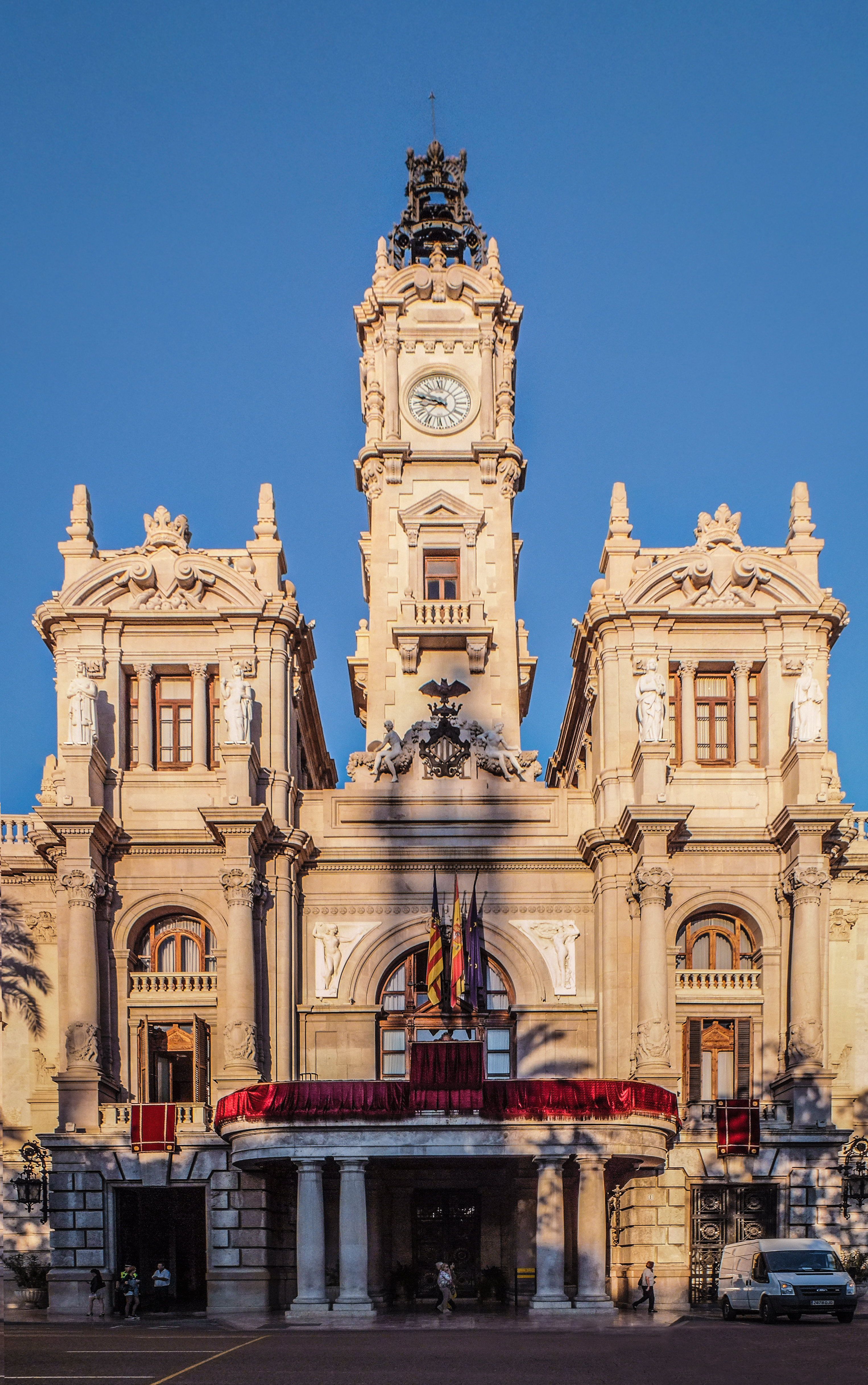
Ayuntamiento de Valencia

María José Catalá en su toma de posesión como alcaldesa de Valencia

### Gobierno municipal
Desde la recuperación de la democracia en España, se han celebrado nueve elecciones municipales, y han gobernado la ciudad tres partidos políticos, el PSOE, el PP y Compromís. Desde las primeras elecciones municipales, celebradas en el año 1979, hasta el año 1991 gobernó la ciudad el PSOE. Durante estos años se sucedieron dos alcaldes, Fernando Martínez Castellano (1979) y Ricard Pérez Casado (1979-1988), y una alcaldesa, Clementina Ródenas Villena (1988-1991). Mientras que desde el año 1991 hasta 2015, ha gobernado la ciudad el PP, siendo alcaldesa Rita Barberá Nolla. A partir de las elecciones de mayo de 2015, Joan Ribó de Compromís ocupó la alcaldía, con el apoyo del PSPV y València en Comú. En las elecciones de mayo de 2019, Joan Ribó revalida la alcaldía, con el apoyo del PSPV. En las últimas Elecciones municipales de España de 2023, la candidatura de María José Catalá (PP) fue la más votada y desde ese mismo año es alcaldesa de la ciudad del Turia.
| Periodo   | Nombre                       | Partido | Partido                                         |
| --------- | ---------------------------- | ------- | ----------------------------------------------- |
| 1979-1979 | Fernando Martínez Castellano |         | Partit Socialista del País Valencià (PSPV-PSOE) |
| 1979-1988 | Ricard Pérez Casado          |         | Partit Socialista del País Valencià (PSPV-PSOE) |
| 1988-1991 | Clementina Ródenas Villena   |         | Partit Socialista del País Valencià (PSPV-PSOE) |
| 1991-2015 | Rita Barberá Nolla           |         | Partido Popular (PP)                            |
| 2015-2023 | Joan Ribó Canut              |         | Compromís                                       |
| 2023-act. | María José Catalá Verdet     |         | Partido Popular (PP)                            |

El gobierno del Ayuntamiento de Valencia se escoge por sufragio universal en elecciones celebradas cada cuatro años. El sistema D'Hondt es el método electoral que se utiliza en España, para repartir los concejales de los ayuntamientos, de modo aproximadamente proporcional a los votos obtenidos por las candidaturas.
En las elecciones municipales de 2023, María José Catalá, del Partido Popular de la Comunitat Valenciana, ganó las elecciones, obteniendo trece regidores, y se alzó con la alcaldía de la ciudad al ser la lista más votada.

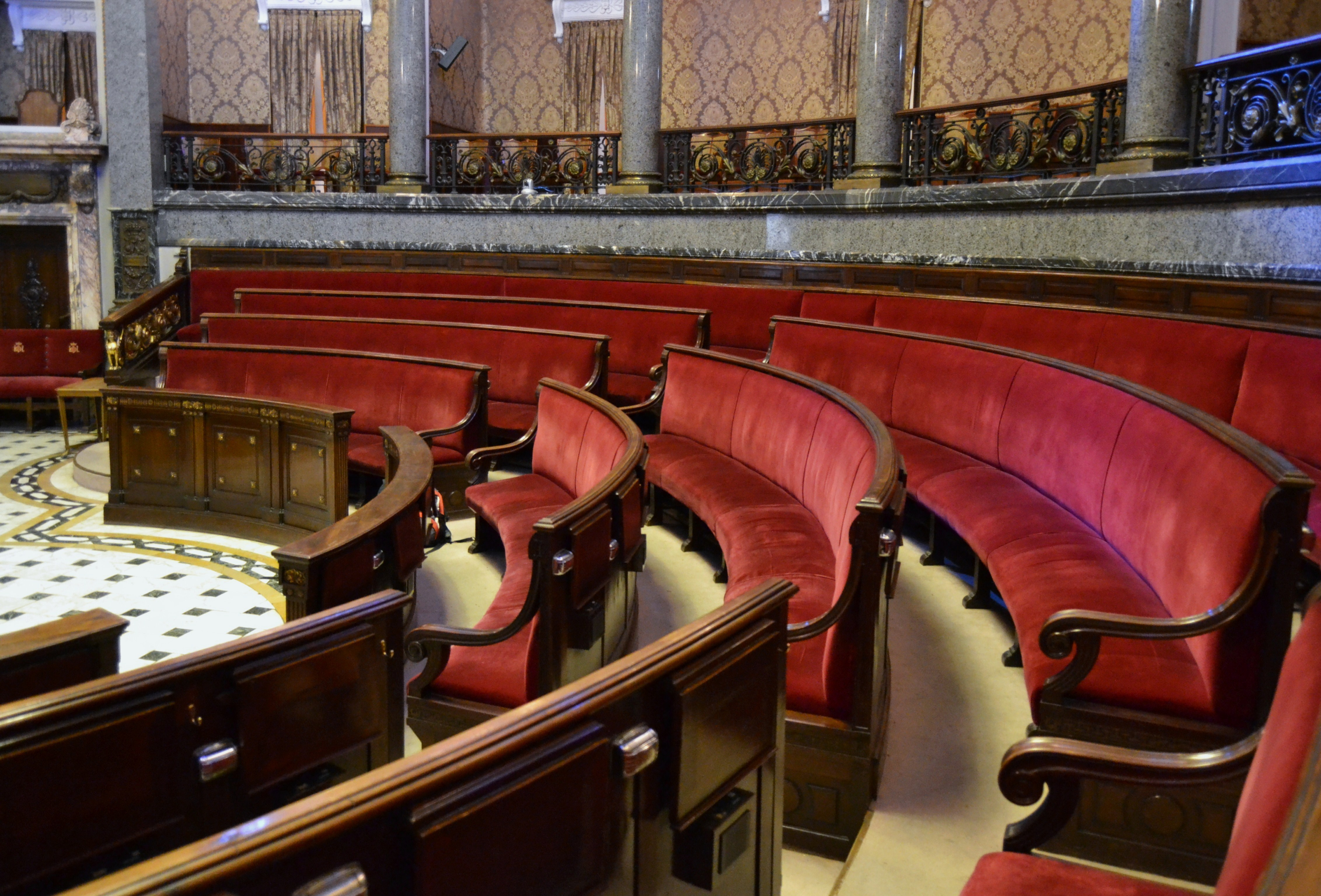
Salón de plenos del ayuntamiento

| Partido político                                | 2011  | 2011    | 2011       | 2015  | 2015    | 2015       | 2019  | 2019    | 2019       | 2023  | 2023    | 2023       |
| Partido político                                | %     | Votos   | Concejales | %     | Votos   | Concejales | %     | Votos   | Concejales | %     | Votos   | Concejales |
| Partido Popular (PP)                            | 53,71 | 208 727 | 20         | 25,56 | 107 435 | 10         | 21,75 | 84 328  | 8          | 36,62 | 151 482 | 13         |
| Compromís per València                          | 9,23  | 35 881  | 3          | 23,11 | 97 114  | 9          | 27,44 | 106 395 | 10         | 23,96 | 99 122  | 9          |
| Partit Socialista del País Valencià (PSPV-PSOE) | 22,24 | 86 440  | 8          | 13,88 | 58 338  | 5          | 19,24 | 74 597  | 7          | 18,97 | 78 499  | 7          |
| Vox                                             | —     | —       | —          | 0,8   | 3353    | 0          | 7,25  | 28 126  | 2          | 12,74 | 52 665  | 4          |
| Ciudadanos (CS)                                 | —     | —       | —          | 15,28 | 64 228  | 6          | 17,61 | 68 283  | 6          | 2,31  | 9588    | 0          |
| València en Comú                                | —     | —       | —          | 9,81  | 40 420  | 3          | —     | —       | —          | —     | —       | —          |
| Esquerra Unida del País Valencià (EUPV)         | 7,17  | 28 489  | 2          | —     | —       | —          | —     | —       | —          | —     | —       | —          |

### Representación consular
Valencia acoge un buen número de consulados, de aquellos países con los que se mantienen mayor número de relaciones comerciales o presencia de inmigrantes de esos países en la zona.
- Alemania
- Austria
- Bélgica
- Bolivia
- Bulgaria
- Chile
- Colombia
- Costa de Marfil
- Costa Rica
- Dinamarca
- Ecuador
- El Salvador
- Estados Unidos
- Estonia
- Filipinas
- Finlandia
- Francia
- Grecia
- Guatemala
- Guinea
- Honduras
- Hungría
- Islandia
- Italia
- Letonia
- Lituania
- Macedonia del Norte
- Malta
- Marruecos
- México
- Mónaco
- Noruega
- Países Bajos
- Panamá
- Perú
- Polonia
- Reino Unido
- República Dominicana
- Rusia
- Seychelles
- Turquía
- Ucrania
- Uruguay

## Organización territorial

### Distritos y barrios
La ciudad de Valencia se divide en distritos, y estos en barrios. Los barrios de la ciudad, a su vez, se agrupan en siete órganos de gestión desconcentrada llamados juntas municipales de distrito. Las siete juntas son Ciutat Vella, Russafa, Abastos, Patraix, Trànsits, Exposició y Marítim. Algunos de los barrios y pedanías eran municipios independientes que se adhirieron a la ciudad a partir de la segunda mitad del siglo XIX. Es el caso de Beniferri, Benimaclet, Patraix y Ruzafa que aparecen en el censo del año 1877 como parte de Valencia; Benimámet y Els Orriols en 1887; Borbotó, Campanar, Mahuella, Pueblo Nuevo del Mar y Villanueva del Grao en el censo de 1897; y Benifaraig, Carpesa y Masarrochos, en el censo de 1900.
| Distrito           | Barrios y pedanías                                                                                          | Plano |
| ------------------ | --- | ----- |
| Ciutat Vella       | La Seu - La Xerea - El Carmen - El Pilar - El Mercat y Sant Francesc                                        |       |
| Eixample           | Ruzafa, El Pla del Remei y Gran Vía                                                                         |       |
| Extramurs          | El Botànic, La Roqueta, La Petxina y Arrancapins                                                            |       |
| Campanar           | Campanar, Les Tendetes, El Calvari y Sant Pau                                                               |       |
| La Zaidía          | Marxalenes, Morvedre, Trinitat, Tormos y Sant Antoni                                                        |       |
| El Pla del Real    | Exposició, Mestalla, Jaume Roig y Ciutat Universitària                                                      |       |
| L'Olivereta        | Nou Moles, Soternes, Tres Forques, La Fuensanta y La Llum                                                   |       |
| Patraix            | Patraix, Sant Isidre, Vara de Quart, Safranar y Favara                                                      |       |
| Jesús              | La Raiosa, L'Hort de Senabre, La Creu Coberta, San Marcelino y Camí Real                                    |       |
| Quatre Carreres    | Monteolivete, En Corts, Malilla, Fuente San Luis, Na Rovella, La Punta y Ciudad de las Artes y las Ciencias |       |
| Poblados Marítimos | El Grao, Cabañal-Cañamelar, Malvarrosa, Beteró y Nazaret                                                    |       |
| Camins al Grau     | Ayora, Albors, La Creu del Grau, Camí Fondo y Penya-Roja                                                    |       |
| Algirós            | L'Illa Perduda, Ciutat Jardí, L'Amistat, La Bega Baixa y La Carrasca                                        |       |
| Benimaclet         | Benimaclet y Camí de Vera                                                                                   |       |
| Rascaña            | Orriols, Torrefiel y Sant Llorenç                                                                           |       |
| Benicalap          | Benicalap y Ciutat Fallera                                                                                  |       |
| Poblados del Norte | Benifaraig, Poble Nou, Carpesa, Casas de Bárcena, Mahuella, Masarrochos y Borbotó                           |       |
| Poblados del Oeste | Benimámet y Beniferri                                                                                       |       |
| Poblados del Sur   | Horno de Alcedo, Castellar-Oliveral, Pinedo, El Saler, El Palmar, El Perellonet, La Torre y Faitanar        |       |

### Urbanismo
Principales vías

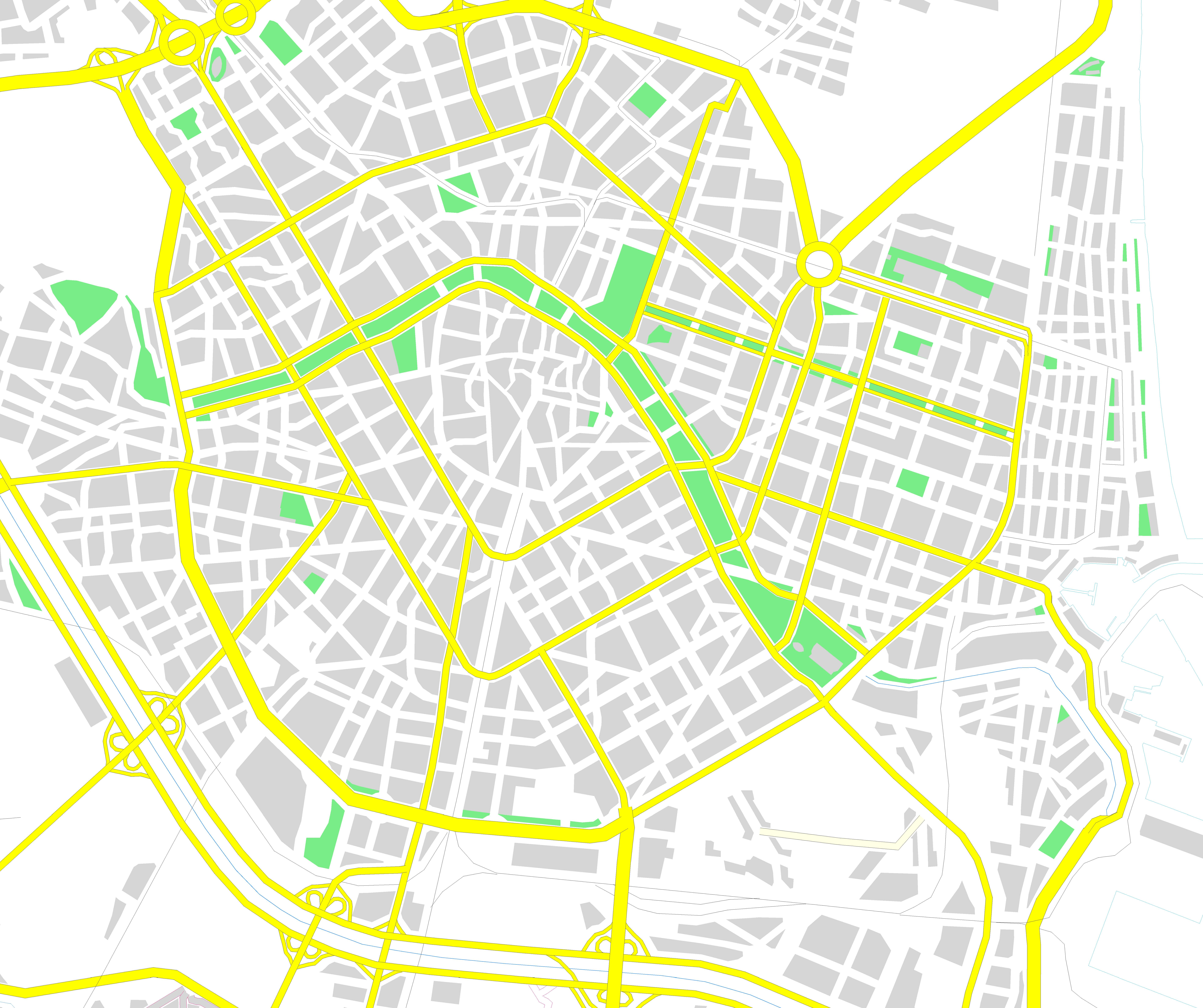
Callejero de Valencia

El plano callejero de Valencia presenta una estructura radial, con varios ejes concéntricos. El primer eje concéntrico es la Ronda Interior, la cual se desarrolló en el solar que quedó tras derribar la antigua muralla de la ciudad. Los nombres de las calles que conforman esta ronda son: Guillem de Castro; Játiva; Colón; Puerta del Mar; pintor López; y Blanquerías. Los otros ejes concéntricos son las grandes vías (la de Fernando el Católico, la de Ramón y Cajal, la de las Germanías y la del Marqués del Turia), la ronda de Tránsito, formada por las avenidas de Pérez Galdós, César Giorgeta, Peris y Valero, Eduardo Boscá, Cardenal Benlloch, Primado Reig, Peset Aleixandre, General Avilés y Campanar, y finalmente, las más alejadas del centro son las rondas Norte formada por las avenidas de Pío Baroja, de los Hermanos Machado, de los Naranjos y Serrería-Menorca. y la ronda Sur formada por la avenidas del 9 de Octubre, de las Tres Cruces y Antonio Ferrandis.
Las vías radiales son las avenidas del Reino de Valencia, Blasco Ibáñez o de Valencia al Mar, la del Puerto, la avenida del Cid, la avenida de las Cortes Valencianas, la de Ausias March, la avenida de Francia, avenida de Burjasot y las calles San Vicente Mártir, Nicasio Benlloch, Padre Ferris y Centelles. Además de todas estas calles y avenidas hay que destacar otras vías de vital importancia para la ciudad, como son los márgenes del río. Las principales calles del casco antiguo de Valencia son la calle Caballeros, la calle San Vicente, la calle Quart, la calle de la Paz y la avenida del Oeste.
Puentes del Turia
El Turia ha sido una barrera natural que divide en dos zonas a la ciudad, por lo que se construyeron a lo largo de la historia varios puentes. Algunos han sido destruidos por las riadas, como la de 1957, y reconstruidos después. Siguiendo una dirección oeste-este, desde el parque de Cabecera hasta el puerto, los puentes son:
- Puente del Bioparc, siglo XXI.
- Puente 9 de octubre, siglo XX.
- Puente de Campanar, siglo XX.
- Puente de Ademúz o de las Glorias Valencianas, siglo XX.
- Puente de las Artes, siglo XX.
- Puente de San José, siglo XVII.
- Puente de Serranos, siglo XVI.
- Puente de la Trinidad, siglo XV.
- Puente del Real, siglo XVI.
- Pont de Fusta, siglo XXI.[160]
- Puente de la Exposición (la peineta), siglo XX.
- Puente de las Flores, siglo XXI.
- Puente del Mar, siglo XVI.
- Puente de Aragón, siglo XX.
- Puente de Ángel Custodio, siglo XX.
- Puente del Reino (el puente de las gárgolas), siglo XX.
- Puente de Monteolivete, siglo XXI.
- Puente del Azud del Oro (el jamonero), siglo XXI.
- Puente de Astilleros, siglo XX.

Parques y jardines

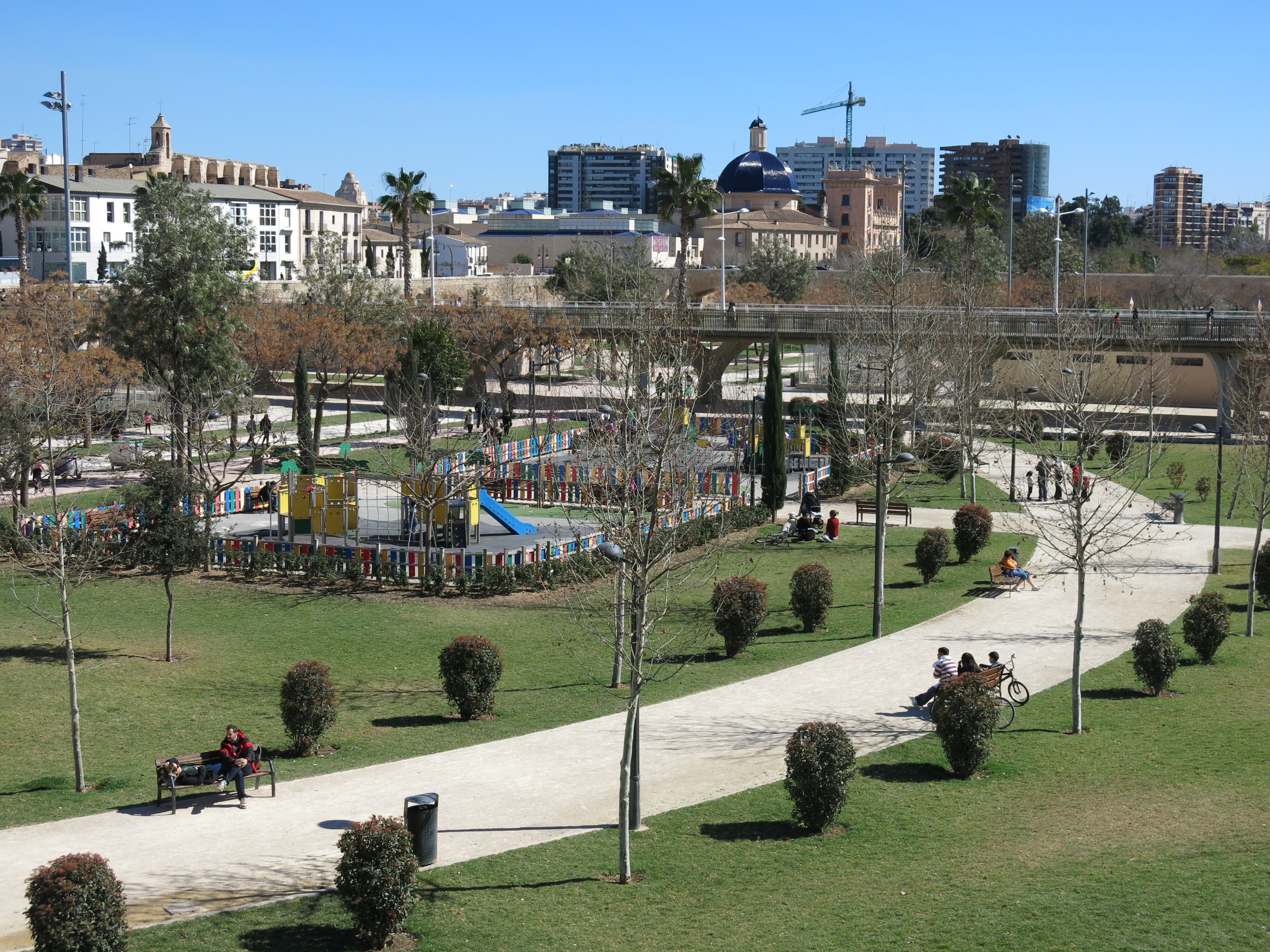
El jardín del Turia desde el puente de Serranos con el Museo de Bellas Artes al fondo

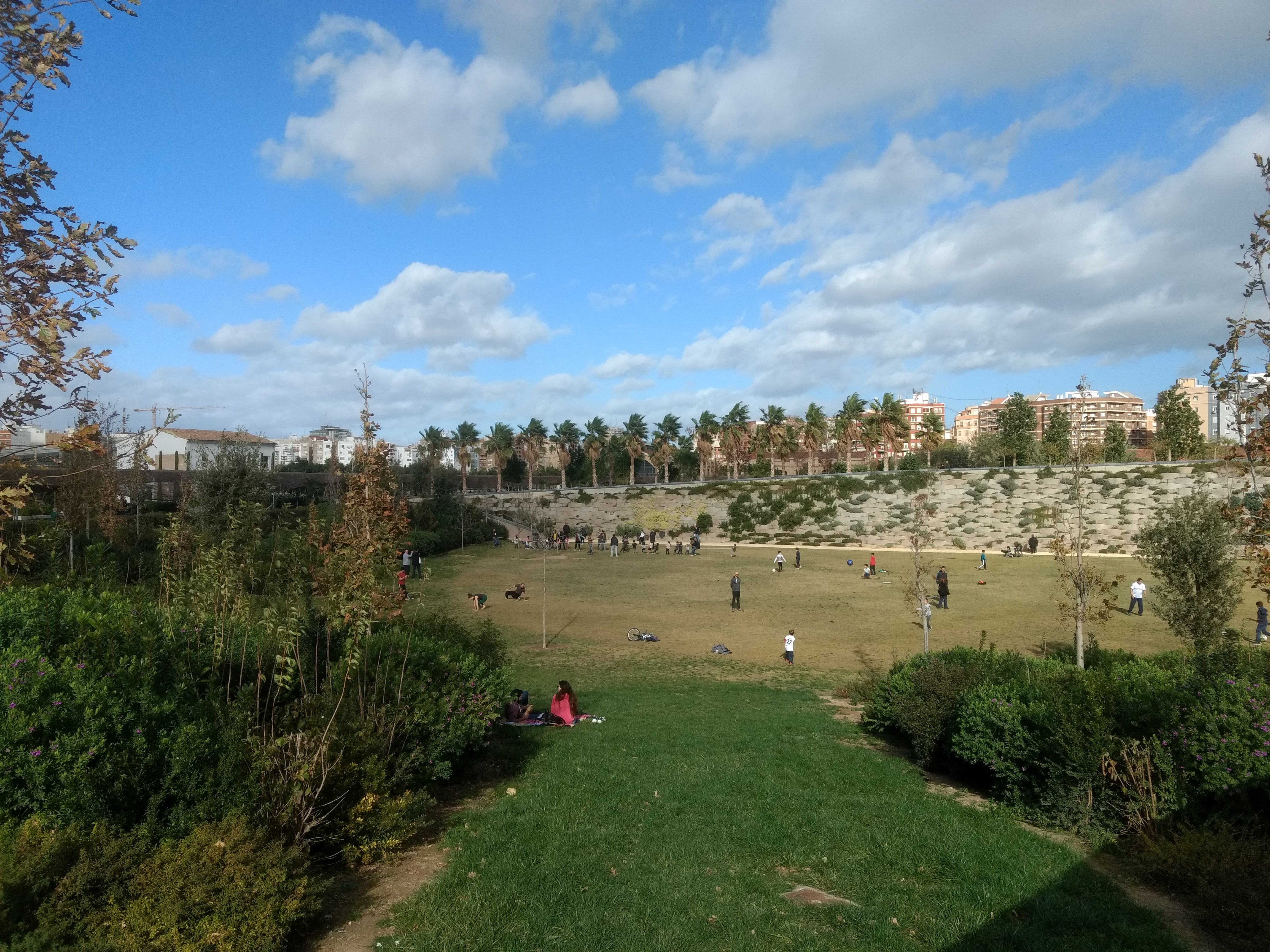
Vista del Parque Central de Valencia.

La ciudad fue concebida por los romanos como un lugar de descanso, y posteriormente los musulmanes construyeron multitud de plazas y jardines. Actualmente cuenta con numerosos parques y zonas ajardinadas (el jardín Botánico, el parque del Oeste, el jardín del Turia, de más de 6,5 km de vegetación, etc.) y cerca del 90 % de los viales dispone de zonas ajardinadas en mayor o menor medida. Pese a esto, la ciudad cuenta con solo 5,64 m² de superficie verde por habitante, una de las tasas más bajas de las grandes ciudades españolas. Algunos de los parques y jardines más populares de la ciudad son:
- El jardín del Turia, el cual está situado en el antiguo cauce del río del mismo nombre. Cuando este río se desvió de su curso, se reutilizó su espacio como zona lúdica de más de 6,5 km de largo. Se divide en varias partes.
- El Jardín Botánico, administrado por la Universidad de Valencia,[162] y su código de identificación internacional como institución botánica es VAL.
- Los jardines del Real o de Viveros, están ubicados en el distrito del Pla del Real, justo en el solar donde estaba ubicado el Palacio del Real de Valencia.[163]
- El paseo de la Alameda era el antiguo acceso al Palacio del Real de Valencia desde el mar. Hoy en día forma un paseo de poco más de un kilómetro entre el puente del Real y el puente de Aragón.[164] La ampliación del paseo, ya sin zona ajardinada tiene una longitud de 2,5 kilómetros, desde la Plaza de Zaragoza al cementerio del Grao.
- El Parterre o plaza de Alfonso el Magnánimo se construyó sobre unos solares existentes en la antigua plaza de la Aduana, más o menos en el año 1850.[165] Desde su creación el jardín ha sufrido muy pocas variaciones, destacando fundamentalmente la debida a la riada de 1957 la cual dañó este jardín, con lo que cambió algo su morfología.
- El parque de Benicalap se encuentra alejado del centro histórico de la ciudad, el terreno donde se ubica pertenecía al Ministerio de Agricultura, y era donde estuvo ubicada durante muchos años la estación de horticultura dedicada a la investigación y experimentación.[166]
- El jardín de Ayora, un jardín de trazado libre, con toques románticos que acompaña a un palacete modernista construido en 1900.[167]
- Los jardines de Monforte fueron trazado en el siglo XIX en corte neoclásico por encargo de Juan Bautista Romero y Almenar, marqués de San Juan, destaca por el valor artístico e histórico de sus esculturas y fuentes.[168]
- El Parque Central es obra de la arquitecta paisajista Kathryn Gustafson, la primera fase se inauguró en 2018 en el barrio de Ruzafa sobre terrenos anteriormente dedicados a los servicios ferroviarios los cuales se prevé eliminar para concluir el parque uniéndolo con el distrito de Extramurs y Patraix.[169]

## Servicios

### Educación

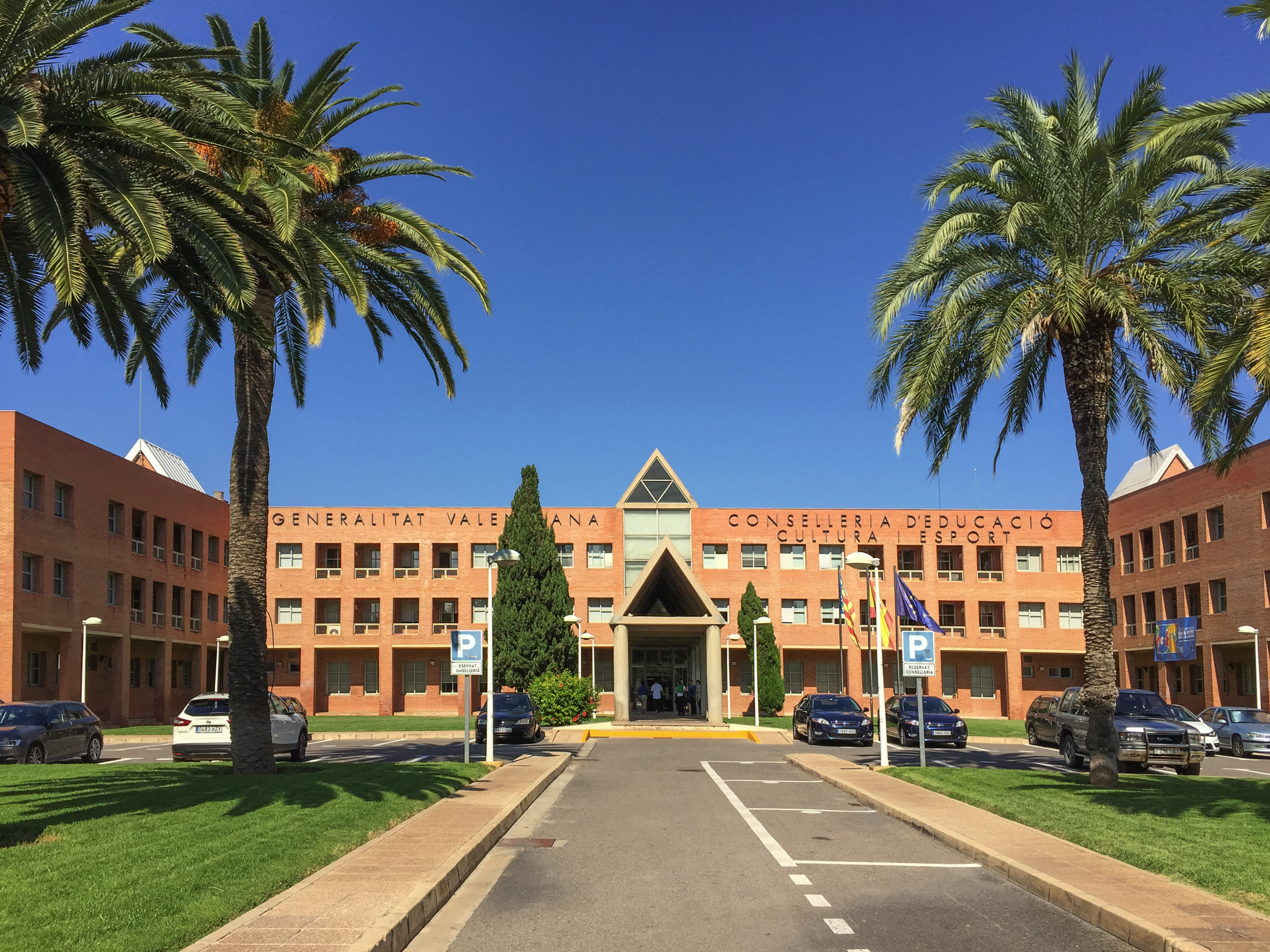
Consejería de Educación de la Generalidad Valenciana

Por lo que respecta a la educación reglada, la Constitución recoge que existe un reparto de competencias en materia educativa entre las diversas entidades y administraciones presentes en el Estado. De este modo, la Administración General del Estado se reserva la competencia exclusiva para regular la estructura de los distintos niveles educativos y las condiciones de obtención, expedición y homologación de los títulos académicos y profesionales, mientras que la Consejería de Educación de la Generalidad Valenciana se ocupa de:
- La ordenación académica de la educación infantil, la educación primaria, la educación secundaria obligatoria, el bachillerato, las enseñanzas de régimen especial y de la educación de personas adultas.
- La elaboración de los currículos oficiales correspondientes a estas enseñanzas.
- La regulación de las medidas académicas y organizativas para la atención a la diversidad.
- La regulación y desarrollo de medidas académicas y organizativas para la escolarización, integración e inclusión del alumnado con necesidades educativas especiales, así como el alumnado con altas capacidades intelectuales.
- El desarrollo de medidas académicas y organizativas para la compensación de las desigualdades en educación.

Educación no universitaria
La enseñanza básica es obligatoria y gratuita, comprendiendo como enseñanza básica a la educación primaria y la educación secundaria obligatoria. Esta enseñanza incluye diez años de escolaridad y se extiende desde los seis hasta los dieciséis años, aunque los alumnos tienen derecho a permanecer cursando estas enseñanzas hasta los dieciocho años.
| Nivel educativo                     | N.º de centros | N.º de alumnos (2009/10) |
| ----------------------------------- | -------------- | ------------------------ |
| Preescolar-infantil                 | 305            | 29 466                   |
| Primaria                            | 166            | 40 596                   |
| Secundaria obligatoria              | 108            | 26 958                   |
| Bachillerato                        | 65             | 11 797                   |
| Ciclos formativos de grado medio    | 47             | 6348                     |
| Ciclos formativos de grado superior | 33             | 8149                     |

Además de estos centros educativos, en Valencia hay varios centros de enseñanzas de régimen especial. La escuela oficial de idiomas en el curso 2009/10 tenía 4064 alumnos de inglés, 2103 de francés, 1204 de alemán, 940 de italiano, 591 de valenciano, y 1790 de otros idiomas. Por lo que respecta a los estudios de música y danza, la ciudad cuenta con varios conservatorios: el conservatorio municipal José Iturbi; el conservatorio profesional de música; el conservatorio superior de música; el conservatorio profesional de danza; y el conservatorio superior de danza. Valencia es, además, la sede principal de Musikeon, institución activa en diferentes países en el campo de la educación musical especializada y que atrae anualmente a la ciudad profesionales de la música y estudiantes avanzados desde muchos países de Europa y Latinoamérica.
Educación universitaria

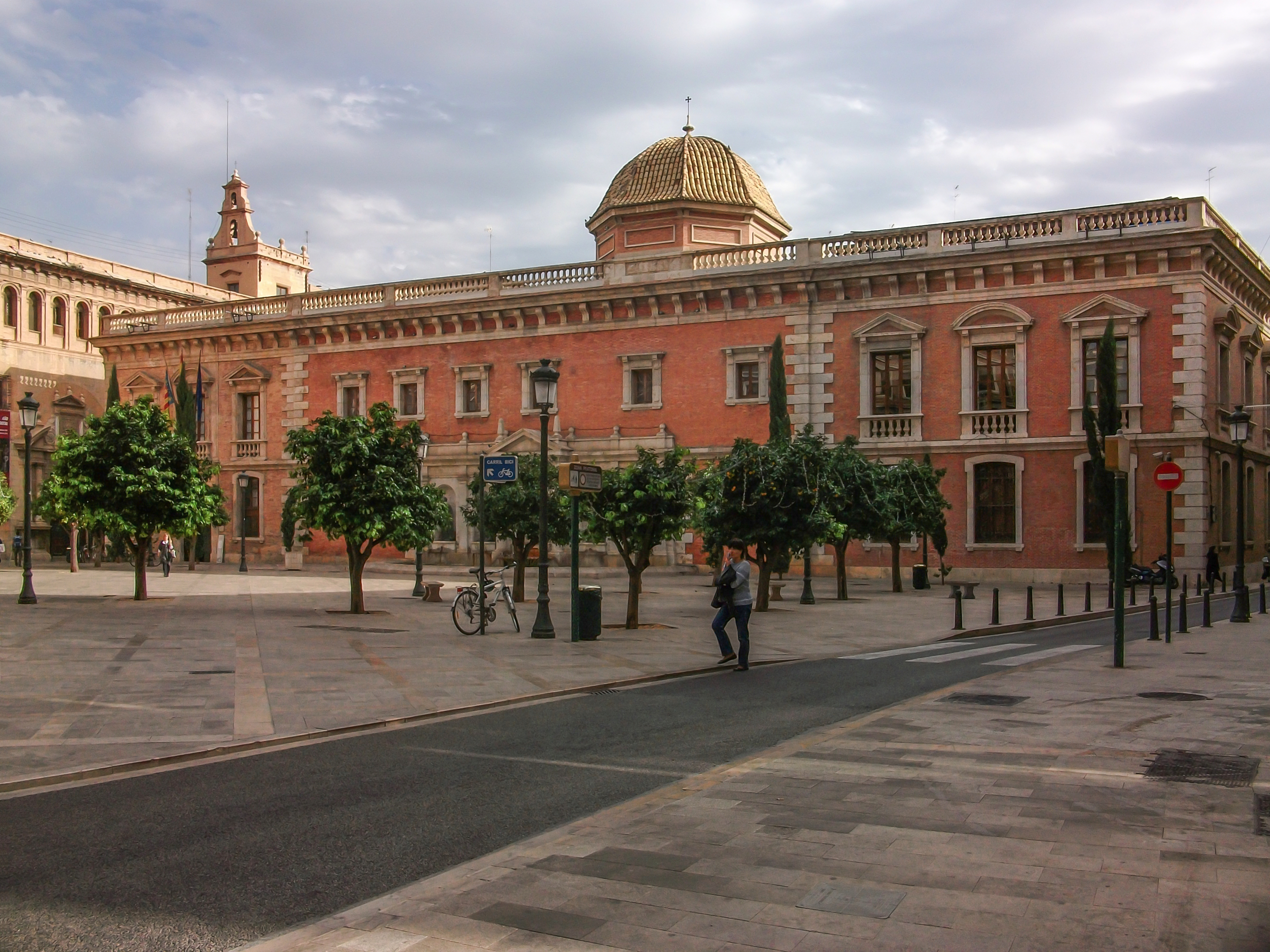
La Nau, edificio histórico de la Universidad de Valencia

La ciudad cuenta con dos universidades públicas, así como con varias universidades privadas. Hay que destacar que las universidades públicas valencianas se encuentran entre las mejores de España, tal y como lo establecen algunos rankings como el de la Universidad de Shanghái Jiao Tong.
La Universidad de Valencia (UV), fundada el año 1499 bajo el nombre de Estudi General, es una universidad pública orientada a la docencia e investigación de casi todos los ámbitos del saber. Figura entre las cuatro mejores universidades españolas, conforme a los sistemas de acreditación más reconocidos, como el que mantiene la Universidad de Shanghái Jiao Tong. Esta universidad cuenta con tres campus principales (Blasco Ibáñez, Tarongers y Burjasot-Paterna), contando además con numerosas extensiones, delegaciones, centros adscritos y emplazamientos ejemplares, como el edificio histórico de La Nau, el Jardín Botánico o el Palacio de Cerveró. Es conocida en Valencia como la «Universidad Literaria», para distinguirla de la Universidad Politécnica de Valencia, a pesar de que una parte muy importante de la docencia e investigación de la Universidad de Valencia sea en campos «no literarios».

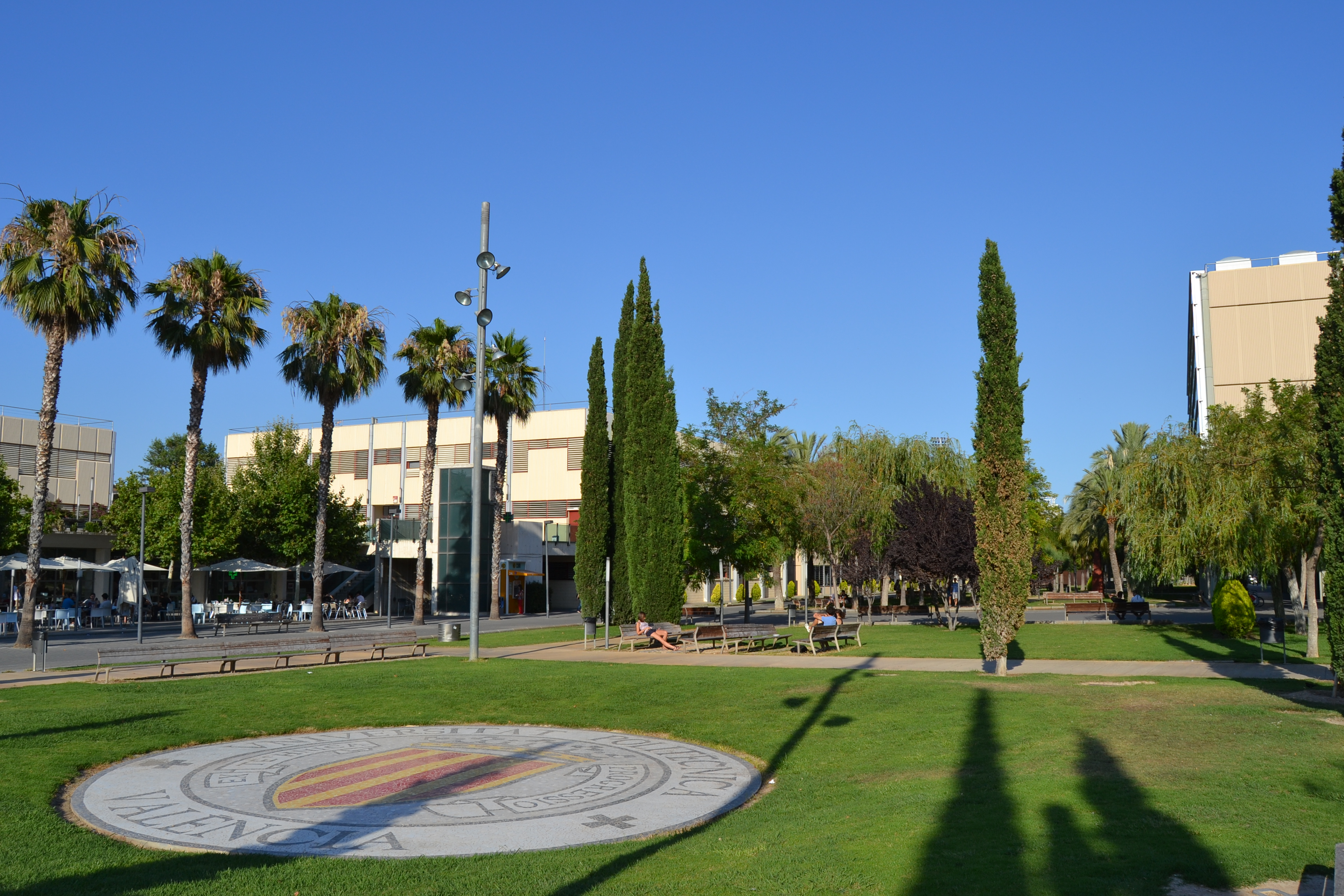
Plaza del ágora de la Universidad Politécnica de Valencia

La otra universidad pública de Valencia es la Universidad Politécnica de Valencia (UPV), la cual se fundó el año 1968. Esta es una universidad en la que se da especial énfasis a la ciencia y tecnología. Tiene varios campus, siendo el más importante de todos el situado en la ciudad de Valencia, el denominado campus de Vera, aunque fuera de la ciudad están los de Alcoy y Gandía. La UPV está organizada en 9 escuelas técnicas superiores, 2 facultades y 2 escuelas politécnicas superiores, que se encargan de organizar la docencia de 34 grados, y cuenta con 41 departamentos y 45 centros e institutos de investigación. En el 2010 ocupó el puesto número 336 en el ranking de las mejores universidades del mundo de la Universidad de Shanghái Jiao Tong, siendo la 6.ª española y la 1.ª politécnica española.
La Universidad Católica de Valencia (UCV) es la universidad privada y católica de Valencia. Esta universidad, nombrada en homenaje a San Vicente mártir fue fundada por el cardenal monseñor Agustín García-Gasco el 8 de diciembre de 2003. Esta Universidad es la continuación de la labor universitaria de la «Escuela Universitaria de Enfermería Nuestra Señora de los Desamparados» fundada en 1953, de la «Escuela Universitaria de Formación del Profesorado Edetania», fundada en 1969 y de la «Facultad de Estudios de la Empresa», creada en 1995. En la actualidad la Universidad Católica de Valencia cuenta con 7 Facultades que enmarcan 20 enseñanzas oficiales de Grado.

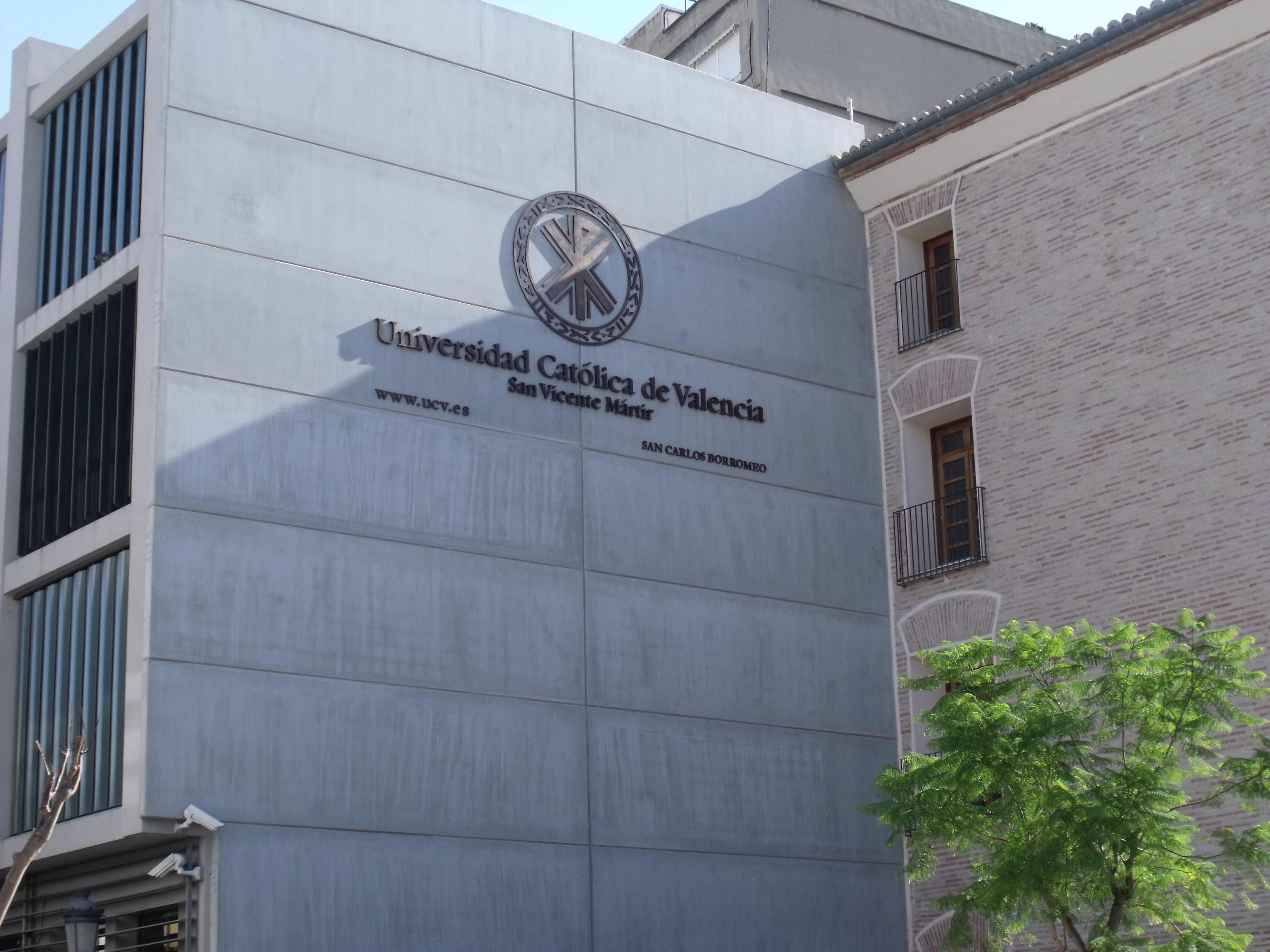
Sede de la Universidad Católica de Valencia en la antigua iglesia de San Carlos Borromeo

Además de estas, en Valencia también hay varias sedes universitarias y escuelas de negocios asociadas a otros centros educativos de fuera de la ciudad. La Universidad Nacional de Educación a Distancia (UNED) cuenta desde el año 1997 con una sede en Valencia, el denominado Centro Francisco Tomás y Valiente. Este centro fue creado por la Orden Ministerial de 21 de septiembre de 1978, aunque la sede se situó en la ciudad de Alcira. En octubre de 1983 entró en funcionamiento la sub-sede de Valencia, la cual dependía de la de Alcira, y cuya sede se encuentra desde el año 1987 en la Casa de la Misericordia. Posteriormente, en el año 1995 el centro entró a formar parte del proyecto de la Red Básica de Centros Asociados de la UNED, y finalmente, en el año 2000 pasó oficialmente a denominarse «Centro Alcira-Valencia Francisco Tomás y Valiente».
Otra universidad con sede en Valencia es la Universidad CEU Cardenal Herrera (CEU), la cual se fundó en el año 1999 y se inauguró en el año académico 2000/01. Esta Universidad tiene la sede de su Escuela de Negocios CEU en Valencia, la cual está ubicada en el Palacio de Colomina, donde se imparte su amplia oferta de posgrado.
Desde el año 1989 el centro universitario ESIC cuenta con una sede en la avenida de Blasco Ibáñez de la ciudad. Este centro universitario imparte en la actualidad, como centro adscrito a la Universidad Miguel Hernández de Elche, grados oficiales y un máster asimismo oficial en los términos previstos por la normativa universitaria. Y finalmente, la Universidad Europea de Valencia (UEV), es otra universidad con presencia en la ciudad de Valencia. La UEV es un centro autorizado por la Consejería de Educación de la Generalidad Valenciana con fecha de 27 de enero de 2010, aunque está presente en Valencia a través del Centro Adscrito de Valencia y Estema Escuela de Negocios desde septiembre de 2008.

### Sanidad

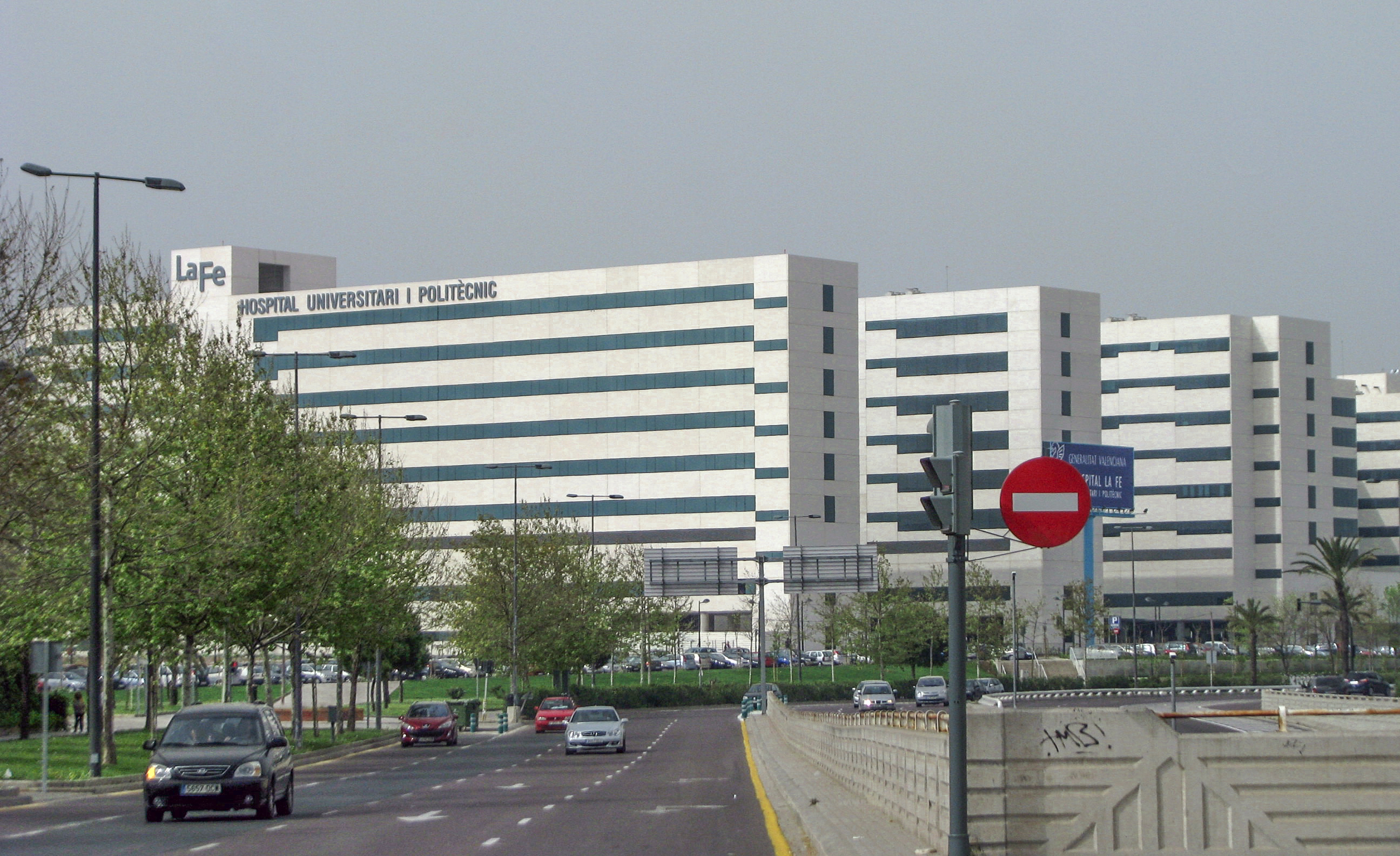
Hospital La Fe

La sanidad pública en Valencia está gestionada principalmente por competencias autonómicas mediante la Consejería de Salud de la Generalidad Valenciana. La ciudad dentro del mapa sanitario de la Comunidad Valenciana, pertenece al centro de salud pública de Valencia, el cual controla los siguientes departamentos sanitarios:
- Departamento de salud de Sagunto (n.º 4)
- Departamento de salud de Valencia: Clínico-Malvarrosa (n.º 5)
- Departamento de salud de Valencia: Arnau de Vilanova-Liria (n.º 6)
- Departamento de salud de Valencia: La Fe (n.º 7)
- Departamento de salud de Valencia: Hospital General (n.º 9)
- Departamento de salud de Valencia: Doctor Peset (n.º 10)

En el año 2010 Valencia contaba con un total de 28 centros de salud de atención primaria y 14 consultorios, en los cuales trabajaban un total de 534 médicos y 124 pediatras, además de otros 698 trabajadores del sector sanitario, como enfermeros y auxiliares. Mientras que el total de centros de especialidades era de 4, en los cuales trabajaban un total de 258 médicos y pediatras, y 233 enfermeras y auxiliares. También hay que destacar que en el año 2010 la ciudad de Valencia contaba con un total de 7 centros hospitalarios públicos (de la Agencia Valenciana de la Salud), en los cuales había un total de 3371 camas funcionantes, 112 quirófanos, 3130 trabajadores sanitarios facultativos y 6962 trabajadores del otras actividades sanitarias. Además de estos hospitales públicos, en la ciudad también hay otros 7 centros hospitalarios privados. De este modo, los hospitales existentes en la ciudad de Valencia son:
| Centro hospitalario                                  | Tipo                       | N.º de camas |
| ---------------------------------------------------- | -------------------------- | ------------ |
| Hospital Pare Jofre                                  | Público                    | 125          |
| Clínica Fontana                                      | Privado no benéfico        | 7            |
| Hospital 9 de octubre                                | Privado no benéfico        | 300          |
| Fundación Instituto Valenciano de Oncología          | Otro privado-benéfico      | 160          |
| Hospital de Valencia al Mar                          | Privado no benéfico        | 70           |
| Clínica Casa de la Salud                             | Privado benéfico (Iglesia) | 192          |
| Consorcio Hospital General Universitario de Valencia | Público                    | 592          |
| Hospital La Malvarrosa                               | Público                    | 47           |
| Hospital Clínico Universitario                       | Público                    | 587          |
| Hospital Arnau de Vilanova                           | Público                    | 302          |
| Hospital Universitario Doctor Peset                  | Público                    | 539          |
| Hospital Universitario y Politécnico La Fe           | Público                    | 1440         |
| Clínica Quirón de Valencia, S.A.                     | Privado no benéfico        | 79           |
| Clínica Virgen del Consuelo                          | Privado no benéfico        | 156          |

### Seguridad ciudadana
Las administraciones encargadas de la seguridad ciudadana son dos: de un lado está el Ayuntamiento de Valencia, del cual dependen el cuerpo municipal de bomberos del Ayuntamiento de Valencia y la policía local de Valencia; y de otro lado está el Ministerio del Interior del cual depende la guardia civil, la policía nacional y la policía autonómica, aunque en la gestión de este cuerpo de policía también interviene, en parte, la Generalidad Valenciana.
Policía local

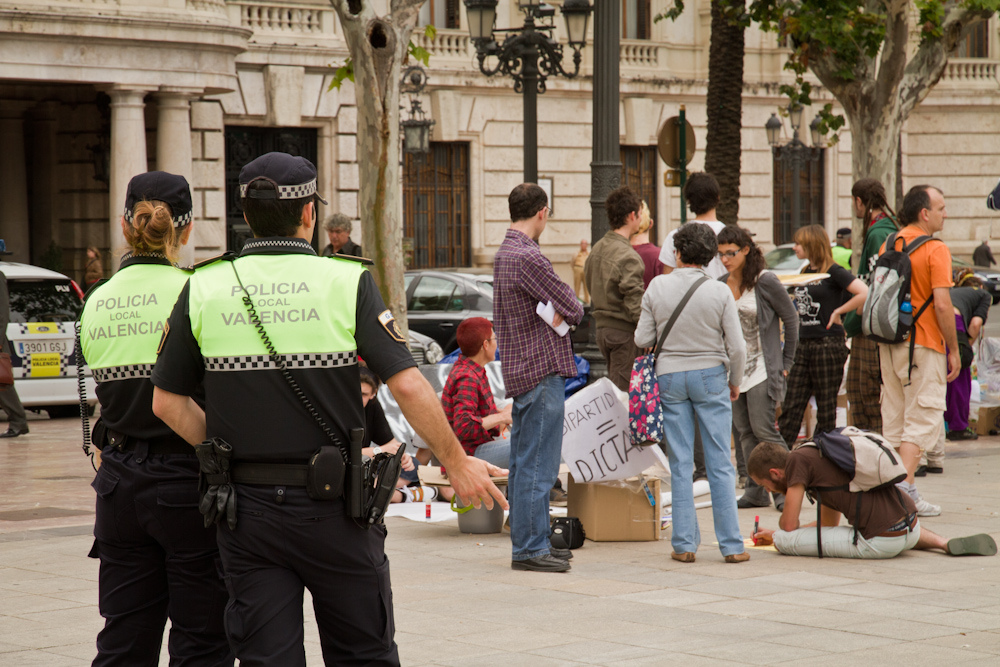
Miembros de la policía local

El cuerpo de Policía Local de Valencia tiene su origen en el Cuerpo de Vigilancia creado en la década de 1820, el cual se mantuvo hasta el año 1870, cuando el ayuntamiento decidió establecer un servicio más acorde con las necesidades de una ciudad de doscientos mil habitantes, para lo cual se creó el cuerpo de la guardia municipal, con una plantilla de cien funcionarios, diez inspectores y un jefe. En 1901 se redactó el primer reglamento de la guardia municipal, y se creó la sección montada. En el año 1927 debido al crecimiento de la ciudad y al aumento de las actividades designadas al cuerpo, se amplió su plantilla, se distribuyeron los efectivos del cuerpo por distritos, y al año siguiente se constituyó la sección de circulación.
La Central de Policía Local de Valencia (sito avenida del Cid número 37) cuenta con unas instalaciones modernas y concordes con las necesidades que se le presentan en estos tiempos al Cuerpo de Policía Local de la ciudad. La plantilla de la Policía Local de Valencia alcanza los 1900 efectivos, divididos en varios departamentos: policía de barrio; unidades de distrito; unidades de tráfico; unidades Goe; unidad de playas; sección de atestados e investigación de accidentes; sección de caballería; sección especial X-4; patrulla verde y unidad policial molí del sol; y grupo Gama.
Cuerpo municipal de bomberos

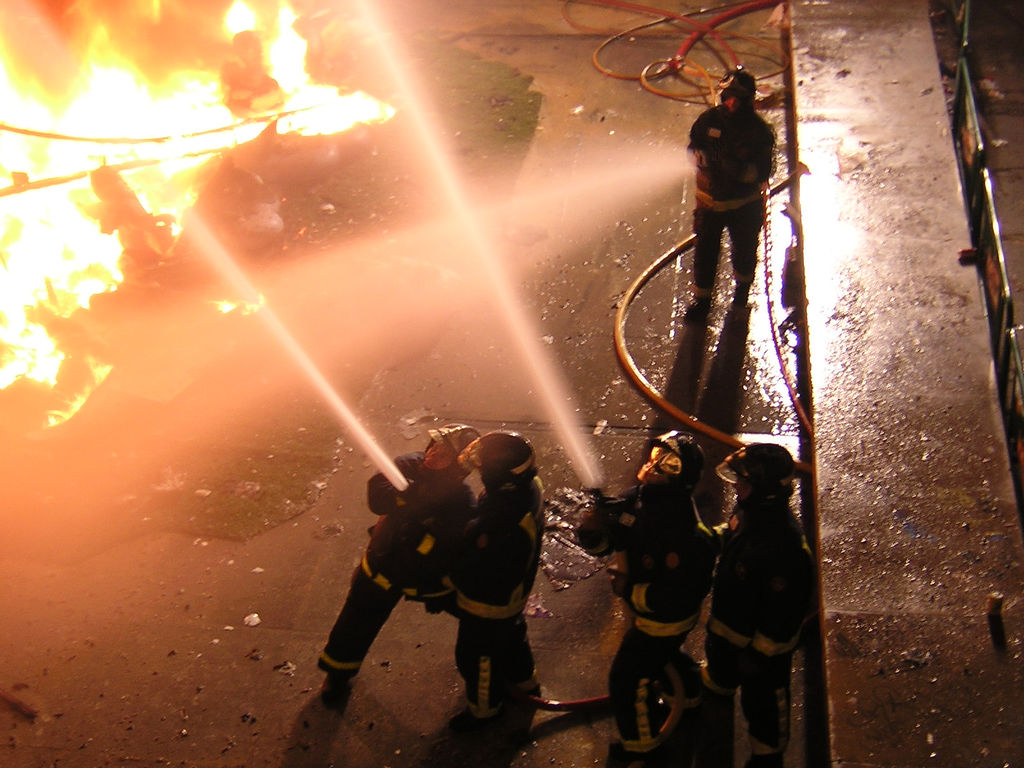
Bomberos en la Nit de la Cremà

El servicio de bomberos en la ciudad de Valencia data del año 1755, cuando el ayuntamiento realizó una publicación para extinguir incendios. En esta publicación se detallaba dónde se encontraba el primer parque de bomberos de la ciudad y como se debía utilizar la «Machina Hydraulica». La Sección de Bomberos Zapadores de Valencia fue creada por la Mutua Contra Incendios de Valencia, con la intención de proteger las propiedades intramuros de los mutualistas, aunque poco después se amplió la zona de actuación a las casas extramuros. Pero no fue hasta el año 1857 cuando el Ayuntamiento comenzó a hacerse cargo del Cuerpo de Bomberos.
Actualmente el cuerpo municipal de bomberos del ayuntamiento de Valencia divide a la ciudad en seis zonas de trabajo (Campanar, Norte, Oeste, Sur, Marítimo y Saler), y cuenta con siete parques de bomberos: el parque de bomberos central - servicios generales; el parque de bomberos de Campanar; el parque de bomberos de la Devesa; el parque de bomberos del Marítimo; el parque de bomberos de la zona Norte; el parque de bomberos de la zona Oeste; y el parque de bomberos de la zona Sur.

### Comunicaciones
El artículo 7 de la Ley sobre Tráfico, Circulación y Seguridad Vial aprobado por RDL 339/1990 atribuye a los municipios unas competencias suficientes para permitir, entre otras, la inmovilización de los vehículos, la ordenación y el control del tráfico y la regulación de sus usos. En Valencia estos temas se regulan mediante una ordenanza municipal sobre circulación, la cual se aprobó según acuerdo plenario el 28 de mayo de 2010. Por lo que respecta al parque automovilístico de la ciudad, en el año 2010 este estaba formado por 495 022 vehículos: 370 357 turismos; 50 610 motocicletas; 29 684 ciclomotores; 29 573 camiones; 7964 tractores; 5887 remolques; y 947 autobuses.

#### Red vial
Las principales autovías de Valencia tienen un recorrido radial, como la V-21, la V-31, la A-3, la V-15/CV-500, la CV-35 o la CV-36. Pero Valencia tiene además una serie de carreteras circunvalatorias a su alrededor, estas son el By-pass, la V-30, que une la A-7 con el puerto de la ciudad, o la CV-30, la cual bordea la zona norte de la ciudad.
| Identificador | Itinerario |
| ------------- | --- |
|               | Valencia - V-30 - Cuart de Poblet - V-11 - Manises - A-7 - Cheste - Requena - Villargordo del Cabriel - Motilla del Palancar - Honrubia - Villarrubio - Tarancón - Arganda del Rey - M-40 - Madrid                                                                                 |
|               | Le Perthus (Francia) - Barcelona - sin construir - Tarragona - sin construir - Pobla Tornesa - Puzol - Paterna - CV-35 - Valencia - A-3 - Silla - La Alcudia - Játiva - Alcoy - Jijona - Alicante - Elche - Orihuela - Murcia - Almería - Adra -Motril- Nerja - Málaga - Algeciras |
|               | Francia - La Junquera - Gerona - Barcelona - Tarragona - Puzol - A-7 - Silla - A-38 - Algemesí - Gandía - Alicante - Crevillente - Cartagena - Vera, Málaga - Guadiaro |
|               | V-23 - Sagunto - Teruel - Zaragoza - Huesca - sin construir - Jaca - sin construir - Somport - Pau (Pirineos Atlánticos) (Francia) |
|               | AP-7 - Sollana - Sueca - Cullera - Favara - Jaraco - Jeresa - Gandía - Benisa - Alicante - Santa Pola - Pilar de la Horadada |
|               | A-3 - Cuart de Poblet - Manises - Aeropuerto de Valencia |
|               | Valencia - V-30 / CV-500 |
|               | A-7 - Puzol – A-7 - Alboraya - CV-32 - Valencia |
|               | V-21 - Puzol – A-23 - Puerto de Sagunto |
|               | Puerto de Valencia - V-31 - Chirivella - A-3 - Mislata - CV-30 - Manises - Paterna - A-7 |
|               | A-7 / AP-7 - Silla - Beniparrell - Albal - CV-33 - Catarroja- Masanasa - Alfafar - Sedaví - V-30 -Valencia |
|               | V-30 - Paterna - CV-31 - CV-35 - Burjasot - Valencia |
|               | CV-30 - Valencia - Paterna - CV-35 - Burjasot - Godella |
|               | Valencia - CV-30 - Burjasot - Paterna - A-7 - San Antonio de Benagéber - La Eliana - Puebla de Vallbona - Liria – Casinos- Villar del Arzobispo- Losa del Obispo - Ademuz |
|               | Valencia - V-30 - Picaña - Alacuás - CV-33 - Torrente |
|               | Valencia - V-30 - Benetúser - Paiporta - Alfafar - Masanasa - Catarroja - Albal - CV-33 |
|               | V-15 / V-30 - El Saler - Sueca |

#### Transporte urbano
Metro y tranvía

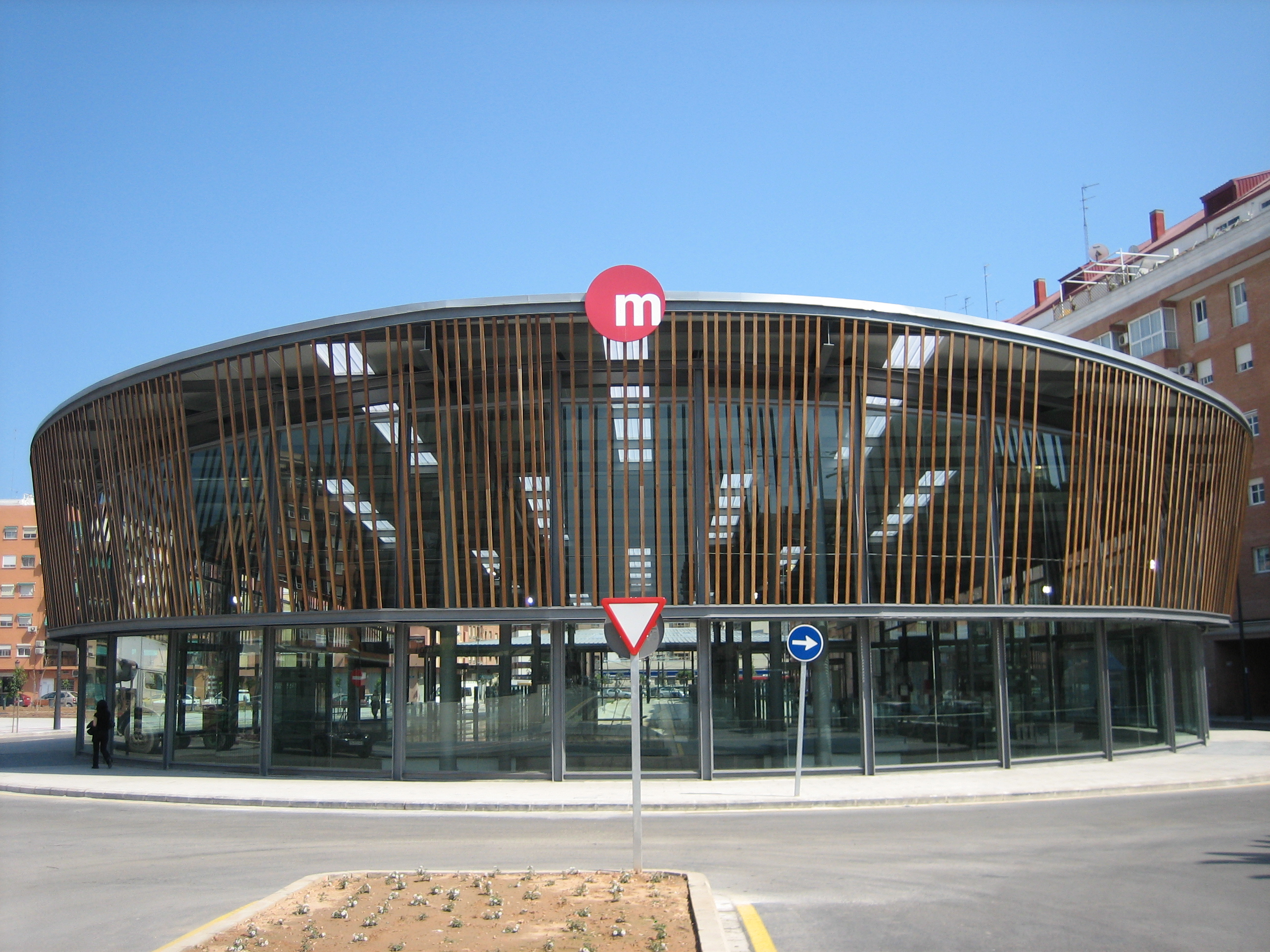
Estación Marítim

La red de metro de Valencia es la tercera red de metro que se construyó en España, después de las de Madrid y Barcelona, la segunda en número de kilómetros, después de Madrid, y la cuarta en número de usuarios, después de Madrid, Barcelona y Bilbao, aunque es el medio de transporte de la ciudad que más está incrementando el número de pasajeros en los últimos años.
La actual red de Ferrocarriles de la Generalidad Valenciana en Valencia es heredera de la antigua red de ferrocarriles interurbanos de Valencia, conocida popularmente como el Trenet de Valencia, que unía la capital con las poblaciones cercanas. Dicha red de vía estrecha había sido construida en su mayor parte durante el final del siglo XIX, y fue gestionada sucesivamente por la Sociedad Valenciana de Tranvías, más tarde por Compañía de Tranvías y Ferrocarriles de Valencia y finalmente por Ferrocarriles Españoles de Vía Estrecha.
La modernización de la antigua red, durante los años 1980, y su ampliación y conversión en un moderno ferrocarril metropolitano, han dado origen a la red de Metrovalencia que, tras los cambios en la numeración de las líneas en 2015, dispone de seis líneas de metro y tres de tranvía en superficie:
| Línea    | Terminales                                                                                           | Tipo    | Estaciones | Longitud (km) | Viajeros (2024) |
| -------- | --- | ------- | ---------- | ------------- | --------------- |
| Línea 1  | Bétera - Castelló                                                                                    | Metro   | 40         | 72,145        | 12.424.686      |
| Línea 2  | Llíria - Torrent Avinguda                                                                            | Metro   | 34         | 39,445        | 11.683.493      |
| Línea 3  | Rafelbunyol - Aeroport                                                                               | Metro   | 27         | 24,691        | 17.121.597      |
| Línea 4  | Mas del Rosari/Vicent Andrés Estellés/Fira València - Doctor Lluch Lloma Llarga-Terramelar - Empalme | Tranvía | 33         | 16,999        | 8.278.619       |
| Línea 5  | Marítim - Aeroport                                                                                   | Metro   | 18         | 13,293        | 14.136.384      |
| Línea 6  | Tossal del Rei - Marítim                                                                             | Tranvía | 21         | 10,067        | 3.732.264       |
| Línea 7  | Marítim - Torrent Avinguda                                                                           | Metro   | 16         | 15,497        | 10.542.755      |
| Línea 8  | Neptú - Marítim                                                                                      | Tranvía | 4          | 1,230         | 453.734         |
| Línea 9  | Alboraia Peris Aragó - Riba-roja de Túria                                                            | Metro   | 23         | 24,859        | 10.021.773      |
| Línea 10 | Alicante - Natzaret                                                                                  | Tranvía | 8          | 5,320         | 2.795.708       |

Autobuses

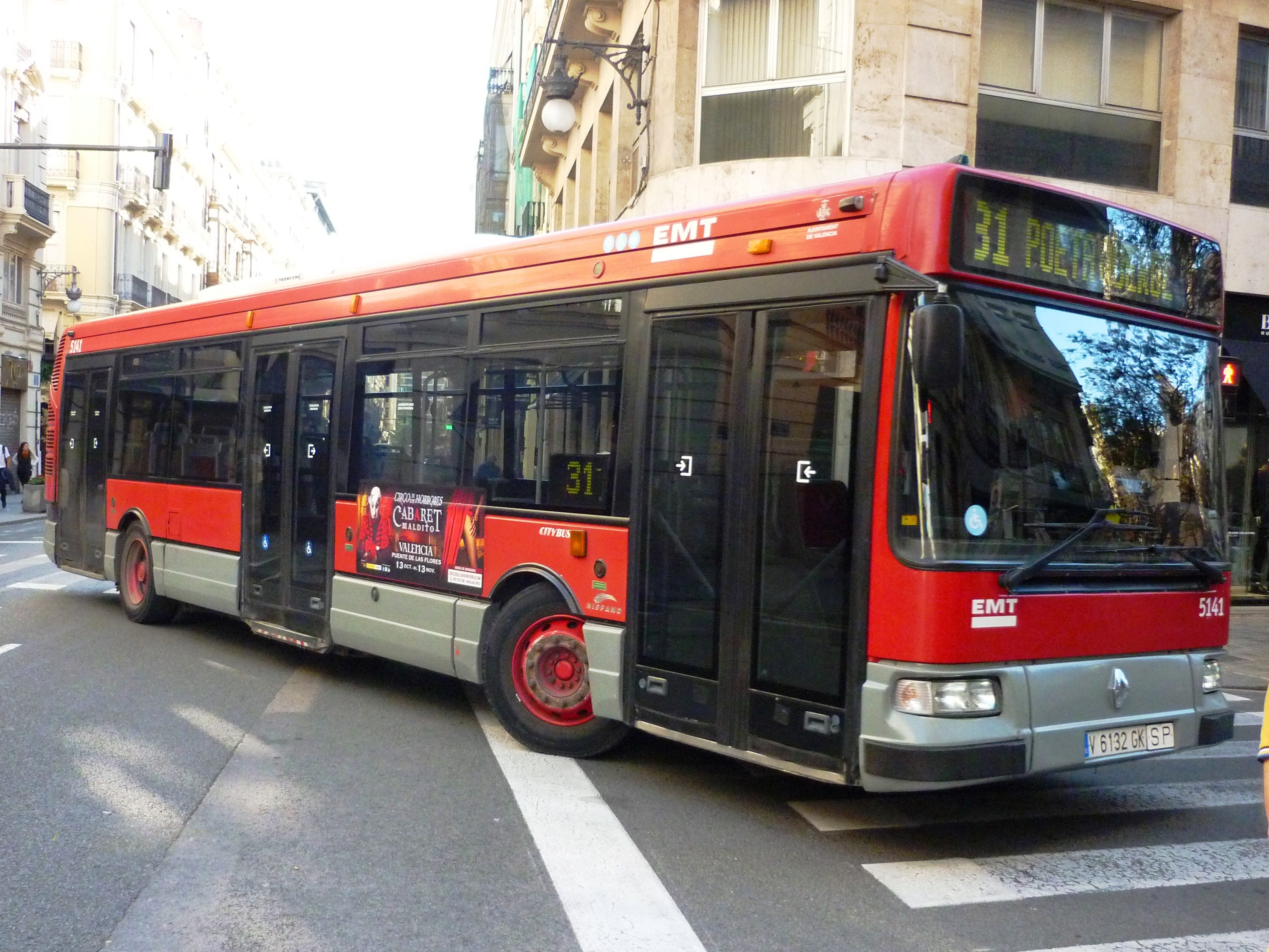
Autobús de la EMT

Valencia cuenta con una red de autobuses urbanos y de periferia. La Empresa Municipal de Transportes se encarga de toda la ciudad, llegando a cada rincón de la capital, tiene un servicio desde las 3:00 de la mañana en alguna de sus líneas, hasta las 23:00. Tras ello, comienza el servicio nocturno que termina sobre las 2:00 a excepción de viernes, sábados y vísperas de festivos que se prolonga hasta las 3:30.
En el periodo veraniego, entre el 1 de junio y el 31 de agosto, se modifica el trayecto de la línea 2 y se añaden las líneas 20 y 23 a la red existente el resto del año, con el fin de conectar todas las zonas de la ciudad con las playas. Además de estas líneas, también se suelen activar una serie de líneas especiales, las cuales funcionan durante períodos determinados, como el 1 de noviembre con motivo del día de todos los santos. Por el contrario durante la semana fallera, la mayoría de líneas se ven obligadas a modificar su itinerario.
Taxi
En la ciudad de Valencia y su región metropolitana opera una amplia red de taxis, unos 3000 aproximadamente. Estos se distinguen por ser vehículos de color blanco y llevar el distintivo de la Generalidad Valenciana y el lema «Área de Valencia» en la puerta del conductor, además de un dispositivo en el techo llamado módulo que indica si el taxi está libre mediante el encendido de una luz verde y además lleva los números 1, 2 y 3 que indican la tarifa que en ese momento lleva puesta en el taxímetro.

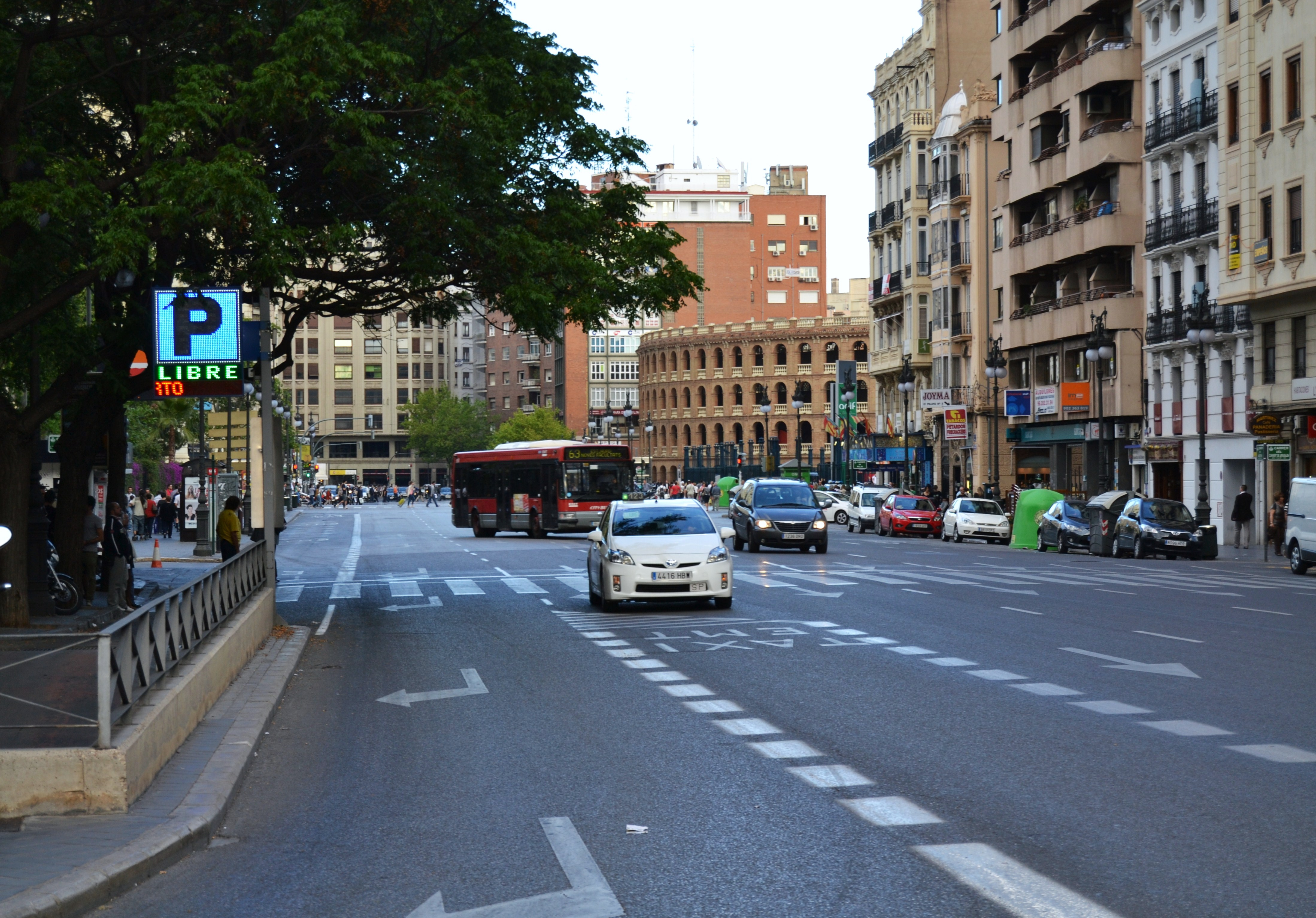
Taxi en Valencia

Antiguamente, y hasta los años 80, los taxis eran de color negro con una raya horizontal amarilla a lo largo de todo el vehículo y con las armas de la ciudad en la puerta delantera y el número de la licencia otorgada por el ayuntamiento.
En Valencia los taxistas tienen regulados unos días de descanso obligatorio que se regula según la numeración en la que terminen sus licencias. Tienen un día entre el lunes y el viernes inclusive obligado de descanso que cambia anualmente y luego otro día el fin de semana que va rotando semanalmente.
En Valencia los taxistas suelen llevar buenos vehículos y de no mucha antigüedad, siendo renovados cada 5 años de media. La Consejería de Infraestructuras y Transporte a través de la Agencia Valenciana de Movilidad (AVM) tiene en marcha desde el ejercicio 2005 un programa de ayudas para la adquisición de vehículos eléctricos destinados al servicio de taxi. En la actualidad, existen ya 69 vehículos híbridos eléctricos prestando el servicio de taxi en el Área de Valencia.
Bicicleta

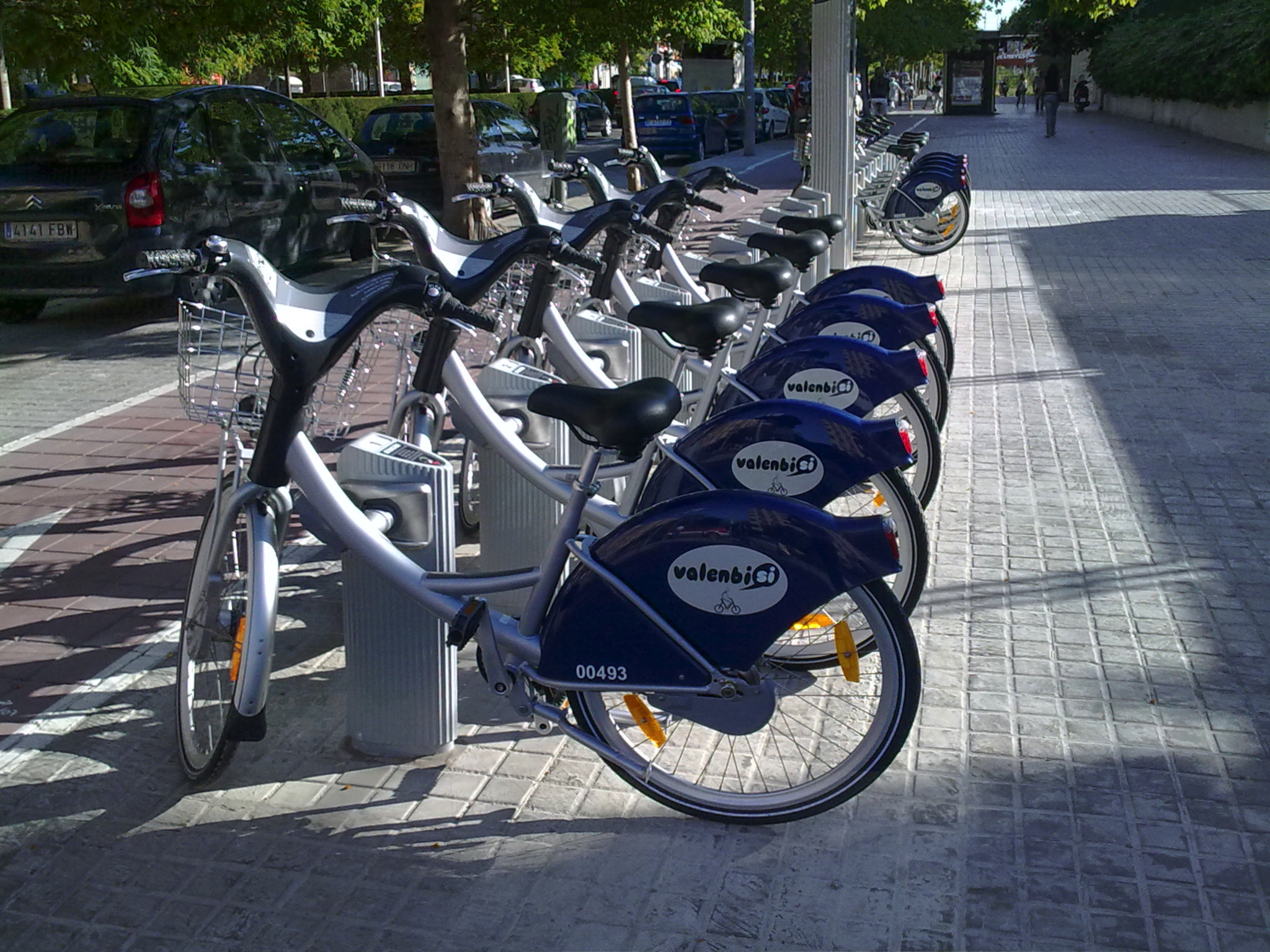
Estación de Valenbisi

La ciudad de Valencia cuenta con muchos tramos de carril bici (alrededor de 160 km), que forman una red interconectada gracias al anillo ciclista, un carril bici que recorre el centro de Valencia conectando todos los carriles bici de la periferia.
Actualmente, la ciudad también cuenta con el servicio público de alquiler de bicicletas Valenbisi, implantado el 21 de junio del año 2010. Este servicio, promovido por el ayuntamiento y gestionado por la empresa JCDecaux, contaba en la primera fase de implantación con 50 estaciones y 500 bicicletas, aunque en la actualidad se da este servicio a cerca de 103 000 abonados con un total de 2750 bicicletas, distribuidas en 275 estaciones. Este servicio de alquiler de bicicletas se ofrece las 24 horas del día, los 365 días de año, siempre y cuando no haya ningún acto que impida el correcto funcionamiento del servicio.
EuroVelo, la red transeuropea de vías ciclistas pasa por esta ciudad, en concreto la Ruta Mediterránea EuroVelo 8. España cuenta con un total de tres rutas cicloturistas transeuropeas que recorren más de 3000 km de la geografía española.

#### Transporte interurbano
Autobuses

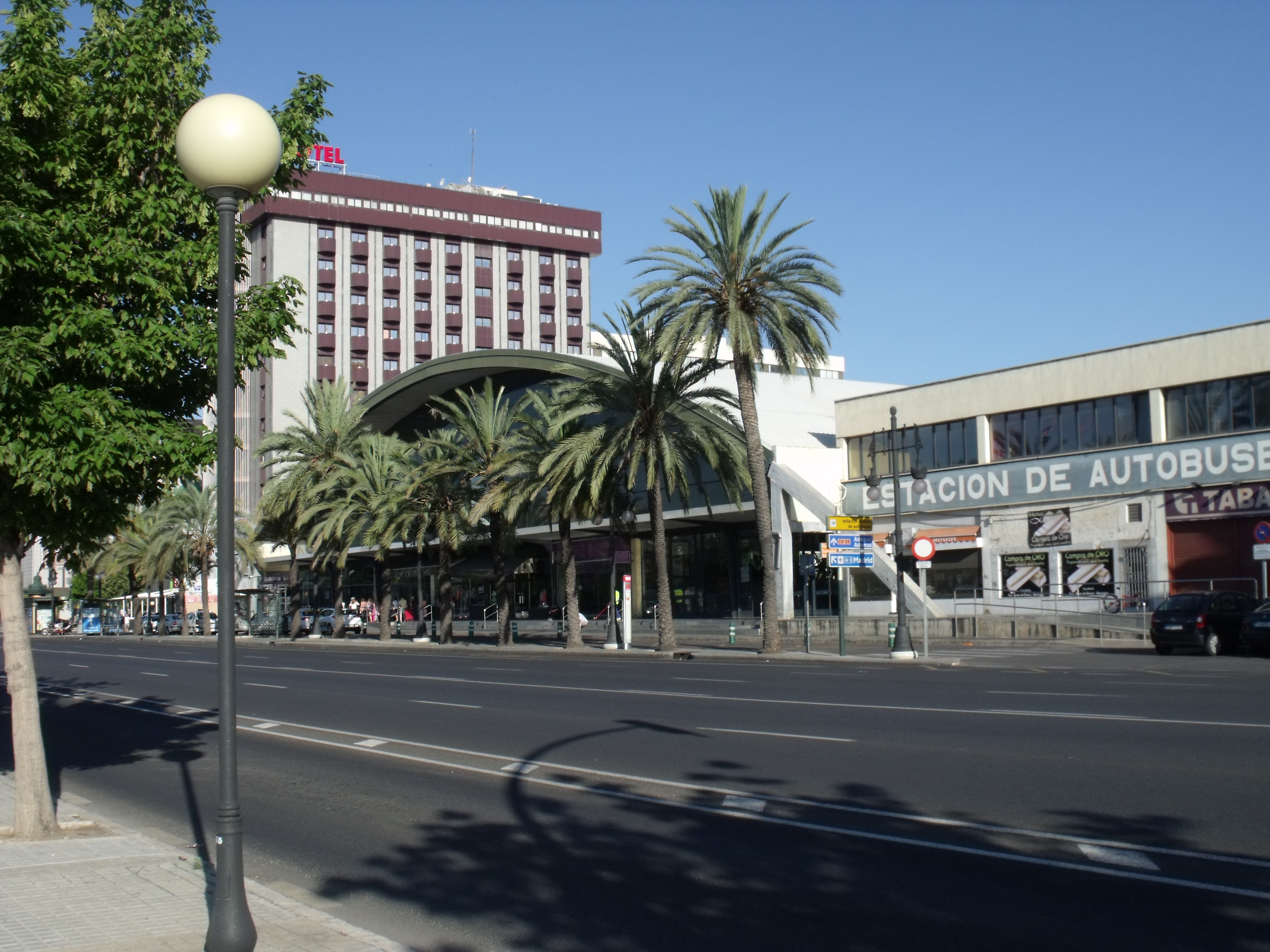
Estación de autobuses

La encargada de coordinar el transporte urbano e interurbano en la Comunidad Valenciana es la Autoridad de Transporte Metropolitano de Valencia (ATMV). En cuanto al transporte de autobuses interurbanos en el área metropolitana de Valencia, se creó un consorcio para la explotación de las líneas interurbanas regulares: Autobuses Metropolitanos de Valencia (MetroBus). El consorcio MetroBus está compuesto por un total de 8 compañías de autocares y autobuses (AUVACA, EDETANIA BUS, AVSA - Autos Vallduxense, FERNANBUS, Autobuses BUÑOL, Autobuses HERCA, URBETUR y ALSA) que explotan las 102 líneas que componen la red de MetroBus. Además de estas líneas regulares, alguna de las empresas que explotan MetroBus también hacen servicios discrecionales con los autobuses de línea regular.
En la ciudad de Valencia también hay una estación de autobuses, la cual se encuentra ubicada en la avenida Menéndez Pidal, y cubre con sus líneas la mayor parte de los pueblos de la provincia y las principales poblaciones de la Comunidad, así como líneas nacionales de servicio diario y numerosas líneas internacionales. La estación de autobuses sirve como centro de conexión intermodal, ya que cuenta con una parada de taxi en la puerta principal, y con la estación de Turia, de Metrovalencia, a escasos 200 m.
Ferrocarril

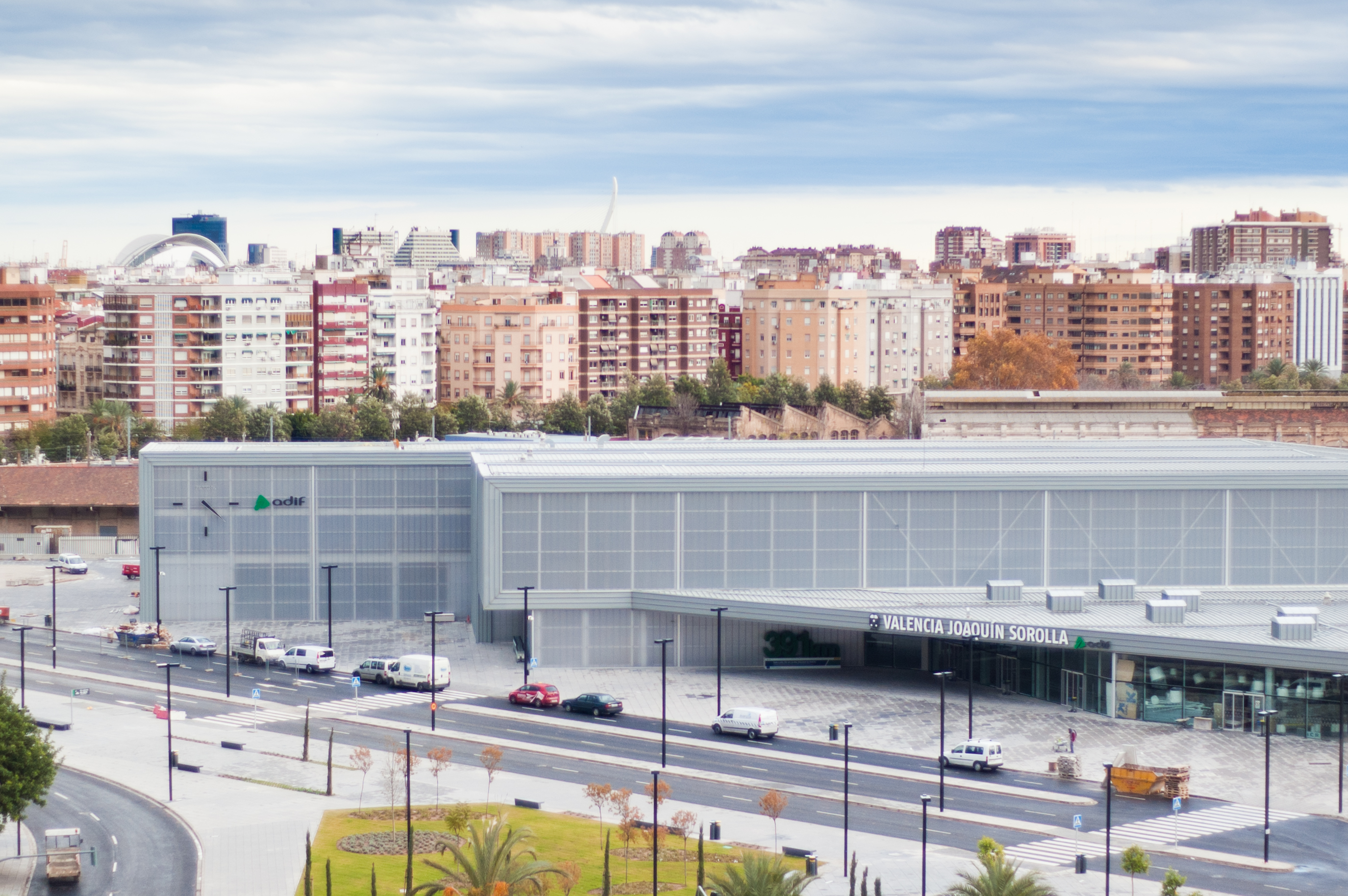
Estación Joaquín Sorolla

La ciudad cuenta con cinco estaciones de ferrocarril en su término municipal de las cuales cuatro son de cercanías y media distancia; estas son: Valencia-Norte, Valencia-Fuente de San Luis, Valencia-Cabañal y Valencia-San Isidro. La quinta es una estación provisional para la nueva línea de Alta Velocidad que une a la ciudad con Madrid, Cuenca y Albacete, la cual se sitúa en la calle San Vicente, junto al cruce con la avenida de César Giorgeta, muy cerca de la actual Estación del Norte y se denomina Valencia Joaquín-Sorolla.
Finalmente, el tren de Alta Velocidad (AVE) cruzará la ciudad a través de un túnel pasante de tres vías (dos de alta velocidad y una de cercanías), que discurrirá bajo las grandes vías de Germanías y Marqués del Turia y que contará con dos estaciones de interconexión para los trenes de cercanías, una de ellas en la avenida de Aragón y otra en el Campus de Tarongers.
Actualmente Valencia tiene un núcleo propio de cercanías, el cual está compuesto por seis líneas que unen a Valencia con Gandía, Mogente, Utiel, Chirivella, Caudiel y con Castellón de la Plana. Además cuatro de las líneas tienen continuación como líneas de media y larga distancia enlazando Valencia con capitales como Madrid, Barcelona, Albacete, Zaragoza, etc.
| Línea | Recorrido                                        | km |
| ----- | ------------------------------------------------ | -- |
|       | Valencia-Norte - Gandía / Playa y Grao de Gandía | 62 |
|       | Valencia-Norte - Játiva - La Alcudia - Mogente   | 80 |
|       | Valencia-Norte - Buñol - Utiel                   | 84 |
|       | Valencia-Norte - Caudiel                         | 72 |
|       | Valencia-Norte- Castellón de la Plana            | 70 |

Transporte aéreo

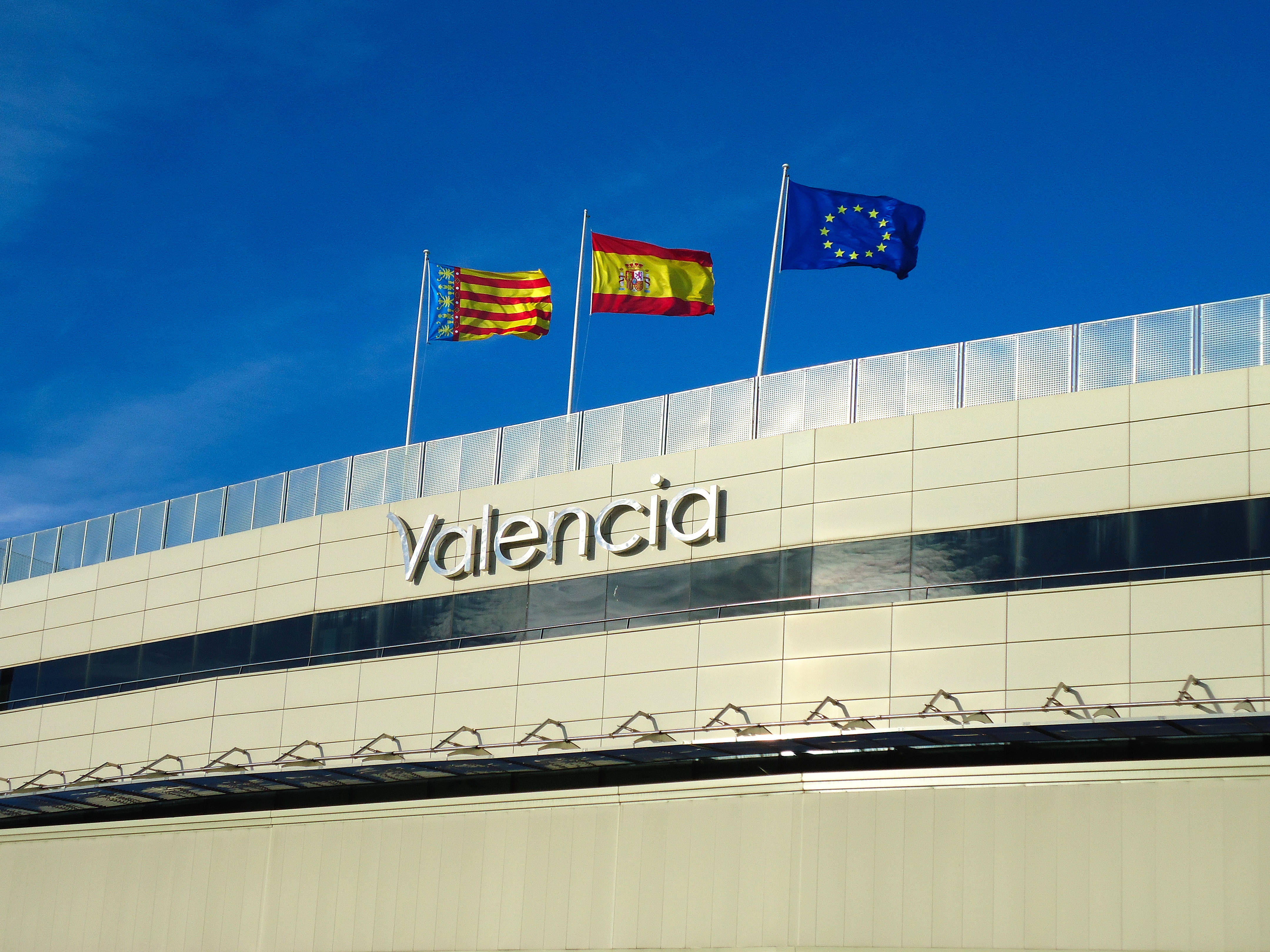
Aeropuerto de Valencia

Con la ley de aeropuertos de 1927, se consideró urgente la creación de un aeropuerto para la ciudad de Valencia y se habilitó en el puerto de Valencia una zona para la hidroaviación. Poco después se pensó instalar el aeropuerto en la lengua de tierra que separa la albufera de Valencia del mar para poder utilizarlo tanto para hidroaviones como para aviones terrestres. No obstante esta alternativa fue desechada y se decidió construir el aeropuerto en su ubicación actual, es decir, en Manises.
La apertura del aeropuerto se produce en marzo de 1933 y se declara aduanero en 1934. El 1 de septiembre de ese mismo año se realiza el primer vuelo regular entre las ciudades de Madrid y Valencia.
Actualmente se están ejecutando importantes obras de mejora para poder acoger el incremento de operaciones que desde el año 2001 aumentan, gracias al turismo que atraen las ciudades, y sus alrededores, de Valencia y Castellón de la Plana, así como las compañías de bajo coste, que desde 2003 operan desde Manises con una gran cantidad de destinos. Todo esto ha supuesto que en el año 2010, el aeropuerto registrara un tráfico de 4 934 268 pasajeros, es decir, más del doble del número de pasajeros del año 2001, cuando el volumen total de pasajeros era de 2 301 191.
En septiembre de 2008 se presentó la segunda ampliación del Aeropuerto de Manises, que se encuentra a 8 km de la ciudad de Valencia y está comunicado por autobús, taxi y metro. Este aeropuerto permite alcanzar la mayoría del territorio español, Europa y ciudades del norte de África. Además, el 6 de junio de 2009 comenzó de forma regular vuelos con el Aeropuerto Internacional John F. Kennedy de Nueva York, con cuatro vuelos semanales. En la actualidad se están realizando varias obras, como las ampliaciones del Edificio Terminal, de la plataforma de aviación comercial, de la plataforma de aviación general y del aparcamiento, además de la asistencia técnica para el control y vigilancia de las mismas, así como la nueva Terminal 2 (T2), un edificio entendido como lógico crecimiento de la actual Terminal por su lado este y complemento de la Terminal Regional.
Transporte marítimo

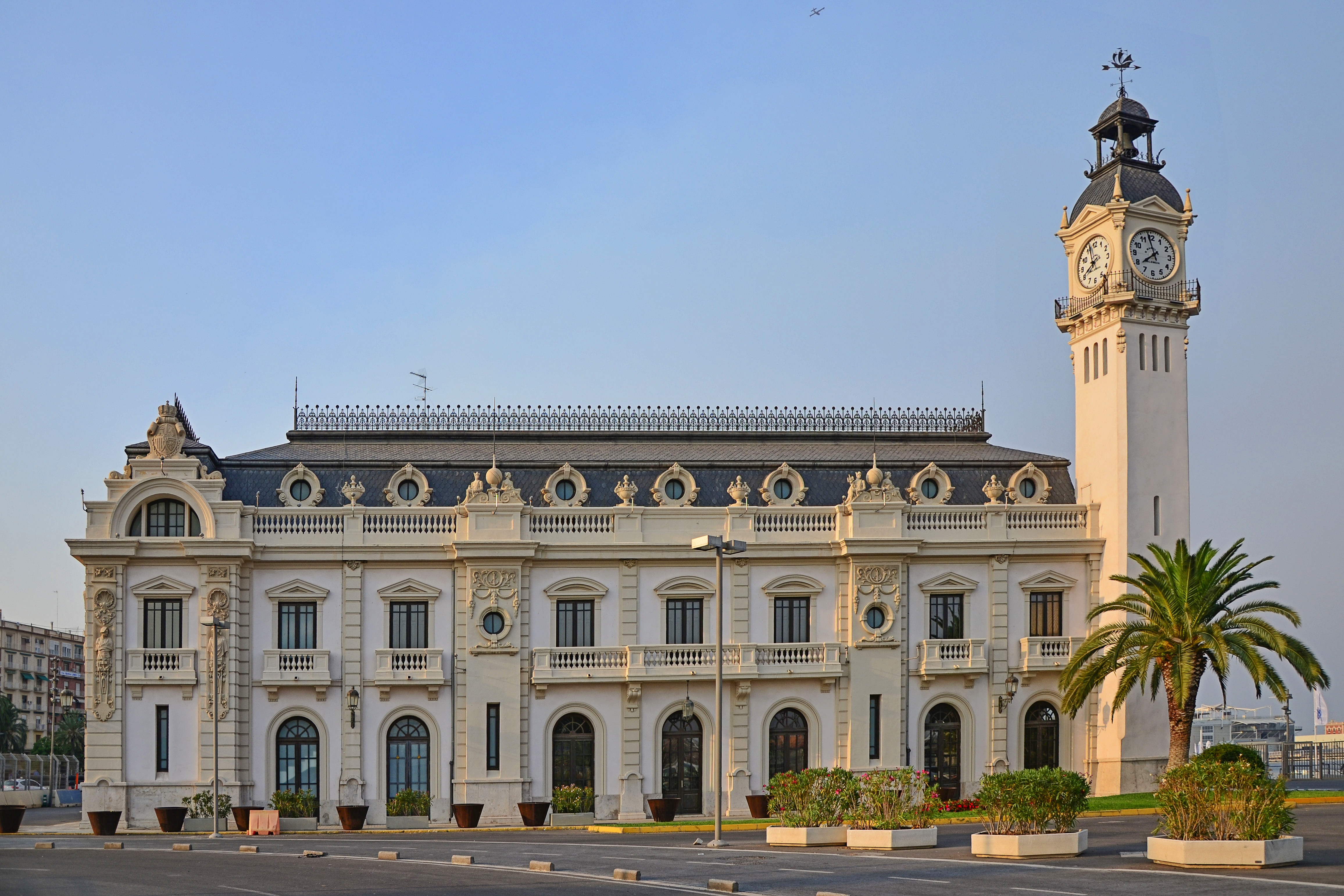
Sede de la Autoridad Portuaria

El Puerto de Valencia es uno de los puertos gestionados por la Autoridad Portuaria de Valencia (Valenciaport), la cual también gestiona los de Sagunto y Gandía. Este puerto tenía una superficie total en el año 2004 de 4 366 262 m², de los cuales 2 137 295 m² se destinaban a depósito y 778 074  m² a viales, y ofrecía 9637 m de línea de atraque distribuidos en 16 muelles y 2 pantalanes.
Este es el puerto comercial líder del Mediterráneo occidental en términos de volumen de mercancías containerizadas, ya que durante el año 2010, 64 millones de toneladas pasaron por los puertos de Valencia, Sagunto y Gandía, un 10,81 por ciento más que en el ejercicio 2009, cifras que consolidan el liderazgo de Valenciaport. Y desde el año 2006 el Puerto de Valencia es, según fuentes del Ministerio de Fomento, el primer puerto español en tráfico de contenedores, así como el 5.º de Europa y uno de los 50 primeros del mundo en el tráfico de contenedores.
Mientras que la Zona de Actividades Logísticas (ZAL) de Valencia, por su parte, es un centro de distribución multimodal dedicado a la logística de la mercancía marítima, que completa la oferta de servicios logísticos del Puerto de Valencia. La ZAL permite a las empresas allí instaladas mejorar su competitividad en términos de coste y de tiempo, gracias a la ubicación preferente en la zona anexa al puerto, a la completa red de conexiones a los principales centros nacionales e internacionales por carretera y ferrocarril, a la extensa superficie adaptable a las necesidades de cada cliente y a la amplia oferta de servicios empresariales y sociales.
Por lo que respecta al transporte de pasajeros, actualmente la Terminal de Pasajeros del puerto de Valencia está gestionada por la empresa naviera Acciona Trasmediterránea y cuenta con todos los servicios necesarios para atender la demanda de los armadores de cruceros: asistencia a la tripulación, pasarelas de acceso directo a los buques, aparcamiento para pasajeros, tiendas de regalos, duty free, etc. Actualmente, hay líneas regulares a Palma de Mallorca, Ibiza, Mahón y Formentera.
Hay que destacar que el puerto de Valencia cerró el año 2010 con buenos resultados en el tráfico de cruceros. El número de escalas (156) creció un 9,29 % y el de pasajeros (253 000), un 37 %. Pero es en 2011 cuando Valencia quiere dar el gran salto en la industria de cruceros y sus previsiones apuntan a un aumento del 41 % en escalas, con 212 confirmadas a inicios de año, y un incremento del 73 % en pasaje con 400 000 pasajeros.

## Patrimonio

### Monumentos y edificios religiosos
Catedral

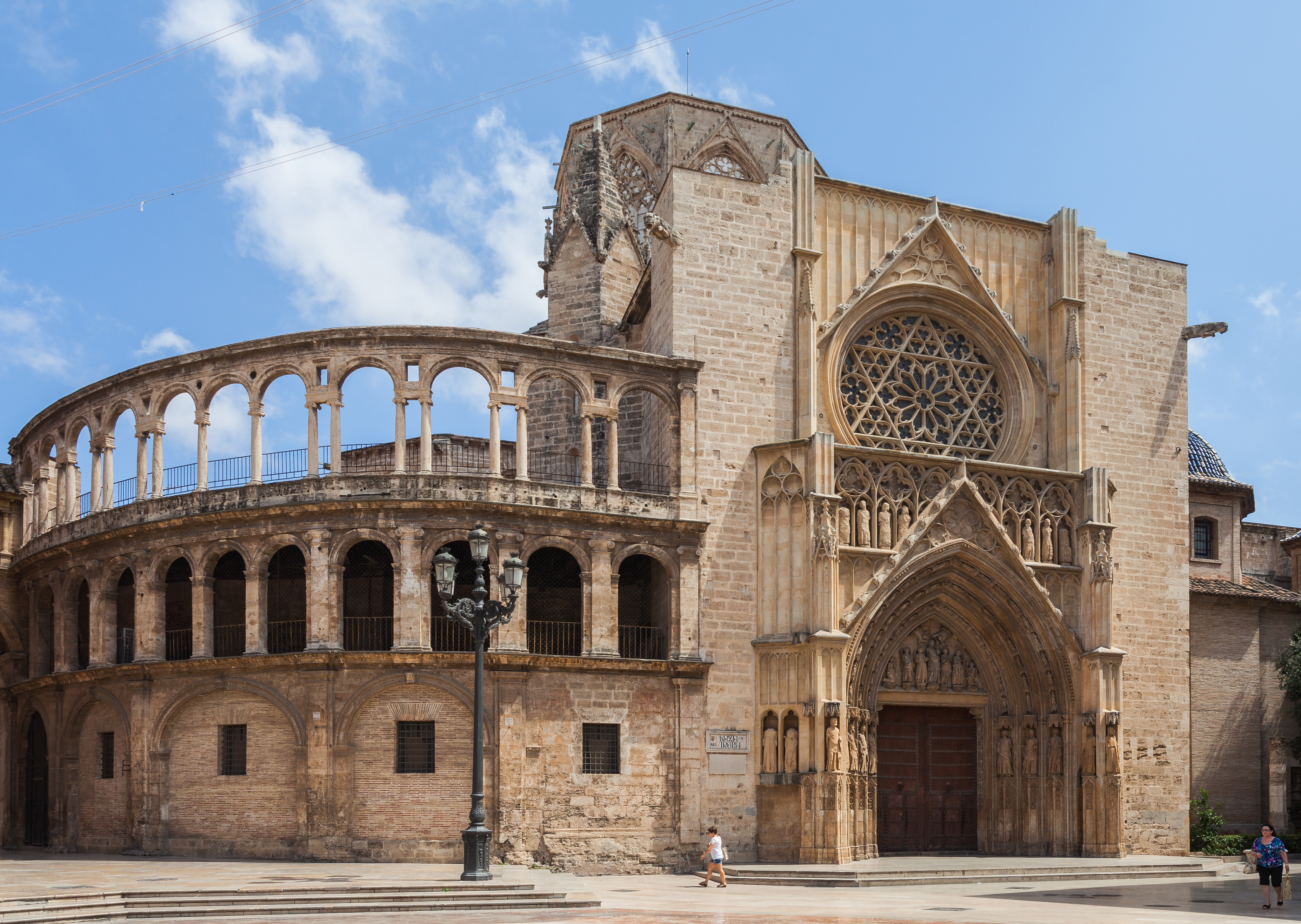
Catedral de Valencia

La catedral de Valencia está dedicada por deseo de Jaime I, siguiendo la tradición del siglo XIII, a Santa María, siendo consagrada el año 1238 por el primer obispo de Valencia posterior a la reconquista, Fray Andrés de Albalat. Se encuentra sobre la antigua mezquita de Balansiya, que a su vez se había alzado sobre la antigua catedral visigótica. El estilo constructivo predominante de esta catedral es el gótico valenciano o mediterráneo, aunque también contiene elementos del románico, del gótico francés, del renacimiento, del barroco y neoclásico.
Contiene algunas de las primeras y mejores pinturas del quattrocento de toda la península ibérica, que llegaron de Roma a través de artistas contratados por Alejandro VI. Este último papa valenciano, cuando todavía era el cardenal Rodrigo de Borja, hizo la petición para elevar la sede valentina al rango de Metropolitana, categoría que le fue otorgada por el papa Inocencio VIII en 1492. En su interior se venera el Santo Cáliz, fechado del siglo I, y dado a la catedral por el rey Alfonso el Magnánimo en 1436.
Su torre campanario es conocida como El Miguelete (en valenciano El Micalet). La construcción de la torre se inicia en 1381 y finaliza en 1429. Debido a su complejidad, fue dirigida por varios maestros de obra, siendo el primero Andrés Juliá, desde 1381, y los siguientes, entre otros, José Franch (1396), Pedro Balaguer (1414, constructor de las Torres de Serranos) hasta Martín Llobet (1425), el último de los arquitectos que intervino en la construcción. Posteriormente se construye la espadaña (1660-1736).
Basílica de la Virgen de los Desamparados

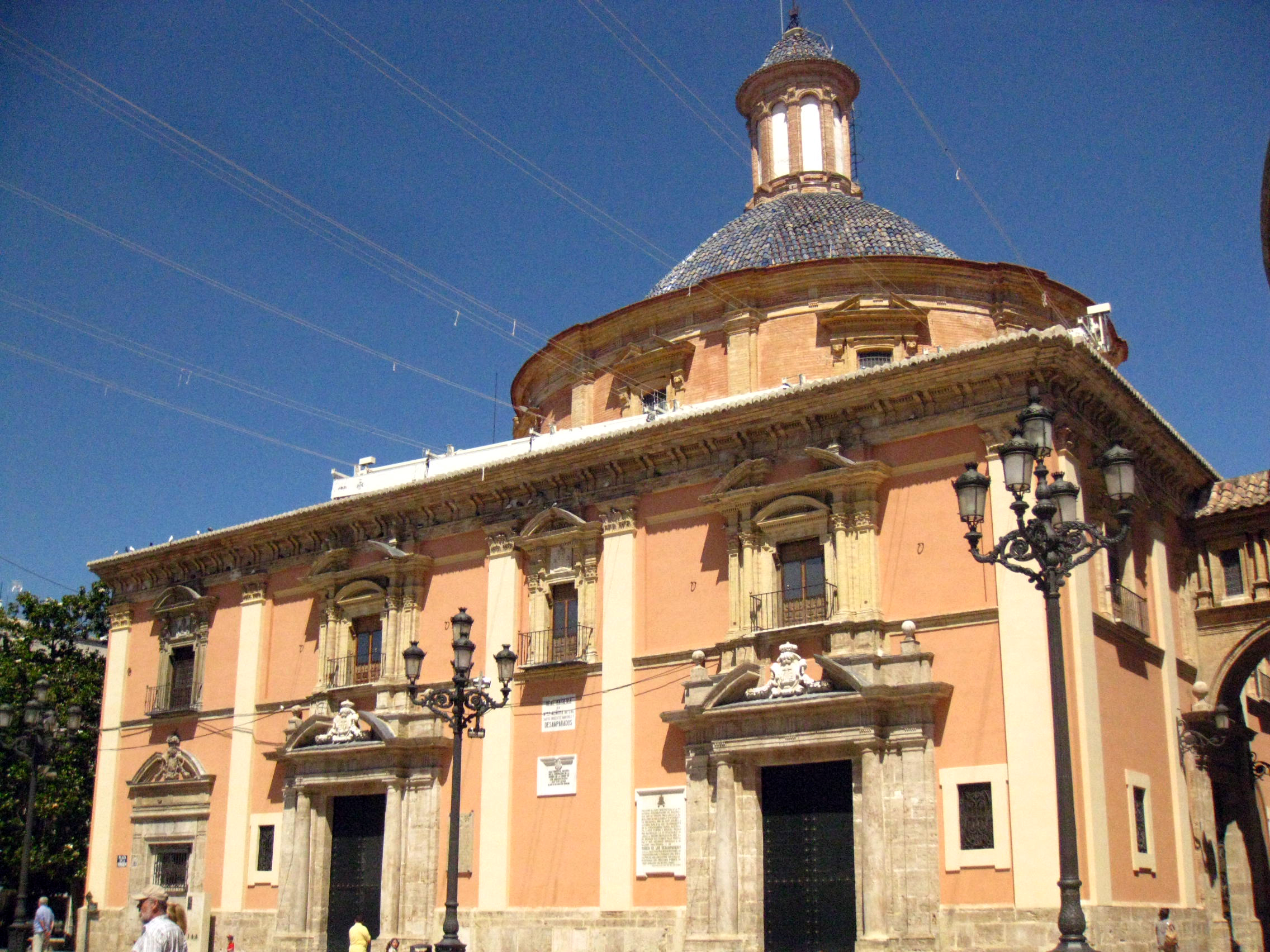
Basílica de la Virgen

Durante el siglo XVII se levantaron en Valencia numerosas construcciones barrocas, la mayor parte religiosas, y se transformaron tanto interior como exteriormente antiguos edificios góticos. La Real Capilla de la Virgen de los Desamparados, con categoría de basílica menor desde 1872, fue realizada entre 1652 y 1666 por Diego Martínez Ponce de Urrana, a partir de los diseños realizados por los más importantes artífices del momento, aprobados y muy posiblemente, orientados por Juan Gómez de Mora, Maestro Mayor del rey.
A principios del siglo XX, se planteó la posibilidad de realizar una majestuosa ampliación de la basílica. Por ello, el prelado convocó un concurso de ideas en el año 1932, que ganó Vicente Traver. Según su proyecto, el nuevo edificio tendría la cúpula más alta de la ciudad, y sería de las más grandes de Europa. Pero durante la guerra civil ocurrió el incendio de la basílica, y la obra no se llevó a cabo. Décadas después se retomó la idea, pero al comenzar las obras en la parte trasera de la basílica, actual plaza de la Almoina, se descubrieron ruinas romanas, visigodas y árabes, por lo que el proyecto quedó definitivamente paralizado.
San Nicolás

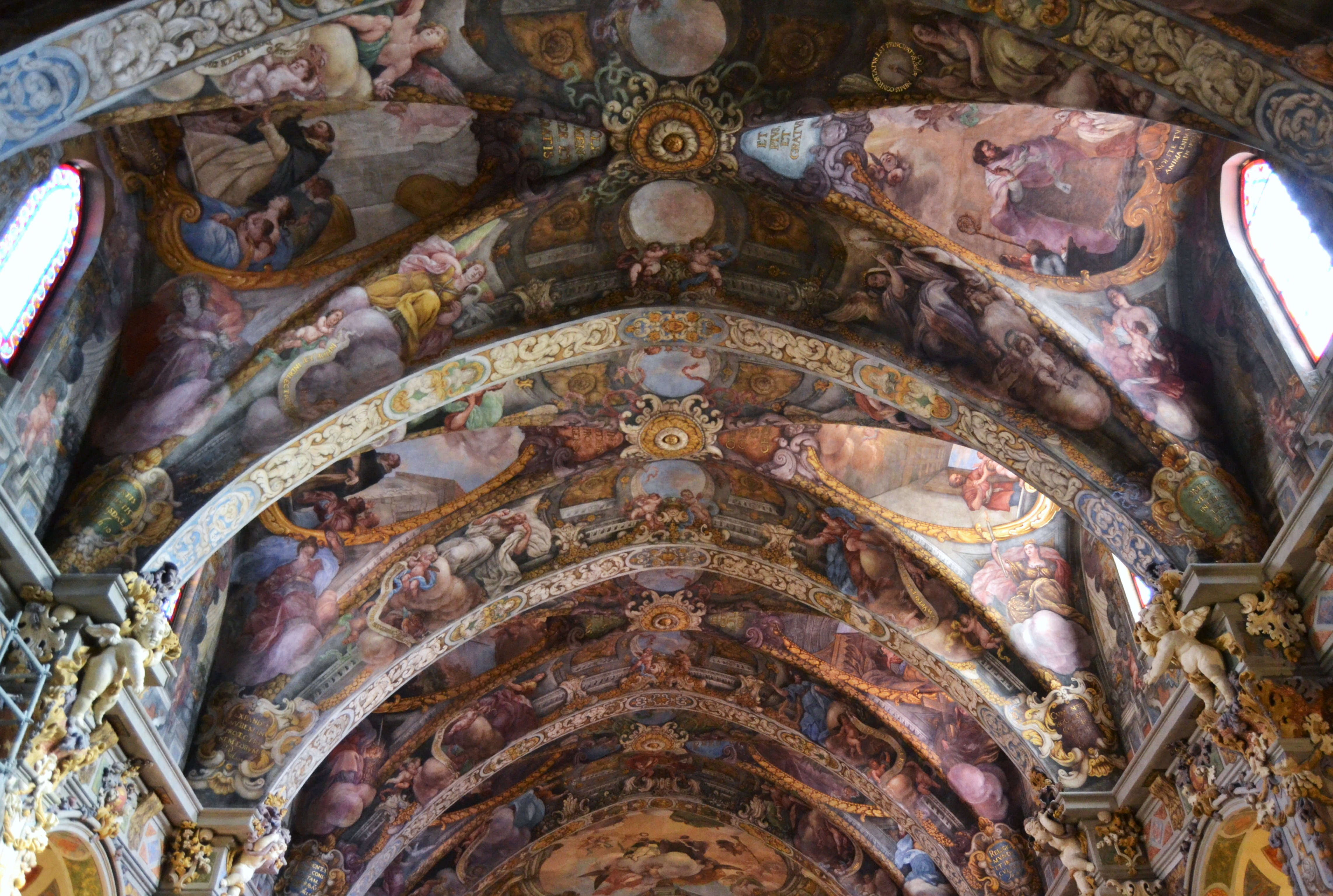
Bóveda con frescos barrocos de la iglesia de San Nicolás

Desde la céntrica calle Caballeros se accede a la parroquia-museo de San Nicolás, conocida como la Capilla Sixtina Valenciana desde que en el año 2016 finalizase la restauración del templo que actualmente nos permite contemplar los 1900 m2 de frescos barrocos en su bóveda gótica.
Situada donde antiguamente hubo un templo romano y una mezquita, en el siglo XIII la orden dominica dedicó esta parroquia a San Nicolás de Bari, a la que tiempo después se le sumaría el primer mártir dominico, San Pedro Mártir. En el siglo XV uno de sus rectores fue Alfonso de Borja, futuro Papa Calixto III, y su administrador el ilustre médico y escritor Jaume Roig. En el siglo XVII su interior es cubierto de decoración barroca como los frescos de Dionís Vidal diseñados por su maestro Antonio Palomino, donde muestran escenas de la vida de los dos santos titulares de la parroquia acompañadas de múltiples alegorías y de los coros angélicos.
Los fieles acuden periódicamente cada lunes a esta parroquia a pedir la intercesión de San Nicolás y San Judas Tadeo en sus necesidades particulares, y la gran cantidad de velas que allí se encendían oscurecieron las pinturas hasta que se hizo imposible contemplarlas.
La Fundación Hortensia Herrero financió la restauración íntegra del templo e hizo posible que se puedan contemplar de nuevo los frescos que Gianluigi Colalucci bautizó como Capilla Sixtina Valenciana. En 2019 fue declarada también como museo por parte de la Generalidad Valenciana y puede visitarse tanto por fieles como por visitantes en los horarios establecidos.

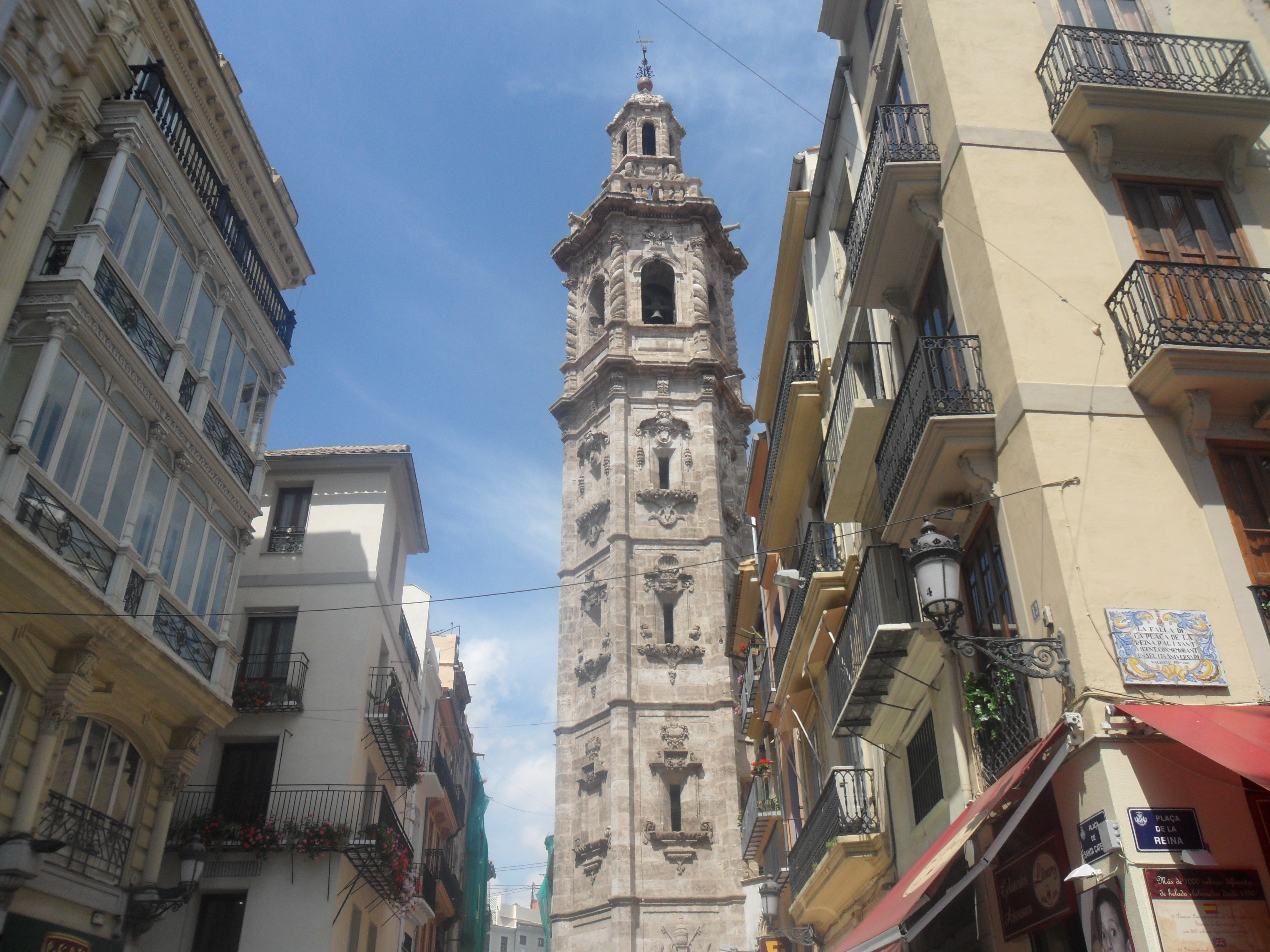
Santa Catalina Mártir
El templo dedicado a Santa Catalina Mártir, sito en la plaza Virgen de la Paz, se levantó sobre una mezquita anterior y en 1245 ya había adquirido el rango de parroquia. Consta de una sola nave, con contrafuertes laterales entre los que se colocaron las capillas. Es la única de las iglesias góticas de la ciudad con girola en la cabecera, igual que la catedral.
En el siglo XVI el edificio fue revestido con decoración clasicista al gusto renacentista y, tras un pavoroso incendio sufrido en 1548, parcialmente reconstruido. En 1785, siguiendo la moda imperante, se le dio un aspecto barroco. En la década de 1950 se llevaron a cabo obras de repristinación para devolverle su fisonomía gótica original, para lo cual se despojó a los muros de todo el ornamento barroco y neoclásico.
El campanario fue construido entre 1688 y 1705 por Juan Bautista Viñes, cuyo nombre aparece grabado en una lápida conmemorativa que podemos ver en su base. Obra maestra del barroco valenciano, es de planta hexagonal, y su alzado se divide en cuatro pisos separados por molduras, más el cuerpo de campanas y el remate superior.
Real Parroquia de los Santos Juanes

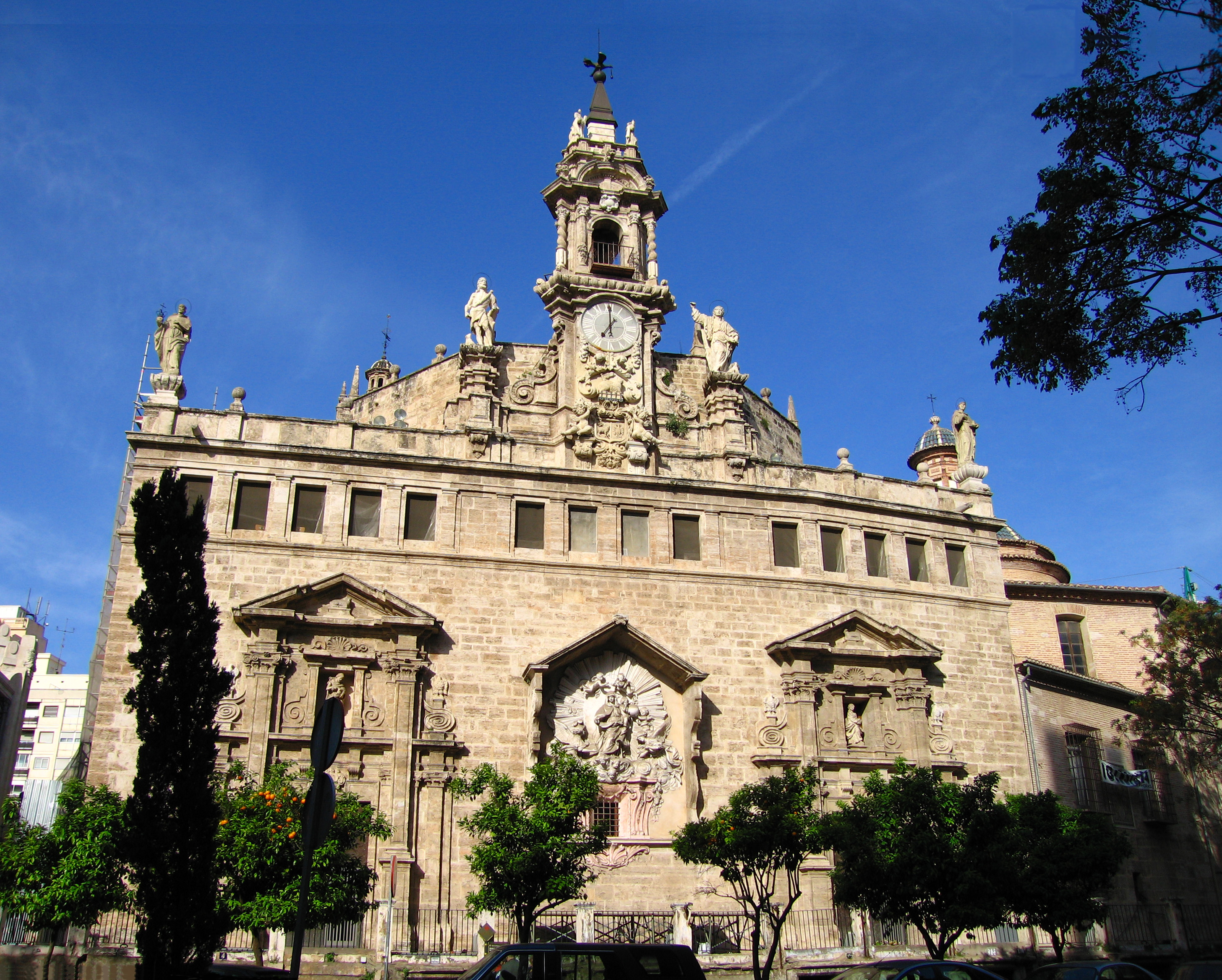
Parroquia de los Santos Juanes

La primitiva iglesia de los Santos Juanes se alzó en el arrabal de la ciudad conocido como la Boatella, donde se ubicaba una antigua mezquita. La antigua ermita fue levantada antes de 1240 sobre la mezquita. Estaba situada extramuros de la ciudad árabe, cerca de las puertas de Bab al-Qaysariya y de la Culebra, cuando se construyó la muralla cristiana quedó incluida ya dentro de Valencia.
De su antigua estructura gótica queda la nave y el gran óculo cegado, conocido como «la O de Sant Joan», que fue concebido como un gran rosetón en una de las fachadas. En 1592 la iglesia sufrió un aparatoso incendio que obligó a una reconstrucción casi total a lo largo de los siglos XVII y XVIII. Destaca, por lo infrecuente, la amplia fachada del mercado, concebida como un grandioso retablo de piedra sobre una terraza que domina la plaza frente a la lonja, formando un conjunto urbanístico único. La preside la escultura de la Virgen del Rosario, obra en estuco de Jacopo Bertesi, y sobre ella se alza la torre del reloj, flanqueada por los dos Santos Juanes y coronada por el famoso pájaro de San Juan, la veleta a la que, según cuenta la tradición, se hacía mirar a los niños cuando sus humildes padres los abandonaban en la plaza. En la parte baja de la terraza se abren las cuevas de San Juan, semisótanos en lo que antaño se ubicaban chatarrerías y tiendas de viejo. En el templo nuevamente levantado predicó San Vicente Ferrer y allí ofreció su primer sermón en el día de San Juan Bautista.
El interior del templo es de una desbordante imaginación barroca, con estatuas de Bertesi que representan a personajes de las Doce Tribus de Israel, y sobre todo el conjunto de los frescos que ejecutó Antonio Palomino en la bóveda. Este templo se declaró BIC (bien de interés cultural) mediante el Decreto en el BOE del 26 de febrero de 1947.
El 19 de julio de 1936, durante la guerra civil, fue pasto de las llamas y sus efectos aún perduran. Las pinturas se hallan en estado lastimoso, ya que fueron quemadas o ennegrecidas por el humo de los incendios, si bien se está trabajando en su recuperación desde hace décadas.
San Juan del Hospital

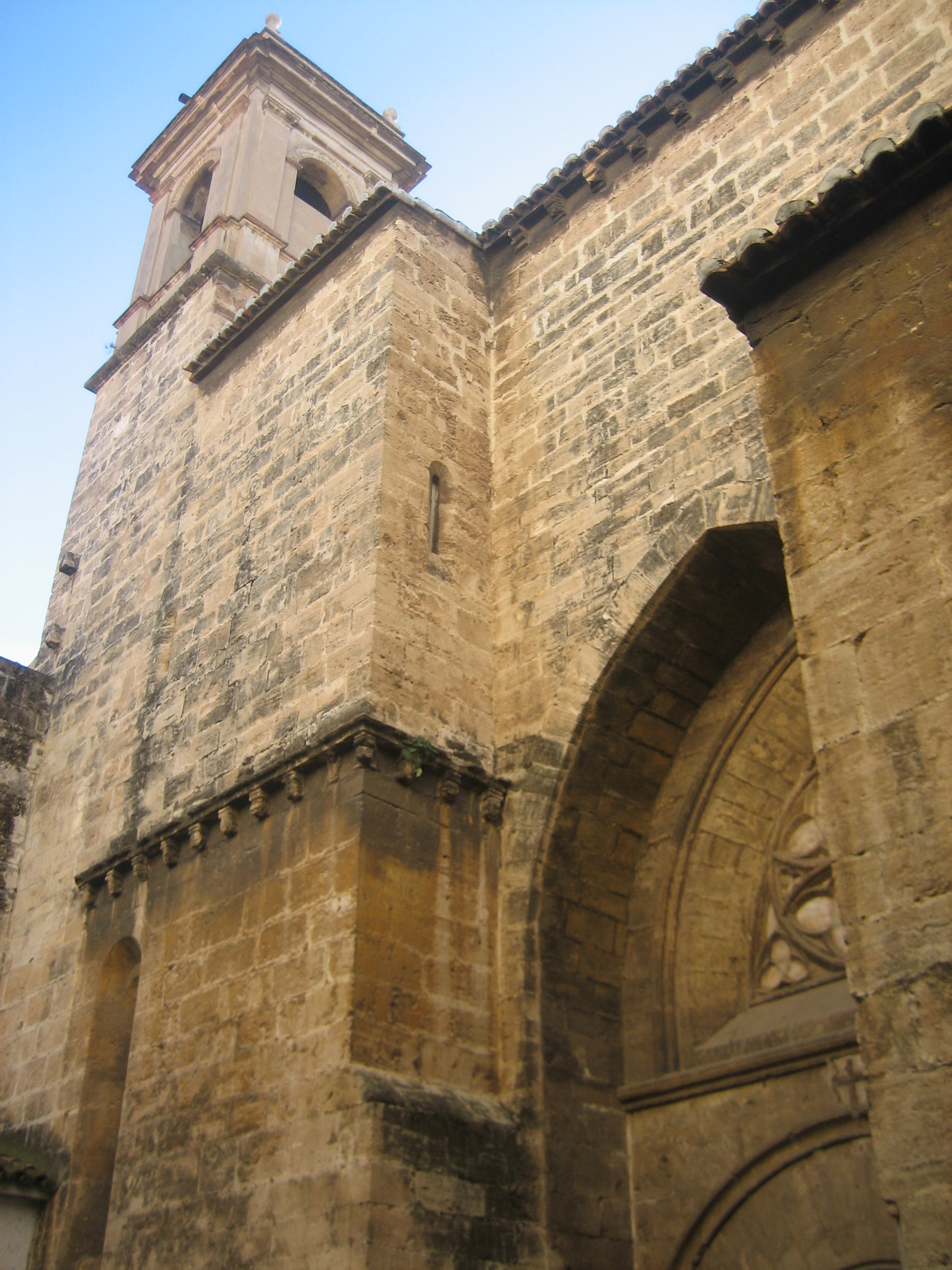
Fachada de San Juan del Hospital

La iglesia de San Juan del Hospital fue la primera iglesia construida en Valencia, tras la Catedral, como un priorato de los caballeros de la Orden de San Juan de Jerusalén. Su fundación se debe a la concesión, realizada por el rey Jaime I en la época de la conquista de Valencia al caballero sanjuanista Hugo de Folcalquier, lugarteniente del Maestre de su orden en la Corona de Aragón, de unos terrenos junto a la puerta de la Xerea, para establecer allí esta sede prioral. Aquí se levantaron varios edificios: una iglesia dedicada a San Juan Bautista; el hospital correspondiente a la labor asistencial específica de esta orden militar, la cual recibió el nombre «de Jerusalén, del Hospital, de Rodas y de Malta»; un convento; y un cementerio propio para los caballeros difuntos del hospital. Todo se construyó entre los años 1238 y 1261, terminándose totalmente lo conventual antes de 1316.
La iglesia está precedida de un patio decorado con cuadros cerámicos del Vía Crucis, donde se conservan estos restos arquitectónicos y elementos sueltos de los edificios que componían la fundación. La verdadera iglesia ocupa una superficie de 36 m de longitud por 19 m de anchura, y está compuesta por una bóveda apuntada con plementería de piedra sobre gruesos fajones que se apoyan en ménsulas, y una cabecera poligonal de cinco lados techada con crucería, donde se encuentra el presbiterio. Este fue levantado a fines del siglo XIII y está iluminado por ventanas rasgadas de estilo ojival; la central más ancha, con tracerías y decorada con columnillas adosadas. Sobre los nervios de piedra, las bóvedas son de ladrillo a tizón y en sus paramentos extremos, son obra posterior, del siglo XIV, dos altas capillas que perforan los muros con arquivoltas ojivales y se desarrollan entre los contrafuertes.
Las capillas laterales son la mayor parte a modo de grandes arcosolios que se abren a la nave por ojivas cistercienses sobre columnillas adosadas, protegidas por un alfiz moldurado. Sus bóvedas de piedra debieron estar pintadas con frescos que solo se conservan parcialmente, en espera de restauración, en la primera parte del evangelio. Las dos últimas de este lado son más amplias y están techadas con crucería diagonal. En el testero subsisten dos tramos de una logia con bóveda de crucería que se abre a los pies de la nave.
Monasterio de San Miguel de los Reyes

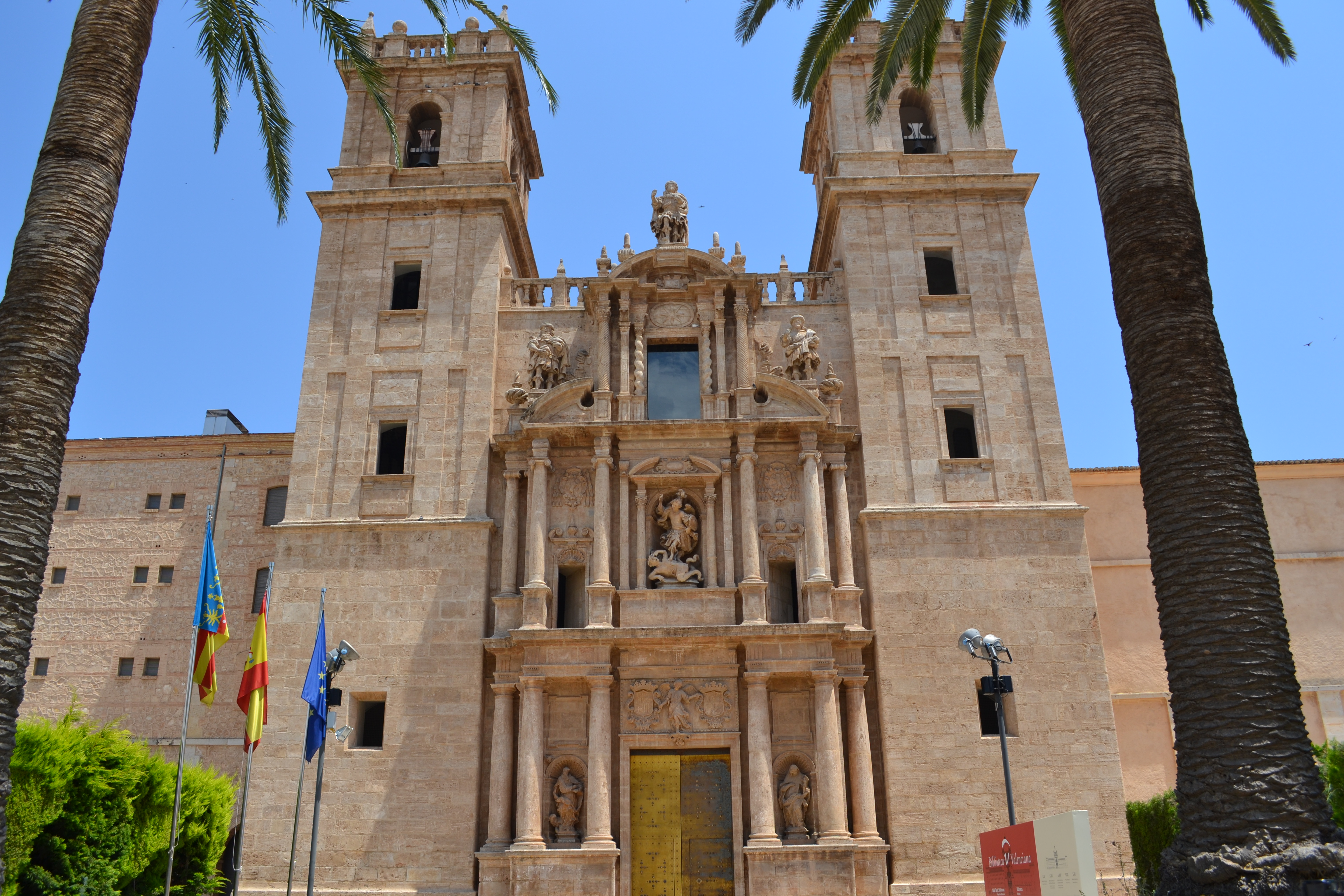
San Miguel de los Reyes

Este monasterio es una importante obra del renacimiento valenciano que según algunos autores puede ser considerado como precedente del monasterio de El Escorial, siendo como este, monasterio jerónimo, foco cultural e iglesia conmemorativa de la memoria de su fundador. La primera piedra fue colocada en 1548 por el obispo y el Fernando de Aragón, duque de Calabria. La construcción del monasterio se prolongó durante el siglo XVII, iniciándose la iglesia del monasterio a partir de 1601.
En 1821 la desamortización del trienio liberal suprimió la comunidad jerónima. El edificio, según la Real Orden de 2 de julio de 1821 se habilitó como Casa de Beneficencia y Corrección. En 1823 se produjo el regreso de los frailes, que realizan algunas obras menores. En 1835 se produce la exclaustración definitiva, pasando el monasterio y sus propiedades a manos del Estado. Tras la desamortización, las obras de arte y libros que quedaban después de haber sido objeto de saqueo en la Guerra de la Independencia, fueron trasladados al Museo de Bellas Artes de Valencia y buena parte de los libros, entre los que se encuentran los procedentes de la valiosa biblioteca del Duque de Calabria, se destinaron a la Biblioteca Universitaria.
Tras usos como presidio, escuela o almacén, entre 1997 y 2000 fueron realizadas las obras de rehabilitación del conjunto para su destino de sede de la Biblioteca Valenciana.
Cruces de término

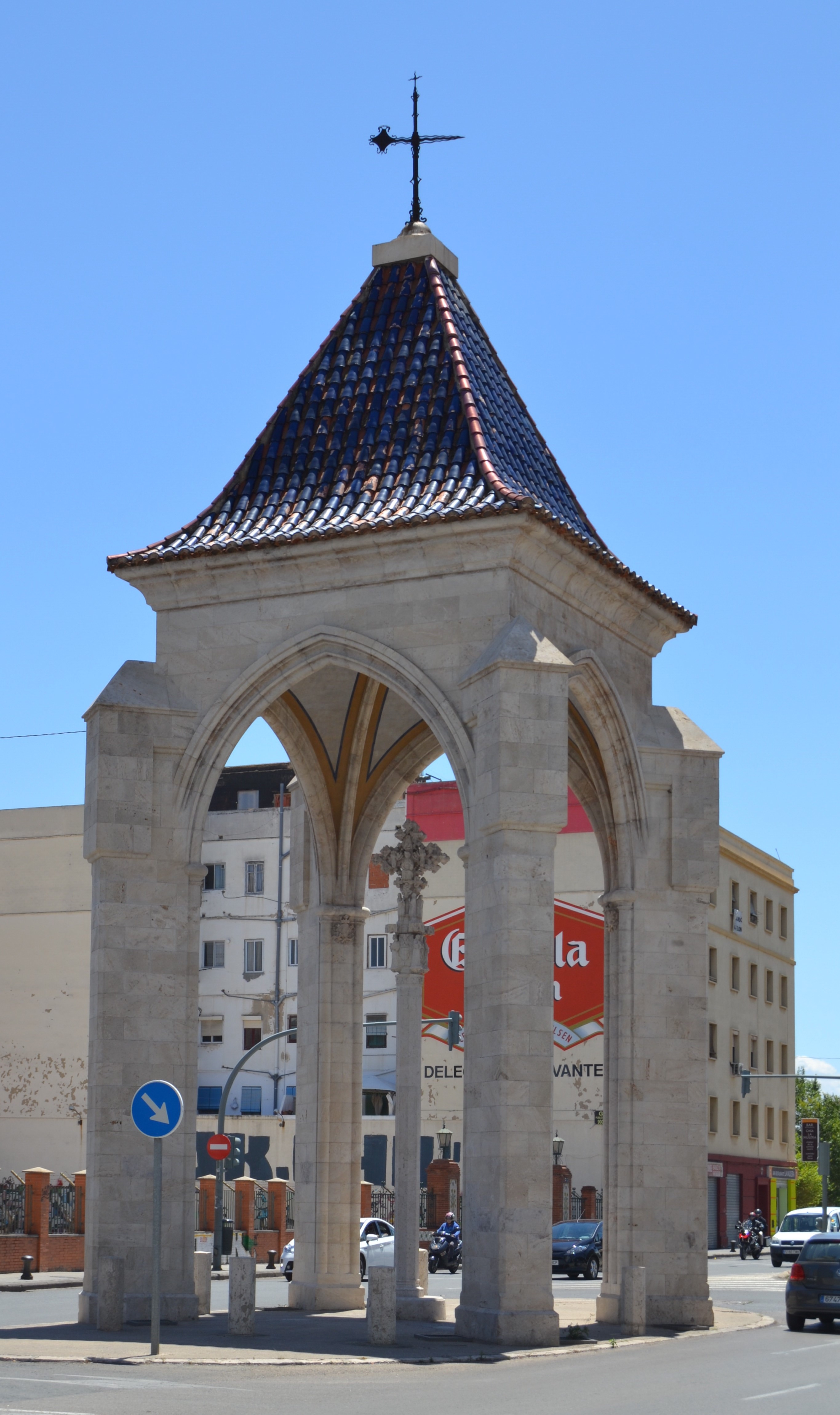
Cruz Cubierta

Estas cruces, que en la Corona de Aragón se solían denominar peirones y en otros lugares humilladeros, se situaban en los caminos para marcar los límites de la ciudad. El Ayuntamiento de Valencia posee la titularidad de todas las cruces ubicadas dentro de su término municipal, así como el de algunas cruces que están fuera de él, como la cruz cubierta del camino a Barcelona, situada en Almácera, y la cruz cubierta de Mislata.
La cruz cubierta del Camino Real de Játiva, se encuentra en el antiguo Camino Real de Játiva, actual calle San Vicente. Es una obra gótica realizada en el año 1376 (siglo XIV) por un autor desconocido. Entre los años 1432 y 1435 (siglo XV) el maestro de obras Juan del Poyo y el tallista Johan Llobet renovaron la cruz por cuenta de la Fábrica de Murs e Valls, y en el siglo XVI el templete volvió a restaurarse y en 1898 (siglo XIX) José Aixá realizó una reconstrucción completa de la obra. Otra cruz es la del camí del Mar, situada en la actualidad en un pequeño jardín en la avenida del Puerto, la cual en origen era de una cruz de término gótica, aunque la cruz de piedra ha desaparecido y ha sido sustituida por una de hierro. Lo que sí que se conserva es el pedestal y las imágenes que lo adornan, aunque en bastante mal estado. Entre 1423 y 1424 trabajó en ella Martí Llobet y en 1428 su hijo Joan Llobet.
Otras cruces son la de Pinedo, la cual es una reproducción moderna de la cruz original realizada en 1995 por el escultor valenciano Jesús Castelló, la cruz de término de la avenida de Cataluña, inaugurada el 3 de mayo de 1965 y situada en la salida de Valencia por la antigua autopista de Barcelona, la cruz de término de la Pista de Silla, realizada por el escultor Antonio Sacramento en 1965 y la cruz de término de la avenida de las Cortes Valencianas.

### Monumentos y edificios civiles

#### Gótico valenciano

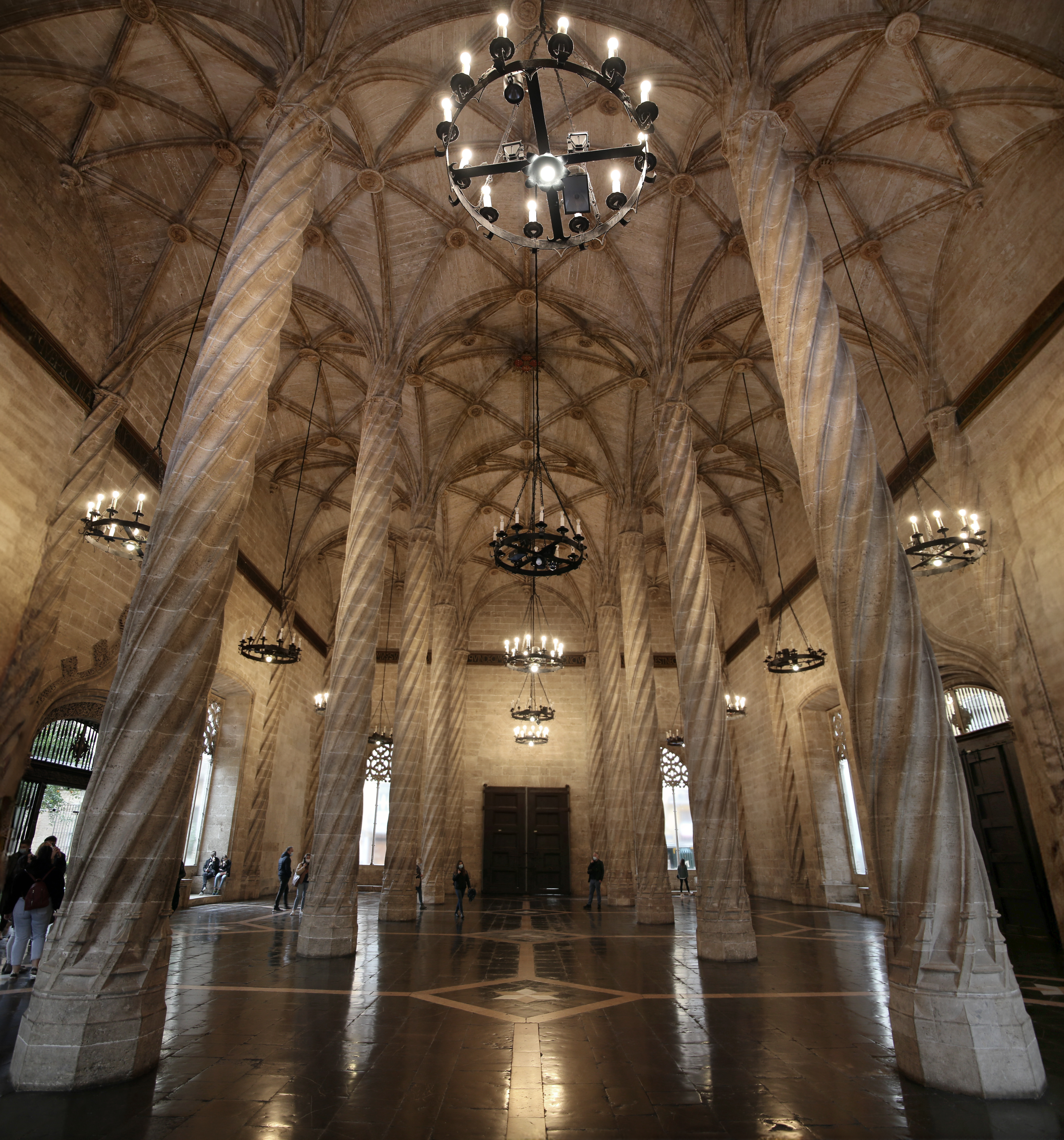
Interior de la Lonja de la Seda

El edificio de la Lonja de la Seda es una obra maestra del gótico civil valenciano situada en el centro histórico de la ciudad. Declarada el año 1996 como Patrimonio de la Humanidad por la Unesco, se encuentra situada en la plaza del Mercado, número 31, frente a la iglesia de los Santos Juanes y del Mercado Central de Valencia.
La Lonja se construyó entre los años 1482 y 1548, y su primer constructor fue Pere Compte entre los años 1483 y 1498 sobre el modelo de la Lonja de Palma de Mallorca, constituyéndose en un edificio emblemático de la riqueza del siglo de oro valenciano (siglo XV) y muestra de la revolución comercial durante la Baja Edad Media, del desarrollo social y del prestigio conseguido por la burguesía valenciana. En la parte alta del otro lado del patio hay un artesanado que cubre el Consulado del Mar. Los domingos hay un mercadillo de coleccionistas de sellos y monedas, y quizá sea esta la única actividad que todavía tiene alguna relación con la función original del edificio.
Otro edificio de estilo gótico-renacentista es el Palacio de Benicarló, actual sede de las Cortes Valencianas. Este edificio es una mansión aristocrática, la cual se construyó en el siglo XV como residencia de la familia Borja en la capital del antiguo reino de Valencia. Entre los años 1485 y 1520, se realizaron actividades de adaptación de varios edificios preexistentes, así como la construcción de la escalera de piedra del patio por Pere Compte. El cuidado de la obra y sus transformaciones dirigidas a una mayor habitabilidad estuvo delegado en los más destacados arquitectos y artistas activos en la capital. En definitiva, su análisis permite entender su devenir entre unas aspiraciones grandilocuentes y un olvido inicuo.
El Palacio de la Generalidad Valenciana también es un edificio tardogótico con intervenciones renacentistas que data del siglo XV. La construcción del Palacio se inició en el año 1421, ampliándose en el siglo XVI con una gran torre por el arquitecto Montano. En 1831 se instaló la audiencia territorial, que en 1922 pasó a ser la Diputación Provincial. Desde 1947 a 1951 se realizó una restauración.
Las puertas de las murallas

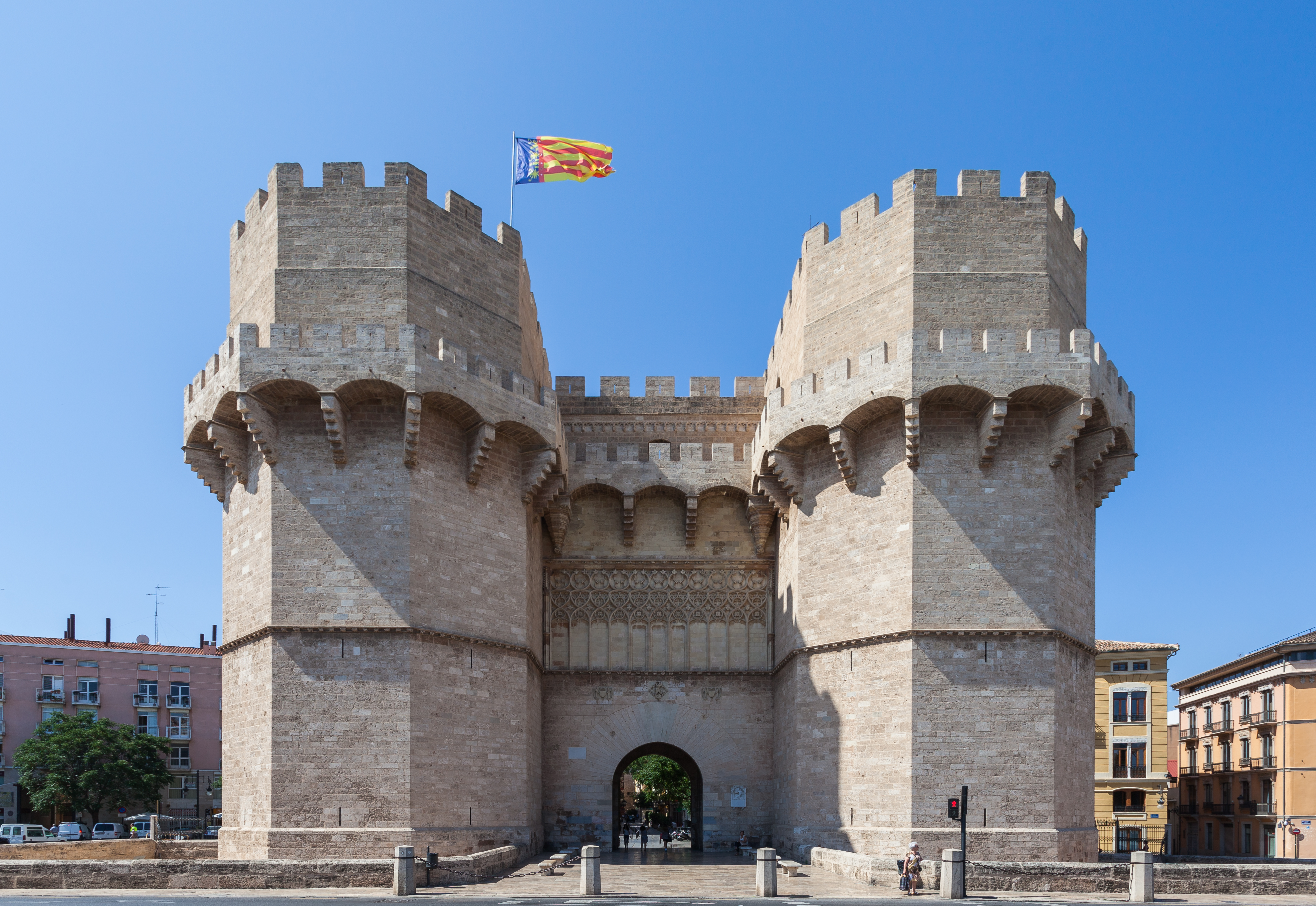
Torres de Serranos

Las Torres de Serranos son una de las doce puertas que custodiaban la antigua muralla de la ciudad de Valencia. Su nombre parece provenir de que están situadas aproximadamente al noroeste del casco antiguo y, por lo tanto, eran la entrada natural que comunicaba con los caminos que iban a Los Serranos. Los jurados de Valencia encomendaron su construcción al maestro Pere Balaguer, quien se inspiró en otras puertas góticas de Cataluña, como la Puerta Real del Monasterio de Poblet, que se inspiraba en el estilo arquitectónico genovés. Comenzaron las obras el 6 de abril de 1392 sobre los terrenos del anterior pórtico, y en marzo de 1398 finalizaron las obras.
Las Torres de Quart, un par de torres gemelas, también formaban parte de la muralla medieval que rodeaba el casco antiguo de la ciudad de Valencia, cuya función era defender la ciudad. Estas torres están situadas en el cruce de la calle Guillén de Castro con la calle Quart. Las Torres de Quart fueron construidas por Francesc Baldomar y Pere Compte en el siglo XV, entre los años 1441 y 1460. En las obras también intervinieron Tomás Oller y Jaume Pérez. El estilo de las torres es gótico tardío militar, imitando a las Torres o Arco del Triunfo del Castell Nuevo de Nápoles.

#### Edificios barrocos y neoclásicos

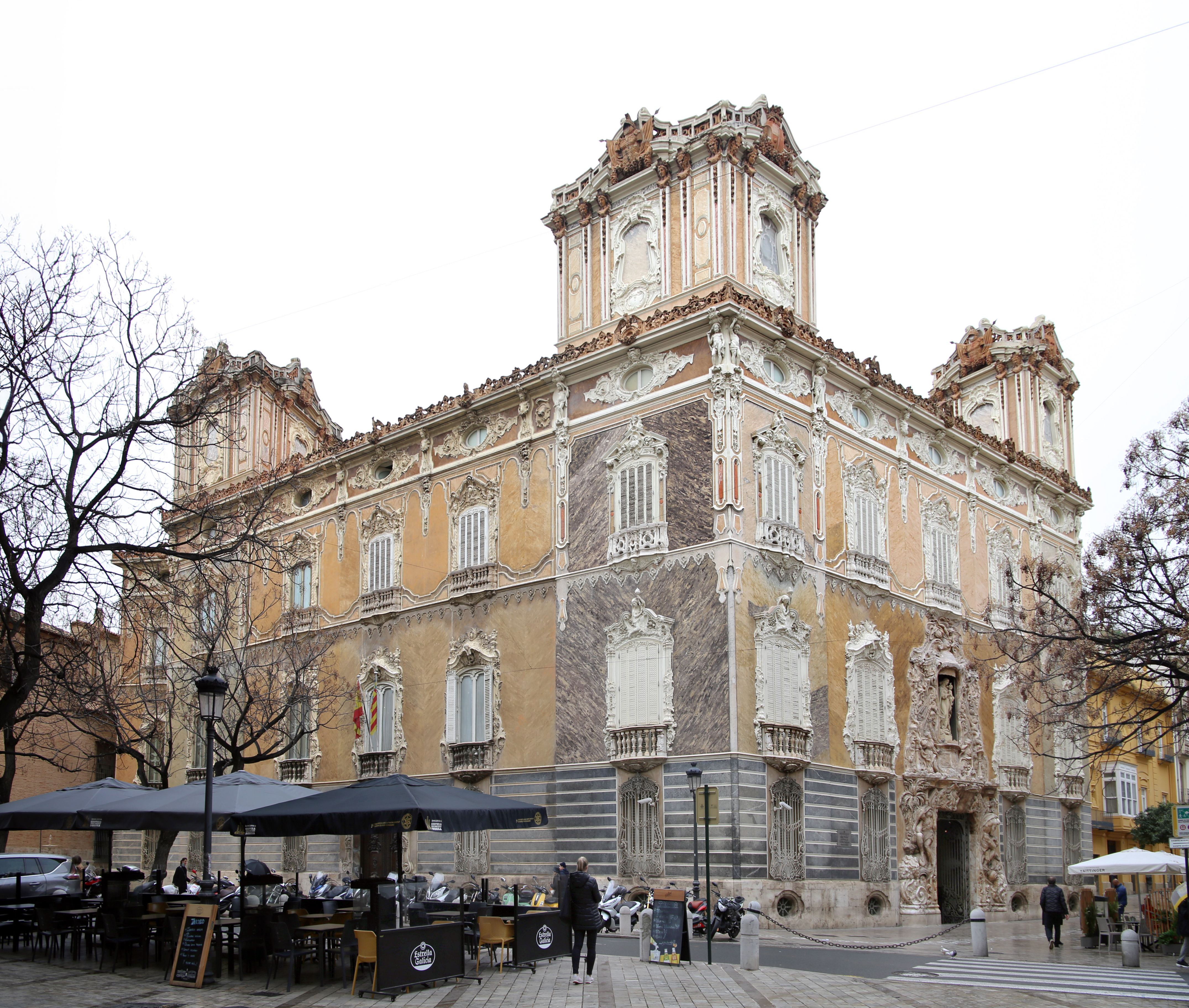
Palacio del Marqués de Dos Aguas

El Palacio del Marqués de Dos Aguas, tal y como se conoce en la actualidad, es producto de una radical reforma llevada a cabo sobre la antigua casa solariega de los Rabassa de Perellós, titulares del marquesado de Dos Aguas, en la década de 1740 (siglo XVIII) en un acusado estilo rococó. En un lateral del Palacio se abre la puerta principal, realizada en alabastro por Ignacio Vergara sobre diseño de Hipólito Rovira. Presidida por la imagen de la Virgen, desde ella descienden dos caudales de agua en alusión al título de los marqueses, con dos atlantes a los lados que simbolizan dos ríos, todo con aspecto de desbordante voluptuosidad. Alberga el Museo Nacional de Cerámica y de las Artes Suntuarias González Martí.
Otro edificio de esta época es el Palacio de Justicia de Valencia, en origen Casa de la Aduana Real, el cua se construyó en la época de Carlos III entre los años 1758 y 1802. Cuando el edificio era la Aduana Real pasaba por él todo el comercio marítimo que se dirigía a Valencia, ya que era uno de los polos económicos de la España del siglo XVIII. En 1828 el edificio pasó a ser la fábrica de tabacos y en 1914 se convirtió en sede del Palacio de Justicia.
La plaza Redonda, de singular perímetro redondo, fue construida en 1840 por el arquitecto valenciano Salvador Escrig y está ubicada junto a la iglesia de Santa Catalina y la plaza de la Virgen, en el centro histórico de la ciudad.
La plaza de toros de Valencia fue construida entre los años 1850 y 1860 (siglo XIX) en el solar de una plaza anterior que por problemas de presupuesto nunca llegó a terminarse. Es neoclásica, inspirada en la arquitectura civil romana, el teatro de Flavio Marcelo (Coliseo), o el anfiteatro de Nimes (Francia). Fue construida por el arquitecto valenciano Sebastián Monleón Estellés. Se trata de un cuerpo poligonal de 48 lados, con más de 17 m de altura y 52 de diámetro del ruedo. Con estas dimensiones la hacen una de las plazas más grandes de España.

#### Modernismo valenciano

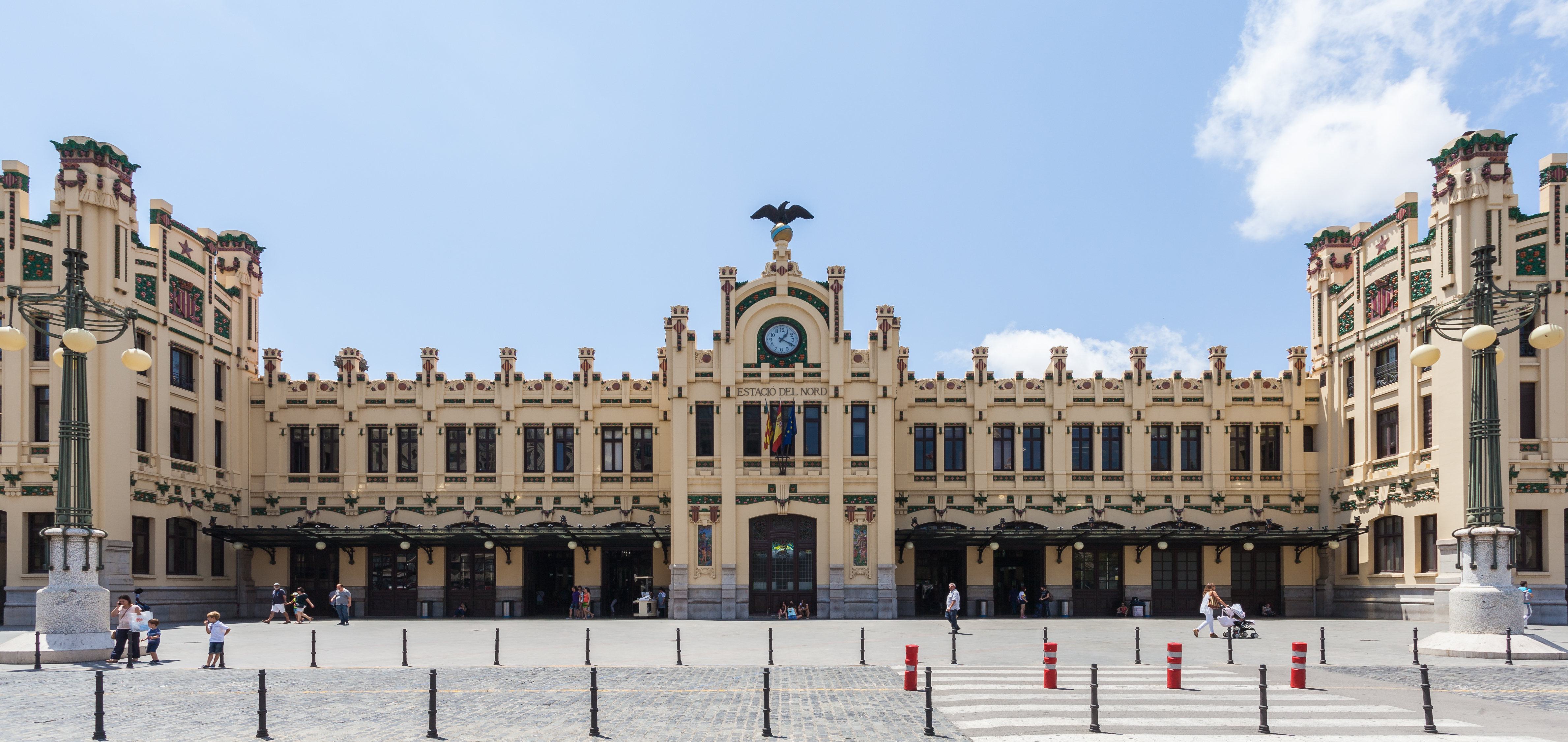
Estación del Norte

La Casa Consistorial de Valencia integra en una manzana de planta ligeramente trapezoidal, dos construcciones de época y estilo bien diferenciados: la Casa de Enseñanza, edificada por iniciativa del arzobispo don Andrés Mayoral, entre 1758 y 1763; y el cuerpo de edificio (la fachada principal), realizada entre la segunda y tercera décadas del siglo XX en un marcado estilo modernista. El 1 de marzo de 1962 a través del decreto 474/1962 (BOE 9-03-62) se declaró el edificio como bien de interés cultural (BIC), a la vez que también fue declarada monumento histórico-artístico de carácter nacional.
Otro de los edificios modernistas más importantes de Valencia es la estación del Norte, construida entre los años 1906 y 1917, aprovechando las transformaciones urbanísticas de la ciudad a finales del siglo XIX para instalarse en un enorme solar restante. Es uno de los monumentos más emblemáticos de la arquitectura civil de la ciudad. La obra, diseñada por el arquitecto Demetrio Ribes se enmarca en el estilo modernista, donde se aprecian las influencias de la vertiente europea de la Sezession, caracterizada por un modernismo de líneas rectas en contraposición a las formas sinuosas más típicas del modernismo valenciano.
El edificio del Mercado Central también es otra construcción de estilo modernista valenciano y se empezó a construir en el año 1914 por Francesc Guàrdia i Vial y Alexandre Soler i March, ambos formados en la Escuela de Arquitectura de Barcelona y habiendo trabajado en el equipo de colaboradores de Domènech i Montaner, arquitecto que se caracterizó por un estilo propio dentro de las líneas del modernismo. Este edificio combina el metal, las cúpulas, el vidrio, las columnas, al recuerdo gótico del modernismo, como si de una catedral del comercio se tratara, combinando muy bien con la vecina Lonja de los Mercaderes. En el centro del edificio se aprecia una gran cúpula coronada por una veleta.
El Mercado de Colón es otro claro ejemplo de modernismo valenciano de principios de siglo XX. Este mercado lo diseño y realizó el arquitecto Francisco Mora Berenguer entre los años 1914 y 1916. El mercado se inauguró el 24 de diciembre de 1916, día de Nochebuena, y según crónicas de los diarios municipales, este fue un evento espectacular: de la plaza de Toros salió una cabalgata formada por la Guardia Municipal Montada, con los timbales y clarines de la ciudad, la Roca de la Fama, los vendedores del mercado, los grupos «La pesca», «Aves y carnes» y «Flores, frutas y hortalizas», una carroza ocupada por la Reina de la Fiesta acompañada por su corte de honor. La Banda Municipal y una sección de la Guardia Civil cerraron el festejo. Hay que destacar que el edificio del mercado se declaró Monumento Nacional.
En la zona portuaria se encuentra otra de las obras más importantes del modernismo valenciano, los Tinglados del Puerto de Valencia. El autor e impulsor de los mismos fue el Ingeniero Federico G. de Membrillera, subdirector del puerto de Valencia a finales del siglo XIX. Hasta la segunda mitad del siglo XIX, la única infraestructura portuaria existente en el puerto de Valencia había sido un sencillo muelle de madera, y con motivo del incremento del tráfico de mercancías en el puerto, se vio la necesidad de ampliar las infraestructuras, por lo que se planificó la construcción de seis tinglados. A pesar de que los ingenieros exigían que primara la ornamentación, la falta de presupuesto en aquella época simplificó el proyecto. A pesar de ello destaca la decoración del modernismo valenciano, con relieves alusivos al comercio y la navegación y mosaicos cerámicos policromos sobre temas valencianos típicos.

#### La obra de Santiago Calatrava

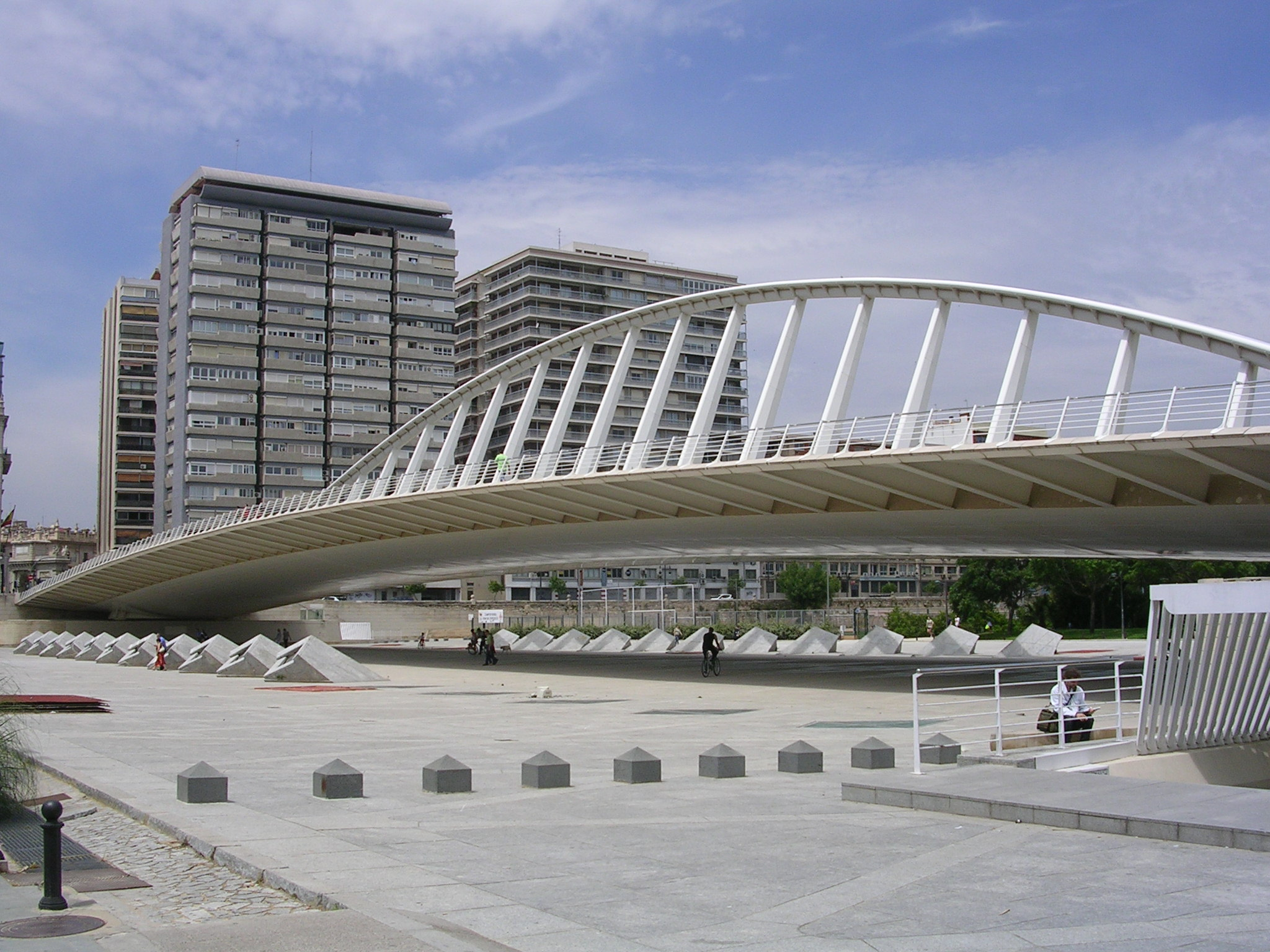
Puente de la Exposición.

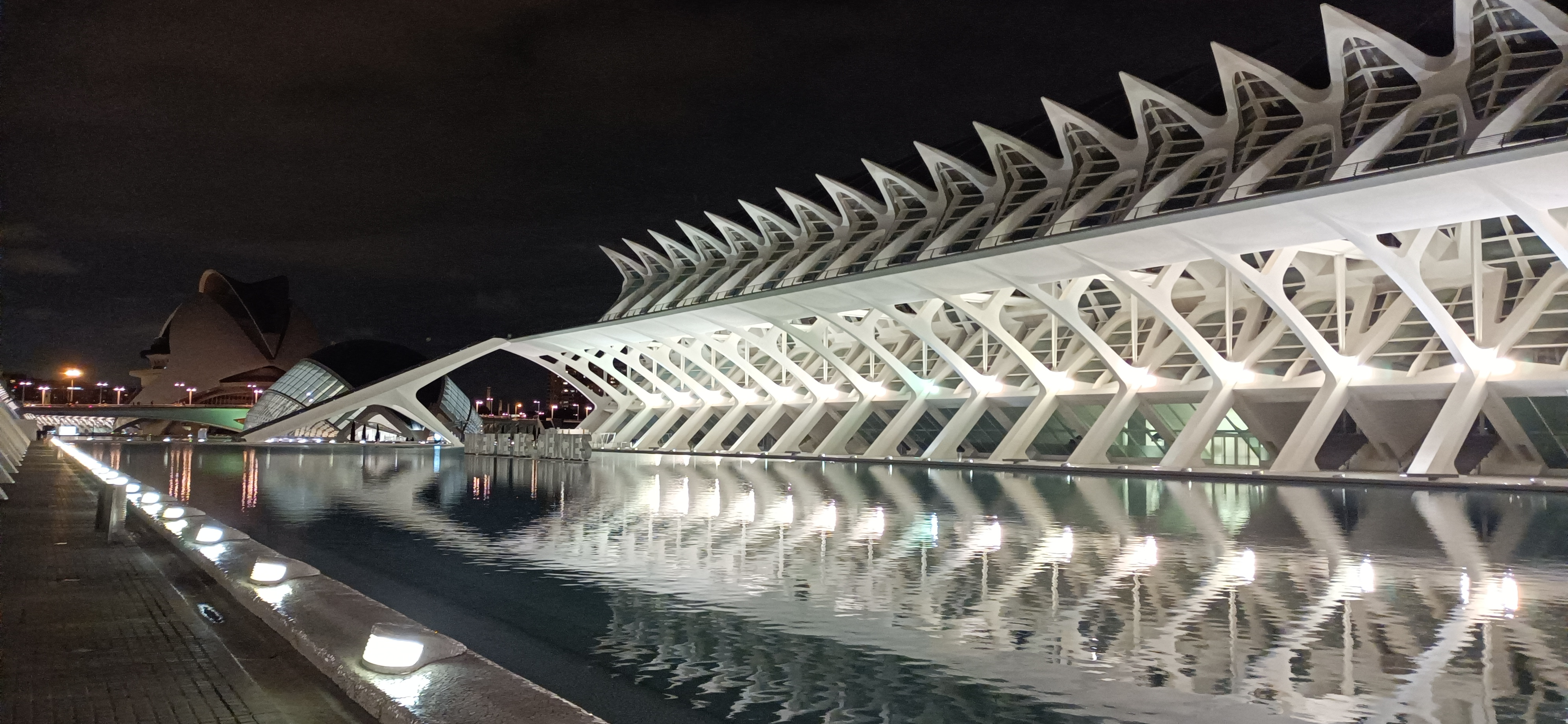
La Ciudad de las Artes y las Ciencias

El puente Nueve de Octubre se construyó en la década de los ochenta del siglo XX por el entonces todavía no reconocido arquitecto valenciano Santiago Calatrava, siendo esta la primera obra del arquitecto en la ciudad. Este puente destaca por la originalidad de sus formas y por las cuatro esculturas abstractas que adornan sus entradas.
Otra obra diseñada por Santiago Calatrava es el conjunto formado por el puente de la Exposición y la estación de metro de la Alameda, la cual está situada bajo el viejo cauce del río Turia al cual hay que bajar para acceder a la estación. Estas obras se inauguraron en el año 1995. Como nota curiosa cabe destacar que la construcción de ambos elementos fue simultánea, realizándose la obra de la estación de metro en su emplazamiento definitivo, mientras que la del puente se realizó en terrenos próximos y se trasladó con posterioridad a su ubicación actual sobre la estación.
Finalmente hay que destacar el complejo de la Ciudad de las Artes y las Ciencias, diseñado por Santiago Calatrava y Félix Candela, una de las zonas más populares de la ciudad. Este complejo se fue inaugurando a lo largo de una década, desde el 16 de abril de 1998 cuando se inauguró el Hemisférico, hasta el 31 de octubre de 2009 con la apertura del Ágora, aunque actualmente aún se están ultimando algunos detalles de este edificio debido a problemas de derribo en la cara externa de su construcción. Las obras han levantado mucha polémica por sus sobrecostes y fallos técnicos.

## Cultura
Valencia ha sido durante siglos fuente y refugio cultural. Ha sido, por ejemplo, el segundo centro de producción y difusión de tebeos en España, tras Barcelona y por delante de Madrid, gracias a editoriales como Valenciana y Maga, que permitieron el florecimiento de la denominada Escuela Valenciana de historieta. Actualmente las manifestaciones culturales son muy abundantes, lo cual está relacionado con la esencia de la ciudad mediterránea, ya que muchas de estos actos se suelen dar en espacios abiertos, apoyados y promocionados tanto por organismos oficiales como por privados.

### Museos, archivos y bibliotecas

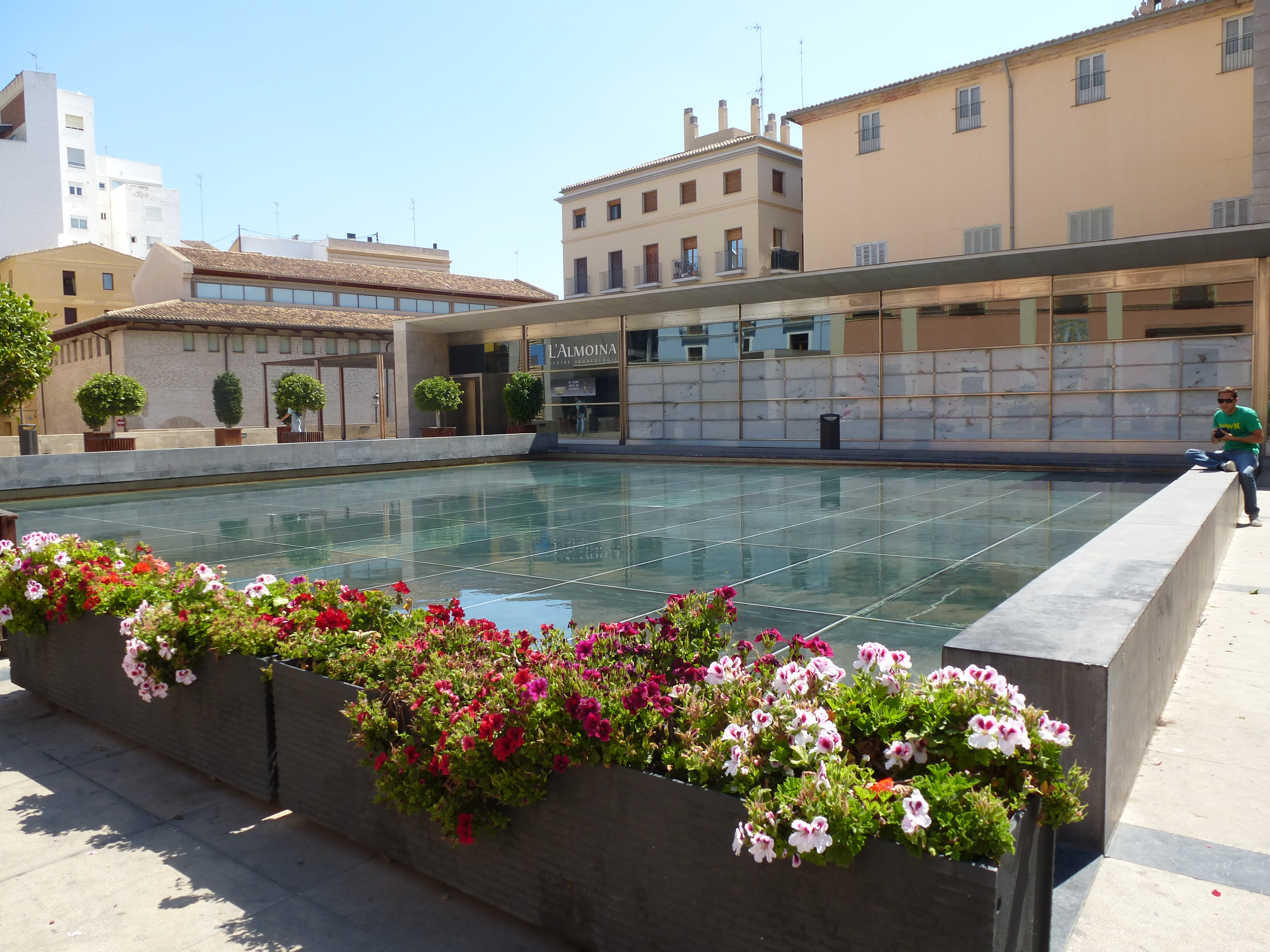
Centro Arqueológico de la Almoina

La ciudad de Valencia, rica en monumentos y espacios arquitectónicos de gran interés, cuenta con más de cincuenta museos y salas de exposiciones, de los cuales muchos se crearon gracias a la contribución de particulares mediante donaciones y colecciones privadas.
Los museos de artes plásticas más importantes de la ciudad son el museo de Bellas Artes San Pío V y el IVAM (Institut Valencià d'Art Modern), los cuales son espacios en los que pueden verse colecciones permanentes, exposiciones temporales y donde se desarrollan distintas actividades pensadas para todos los ciudadanos y los visitantes que se acercan a la ciudad. Son gestionados por diversas administraciones públicas, corporaciones y asociaciones privadas.
El museo Nacional de Cerámica y de las Artes Suntuarias González Martí, instalado en antiguo Palacio del Marqués de Dos Aguas, imponente edificio barroco, contiene la colección de objetos de cerámica más completa en España, y unas de las más importantes de Europa.
También hay varios museos históricos, como la Casa de las Rocas, la cual fue construida en el siglo XV para servir de museo, el museo de Historia de Valencia, inaugurado el 7 de mayo de 2003 en un edificio que fue en origen el primer depósito de aguas de Valencia, el cual lo construyeron Ildefonso Cerdá y Leodegario Marchessaux a partir de un diseño original de Calixto Santa Cruz, o el museo de la Almoina, el cual fue inaugurado el 20 de diciembre de 2007, en el subsuelo de la plaza homónima, donde se exponen numerosos restos arqueológicos datados de las distintas civilizaciones que han habitado la ciudad, es decir, restos romanos, visigodos e islámicos.
Las colecciones del museo paleontológico también son históricas. Expuestas desde el 1908 en el museo del Almudín y actualmente en el Museo de Ciencias Naturales, situado en los jardines de Viveros, en las que pueden verse singulares piezas geológicas y paleontológicas, el museo de ciencias naturales, el museo taurino (junto a la plaza de toros), el museo del arroz o el museo fallero (principalmente en horario fallero).

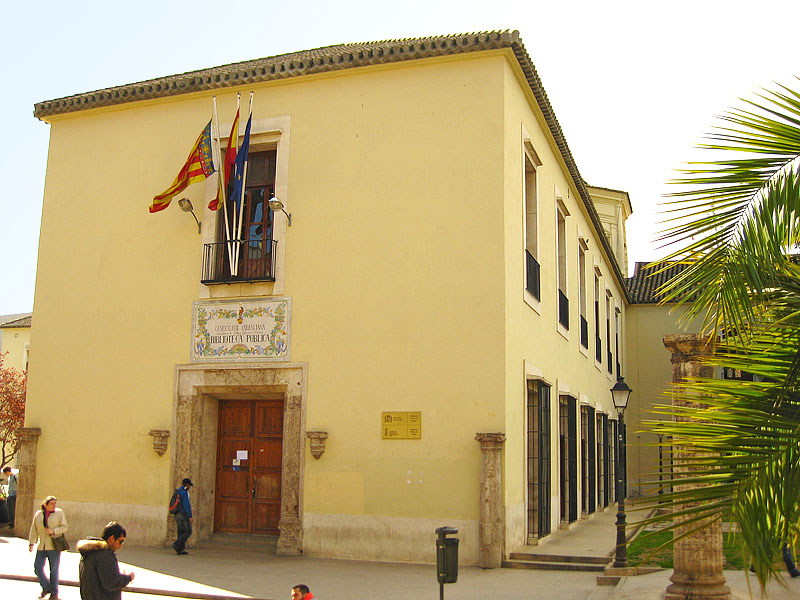
Biblioteca Pública de Valencia

Otros están dedicados a valencianos ilustres, como al insigne escritor Blasco Ibáñez en su casa museo, situado en su antiguo chalet de la playa de la Malvarrosa, o la casa museo Benlliure, en la calle Blanquerías, y la más reciente de todas, la casa museo Concha Piquer, en la calle Ruaya.
El arte de vanguardia encuentra su espacio más antiguo en la Sala Parpalló, dependiente de la Diputación de Valencia, la cual se fundó en el año 1980, siendo pionera en atender al arte contemporáneo. El referente de modernidad es la Ciudad de las Artes y de las Ciencias, ya que aglutina varias disciplinas de arte y cultura en un mismo espacio, incluyendo varios museos, acuarios, salas de exposiciones, salas de proyección y espacios lúdicos, tanto abiertos como en instalaciones acondicionadas.
En Valencia existen también 39 bibliotecas municipales, con más de 300 000 volúmenes, entre las que destacan la Biblioteca Pública de Valencia y la Biblioteca Valenciana, cuya sede se encuentra en San Miguel de los Reyes. Además de esto, en la capital del Turia se encuentran el Archivo del reino de Valencia, el cual contiene seis siglos de la historia de Valencia, primero como reino y actualmente como comunidad autónoma, el cual está gestionado por la Generalidad Valenciana, aunque el estado conserva la titularidad de los fondos documentales y del edificio, y el Archivo Histórico Municipal de Valencia, el cual está ubicado en el Palacio de Cervelló, y contiene los fondos documentales de la ciudad.

### Artes escénicas

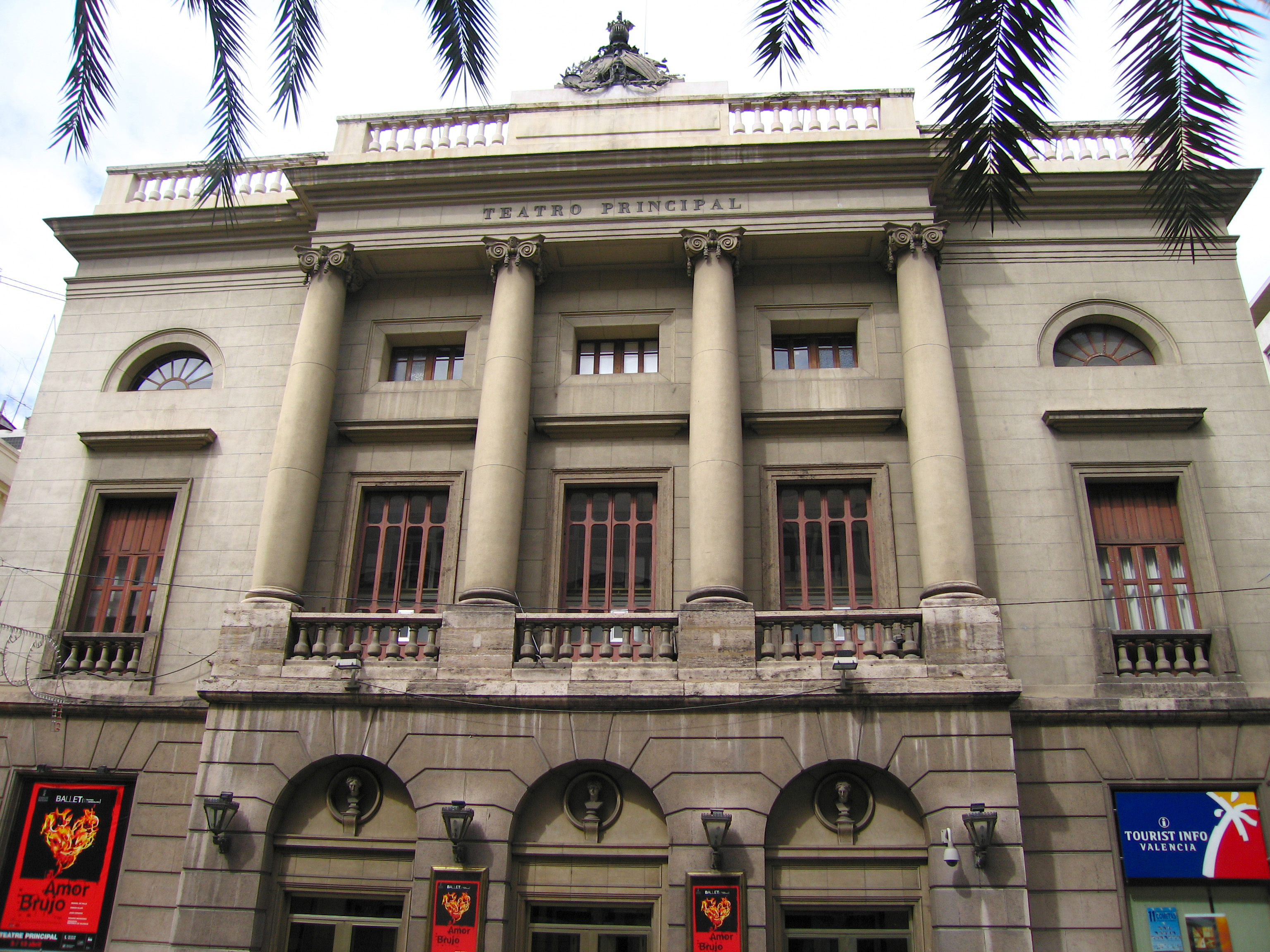
Teatro Principal de Valencia

En Valencia existe una red pública de teatros, la cual comprende el Principal, el Rialto, el Talía y la Sala Moratín, aunque también hay otros teatros privados, como el Olympia. Además, en Valencia se celebran una gran variedad de acontecimientos relacionados con el mundo de la interpretación y las artes escénicas. Uno de estos certámenes es el Festival Internacional de Cine de Valencia-Cinema Jove, un festival impulsado por la Consejería de Cultura desde el año 1995, y cuya finalidad es el ser una plataforma para los jóvenes cineastas. Cinema Jove está reconocido por la Federación Internacional de Productores de Filmes (FIAPF), y es miembro de la Coordinadora Europea de Festivales de Cine.
El Festival Tirant Avant, es el festival del audiovisual y las nuevas tecnologías. Lo organiza cada año la Agencia de Información, Formación y Fomento del Audiovisual, con el apoyo de Tatzen Gestión y Producción Audiovisual, Feets Gestió de Projectes, y Metadissenyvoluntady. Este festival es el fruto del espíritu y la experiencia de las once ediciones de los PREMIOS TIRANT en la Industria Audiovisual Valenciana y su meta consiste en crear un puente entre la producción tradicional y los nuevos formatos.

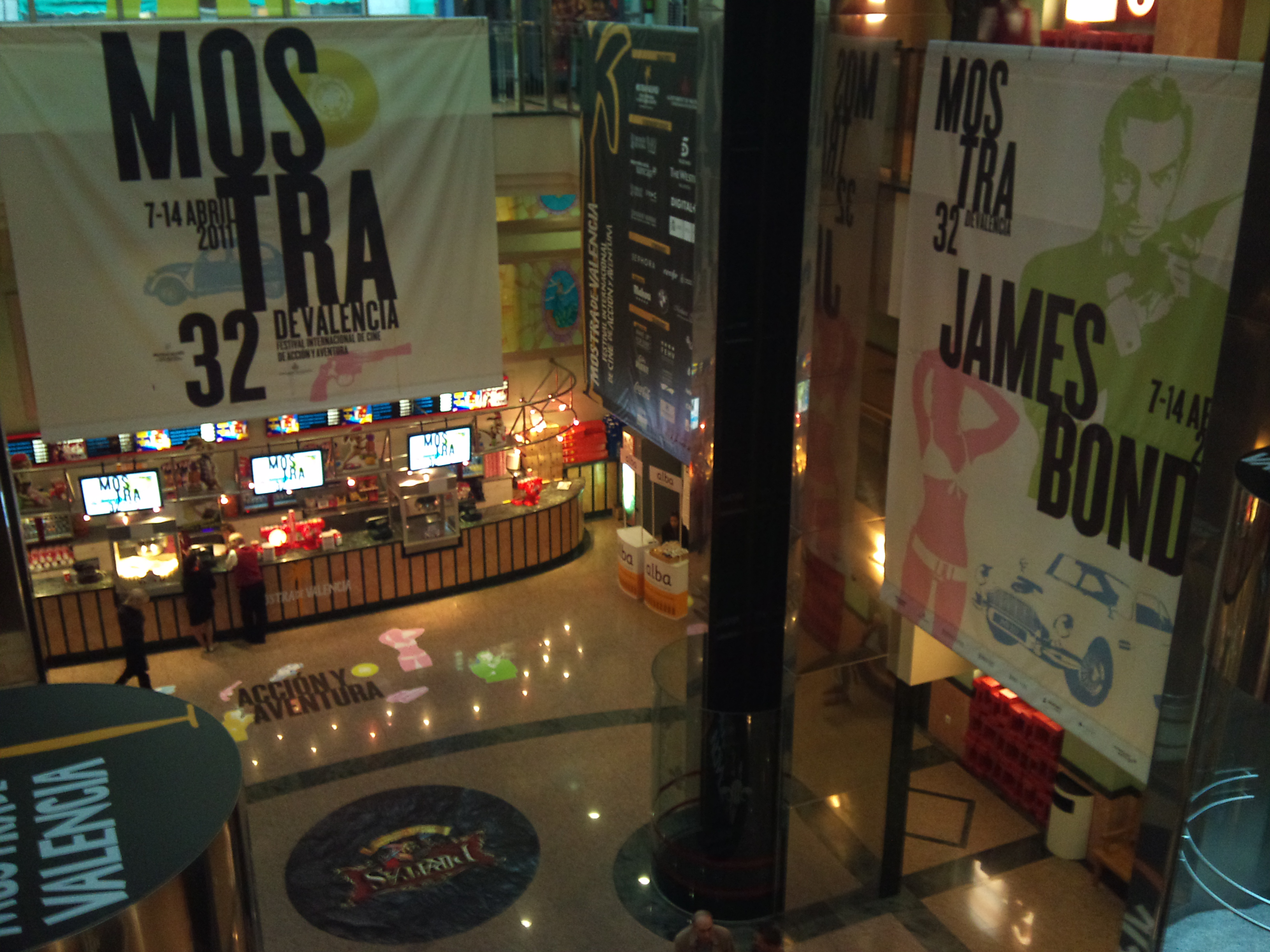
XXXII Mostra de València

Aunque el festival de cine internacional más importante de la ciudad era la Mostra de València, un referente para el cine del área mediterránea. Desde el año 1980 al 2011 la Mostra se celebró ininterrumpidamente cada año, hasta la 31.ª edición, cuando el ayuntamiento decidió dejar de organizarla. Los diversos premios otorgados en la sección oficial representaban una palmera, además de incluir el nombre de los galardonados en el particular paseo de la fama de Valencia, el cual se inauguró en la XXV edición de la Mostra de València en el paseo marítimo de la ciudad.
En el año 2003 también comenzó a celebrarse otro acontecimiento de este tipo, el València Escena Oberta (VEO), con el cual se pretendía impulsar y acercar cada vez más las artes escénicas al ciudadano, así como apoyar y promover a los estudiantes del sector. Los actos enmarcados en este certamen se desarrollaban por toda la ciudad (calles, estaciones del metro, viejas fábricas, teatros, etc.). El VEO estuvo bajo la dirección del actor y político Toni Cantó, hasta el año 2006, cuando le sucedió la periodista Mariví Martín, la cual permaneció en el cargo hasta el año 2011, momento en el que se suspendió el certamen como medida de lucha contra el déficit municipal.

### El valenciano apitxat

Territorios de habla valenciana y sus variantes

En Valencia, además de hablarse el castellano (idioma oficial de España), se habla el valenciano, el cual es la lengua propia y cooficial del conjunto de la Comunidad Valenciana, y por lo tanto también de la ciudad, según el Estatuto de Autonomía de la Comunidad Valenciana. La institución que regla el valenciano es la Acadèmia Valenciana de la Llengua (AVL), la cual dictamina que el valenciano es el nombre que el Pueblo Valenciano da a la lengua conocida internacional y académicamente como catalán.
El valenciano característico de esta ciudad es el apitxat, dialecto del área metropolitana de Valencia. Pese a estar muy influido por el castellano, el apitxat conserva ciertas características antiguas que se han perdido en el resto de los dialectos valencianos. Sus características principales son:
- El ensordecimiento de las alveolares y palatales sonoras, como en casa, tretze y metge ['kasa, 'tretse, 'metxe] (casa, trece y médico, respectivamente).
- El que conserve formas arcaicas del plural, las cuales mantienen la n original latina, como en hòmens [homes] (hombres) o jóvens [joves] (jóvenes).
- El que tenga una cierta tendencia a la diptongación de la o inicial átona (cuando se constituye en sílaba) por au: aulor [olor] (olor), aufegar [ofegar] (ahogar), aubrir [obrir] (abrir).

### Música
La música en sus múltiples formas y manifestaciones es una de las artes más cultivadas en la Comunidad Valenciana y en la ciudad de Valencia. Tal y como reza la ley valenciana de la música (Ley 2/1998), esta «forma parte de su cultura y es una de las artes que más le identifica como pueblo». Las bandas de música son algo fundamental para la capital del Turia, ya que son uno de los principales elementos identitarios de la música valenciana. Todos los meses de julio, desde el año 1886, se celebra el Certamen Internacional de Bandas de Música Ciudad de Valencia, en el cual desfilan por los escenarios del Palacio de la Música y la Plaza de Toros más de 2000 músicos.

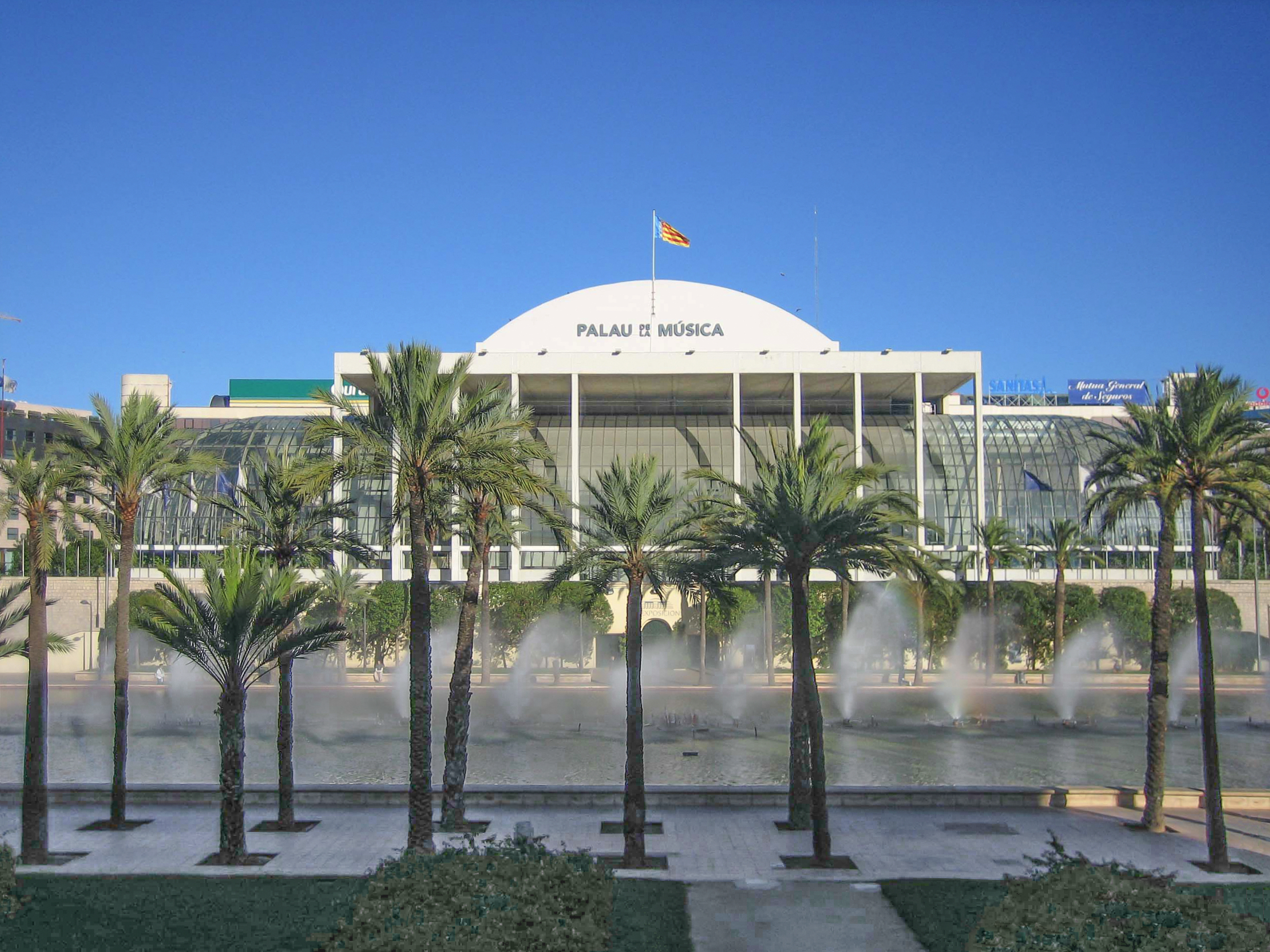
El Palacio de la Música

Otro acontecimiento musical de la ciudad de Valencia es el MTV winter, el cual es un concierto de música patrocinado por la televisión musical por antonomasia, la MTV. Cada año, desde 2008, todos los inviernos se celebra en la explanada de la Ciudad de las Artes y las Ciencias un macroconcierto gratuito, en el que han participado grupos como The Cure, en el 2008, Franz Ferdinand, en el 2009, Arctic Monkeys, en el 2010, o My Chemical Romance y Sum 41, en el 2011.
Además de esto, es importante destacar que Valencia es la sede de dos orquestas profesionales: la Orquesta de Valencia y la Orquesta de la Comunitat Valenciana. Ambas tienen su sede en sendos edificios de primer orden sitos en el viejo cauce del río Turia. El primero de estos edificios es el Palacio de la Música, sede de la orquesta de Valencia. Desde su inauguración, el 25 de abril de 1987, se ha consolidado como uno de los centros musicales más importantes del conjunto de España. El edificio cuenta con varias salas para conciertos, congresos, exposiciones, espectáculos y proyecciones de cine entre otras actividades. La acústica del Palacio, y en especial la de su sala José Iturbi, ha sido elogiada por muchos de los músicos que han actuado en ella. En ella han actuado los principales solistas internacionales y han tenido lugar algunos acontecimientos irrepetibles: entre ellos, el que fue último concierto dirigido por el que muchos consideran el mayor director de orquesta de la historia, Carlos Kleiber, y el concierto a 20 pianos que en 2011 celebró de forma conjunta el 20 aniversario de dos instituciones de referencia para la música valenciana, Clemente Pianos y los cursos de Musikeon.
El otro edificio es el Palacio de las Artes Reina Sofía, el teatro de la ópera de Valencia y sede de la orquesta de la Comunidad Valenciana. Es obra de Santiago Calatrava y forma parte del complejo arquitectónico de la Ciudad de las Artes y las Ciencias. Fue inaugurado el 8 de octubre de 2005 por la reina Sofía, aunque la primera ópera no se interpretó hasta el 25 de octubre de 2006, para lo que se eligió la opera Fidelio de Beethoven.

### Eventos internacionales

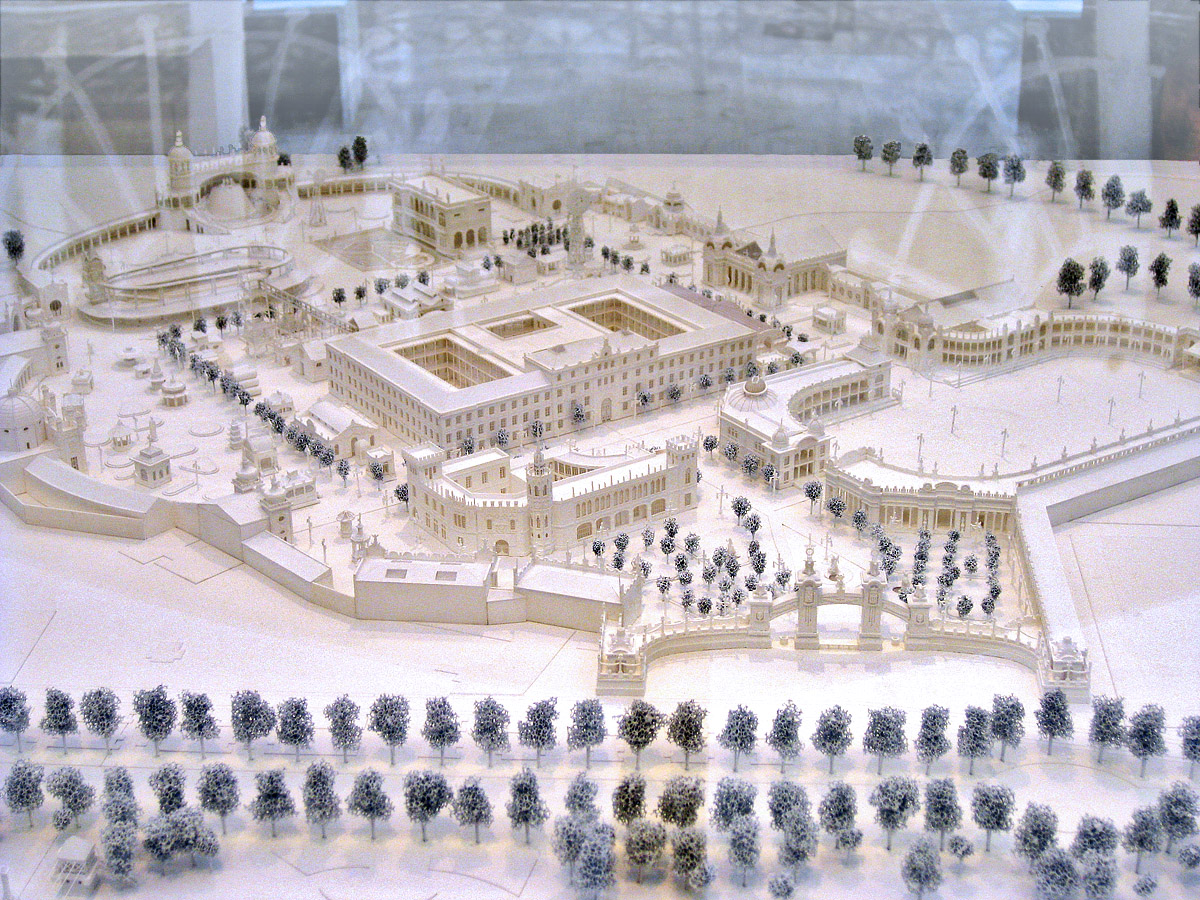
Maqueta de la Exposición de 1909

A lo largo de su historia, Valencia ha acogido varios eventos culturales, religiosos o científicos. Uno de los primeros acontecimientos culturales que se celebraron en la ciudad fue la Exposición Regional de 1909, una muestra comercial e industrial organizada por el Ateneo Mercantil de Valencia e impulsada por su presidente Tomás Trénor, que se desarrolló en la ciudad entre el 22 de mayo y el 22 de diciembre del año 1909. El conjunto de la exposición ocupaba una superficie de 16 ha, en forma de recinto ferial mediante pabellones y edificios en torno al actual entramado urbano de la Alameda. La ceremonia de inauguración de la Exposición se produjo el 23 de mayo de 1909 por parte del rey Alfonso XIII y el jefe del Gobierno Antonio Maura. La Exposición tuvo un éxito regular, que los propios organizadores atribuyeron a la guerra del Rif y los sucesos de Barcelona, razón por la cual prorrogaron la muestra en 1910 bajo la etiqueta de Exposición Nacional.

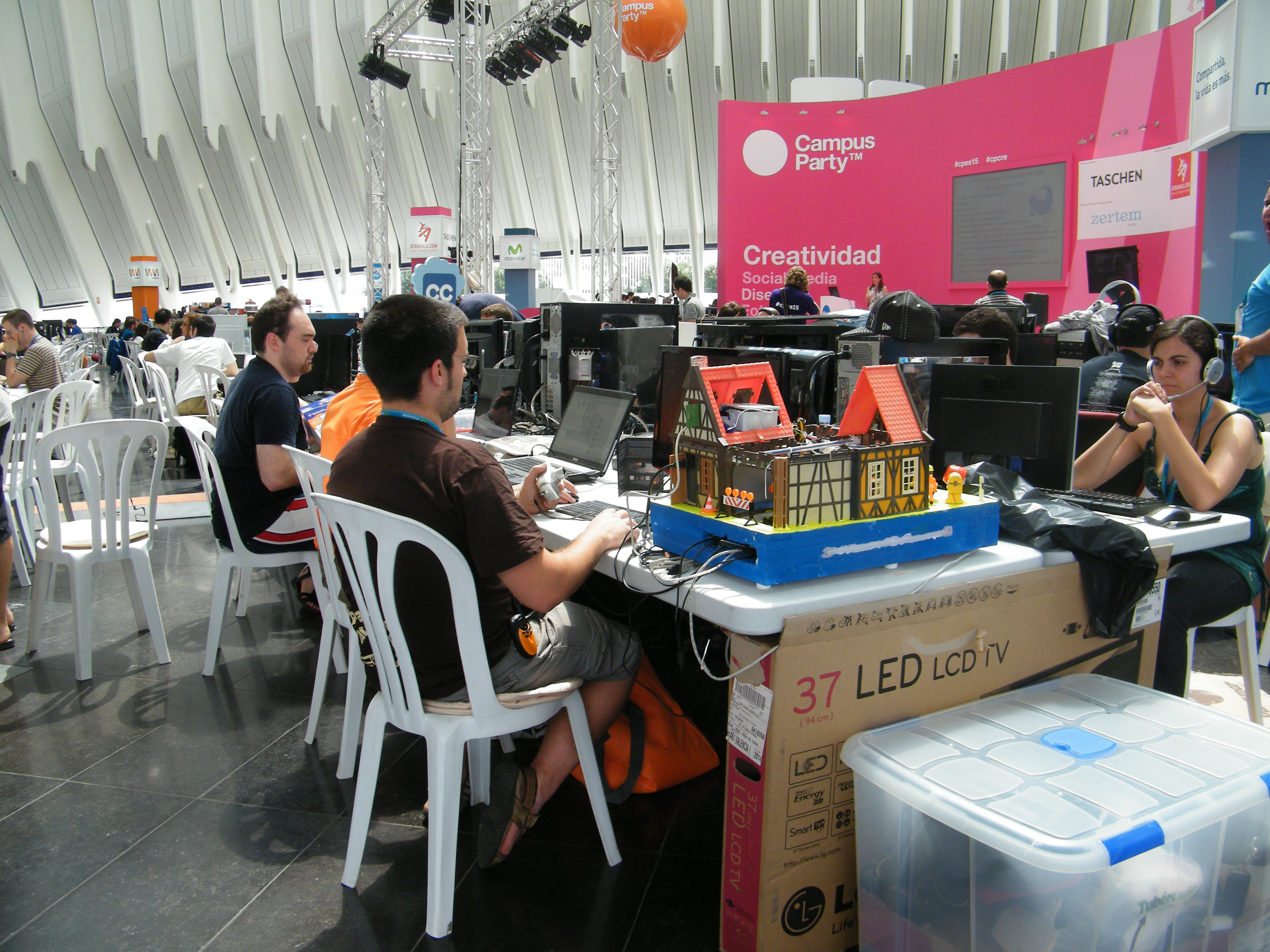
Campus Party de Valencia

La ciudad también albergó anualmente, hasta el año 2014, la Valencia Fashion Week, es decir, la semana de la moda de Valencia, la cual sustituyó a la Pasarela del Carmen. Este certamen de moda se celebró dos veces al año desde el 2006, una para presentar la temporada otoño-invierno y otra para la temporada primavera-verano. En las últimas ediciones la sede donde se celebró fue el Ágora de la Ciudad de las Artes y de las Ciencias.
Cada año se celebraba también otro acontecimiento cultural de primer orden, la Campus Party, la cual se celebró en Valencia desde el año 2005 hasta el 2011. Este evento estaba reconocido como el mayor evento de tecnología, creatividad, ocio y cultura digital en red del mundo. Este acto era un encuentro anual realizado desde 1997 que reunía durante siete días a miles de participantes con sus ordenadores procedentes de toda España y de otras naciones, con el fin de compartir inquietudes, intercambiar experiencias y realizar todo tipo de actividades relacionadas con el ordenador, las comunicaciones y las nuevas tecnologías.
Hay que destacar que en los últimos años, la ciudad ha sido la sede varios eventos científicos de gran trascendencia internacional, como la 27.ª Reunión del Grupo Intergubernamental de Expertos sobre el Cambio Climático (IPCC), celebrada entre los días 12 y 17 de noviembre de 2007, en el Museo de las Ciencias Príncipe Felipe. Esta reunión congregó a 450 delegados de más de 130 países que intentaron aprobar las conclusiones del Cuarto Informe de Evaluación (conocido como AR4).

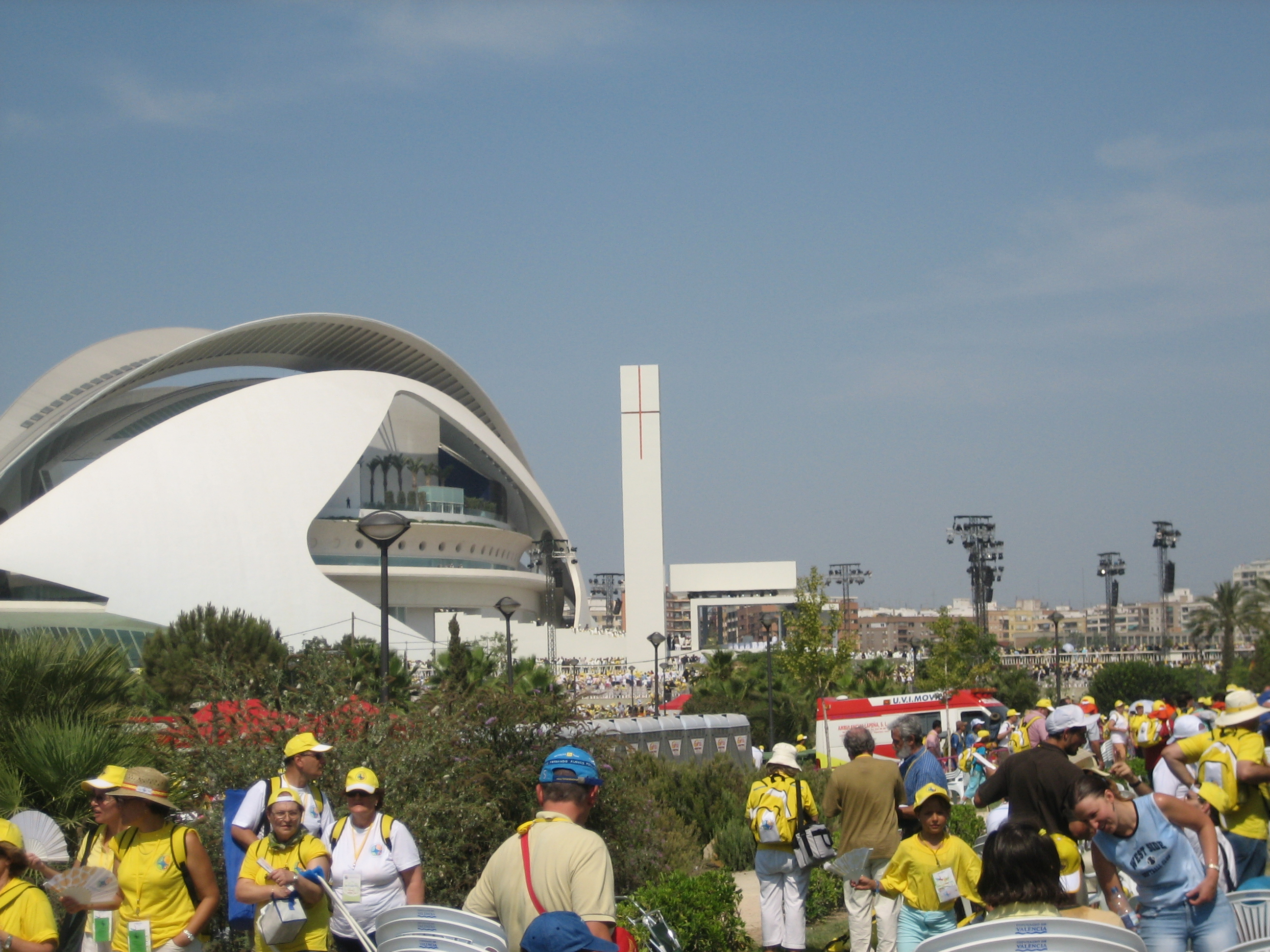
Altar del V Encuentro Mundial de las Familias, celebrado en 2006

También se celebró en la ciudad el 57.º Congreso Internacional de Astronáutica (IAC 2006), ya que durante el congreso celebrado en Bremen el octubre de 2003 el profesor Víctor Reglero, miembro de la International Academy of Astronautics, en representación de la Generalidad Valenciana, el Ayuntamiento de Valencia, la Universidad de Valencia, la Universidad Politécnica de Valencia y SENER, presentó la candidatura de Valencia a ser anfitriona del 57.º Congreso Internacional de Astronáutica. Finalmente este evento se celebró en Valencia los días comprendidos entre el 2 y el 6 de octubre de 2006, siendo su sede el Museo de las Ciencias Príncipe Felipe.
Valencia ha sido sede de varios eventos religiosos, entre los que destaca el V Encuentro Mundial de las Familias, el cual se celebró en Valencia del 1 al 9 de julio de 2006, según decidió Juan Pablo II y ratificó posteriormente su sucesor (Benedicto XVI). Este encuentro, en el que participó de forma activa el papa, se componía de numerosos actos, reuniones y conferencias en torno al concepto y contenido de la familia cristiana. Algunas de estas actividades fueron suspendidas debido a un trágico accidente de metro, acontecido días antes de la llegada del papa; por este motivo Benedicto XVI decidió cambiar parte de su programación para realizar un acto de homenaje a las víctimas en la estación donde ocurrió la tragedia.
Finalmente, hay que destacar el posicionamiento internacional de Valencia en cuanto al diseño se refiere, con una tradición que se remonta siglos atrás en cuanto a seda, cerámica, industria del mueble o artes gráficas donde la creatividad hizo avanzar todos estos gremios vinculados a la artesanía. Este proceso de innovación a través de creatividad y diseño tuvo su período de mayor efervescencia en los años 80 y 90 del siglo XX con un reconocimiento que llegó con la designación de Valencia como Capital Mundial del Diseño en 2022 y el posterior reconocimiento de la UNESCO como Ciudad del Diseño incluyendo a Valencia en la Red global de Ciudades Creativas.

### Tradiciones y cultura popular

#### Fiestas de Interés Turístico

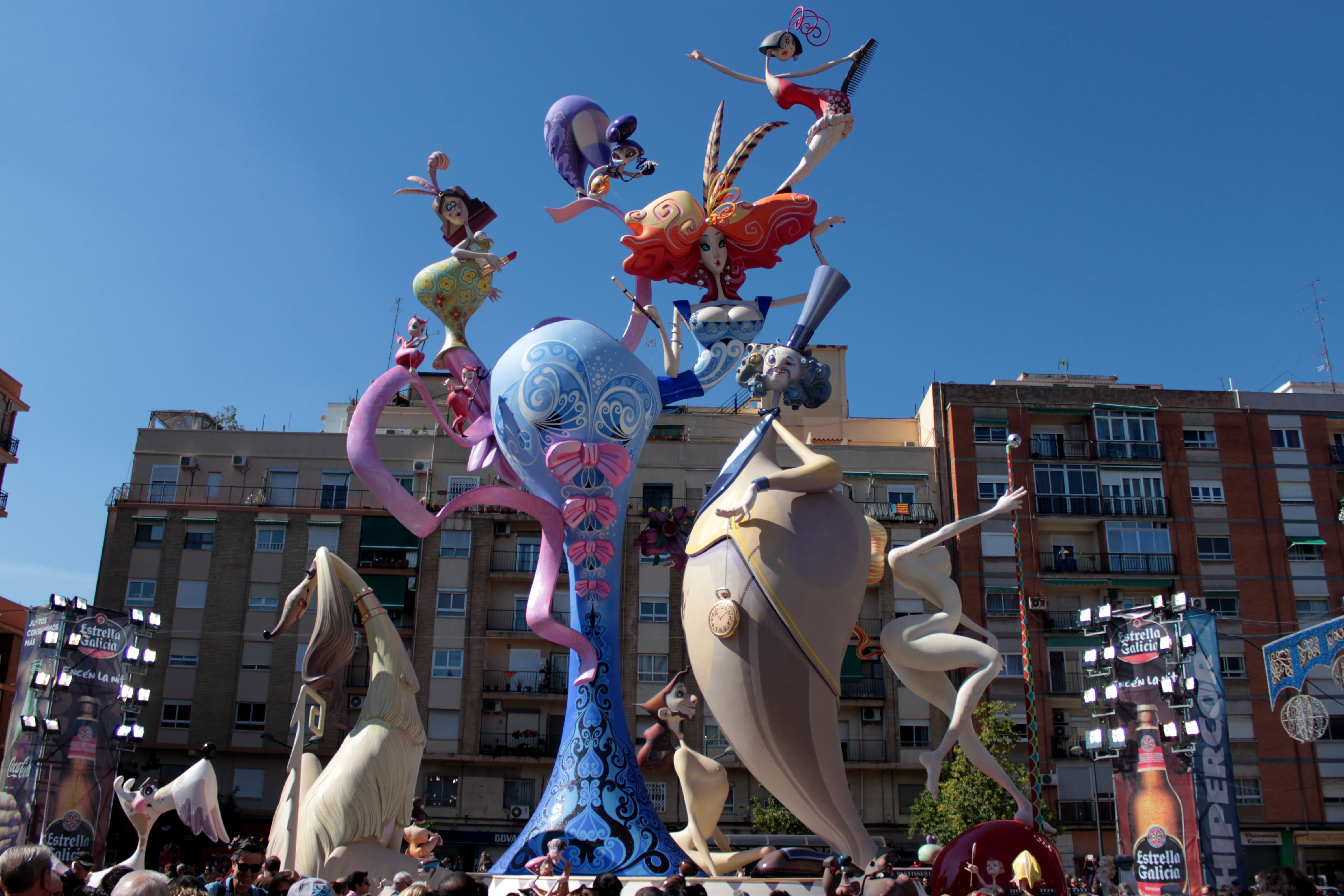
Falla ganadora del primer premio de la sección especial del 2017

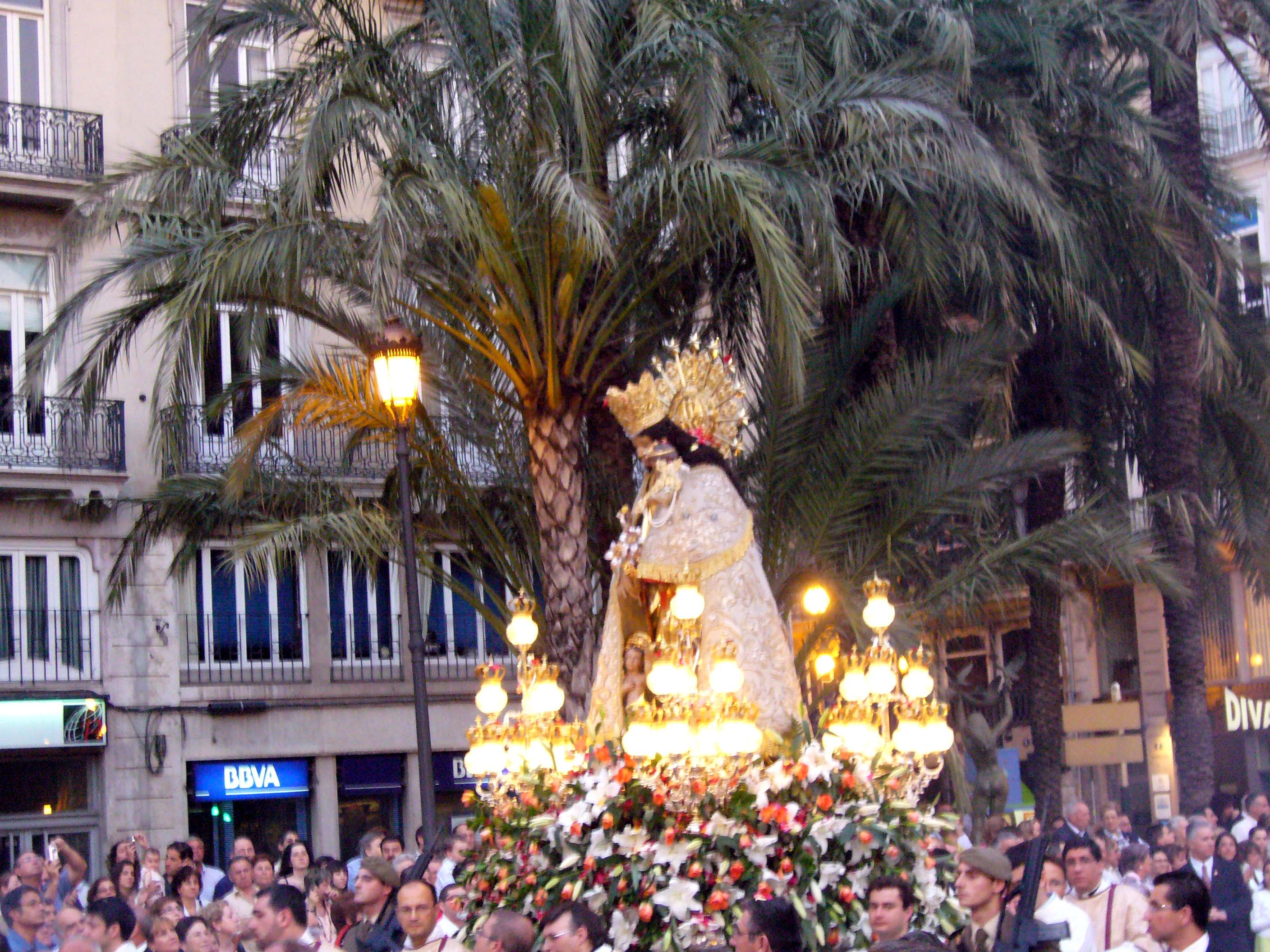
Procesión de la Virgen

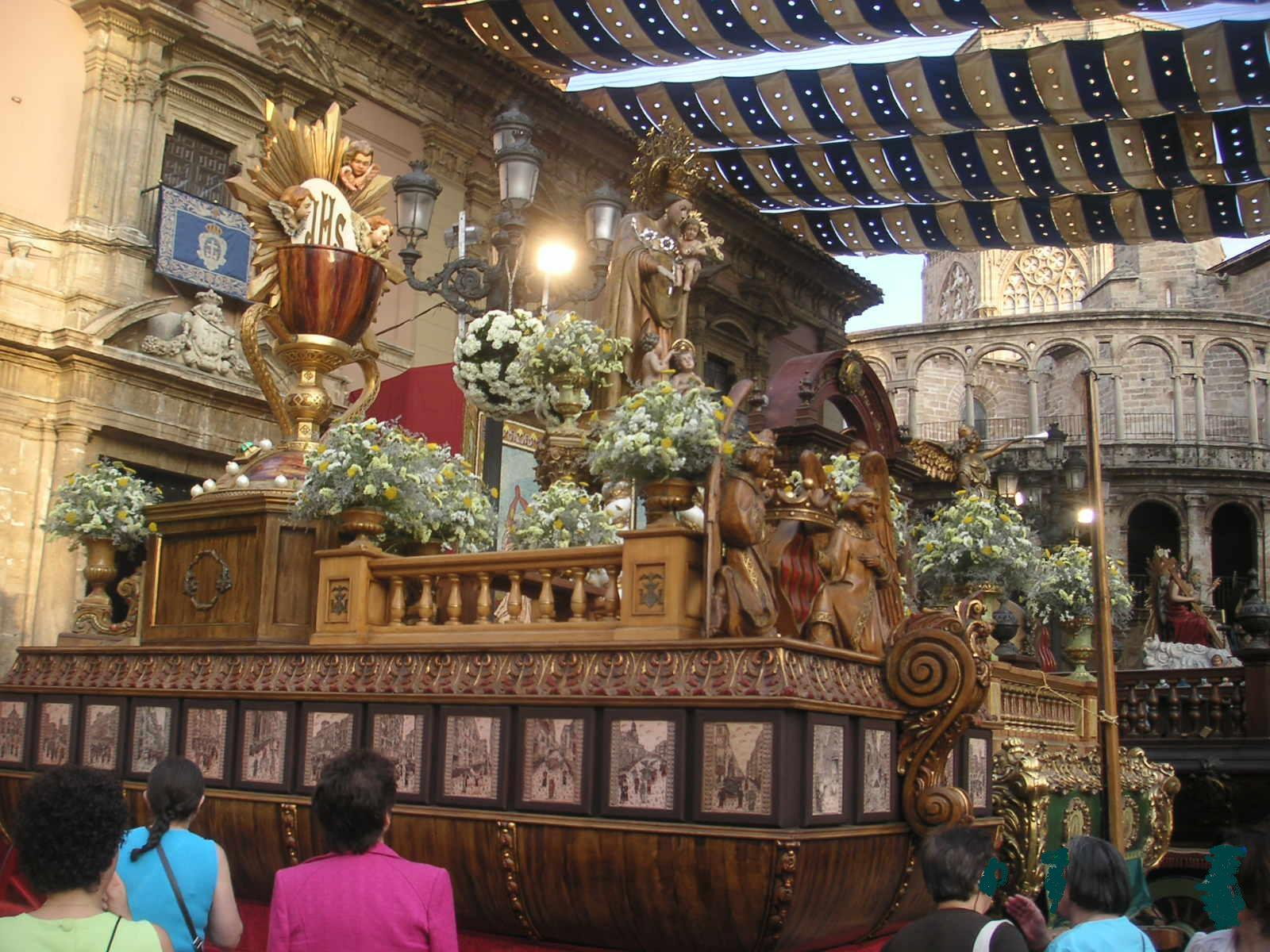
Roca de la procesión del Corpus

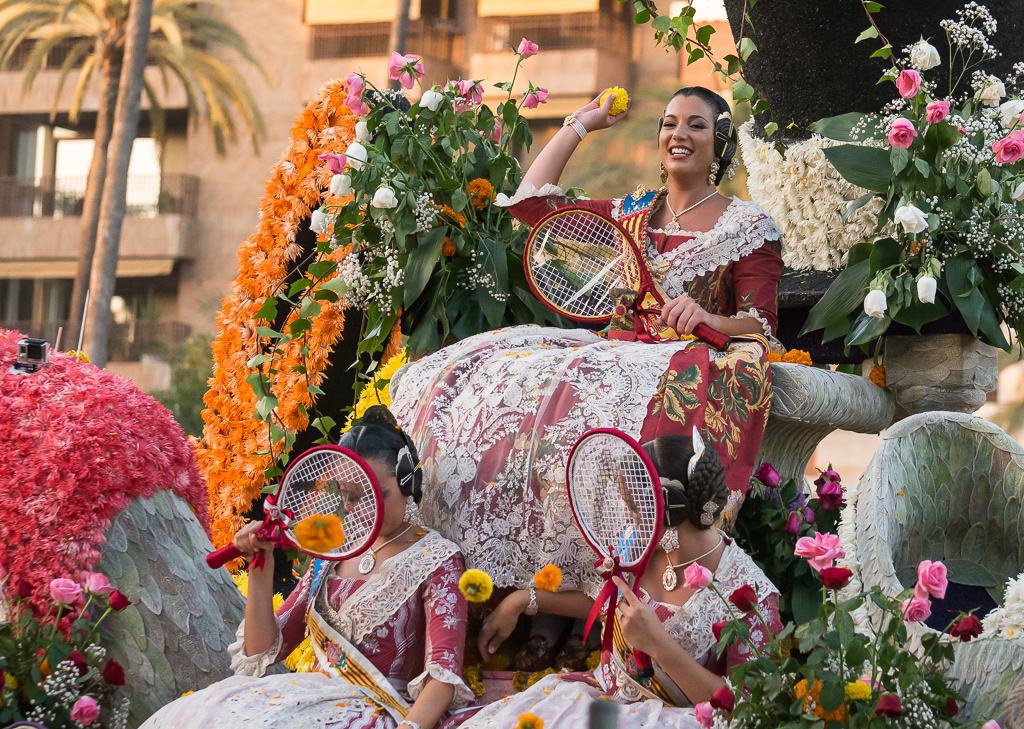
Batalla de las flores en la edición de la Feria de Julio de 2015

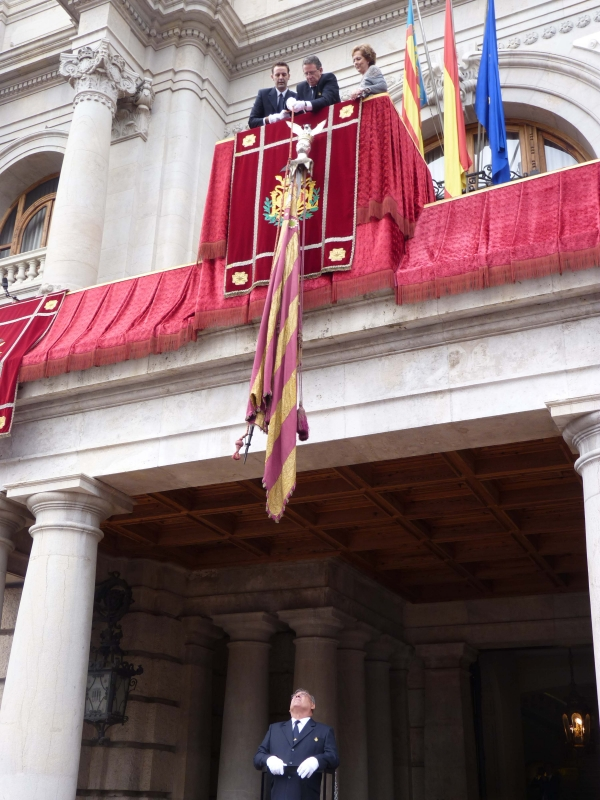
Bajada de la Senyera en el 9 de octubre, día de la comunidad

En la ciudad de Valencia existen muchas y variadas fiestas, algunas conocidas en todo el mundo y otras en cambio desconocidas incluso por algunos residentes de la ciudad, pero no por ello menos importantes o significativas. De entre todas ellas se pueden destacar algunas, tanto por haber sido declaradas como fiestas de interés turístico o por la importancia de dichas festividades para el conjunto de la ciudad.
Las Fallas
Desde el 15 de marzo hasta el 19 de marzo los días y noches en Valencia son una fiesta continua, pero ya desde el 1 de marzo se disparan todos los días a las 14 horas las populares mascletás. Las fallas son una fiesta con una arraigada tradición en la ciudad de Valencia y diferentes poblaciones de la Comunidad Valenciana, que se ha convertido en un atractivo turístico muy importante tanto para la ciudad como para el conjunto de localidades donde se celebran. Sus orígenes son realmente sencillos, ya que originalmente la noche de San José se realizaba una simple quema de desechos de los talleres de carpintería, pero la inventiva del pueblo valenciano le ha ido aglutinando todos los rasgos propios de su cultura e historia, aunque cabe destacar el carácter satírico sobre temas de actualidad de los monumentos falleros.
La Semana Santa Marinera
La Semana Santa Marinera recibe el nombre de «marinera» porque se celebra en el distrito de los Poblados Marítimos, concretamente en los barrios del Grao, el Cabañal y el Cañamelar. En la actualidad, la Semana Santa Marinera cuenta con 32 cofradías, hermandades y corporaciones, de las que cinco ostentan el título de Real.
Las Fiestas de San Vicente Ferrer
La Semana Santa tiene su prolongación con la festividad en honor de san Vicente Ferrer, patrón de la Comunidad canonizado por el setabense Calixto III. Este día es costumbre visitar la casa natal del santo (actualmente una capilla), donde se encuentra «El Pouet de Sant Vicent» del que se da de beber a los niños «para que hablen pronto, no padezcan de anginas, no juren en falso ni sean blasfemos».
Dentro de la fiesta se representan por grupos de niños, siempre en lengua valenciana (la que el Santo siempre habló), hechos prodigiosos atribuidos al santo dominico, los denominados miracles. Las representaciones se llevan a cabo en los trece altares que se levantan en los distintos barrios de la ciudad, los cuales están siempre presididos por la imagen del patrón.
La Festividad de la Virgen de los Desamparados
El segundo domingo de mayo la ciudad de Valencia celebra la festividad de la Virgen de los Desamparados, conocida popularmente como «la Geperudeta», alusión cariñosa a la postura ligeramente encorvada de una de las imágenes de esta advocación de la Virgen. Esta festividad cuenta con los momentos más esperados de un día especialmente emotivo, en el que miles y miles de valencianos se vuelcan para rendir homenaje a su patrona.
La víspera de la festividad se celebran en la plaza de la Virgen varios actos, como la «Nit d'Albades» o la «dansà» (bailes tradicionales), y finalmente, entre los actos que se celebran durante el día destacan la misa de Descoberta, la misa de Infantes, el traslado de la Virgen (acto multitudinario donde los valencianos tocan y gritan salvas a la patrona) y la procesión general.
La Procesión del Corpus Christi de Valencia
Históricamente se ha considerado a la procesión del Corpus Christi como la fiesta grande de Valencia, especialmente desde el último tercio del siglo XIV. La historia de esta fiesta comienza en el año 1355, siendo obispo Hugo de Fenollet. Este año se realizó una solemne procesión general, en la que las autoridades civiles y religiosas de la ciudad acompañan al Santísimo Sacramento, siguiendo el itinerario previsto por los Jurados, del cual se conserva buena parte hoy en día. Esta fiesta se ha celebrado desde entonces cada año, con la excepción de algunos años, como los de la II República española (entre los años 1931 y 1935), cuando el gobierno obligó a que la fiesta se realizase solamente en el interior de las iglesias, así como en los años de la posguerra, cuando la fiesta se limitó únicamente a la parte religiosa. Por lo que no fue hasta los años 50 y 60 del siglo XX cuando un grupo de vecinos volvió a impulsar la procesión para recuperar el viejo esplendor de esta fiesta, a través del llamado «Grup de Mecha», siendo este el predecesor de lo que en la actualidad es la Asociación de Amigos del Corpus de la Ciudad de Valencia.
La Feria de San Jaime o Feria de Julio
Durante el mes de julio para animar la capital y atraer a los forasteros, el ayuntamiento propuso celebrar una feria anual y una exposición de toda clase de productos. De este modo, el 21 de julio de 1871 se inaugura la primera Feria de Julio con una vistosa cabalgata, pabellones, exposiciones de plantas y venta de productos en general. En 1891 queda establecida la Batalla de Flores que se desarrolla el último domingo de julio en la Alameda sobre las 20h. Se celebran también importantes certámenes de bandas de música, festejos taurinos, conciertos de música y muchas otras actividades.
El 9 de octubre
Tal y como recoge el Estatuto de Autonomía de la Comunidad Valenciana en este día se celebra el día de la Comunidad Valenciana, para rememorar la entrada triunfal del rey Don Jaime I a la ciudad y la dedicación de la Mezquita Mayor como Iglesia-Catedral. Esta celebración tiene una larga tradición en la ciudad, ya que se celebra desde el siglo XIV, cuando la instauró el rey Jaime II de Aragón. Los actos más significativos de esta festividad son el canto del «Te Deum» en la Catedral, la procesión cívica de la Señera y el homenaje al rey Jaime I, quien otorgó los Fueros a la ciudad y su reino, estando todos estos actos presididos por la Real Señera.
Este día, también se celebra la fiesta de San Dionisio, conocida también como el día de los enamorados valencianos. En esta celebración el enamorado suele regalar a su amada la típica mocaorà, unas figuras de mazapán, con forma de frutas y artefactos pirotécnicos (la piruleta y el tronador), envueltas en un pañuelo.

#### Indumentaria tradicional
El traje tradicional de mujer valenciana tiene una larga tradición en la historia. Apareció en el siglo XVI y empezó siendo un traje de trabajo de las labradoras valencianas, pero con el paso del tiempo se fue transformando, y derivó a una indumentaria más elegante que se usaba en ocasiones especiales. En definitiva, el traje actual es el traje de fiesta que usaban las valencianas siglos atrás. Entre sus variantes encontramos el traje del siglo XVIII, más afrancesado; los de coteta, más cercanos a los de huertana; y el surgido en el siglo XIX, denominado de farolet por sus mangas con forma de farol. En el pelo, la mujer puede llevar un moño o tres. En la parte trasera de la cabeza se lleva uno más grande, mientras que en la sien se llevan dos más pequeños, los rodetes. Los moños se cogen con agujas pasaderas y se adornan con las peinetas, la pinta para el moño trasero y los rascamonyos para los rodetes.
Mientras que la vestimenta tradicional masculina es el traje de saragüell, el cual aparece bajo la denominación sarawil en textos musulmanes andalusíes del siglo X. Este vestido se coloca directamente sobre el cuerpo y sobre él se puede colocar o no otras prendas. El tejido de esta vestimenta es el lienzo para los días de trabajo, y en los festivos se cubre con un segundo calzón de lana o seda, conocido como negrilla. Otra de las vestimentas masculinas tradicionales es el traje de torrentí, que se caracteriza por tener un pantalón más ceñido a la pierna y un xopetí, una especie de chaleco y/o chaquetilla. En la cabeza, el hombre suele llevar un mocador (pañuelo), una cofia o un casquete, estos últimos hechos de ganchillo, los cuales se complementan con diferentes gorros y sombreros, como la rodina, el cossiol o la montera.

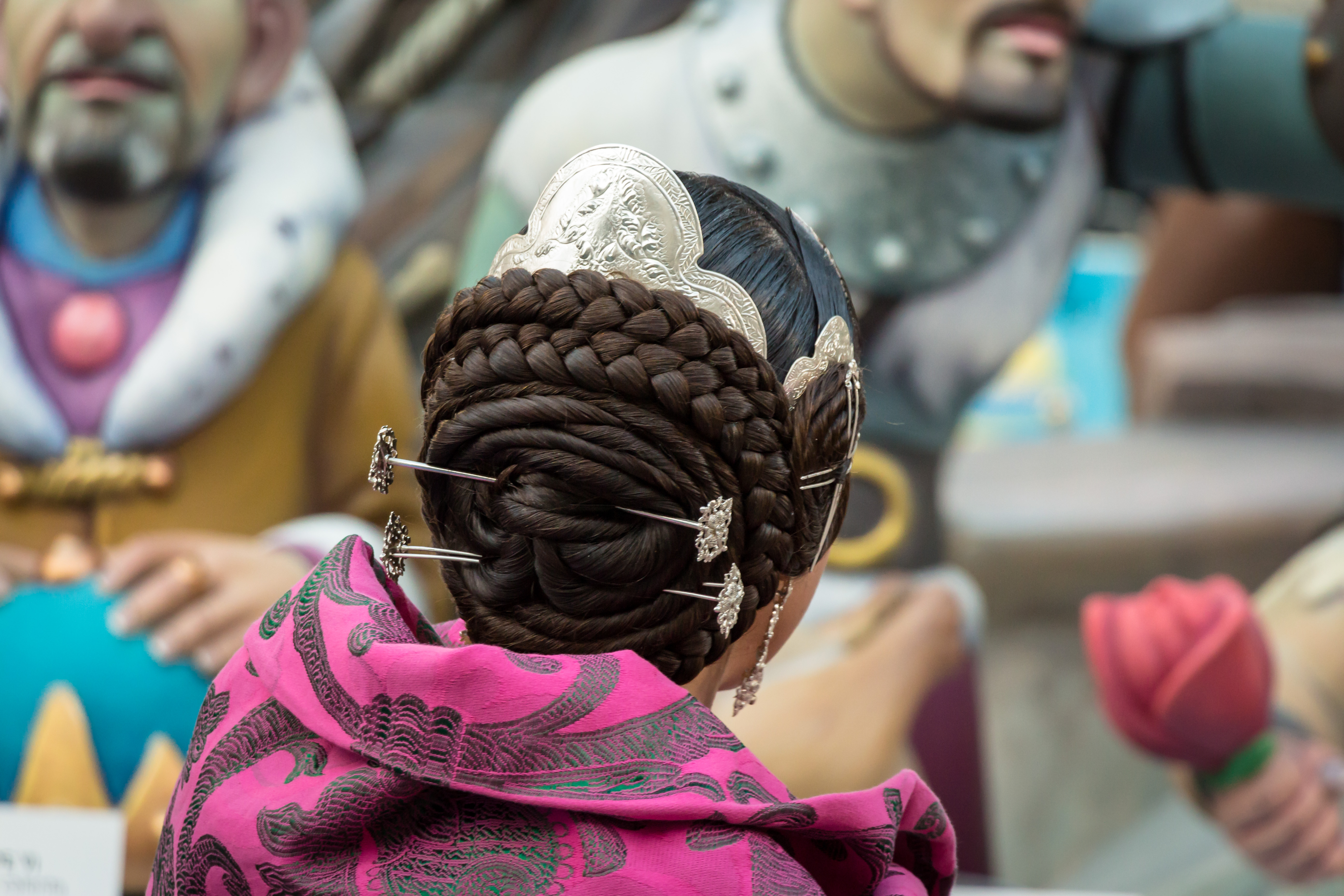
Peinado tradicional de valenciana
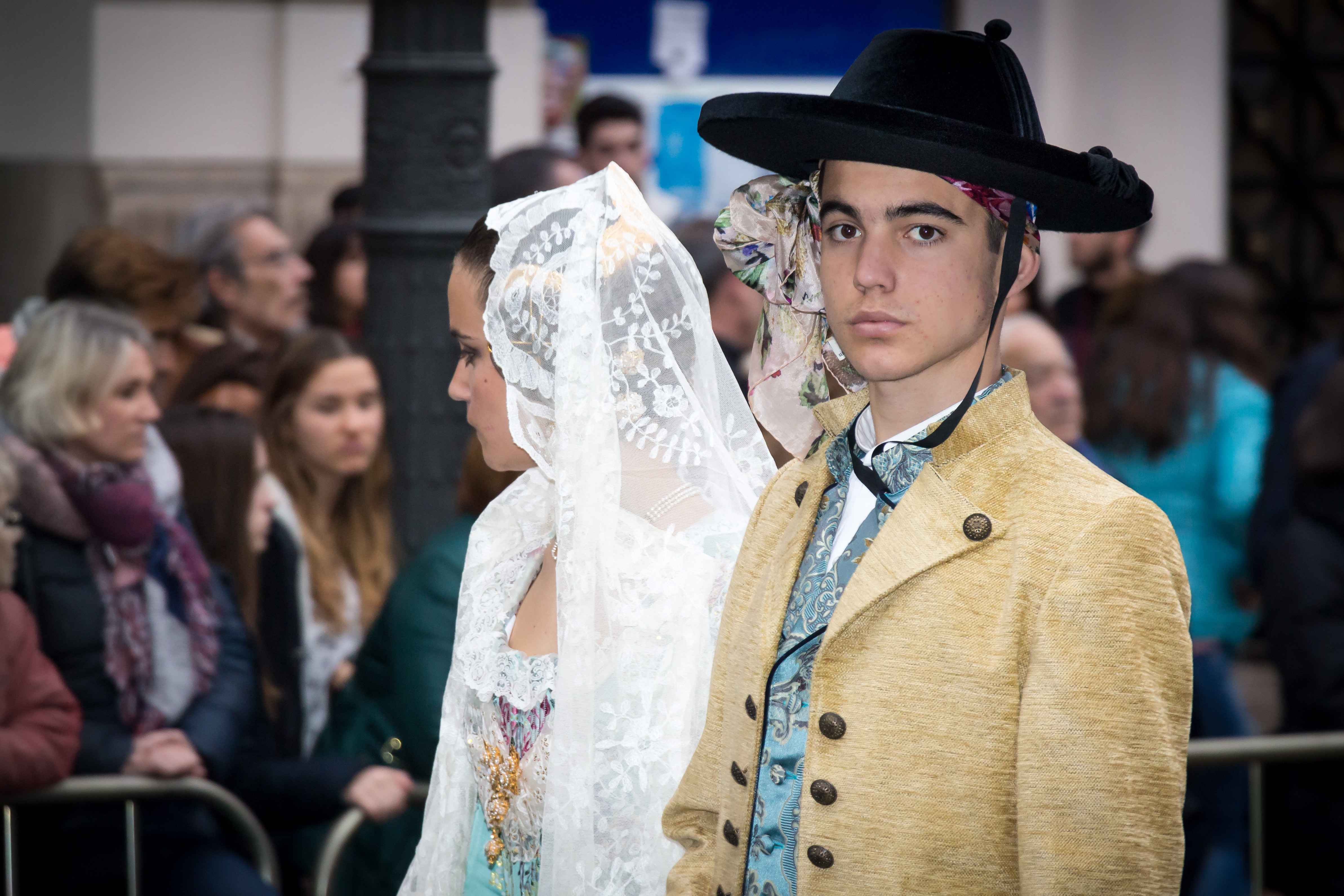
Pareja vestida de valencianos
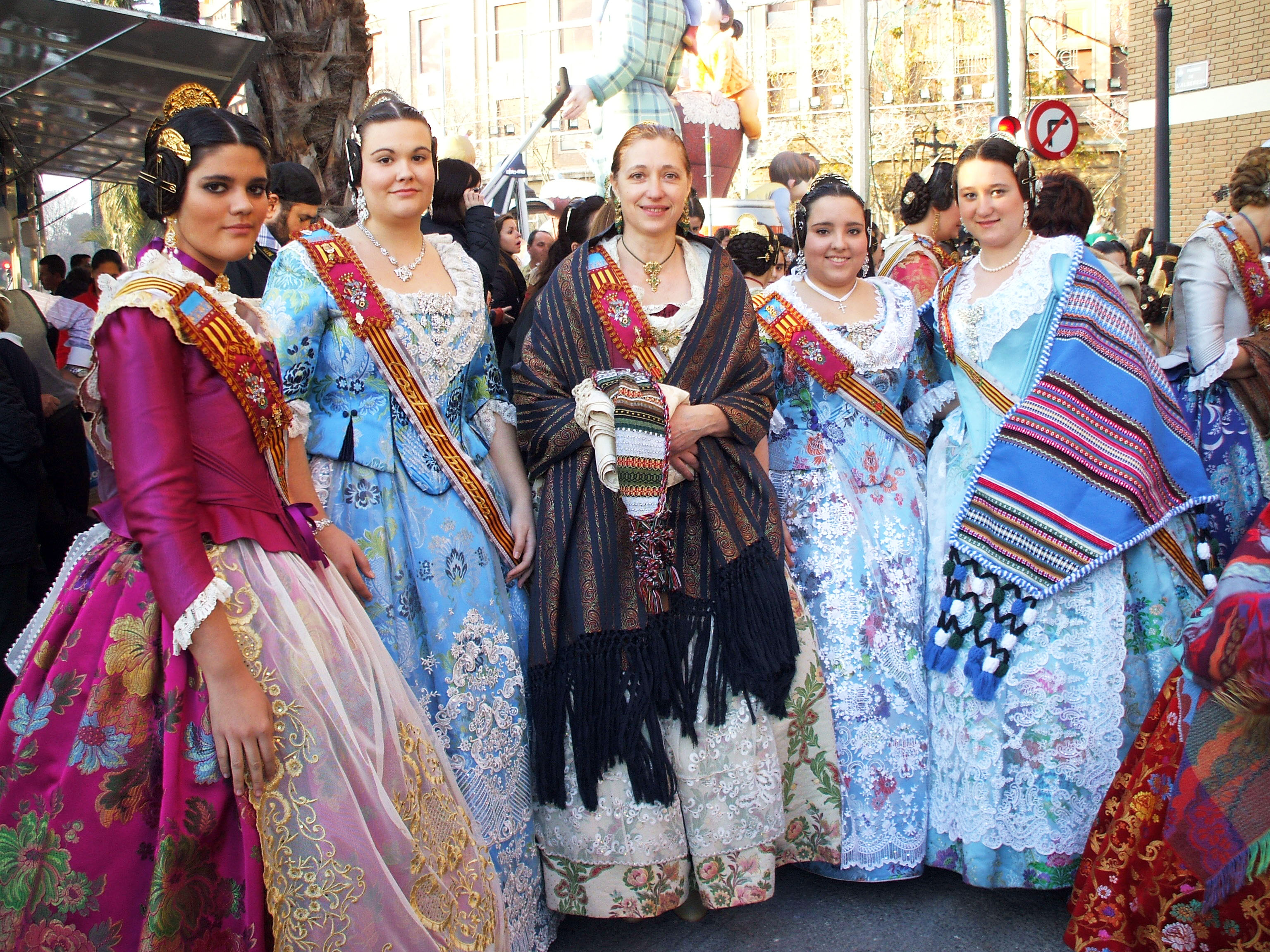
Mujeres vestidas de fallera
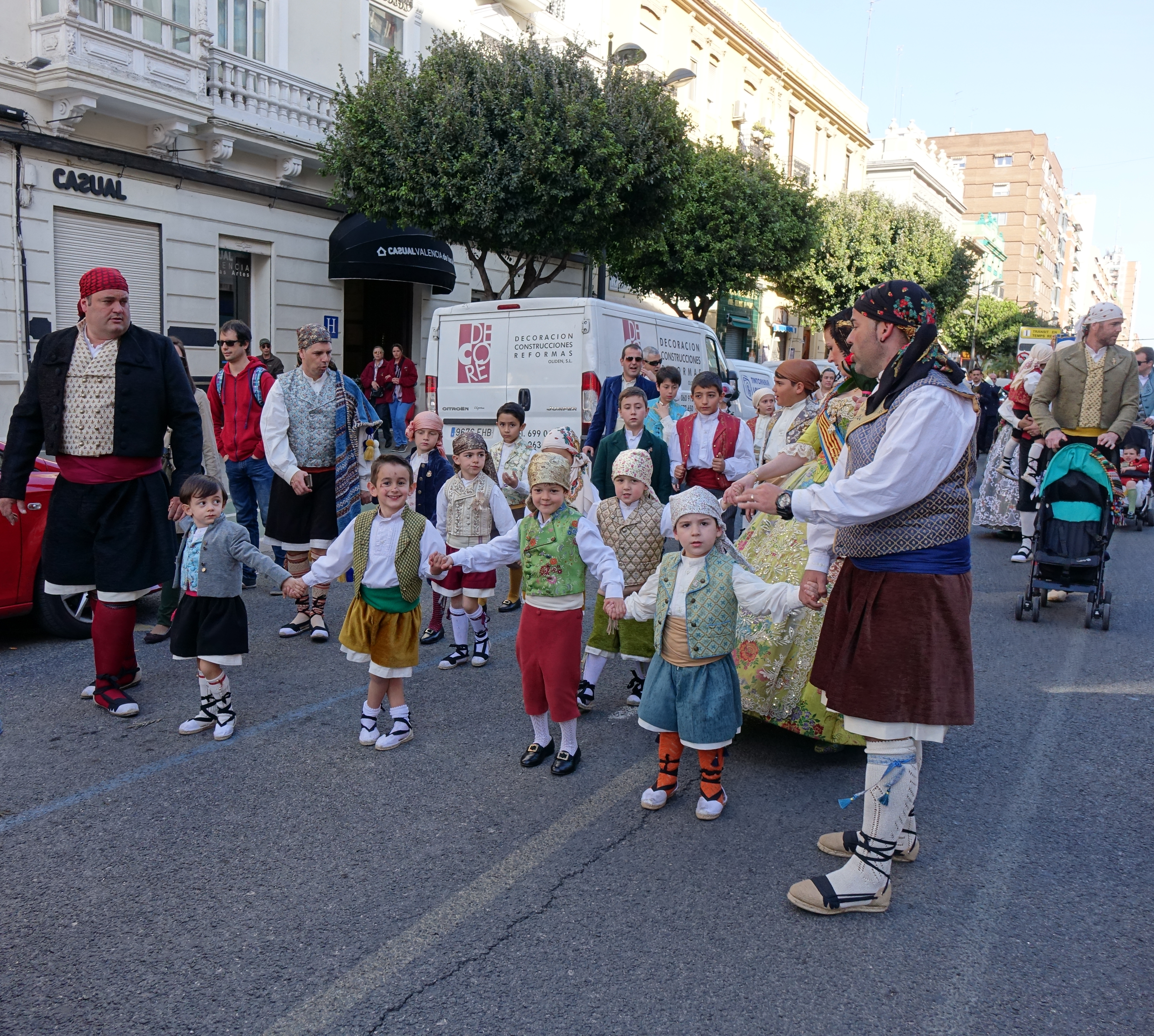
Niños y hombres de valencianos

#### Tribunal de las Aguas

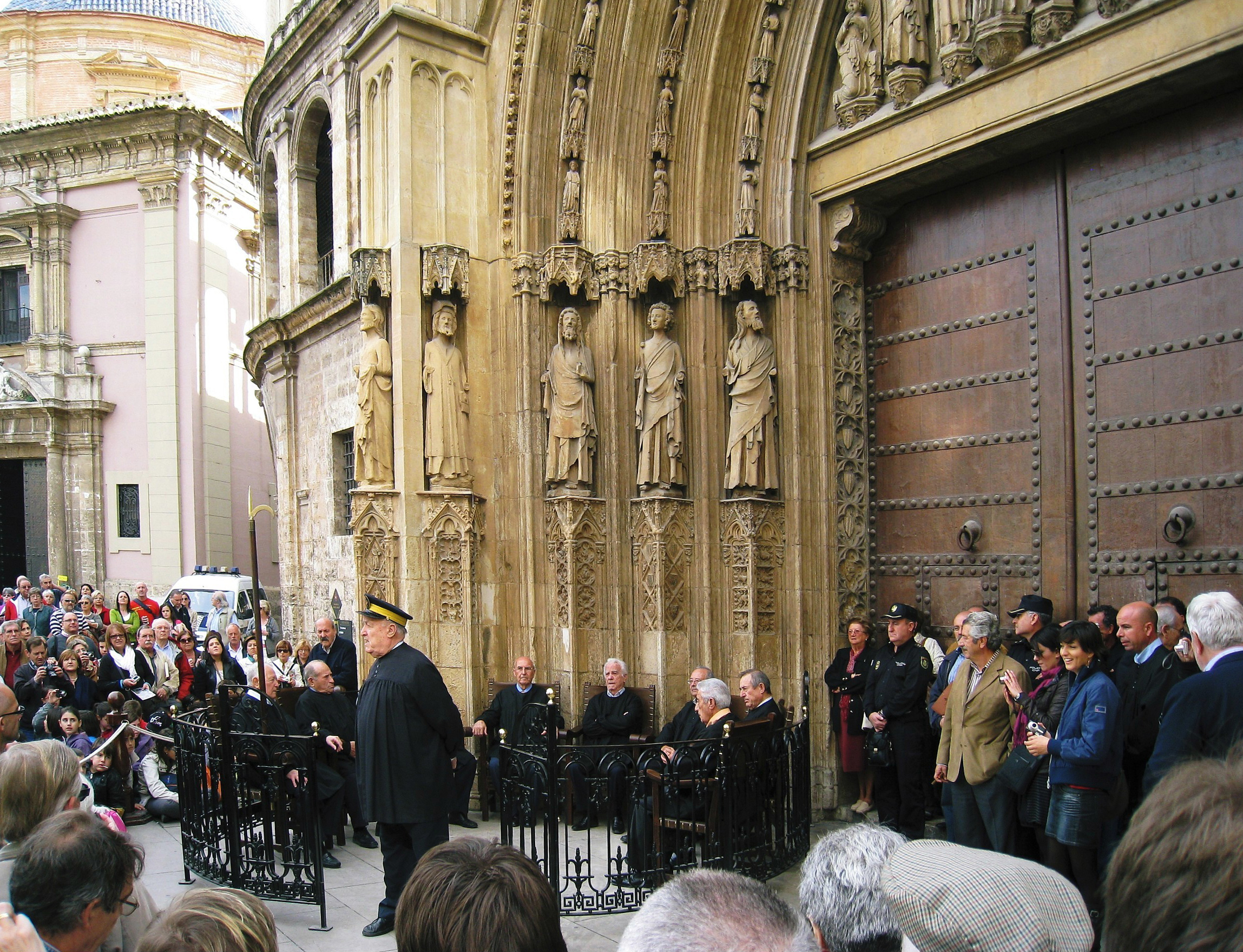
Tribunal de las Aguas de Valencia

El Tribunal de las Aguas de Valencia, conocido también como Tribunal de la Vega de Valencia es un tribunal consuetudinario de riego, el cual es el encargado de dirimir los conflictos por el agua de riego entre los agricultores de las Comunidades de Regantes de las acequias que forman parte de la Vega de Valencia, exceptuando a la acequia Real de Moncada. Su origen es totalmente desconocido, pese a que lo más probable es que sea una evolución, basada en tradiciones andalusíes anteriores, aunque algunos historiadores como José Vicente Gómez Bayarri sitúan sus orígenes en la época romana. En septiembre del año 2009 fue declarado como Patrimonio Cultural Inmaterial de la Humanidad por la UNESCO.
Este tribunal está formado por un representante de cada una de las Comunidades de Regantes que forman parte de la Vega de Valencia, los denominados síndicos. Uno de los síndicos es el presidente, el cual es elegido por un tiempo indeterminado. Tradicionalmente los presidentes del Tribunal son alternativamente los síndicos de Favara y el de Tormos.
Cada jueves del año se reúne el Tribunal con sus asesores en la Casa Vestuario de la plaza de la Virgen, pero a las 12 en punto del mediodía el Tribunal se constituye formalmente en la Puerta de los Apóstoles de la catedral de Valencia. Es entonces cuando el alguacil, con el permiso del presidente, llama a los denunciados de cada una de las acequias, con la tradicional frase: «denunciats de la sèquia de...!». El juicio se desarrolla de forma rápida, oral e íntegramente en valenciano.

#### Tauromaquia

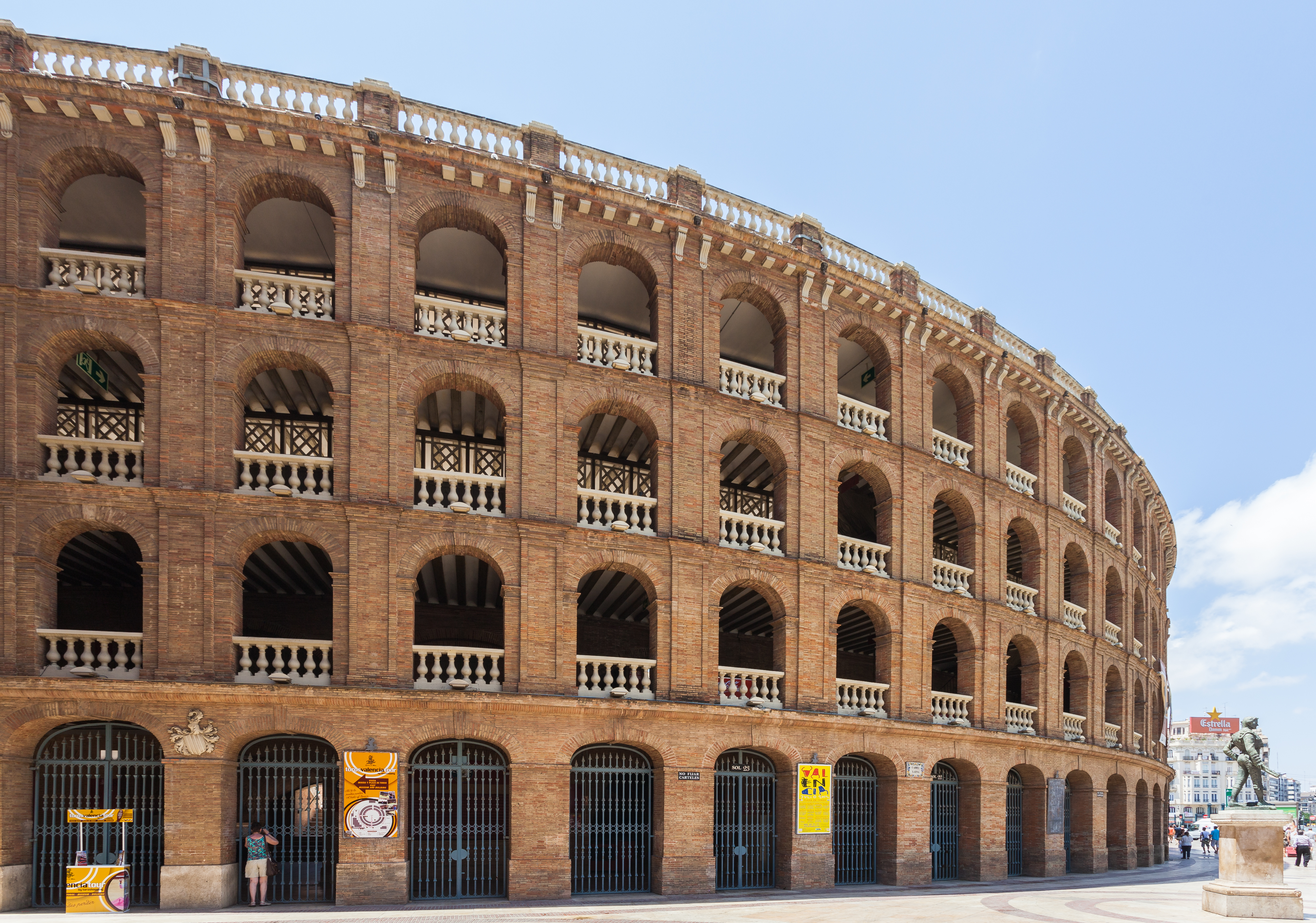
Plaza de Toros de Valencia

El toreo moderno comienza a desarrollarse en el siglo XIV, momento en que la fiesta de los toros empieza a configurar las bases de lo que más tarde serán las corridas de toros conocidas en tiempos contemporáneos, considerada como arte y liturgia. Las primeras corridas de toros celebradas en Valencia datan del año 1085.
En el siglo XVIII se consolida el toreo como un arte sujeto a una serie de reglas y normas. Los toreros se profesionalizan y comienzan a rivalizar con los picadores, que hasta ese momento gozan de mayor relevancia en los carteles. Las ganaderías empiezan a cobrar protagonismo y las ciudades se dotan de nuevas plazas estables, como la Plaza de toros de Valencia la cual fue construida entre los años 1850 y 1860 en el solar de una plaza anterior que por problemas de presupuesto nunca llegó a terminarse.
En Valencia también existe un museo Taurino, el cual se fundó en 1929 con fondos procedentes de la donación de Luis Moróder Peiró y del picador de toros José Bayard Badila, que durante años recogieron un significativo número de materiales y objetos de la tauromaquia valenciana del siglo XIX y de principios del siglo XX.
Hay que destacar que Valencia alberga uno de los primeros festivales taurinos del año, la Feria de San José, en la que se realizan corridas, novilladas y rejoneo con los mejores carteles de toreros, y la Feria de San Jaime o Feria de Julio, la cual se estrenó el 21 de julio de 1871 como una alternativa propuesta por el ayuntamiento de la ciudad para atraer turistas y evitar que los vecinos dejaran vacía la ciudad por el calor del verano valenciano.
Valencia es cuna de conocidas figuras del toreo como Manuel Granero, Manolo Montoliu, la torera María de los Ángeles Hernández Gómez, Luis Francisco Esplá, José Mari Manzanares, Vicente Ruiz el Soro, Enrique Ponce, José María Manzanares o Román Collado.

### Gastronomía

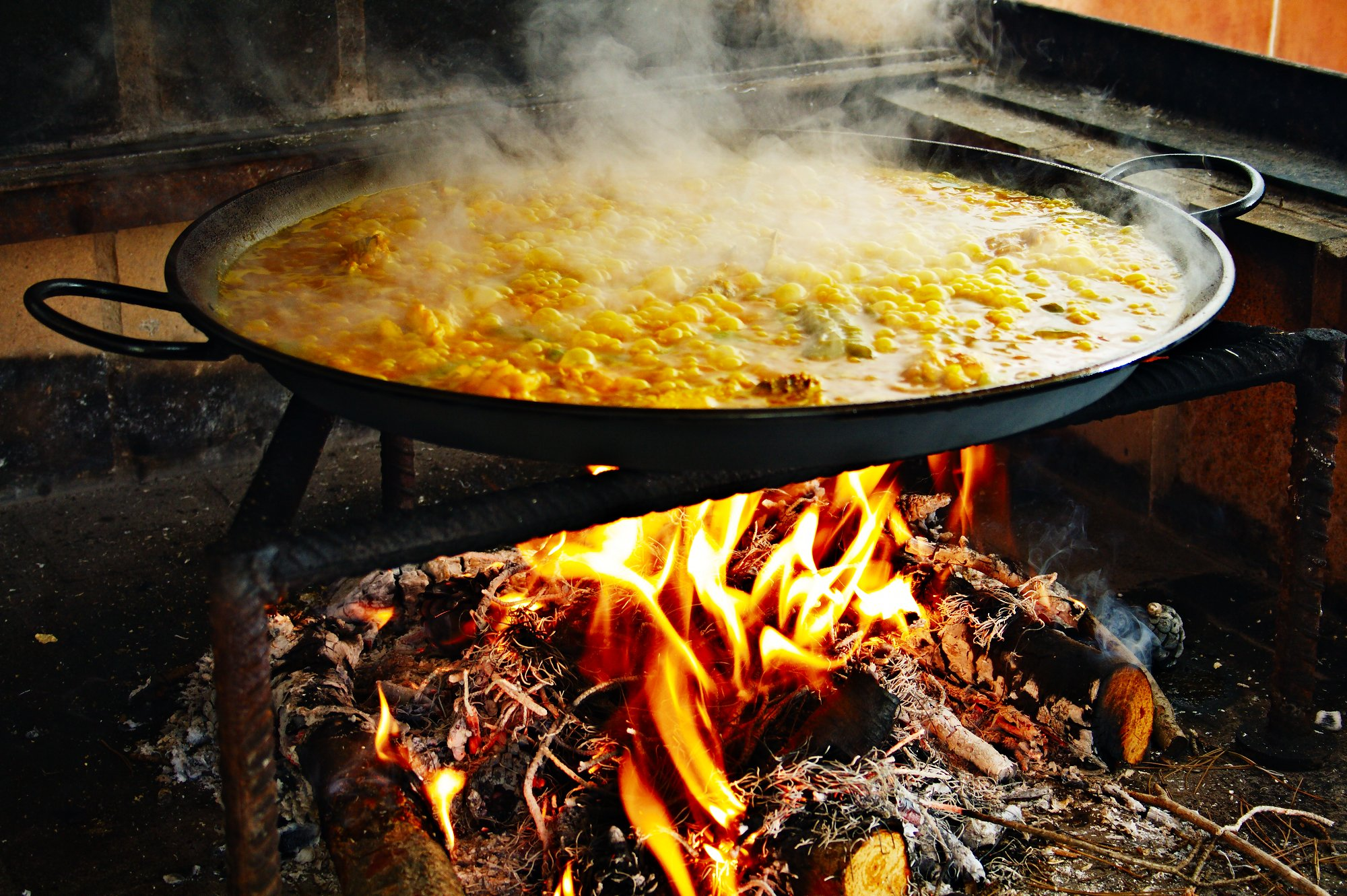
Paella valenciana hecha a leña

En la gastronomía tradicional de la ciudad, la famosa dieta mediterránea, tiene un peso especial el uso del arroz, el aceite de oliva, las verduras de la huerta y los pescados y mariscos de la costa mediterránea.
El plato más internacional de Valencia es la paella (nombre del recipiente donde se cocina), el cual en origen era un plato humilde que cocinaban los habitantes del marjal de la Albufera. Este plano tiene como base el arroz, aunque se complementa con los productos de la zona, fundamentalmente pollo, conejo, pato, caracoles, legumbres y verduras frescas. A lo largo del tiempo han aparecido varias variantes de la paella, como la realizada a base de marisco, la que únicamente lleva verduras, o la que sustituye el arroz por fideos, la denominada fideuá. Todos los tipos de paellas y fideuás se suelen aderezar con limón y no con alioli, como se suele hacer en los otros arroces de pescado típicos (el arroz a banda o el arroz negro).
Otro plato cuya base es el arroz es el arroz al horno, elaborado en cazuela de barro y en el horno, y cuyos ingredientes principales son el tomate, los garbanzos, el pimentón, varios tipos de embutido, las patatas, la panceta y las costillas de cerdo. Este plato pese a no ser muy conocido fuera de la Comunidad Valenciana, es uno de los más tradicionales y populares en la zona.
Finalmente el resto de platos elaborados con arroz son el arroz a banda con base de pescado; o el arroz negro, una variante del anterior, al cual se le añade tinta de calamar para conseguir su típico color negro; el arroz con acelgas, el cual además del arroz y de las acelgas lleva alubias blancas, patatas, bacalao seco y caracoles; o el arroz con alubias y nabos, un arroz caldoso más propicio para la temporada invernal.

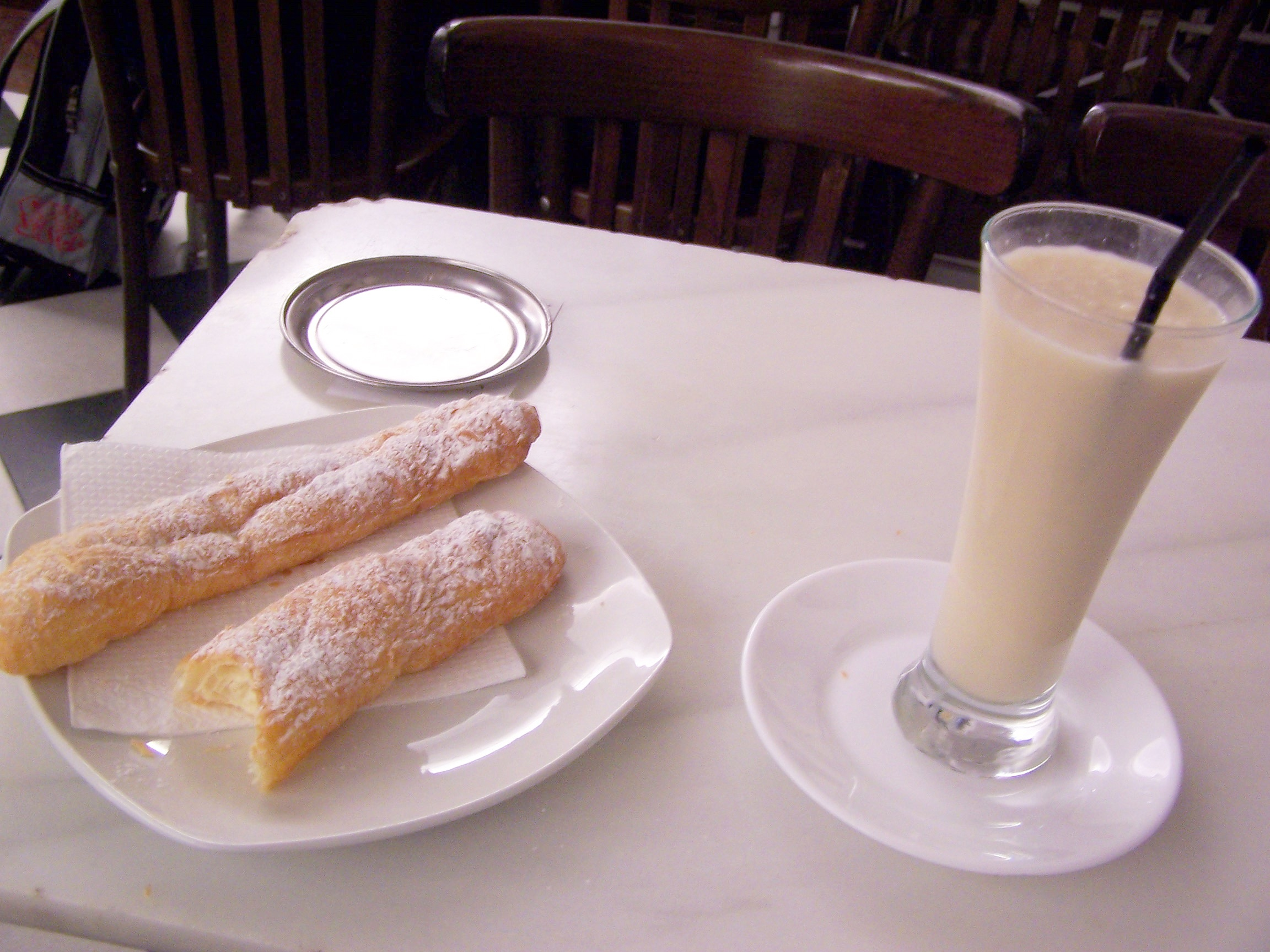
Horchata con fartons

El all i pebre es una típica salsa valenciana utilizada para cocinar pescados. La variante más famosa de este plato es la que utiliza anguilas en su elaboración, la cual ha conseguido una total supremacía sobre el resto, por lo que actualmente lo usual es referirse con el nombre de all i pebre, al all i pebre de anguilas.
En Valencia también hay una gran tradición en pasteles y dulces, destacando por su variedad los bizcochos y las tortas, como son la coca de llanda, la coca de sachí, la coca cristina, la coca de pasas y nueces, la mona de Pascua o el panquemado, aunque la variedad de dulces también incluye a los fartones, los buñuelos, los mazapanes, las peladillas o las rosquilletas, entre muchos otros. Los ingredientes principales son casi siempre la almendra, el azúcar y la miel, debido a que muchos de los dulces que forman parte de la cultura gastronómica valenciana son de origen andalusí.
Por lo que respecta a las bebidas, hay que destacar que la horchata de chufa (preparada con agua, azúcar y chufas) es la bebida tradicional por antonomasia de Valencia. Otra bebida típica es la mistela de moscatel, un vino de licor dulce pero de alta graduación (Vol. 15 %), el cual se elabora añadiéndole al mosto alcohol vínico o aguardiente para interrumpirle la fermentación. También es destacable el cóctel originario de la ciudad conocido como agua de Valencia, cuyos ingredientes fundamentales son el cava, el licor triple seco y el zumo de naranja.

### Deportes
Instalaciones deportivas

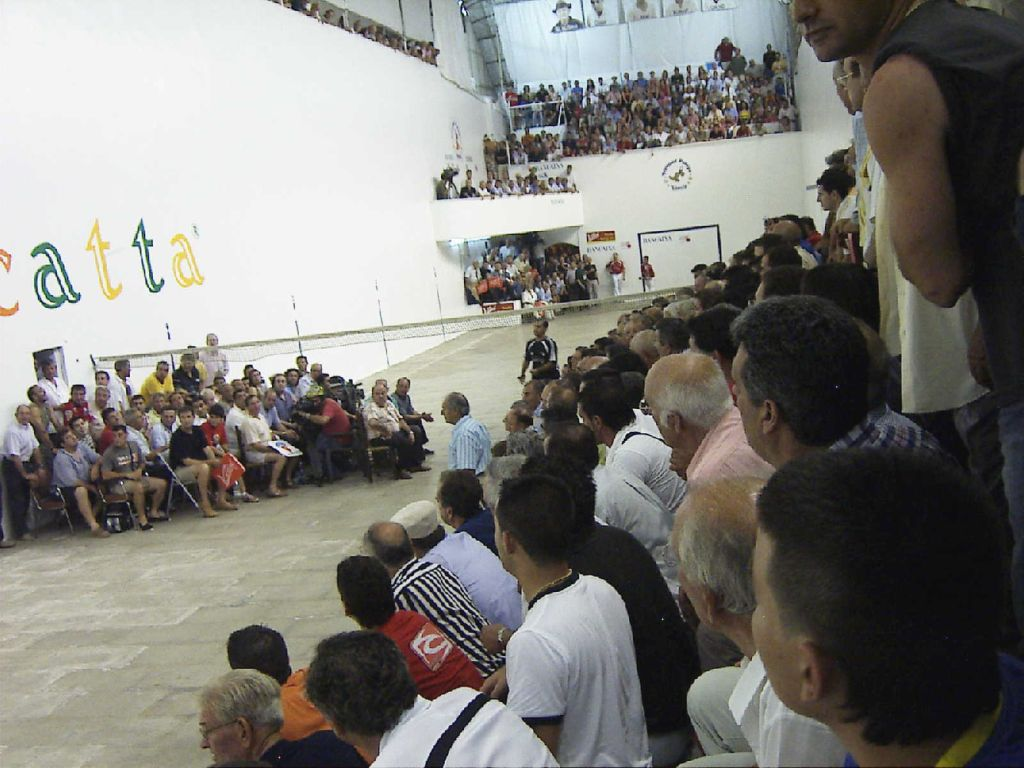
El trinquete de Pelayo

El 10 de abril de 1981 el Ayuntamiento de Valencia creó el organismo autónomo Fundación Deportiva Municipal de Valencia, el cual es una entidad de derecho público de naturaleza institucional. Este organismo es el encargado de gestionar todas las instalaciones deportivas municipales, entre las que destacan el Palau Velódrom Lluís Puig, el estadio de atletismo del Turia, el Centro Municipal de Pelota Valenciana de Masarrochos, el Pabellón Fuente de San Luis, los centros deportivos de Orriols, Torrefiel, Abastos y de la Petxina, y las diferentes piscinas, campos de fútbol y polideportivos de cada barrio.
El Ayuntamiento de Valencia es el propietario de otro escenario deportivo de primer nivel, el Trinquete de Pelayo, conocido como la catedral de la Escala i corda por ser el trinquete de más renombre de la Comunidad, ya que es en este trinquete donde se suelen disputar las finales de las principales competiciones, como el Circuit Bancaixa.
Además de las instalaciones municipales públicas, Valencia cuenta con dos estadios de fútbol, el Estadio de Mestalla y el Estadio Ciudad de Valencia, un campo de golf, así como un par de puertos deportivos: de un lado está el puerto del club náutico, situado al sur del puerto comercial; y por otro lado está la Marina de Valencia (el conocido durante las Copas América de vela como Port America's Cup), ubicada en la dársena interior del puerto de Valencia.

#### Clubes deportivos
Clubes de fútbol

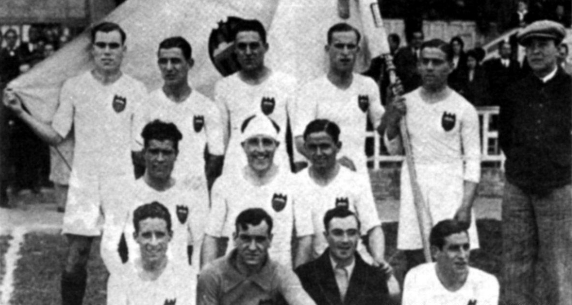
Plantilla del Valencia que ascendió a Primera División en 1931

El Valencia CF se fundó el 18 de marzo de 1919, y actualmente juega en la Primera División de España, disputando los encuentros como local en el Estadio de Mestalla, cuya capacidad es de 48 000 espectadores. En la clasificación histórica de LaLiga el Valencia CF ocupa el quinto puesto, detrás del Real Madrid, FC Barcelona, Atlético de Madrid y Athletic Club. Es el quinto club español con más títulos nacionales (14 campeonatos nacionales), y el tercero con más títulos internacionales por detrás del Real Madrid y del FC Barcelona (5 títulos en competiciones UEFA a nivel de clubes). El Valencia CF también es el tercer club español con un mayor presupuesto, tras Real Madrid CF y FC Barcelona, con más de 100 millones de euros. Según una encuesta realizada por el CIS en mayo de 2007, el Valencia CF es el tercer club de fútbol en porcentaje en cuanto a simpatizantes en España (5,3 %), por detrás de Real Madrid CF (32,8 %) y FC Barcelona (25,7 %), y por delante de Athletic Club (5,1 %), Atlético de Madrid (4,3 %) y Real Betis Balompié (3,3 %), por lo que cuenta con más de 800 peñas.
La ciudad también cuenta con otro equipo en la Segunda División de España, el Levante Unión Deportiva. En 1909 se fundaron el Real Gimnástico Club de Fútbol y el Fútbol Club Levante, coincidiendo con la fundación de la Federación Valenciana de Fútbol. Ambos se fusionaron en 1939 con el nombre de Unión Deportiva Levante-Gimnástico, pasando a denominarse finalmente Levante UD en 1941. En los años 1960, se construyó el estadio Ciudad de Valencia con una capacidad para 26,354 espectadores, un nuevo estadio de 40 000 m cuadrados en el barrio de Orriols, a espaldas de San Miguel de los Reyes. El estadio se inauguró, bajo la presidencia de Antonio Román, el 9 de septiembre de 1969, con un partido amistoso ante el Valencia C. F.
Clubes de baloncesto

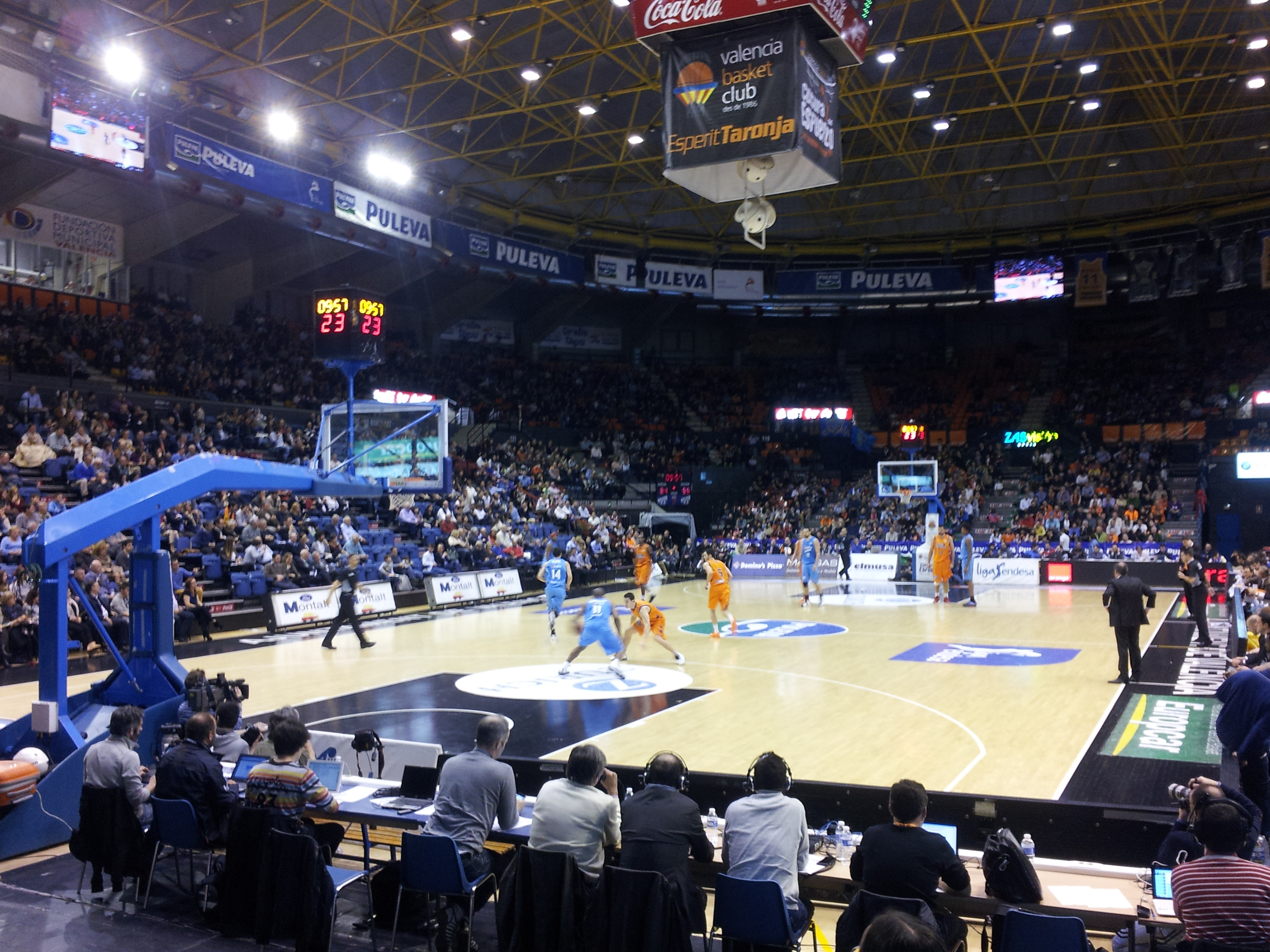
Partido del Valencia Basket Club (2013)

El Valencia Basket Club juega en la Liga ACB, la máxima competición del baloncesto español. Fundado en 1986, el club es heredero de la sección de baloncesto del Valencia Club de Fútbol, hasta el descenso del equipo de fútbol a segunda división en 1986, momento en el que el club de baloncesto toma identidad propia. Estaba patrocinado por la empresa Pamesa, por lo que era comúnmente conocido hasta 2009 como Pamesa Valencia. De 2009 a 2011 la empresa valenciana Power Electronics patrocinó al equipo, recibiendo este el nombre de Power Electronics Valencia Basket Club. Disputa sus encuentros en el Pabellón Municipal Fuente de San Luis de Valencia, con capacidad para 9000 espectadores, y viste camiseta y pantalón naranja. Su equipaje reserva es pantalón y camiseta gris.
El otro equipo de baloncesto de la ciudad fue el Ros Casares Valencia, uno de los participantes de la Liga Femenina de Baloncesto. Este equipo se fundó en 1996, al heredar los derechos deportivos del Popular Bàsquet Godella, aunque no fue hasta la temporada 1998/1999 cuando la empresa Ciudad Ros Casares tomó las riendas del equipo, y desapareció en 2012. La primera vez que ganó una liga con el nombre actual fue en 2001, aunque sus mejores resultados se dieron varios años después, al conseguir un triplete durante las temporadas 2003/04, 2006/07, 2007/08, 2008/09 y 2009/10. Este es un club con una afición numerosa y entregada, por lo que recibió en 2009 el premio Nostresport a la mejor afición. También disputaba sus encuentros en el Pabellón Municipal Fuente de San Luis de Valencia.
Clubes de otras especialidades deportivas

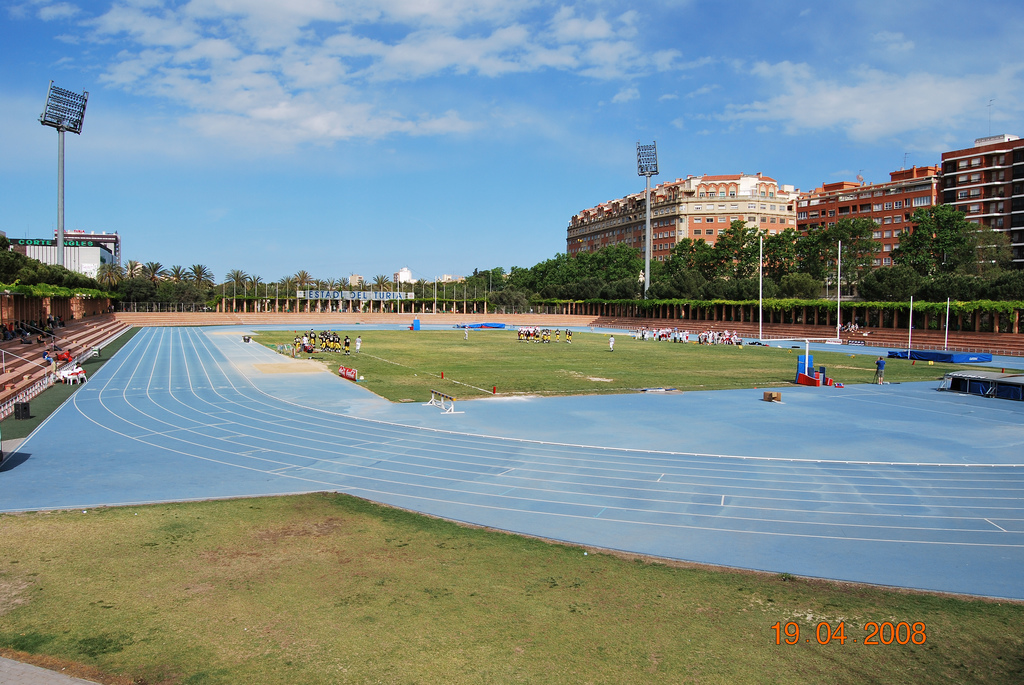
Estadio del Turia, sede del Valencia Club de Atletismo

El Real Club Náutico de Valencia se fundó en 1903, por lo que tiene el honor de ser uno de los más antiguos de España. Actualmente el club tiene una de las instalaciones náuticas más modernas y completas, con más de 400 000 m² de superficie, y 1252 puestos de atraque, los cuales albergan una de las mejores flotas de crucero de la Comunidad Valenciana. El puerto deportivo del Club Náutico es también sede de importantes competiciones dentro del calendario nacional, a las que acuden los mejores regatistas, tanto de crucero como de las distintas modalidades de vela ligera (470, optimist, snipe, etc.). Además de todos los servicios propios portuarios, el Club Náutico de Valencia cuenta con una amplísima sede social, piscina olímpica, parque infantil, polideportivo, frontón y canchas de tenis y squash.
En Valencia también existe un equipo de atletismo, el Valencia Club de Atletismo. Este equipo nació el mes de mayo de 1924 dentro del seno del Valencia C. F. A lo largo de sus más de 80 años de existencia, su proyección así como sus éxitos deportivos, han marcado un hito en la historia del deporte valenciano, nacional y europeo.
El Club de Tenis de Valencia se fundó en 1905 bajo el nombre de Sporting Club. Sus instalaciones se ubicaron inicialmente en la Alameda, y contaba con dos pistas de tenis. Este Sporting fue uno de los clubs que formaron la Asociación de Lawn-Tennis de Barcelona, agrupación de Clubs que dio origen a la actual Real Federación Española de Tenis.
El Real Aeroclub Valencia nació en julio de 1931, aunque tiene sus orígenes en la Exposición Regional de Valencia de 1909, y en los sucesivos festivales aéreos realizados en Valencia a lo largo de esos años. Actualmente tiene su sede en una parcela en la zona industrial de la cabecera de la pista 22 del aeropuerto de Manises, que consta de un hangar de 1500 m² en la planta baja y despachos, aula, tienda y local social en la planta alta, con la misma superficie.
Además de esto, hasta cuatro equipos de la ciudad han competido en la División de Honor de la Liga Española de rugby: el Tatami Rugby Club, el CAU Valencia, el Club de Rugby Les Abelles y el Rugby Club Valencia, ganando este último el campeonato nacional de liga en 1983.

##### Eventos deportivos

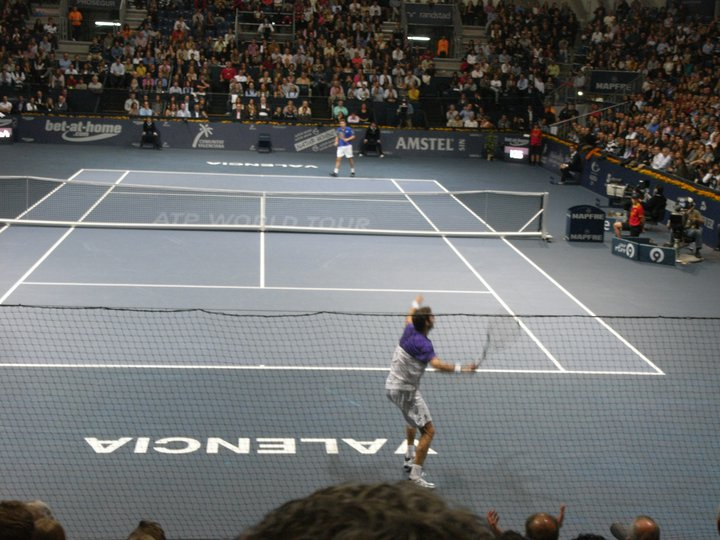
Partido del Valencia Open 500 del 2010

Durante el 2011 Valencia fue la capital europea del deporte, galardón entregado por la Asociación de Capitales Europeas del Deporte (ACES). Además de esto, en la ciudad de Valencia se celebran, o se han celebrado, varios campeonatos y torneos deportivos de primer orden mundial. Uno de los más importantes es el Gran Premio de Europa de Fórmula 1, el cual se celebró en el Valencia Street Circuit desde el año 2008 hasta el 2011. El circuito urbano de Valencia discurre a través de la dársena interior del puerto para luego dirigirse hacia el Grao y el barrio de Nazaret. En los años 2008 y 2009 el Gran Premio se celebraba en el mes de agosto, pero debido a las altas temperaturas que se alcanzaban se decidió que a partir del año 2010 este pasará a celebrarse en el mes de junio.
Otro evento deportivo de primer orden es el Gran Premio de España del Global Champions Tour de Hípica, el cual se celebró desde el año 2009 hasta el 2011. Este GP es una prueba del circuito hípico internacional más prestigioso del mundo, el cual está compuesto por varios concursos de saltos de máxima categoría internacional. Este torneo se compone de diez grandes premios, los cuales se celebran en diez ciudades diferentes, como Hamburgo, Montecarlo, Río de Janeiro, etc. La competición se desarrollaba en la Ciudad de las Artes y las Ciencias, en la zona del Museo de las Ciencias Príncipe Felipe.

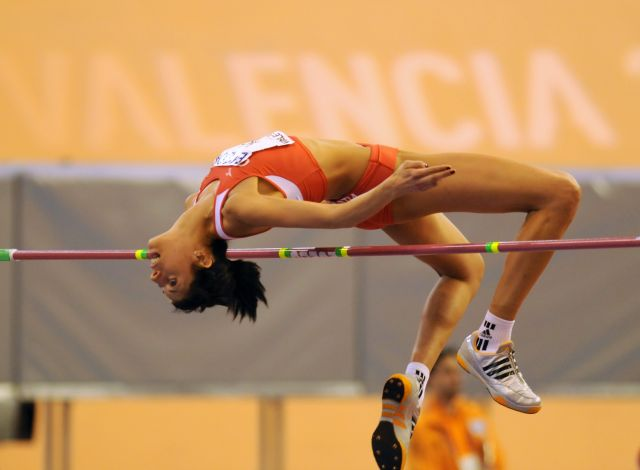
Prueba de salto de altura en el Campeonato Mundial de Atletismo en pista cubierta de Valencia

También es destacable el Valencia Open 500, sucesor del Open de tenis de la Comunidad Valenciana, y uno de los 3 torneos ATP que se disputan en España junto con el Masters de Madrid y el Conde de Godó de Barcelona. Este torneo se disputó sobre tierra batida en las instalaciones del Club de Tenis de Valencia desde el año 2002 hasta el 2008, cuando el torneo subió de categoría con la reestructuración del calendario de la ATP, pasando a ser uno de los ATP Open 500. Con el cambio de categoría, el torneo se trasladó al Ágora de la Ciudad de las Artes y las Ciencias, donde comenzó a disputarse en pista dura.
En el pasado la ciudad también ha acogido otros eventos deportivos de gran importancia, como el XII Campeonato Mundial de Atletismo en Pista Cubierta, el cual se celebró entre los días 7 y 9 de marzo de 2008 en el Palacio Velódromo Luis Puig. Esta cita fue un éxito de participación ya que se batió el récord de países y atletas participantes en un campeonato mundial de pista cubierta. Del mismo modo, Valencia también acogió los III Juegos Europeos de Policías y Bomberos, los cuales se prolongaron del 7 al 13 de junio del 2010.
Debido a la importancia del estadio del Mestalla, la ciudad ha acogido también varios partidos de los principales torneos de fútbol, ya que el estadio de Mestalla fue elegido como sede de la selección española para la disputa de los partidos de esta en la primera fase de la Copa Mundial de Fútbol de 1982 y de los Juegos Olímpicos de Barcelona 1992. Del mismo modo, Mestalla también ha sido la sede de varias finales de la Copa del Rey, concretamente en las ediciones 1928-29, 1935-36, 1989/90, 1992-93, 1997-98, 1999-00, 2008-09, 2010-11 y 2013-14.
Las Copas América de vela

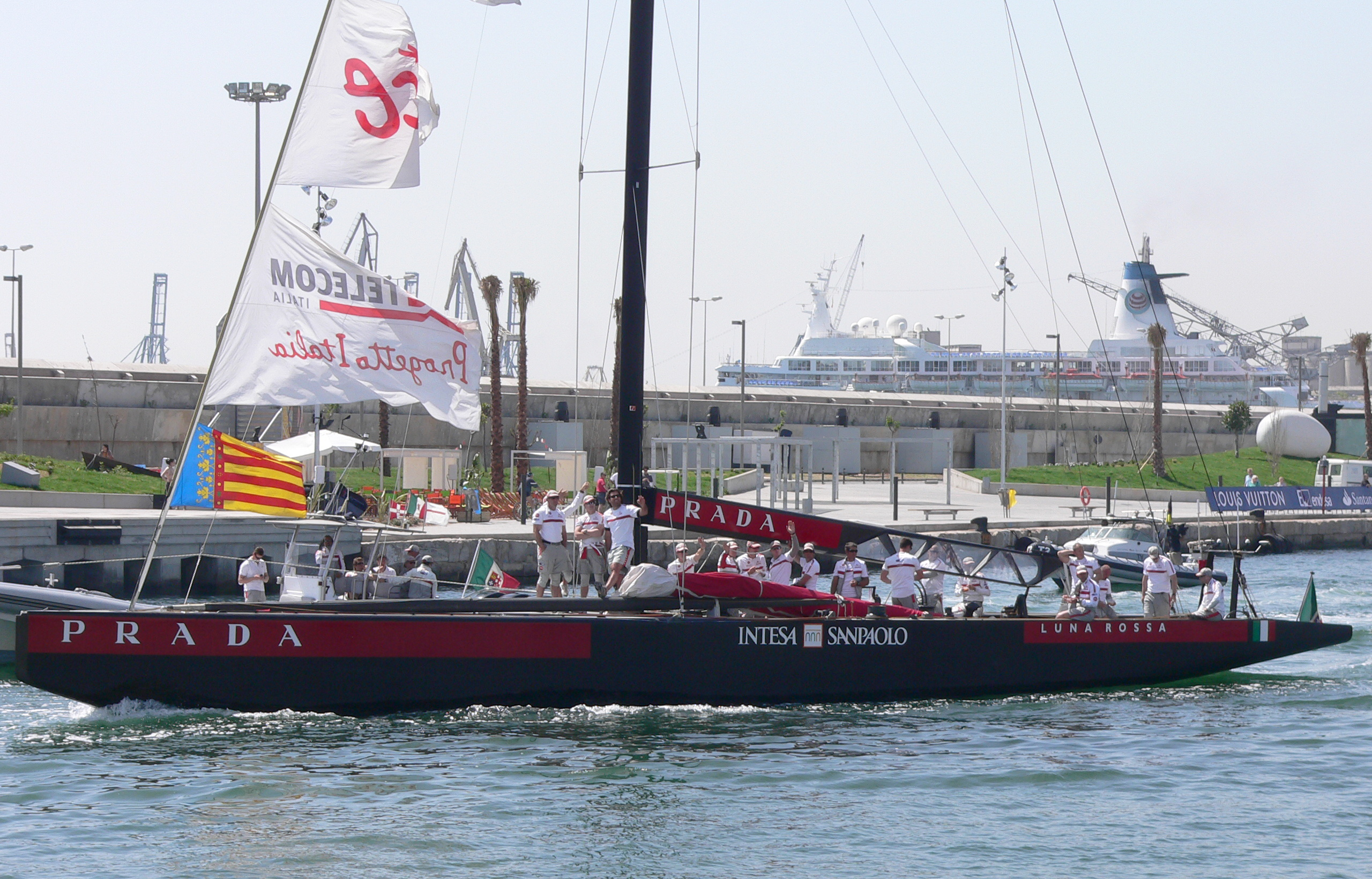
El Luna Rossa Challenge (32.ª Copa América)

En Valencia se han celebrado dos ediciones de la Copa América de vela, más conocida como America's Cup, la cual es el trofeo deportivo más antiguo del mundo, con 152 años de historia y que reúne a la excelencia del mundo de la vela. La primera edición de la America's Cup celebrada en aguas valencianas fue la número 32, y se celebró en el año 2007, mientras que la segunda que se celebró fue la número 33, que se celebró en el 2010.
Junto a Valencia, Génova y Marsella eran las otras candidatas a ser sedes del evento, pero finalmente el jurado eligió Valencia, por sus condiciones climatológicas y geográficas. La elección de la ciudad se debió a que el ganador de la 31 edición de esta competición, fue la Sociedad Náutica de Ginebra, es decir, el representante de un país sin mar, por lo que tuvo que buscar la sede en un tercer país.
Entre los años 2004 y 2007 y gracias a las regatas de la Louis Vuitton Cup, en las aguas del puerto de Valencia se enfrentaron los mejores equipos del mundo de vela, entre los que salió ganador Emirates Team New Zealand que se enfrentó en la final con el Alinghi. Finalmente el Alinghi venció por segunda vez consecutiva la Copa América en la séptima regata, celebrada el día 3 de julio, imponiéndose por un segundo al desafiante neozelandés en lo que fue su quinta y definitiva victoria de la serie, al mejor de nueve regatas.

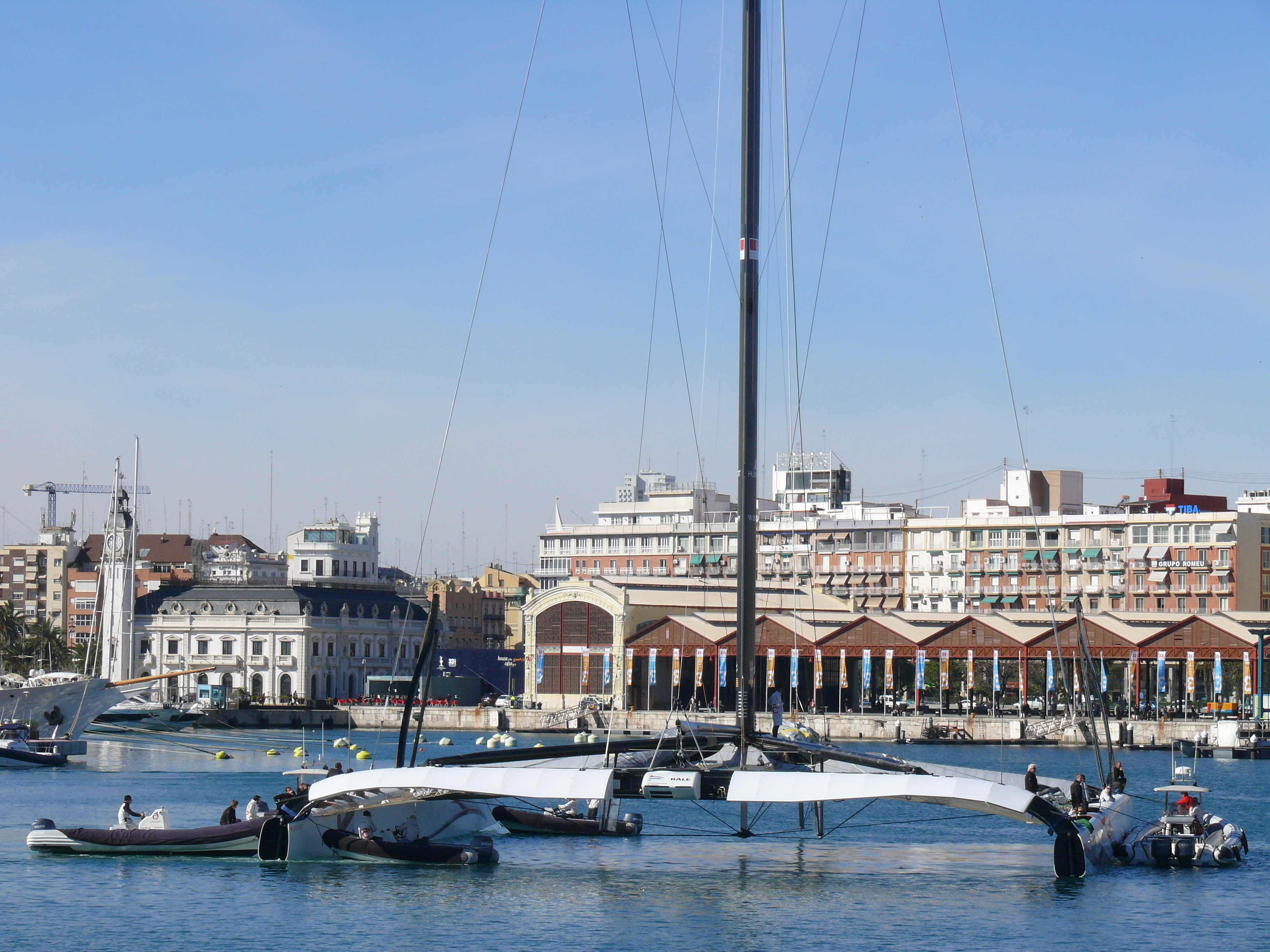
El Alinghi 5 (33.ª Copa América)

Debido a que el ganador volvió a ser la Sociedad Náutica de Ginebra, los ganadores de la 32.ª America's Cup anunciaron el 25 de julio de 2007 que Valencia volvería a ser la sede de la siguiente edición en 2009. Sin embargo, debido al proceso judicial en el que se vio envuelta la competición, en el año 2008 se canceló bilateralmente el contrato que firmó el ente público gestor con el equipo Alinghi. Finalmente, tras la sentencia judicial, Valencia volvió a ser sede de esta competición, la cual se programó al mejor de 3 pruebas.
Las pruebas tenían que comenzar el día 8 de febrero de 2010, pero los días 8 y 10 no se pudo dar la salida debido a que el viento era flojo y variable el día 8 y a que las olas superaban los 2 m de altura el día 10. El día 12 se disputó la primera regata que dio como vencedor al USA 17, del equipo BMW Oracle Racing. No fue una regata demasiado disputada ya que los norteamericanos se impusieron por más de quince minutos de ventaja. El día 14 volvió a repetirse el mismo guion. Aunque el Alinghi 5 se mantuvo en cabeza durante gran parte de la primera ceñida, el USA 17, valiéndose de su mayor velocidad y mejor estrategia se puso en frente y aventajó en más de cinco minutos al sindicato suizo en la línea de llegada. La Copa América volvió a Estados Unidos 15 años después.
Eventos populares

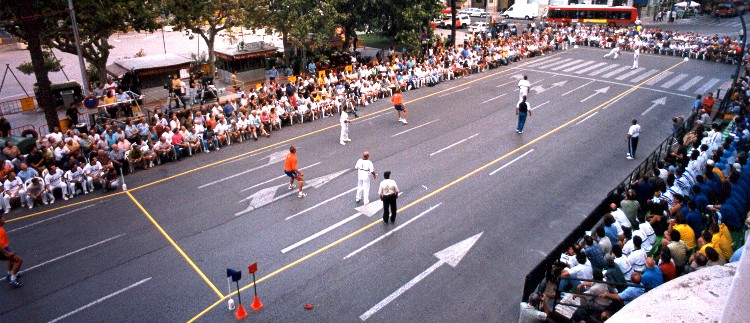
Día de la pelota valenciana 2006

Además de todos los eventos profesionales, la ciudad de Valencia celebra a lo largo del año varios eventos deportivos de carácter popular, como puede ser el día de la Pelota Valenciana, el cual lleva celebrándose en la plaza del Ayuntamiento de Valencia todos los meses de septiembre desde el año 1992. Este evento consta de diferentes actos durante toda la mañana, siendo el plato fuerte el duelo de la selección valenciana con otra selección internacional.
El Valencia Triatlón también tiene una larga tradición en la ciudad, ya que la Comunidad Valencia es pionera en este deporte y 2.ª en número de licencias a nivel nacional (España cuenta con 20 000 federados, aunque se estima que la cifra de aficionados es mucho mayor). El Valencia Triatlón es una fiesta deportiva, un evento de gran calidad para todos sus participantes, el cual consta de tres pruebas: correr por la Ciudad de las Artes y las Ciencias; nadar en la dársena de la Marina de Valencia; y finalmente rodar en bici por el Circuito de Fórmula 1. En Valencia al igual que en otras ciudades se celebra todos los 30 de diciembre una San Silvestre Popular, en la cual participan centenares de atletas disfrazados.
También es importante el maratón popular de Valencia, organizado desde el año 1981 por la Sociedad Deportiva Correcaminos, con la colaboración de la Fundación Deportiva Municipal y otras muchas entidades organizadoras. Lo que comenzó con la primera edición a principios de los 80, con unos pocos atletas sorteando el tráfico, se ha convertido en un acontecimiento deportivo de alto nivel, cuya organización involucra a más de 1600 personas, para dar servicio a casi 4000 participantes. Mientras que el medio maratón de Valencia, de 21 097,50 m de longitud, también tiene una larga tradición. Esta carrera también la organiza la Sociedad Deportiva Correcaminos, desde el año 1990, y tiene homologado por la Real Federación Española de Atletismo su circuito, el cual discurre sobre el asfalto de la ciudad.
Finalmente, hay que destacar el Festival Aéreo Ciudad de Valencia, el cual se celebró desde el año 2003 hasta el 2009 en la playa de la Malvarrosa. En este festival participaron aviones de todas partes de España, internacionales, y del ejército del aire, congregando a una multitud de aficionados y espectadores para ver las acrobacias aéreas de los campeones acrobáticos de España, la Patrulla Águila y los cazas del ejército del aire español, a los que se sumaron paracaidistas, aviones del aeroclub de Valencia, y el CRJ-200 de Air Nostrum, así como aviones clásicos e históricos pertenecientes a la Fundación Aérea de la Comunidad Valenciana.

### Ciudades hermanadas
La ciudad de Valencia tiene varias interconexiones de calidad con algunas ciudades de todo el mundo, a través de estas colaboraciones oficiales de distintos sectores automovilísticos también tiene una larga tradición en la ciudad, ya que la Comunidad Valencia es pionera en este deporte y 2.ª en número de licencias a nivel nacional (España cuenta con proyectos concretos para aumentar y beneficiar la presencia valenciana en el exterior, y potenciar la imagen de la ciudad y su desarrollo).
Casi todos los hermanamientos que la ciudad de Valencia ha realizado se hicieron básicamente entre los años 1978 a 1984. Durante estos años se produjeron las acciones necesarias para llegar al hermanamiento con las ciudades siguientes:
- Maguncia (1978)
- Bolonia (1980)
- Odesa (1981)
- Valencia (1985)
- Veracruz (1985)
- Cantón (2012)
- Chengdu (2017)
- Xi'an (2020)